# Jacques Renaud Bénard
Pour les articles homonymes, voir Bénard.
Jacques Renaud Benard dit improprement Robert Bénard, est un graveur français, né à Rosny-sous-Bois le 13 avril 1731 et mort à Paris le 4 juillet 1794.

## Biographie

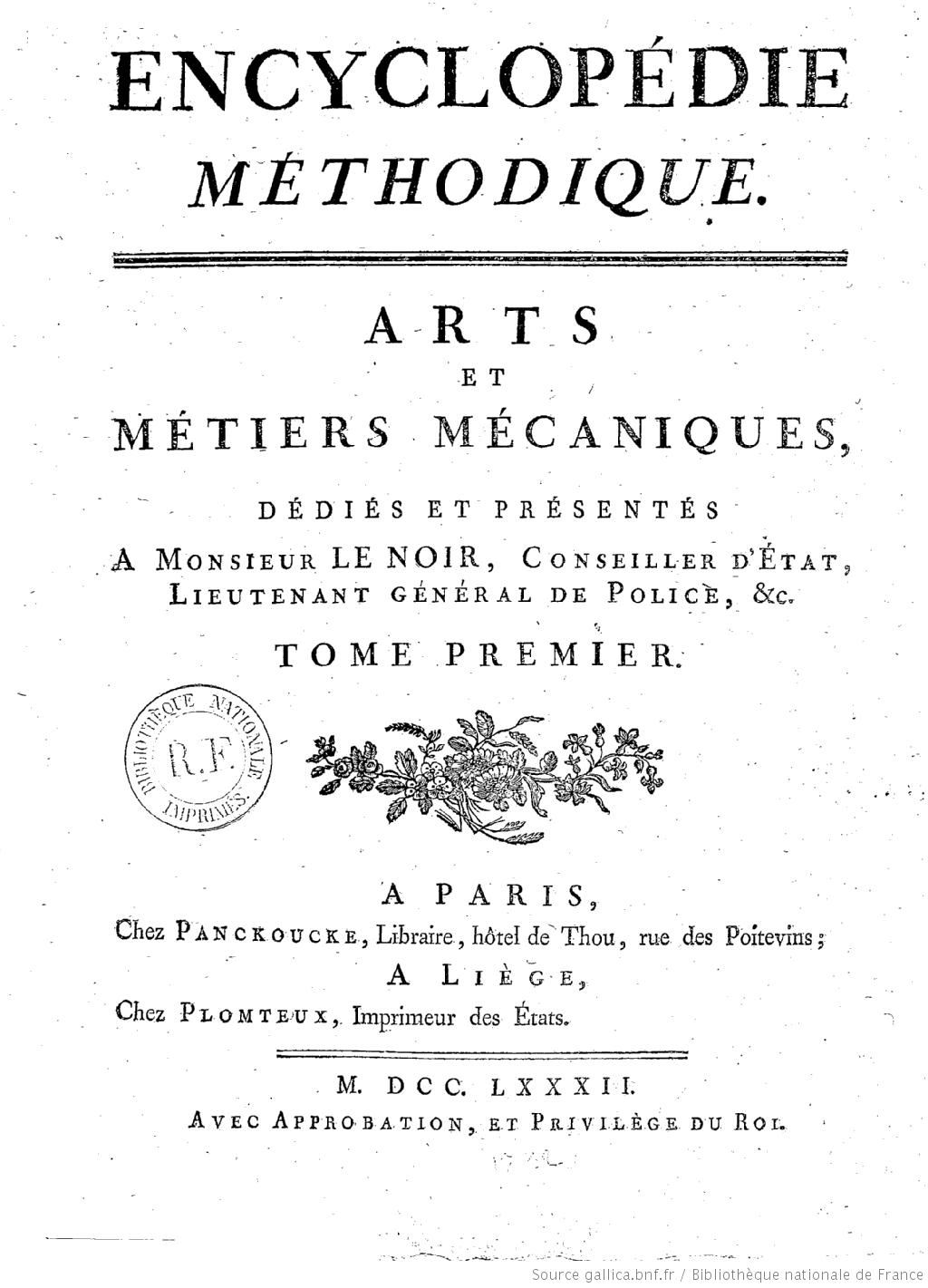
L'Encyclopédie méthodique, 1782

Le parcours de Benard est resté longtemps méconnu : ses origines et sa fin de vie ont été reconstitués en 2019 par des chercheurs.
Spécialisé dans la technique du burin, Benard est principalement renommé pour avoir fourni une quantité importante de planches à l’Encyclopédie de Diderot et d'Alembert, à partir du quatrième volume en 1754.
Il dirige la gravure de la Suite du recueil de planches sur les sciences, les arts libéraux et les arts méchaniques (Planches, Supplément, 1777), travaille à l'édition de Genève de l’Encyclopédie, dont il dirige aussi la gravure, et à celle de l’Encyclopédie méthodique qui, paraissant à partir de 1782, est « la dernière et la plus importante des encyclopédies françaises du XVIIIe siècle ».
Charles-Joseph Panckoucke annonce dès 1781 son projet d'une Encyclopédie méthodique dont l'intention initiale est d'utiliser et de corriger l'Encyclopédie de Diderot et d'Alembert. à partir de deux tirages qu'il découpe afin de regrouper les articles par matière (finalement vingt-six dictionnaires auxquels s'ajoute un vocabulaire universel), abandonnant ainsi l'ordre alphabétique au bénéfice de la discipline. La plupart des planches de cette encyclopédie portent en bas à droite la mention « Benard direxit », énonçant que Benard y dirige d'autres graveurs.
Benard travaille également pour l'Académie des sciences, notamment pour les descriptions des Arts et Métiers.
Il meurt à Paris en 1794, laissant une fille unique.

## Contributions bibliophiliques

### L'Encyclopédiede Diderot et d'Alembert
Denis Diderot et Jean Le Rond d'Alembert, Encyclopédie, ou dictionnaire raisonné des sciences, des arts et des métiers, par une société de gens de lettres, mis en ordre et publié par M. Diderot et, quant à la partie mathématique, par M. d'Alembert.
- Quatrième volume : Mathématiques, arts mécaniques

Mathématiques, arts mécaniques, quatrième volume de L'Encyclopédie, gravures de Robert Bénard
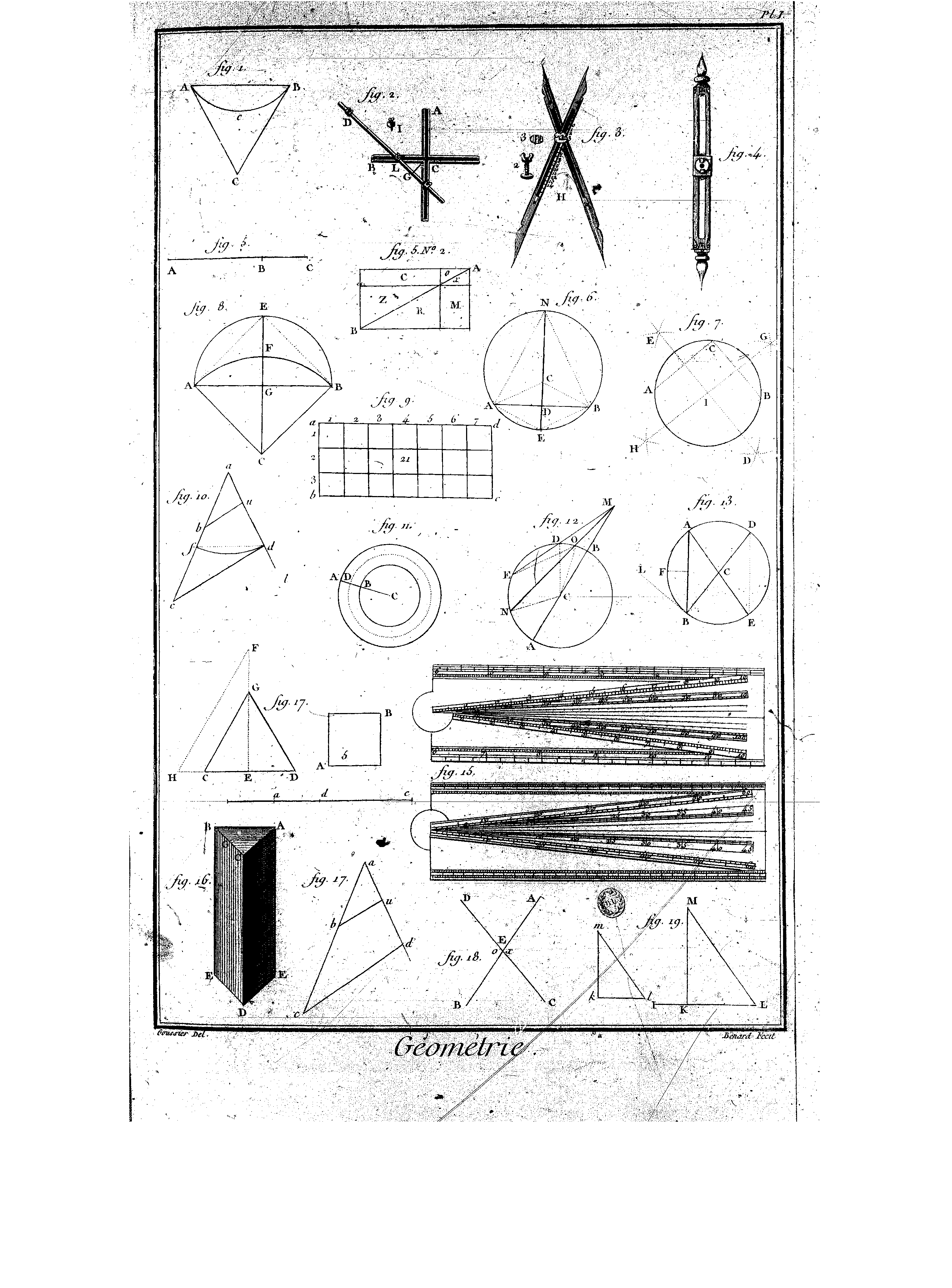
Géométrie
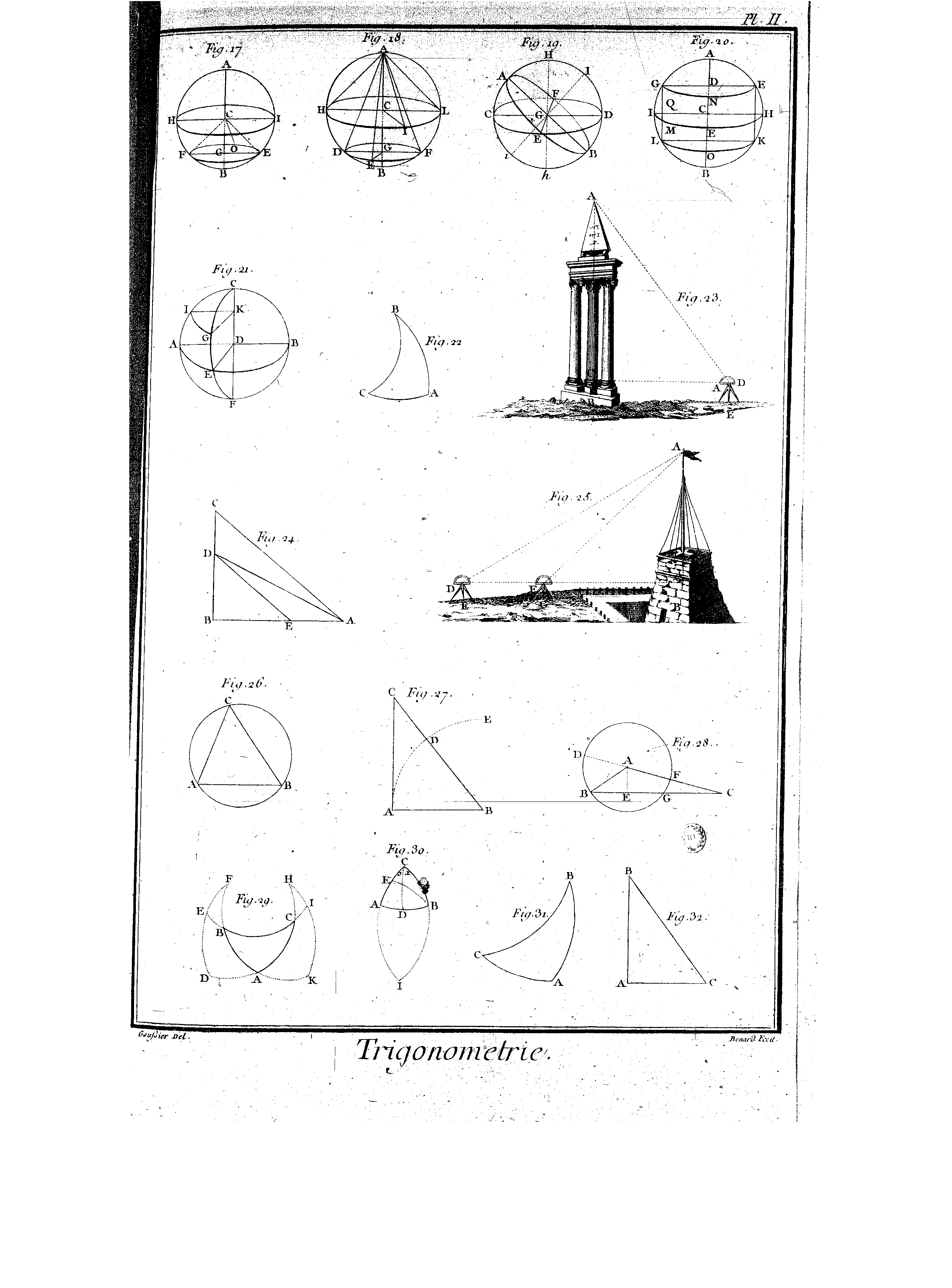
Trigonométrie
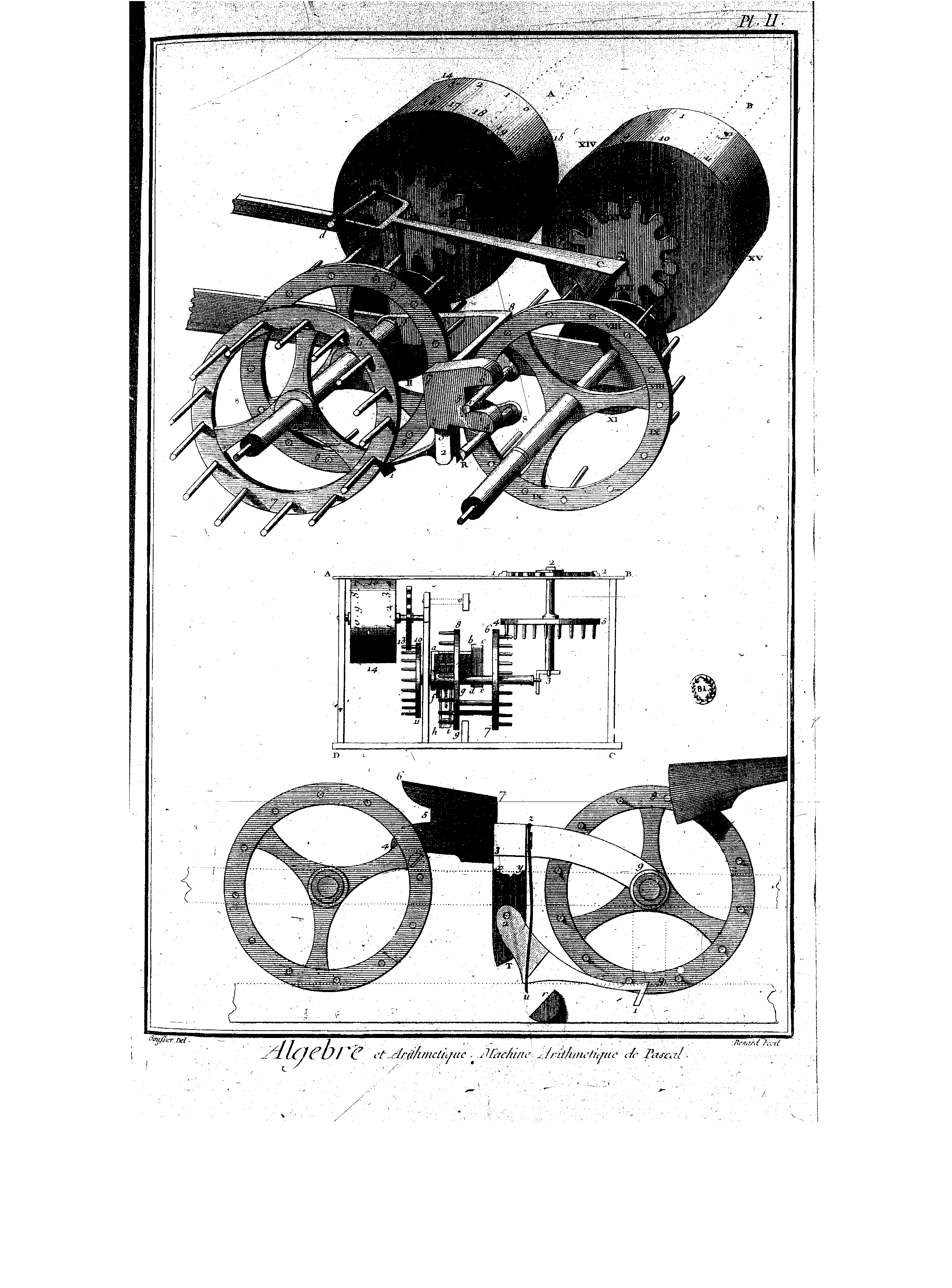
Machine arithmétique de Pascal
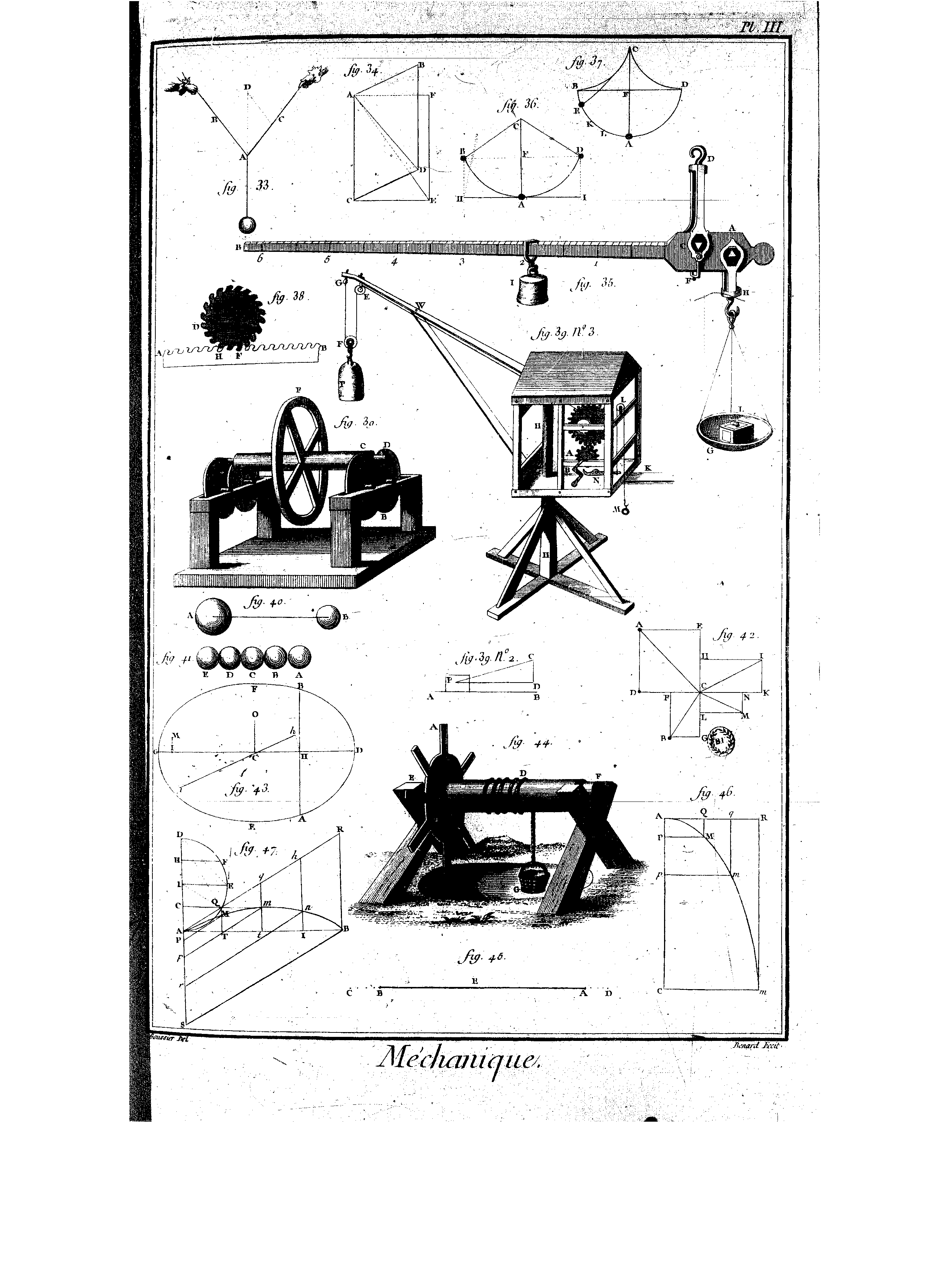
Mécanique
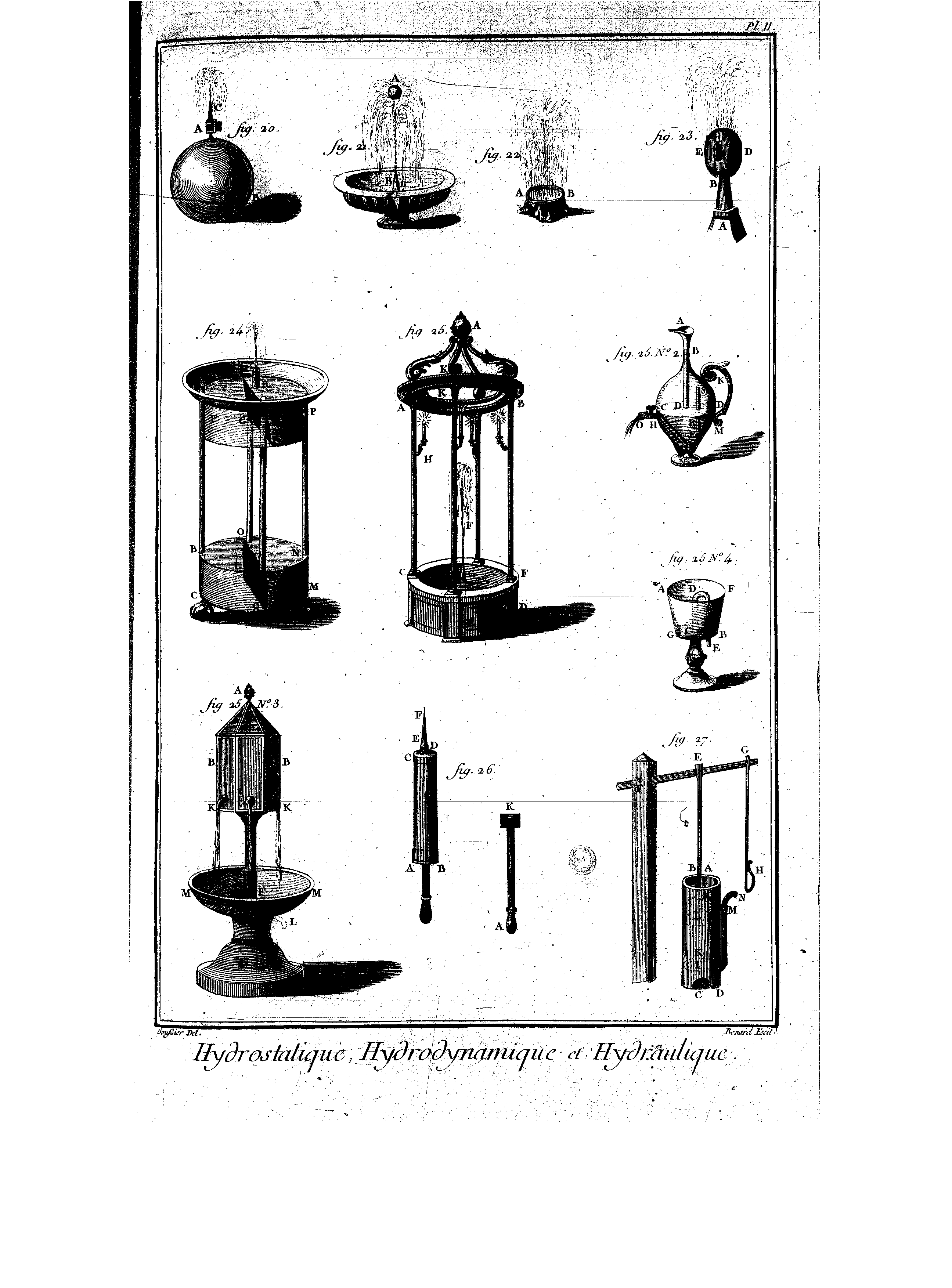
Hydraulique
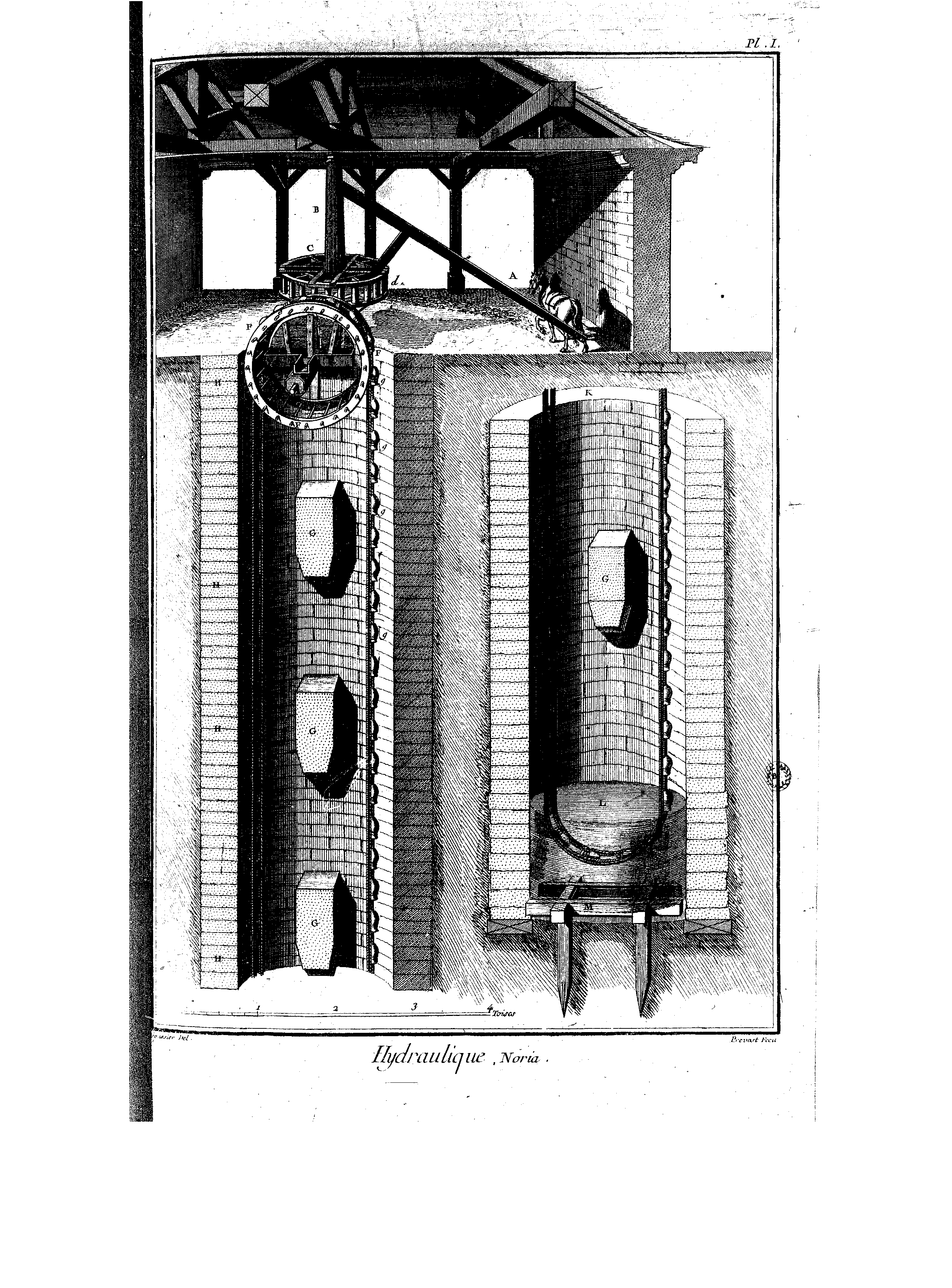
Noria
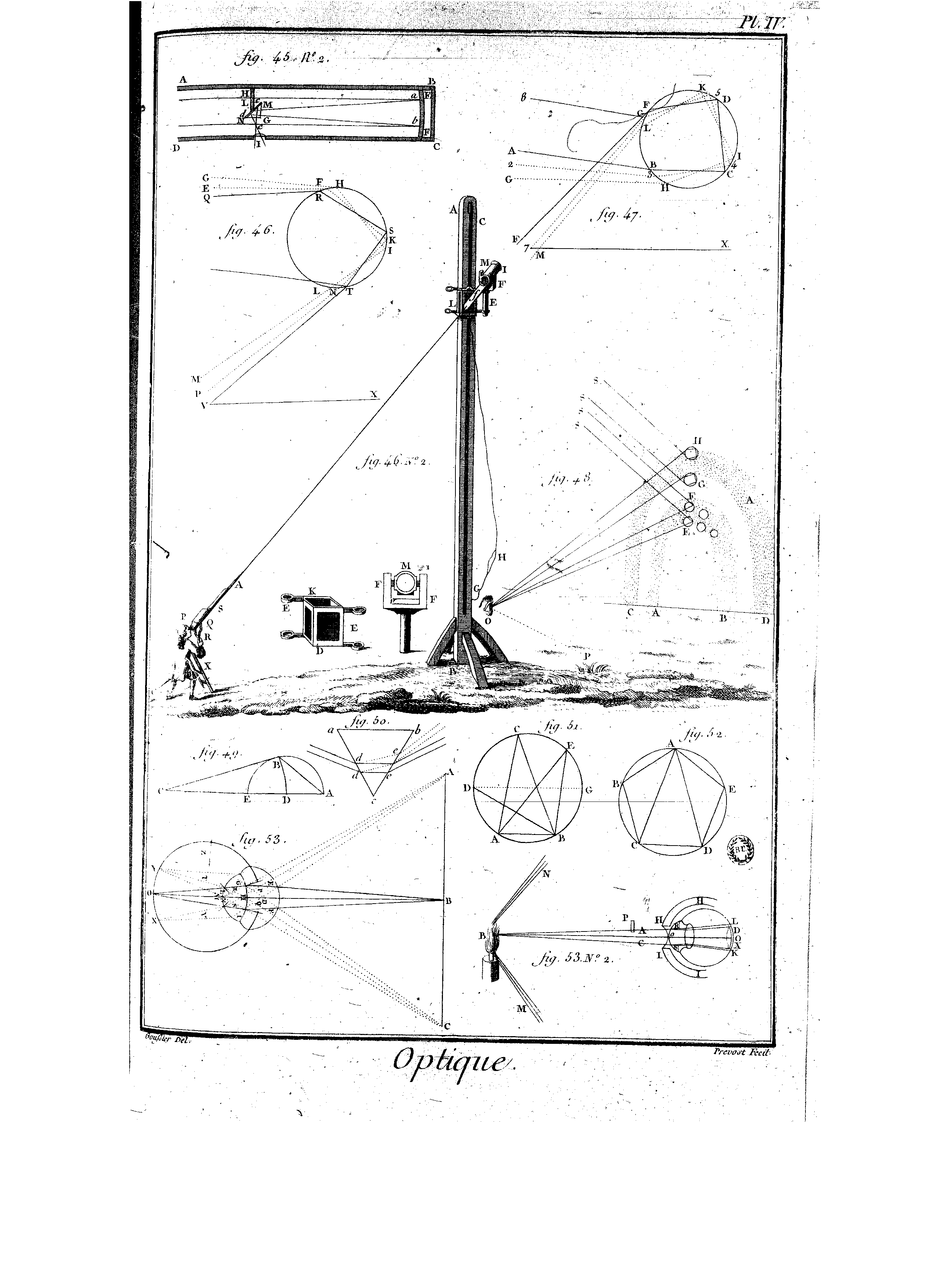
Optique
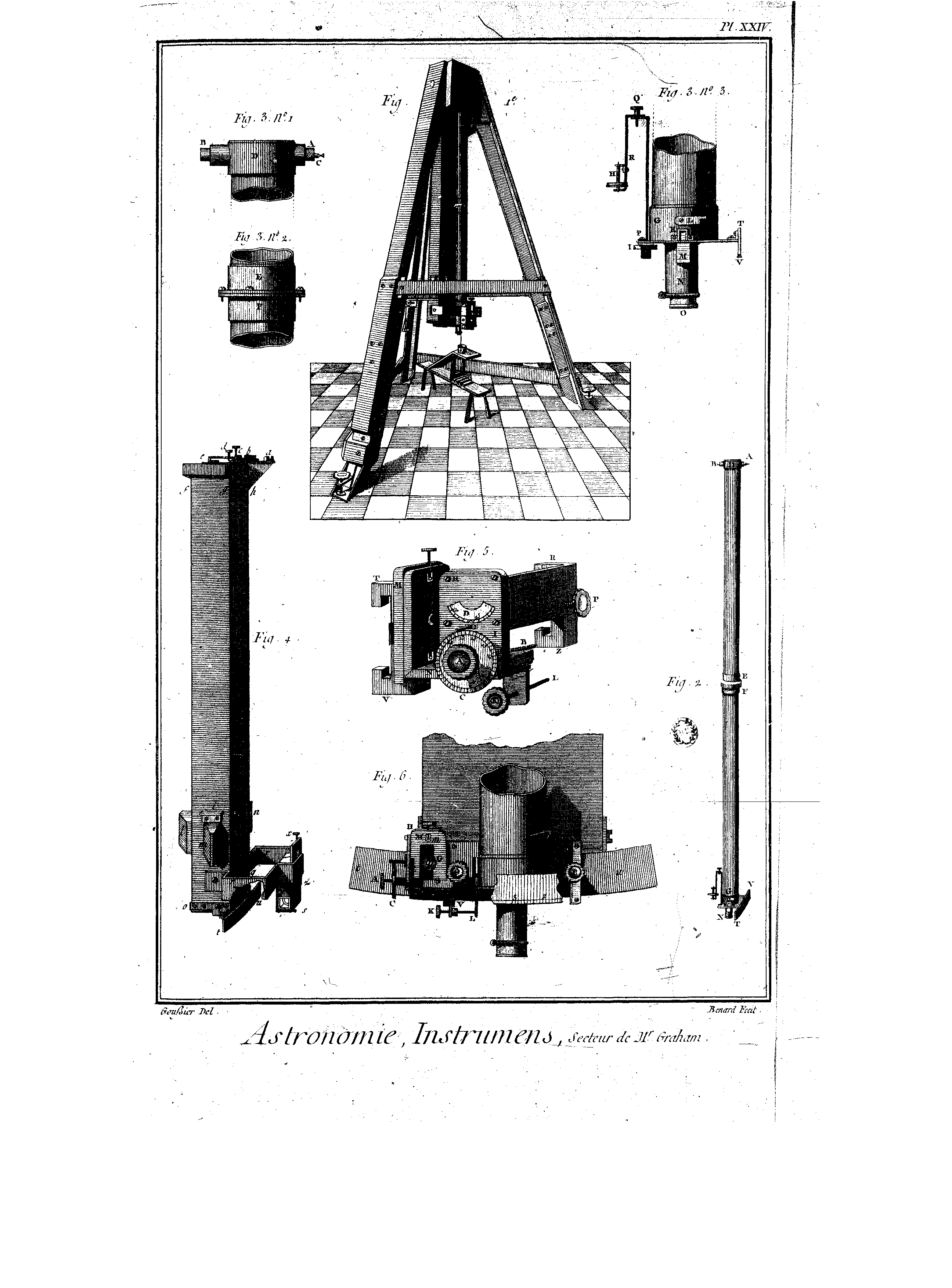
Instruments d'astronomie
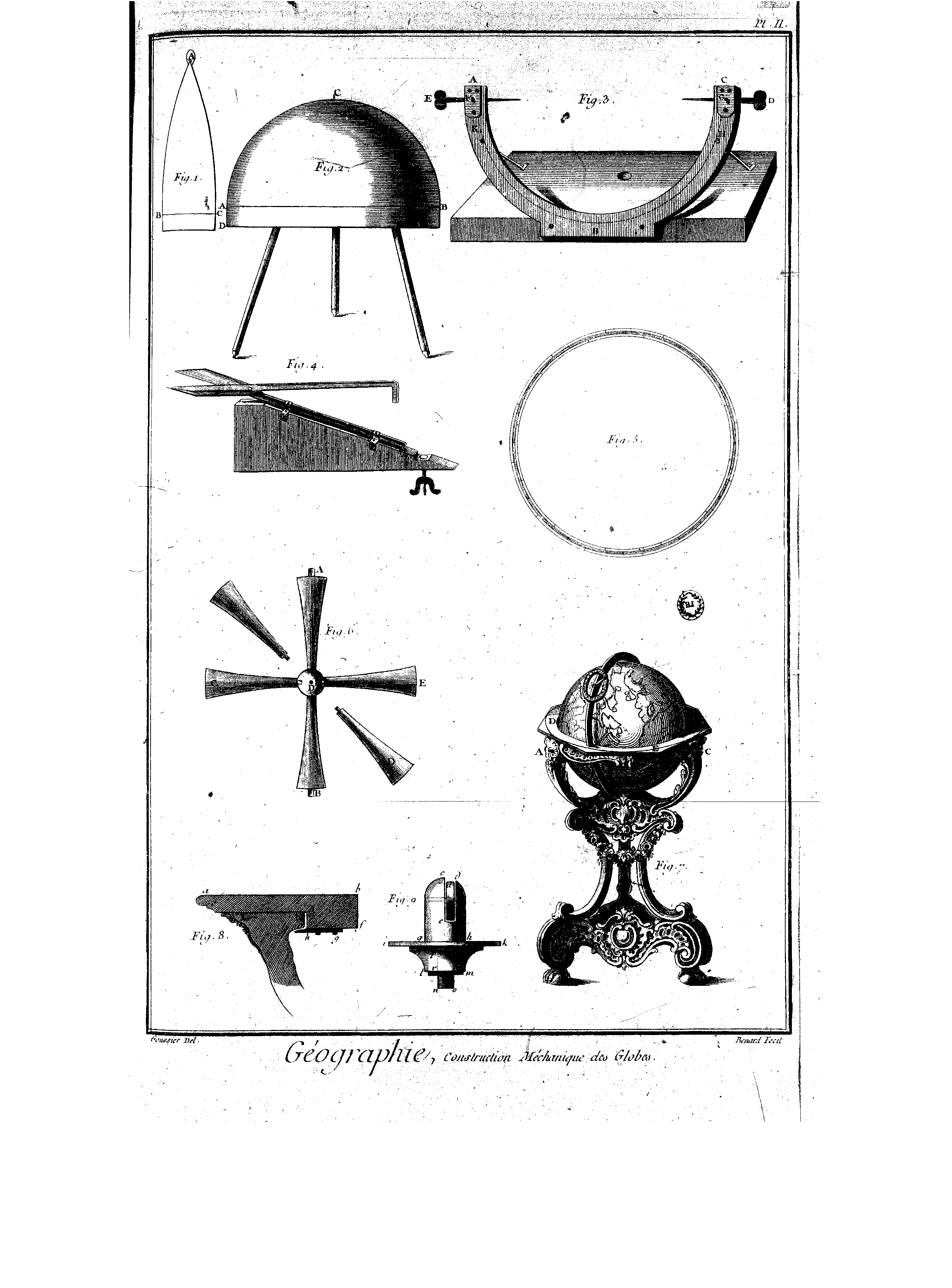
Géographie - Construction des globes
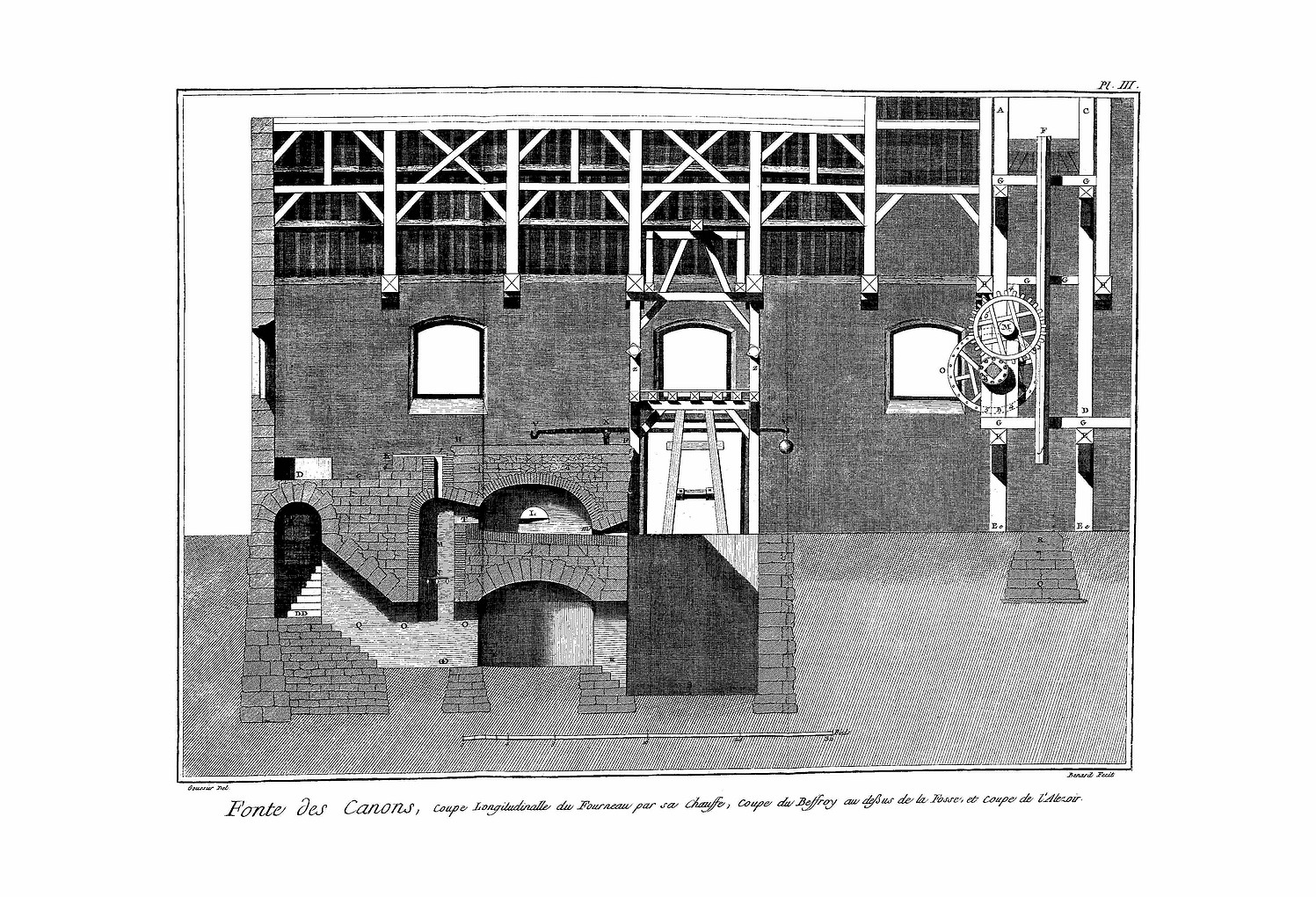
Fonte des canons - Coupe longitudinale du fourneau
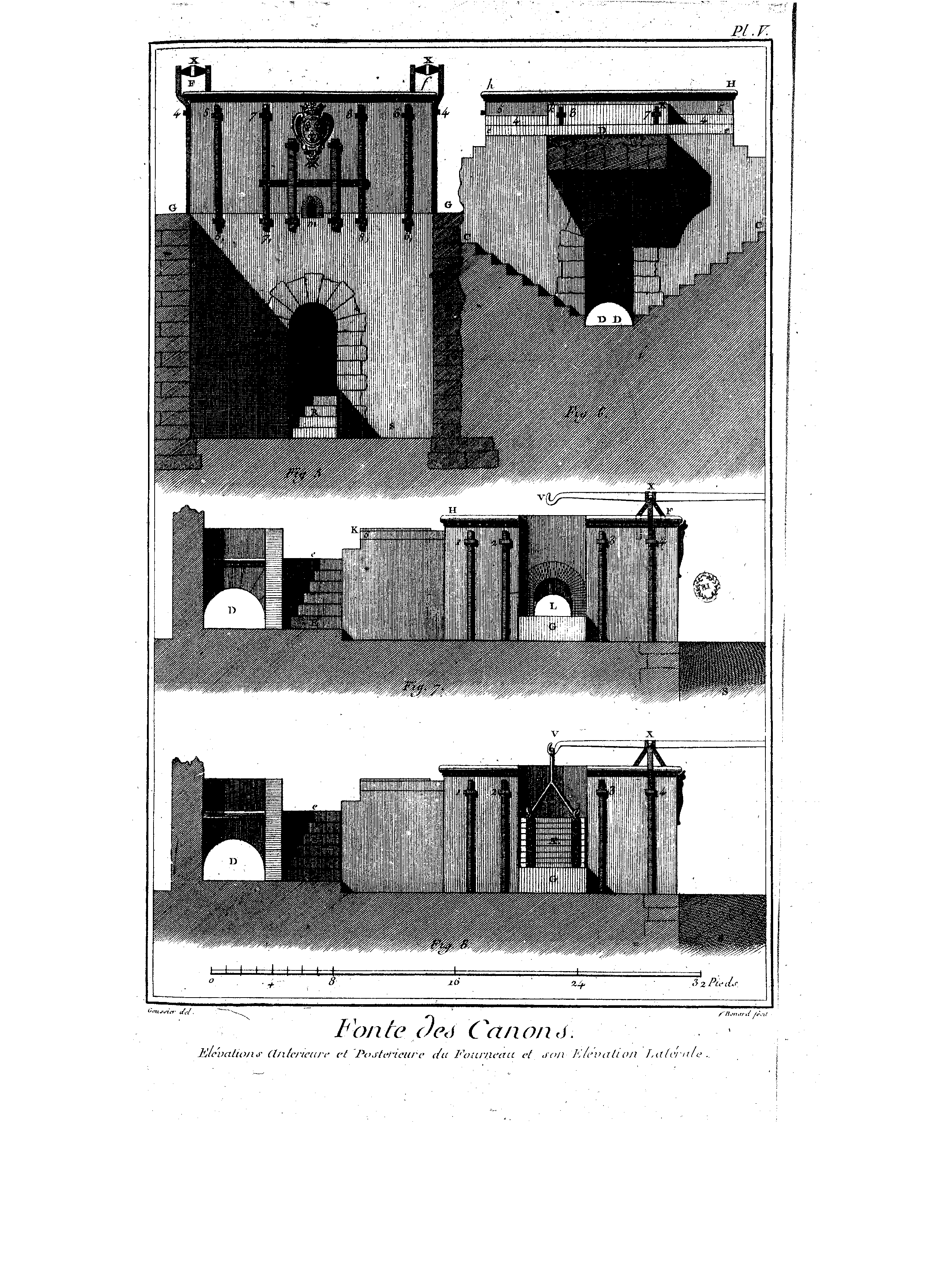
Fonte des canons
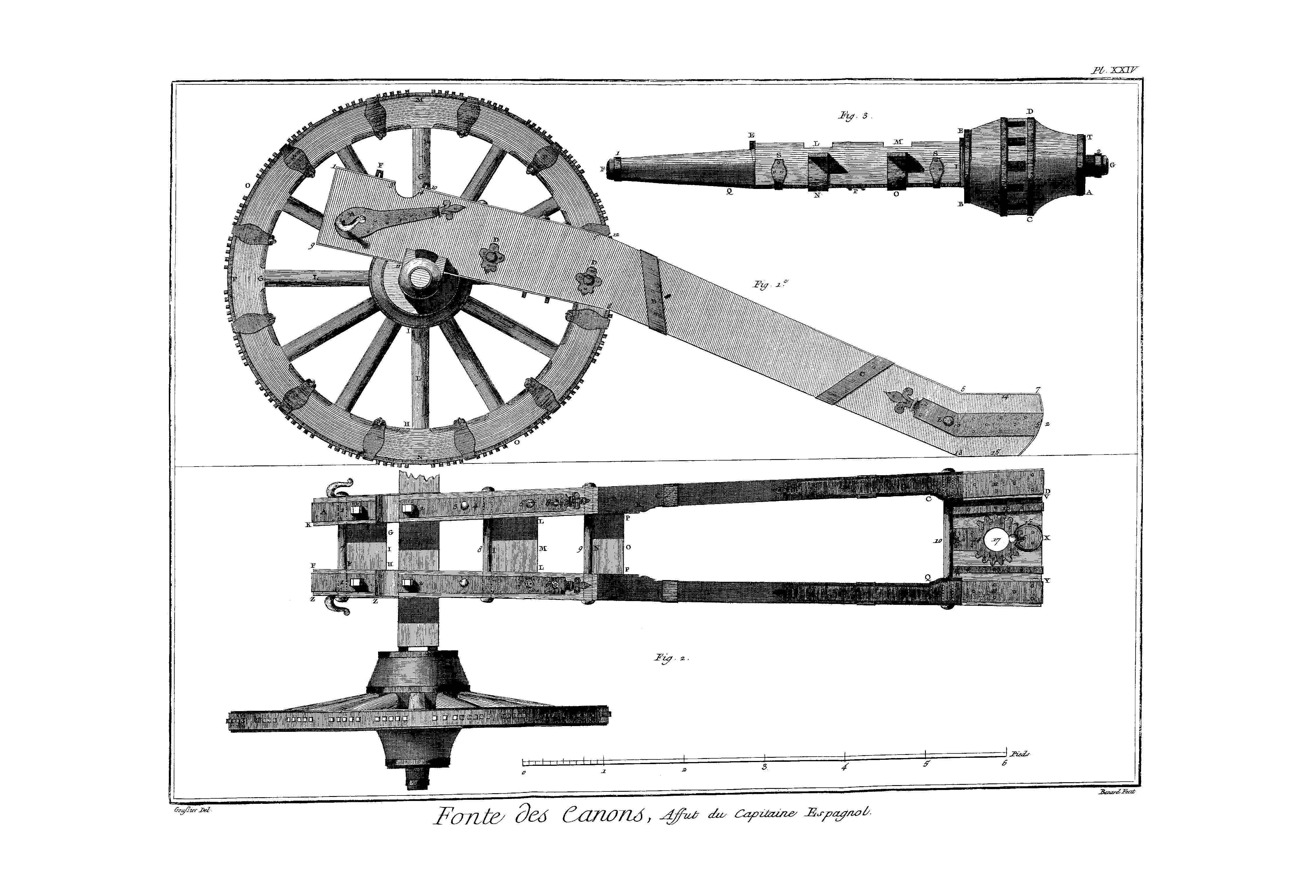
Affut du Capitaine espagnol
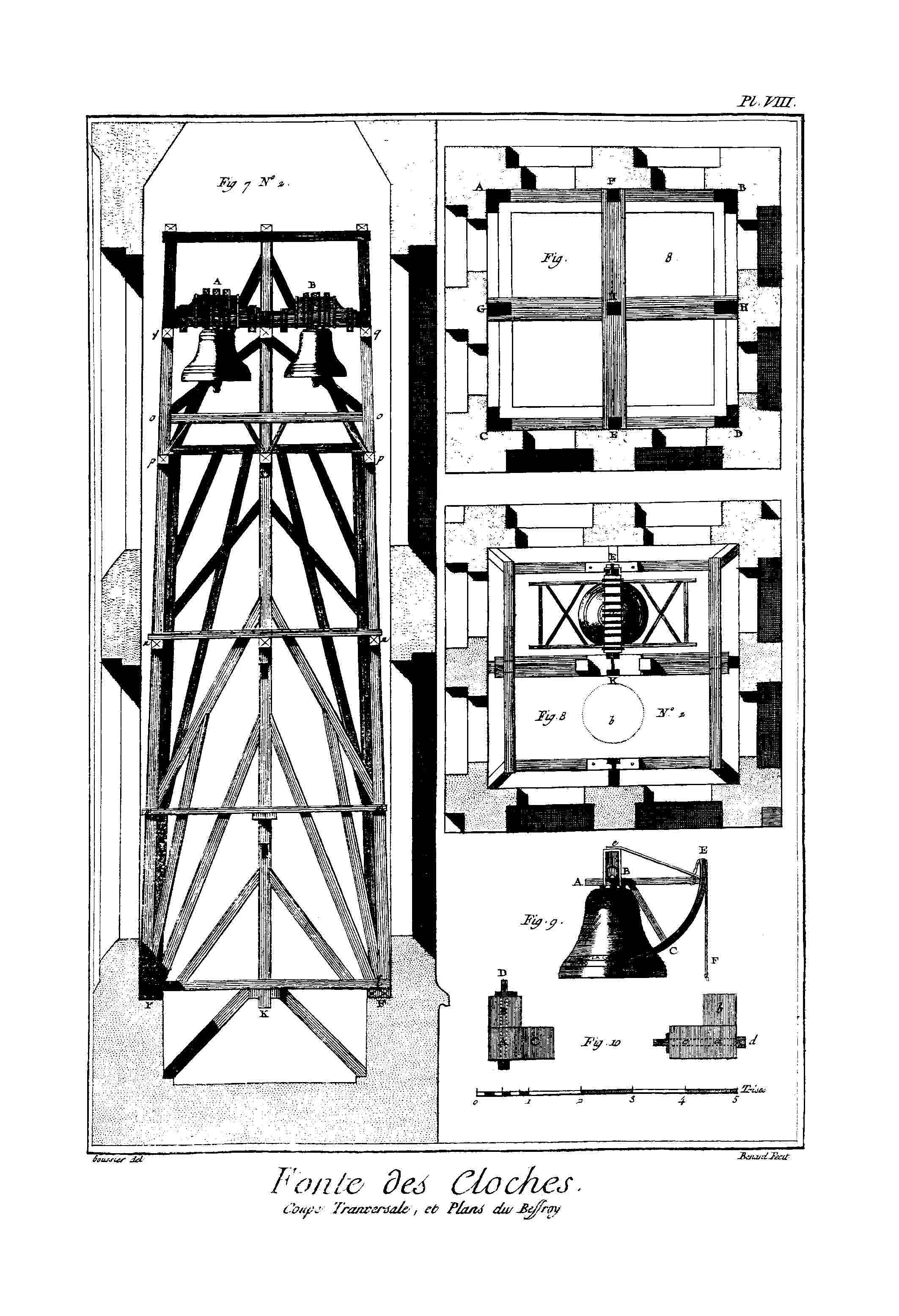
Fonte des cloches - Transversale du beffroi
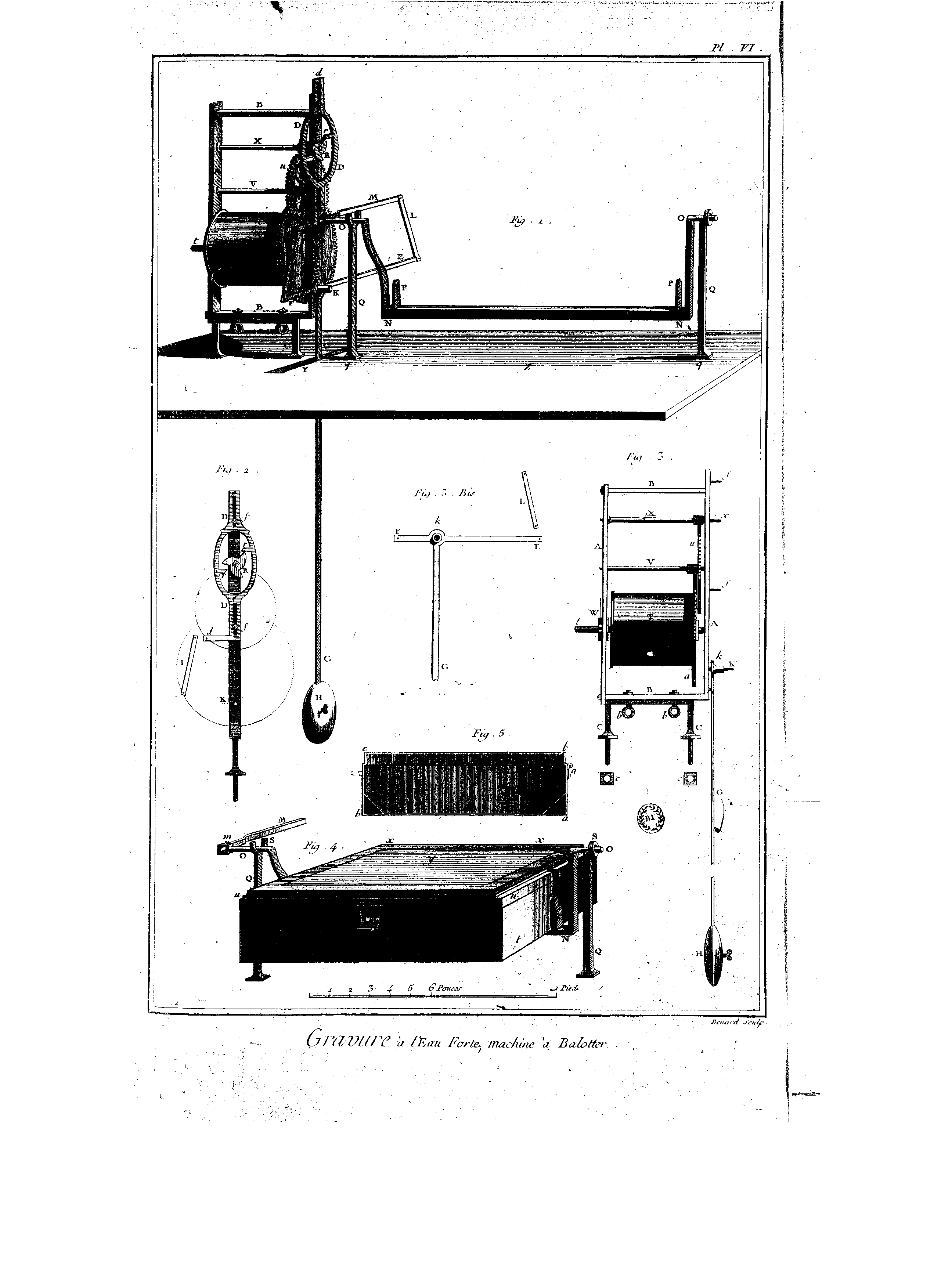
Gravure à l'eau-forte - Machine à balotter
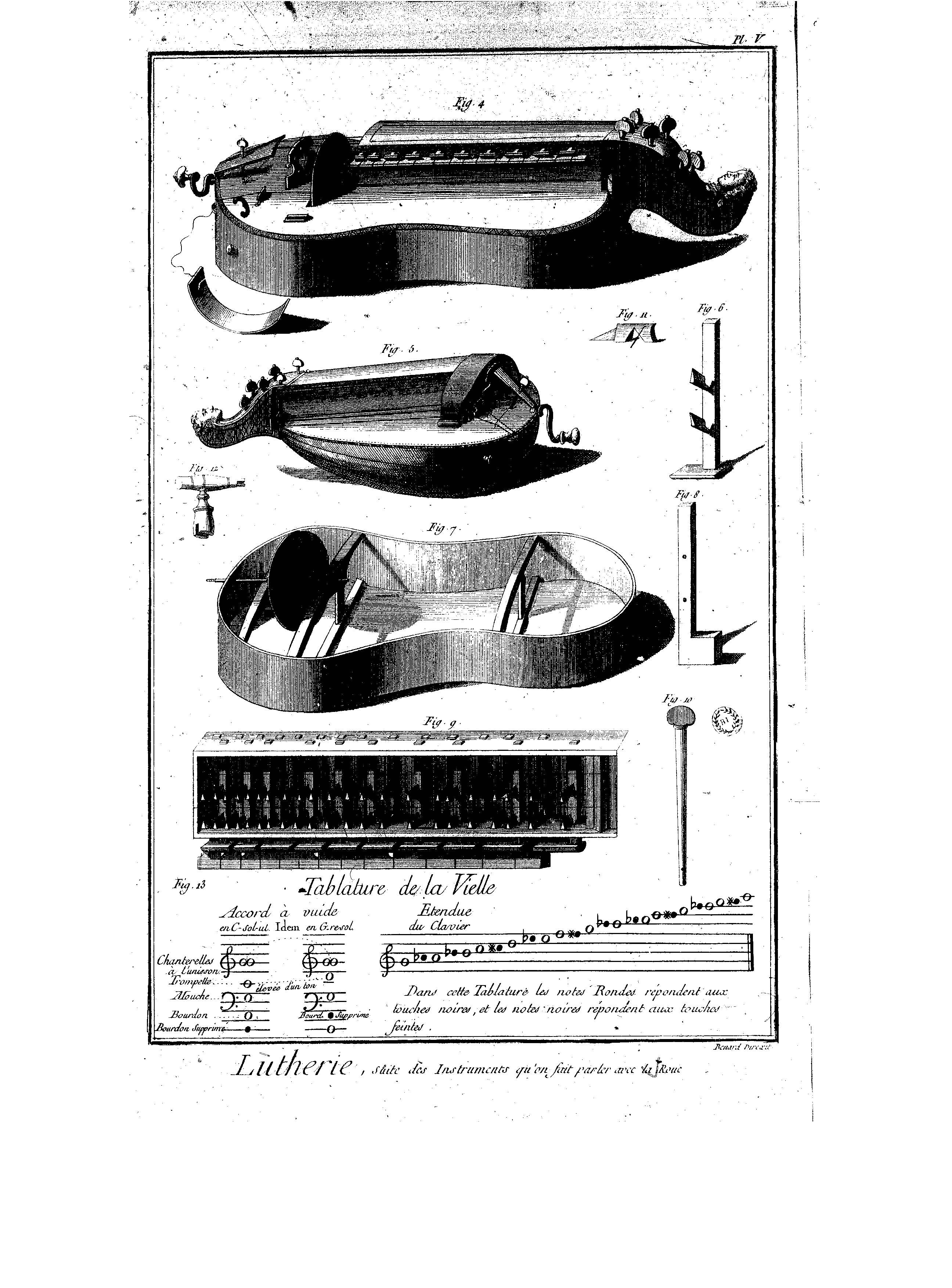
Lutherie - la vielle
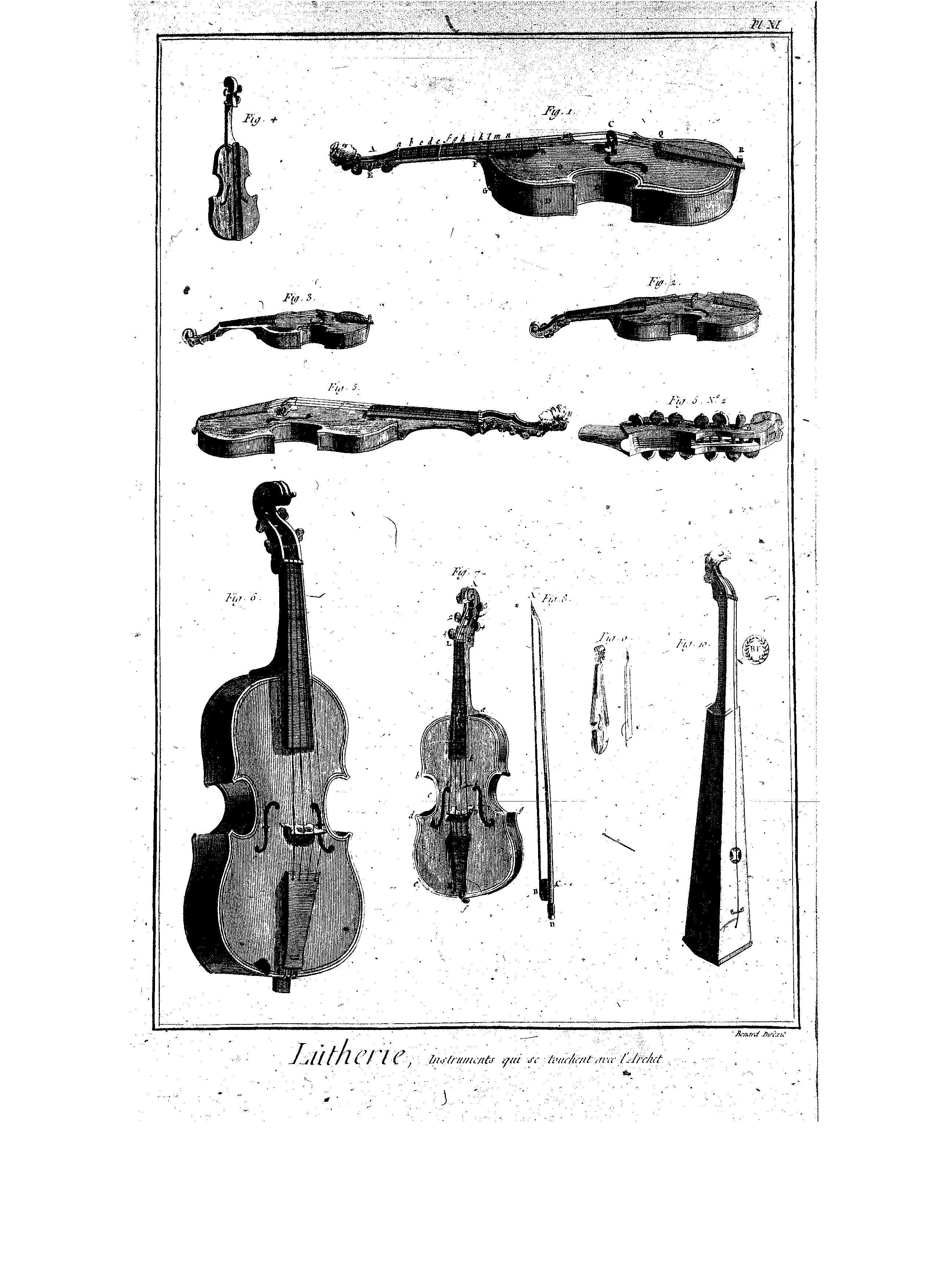
Instruments qui se jouent avec l'archet
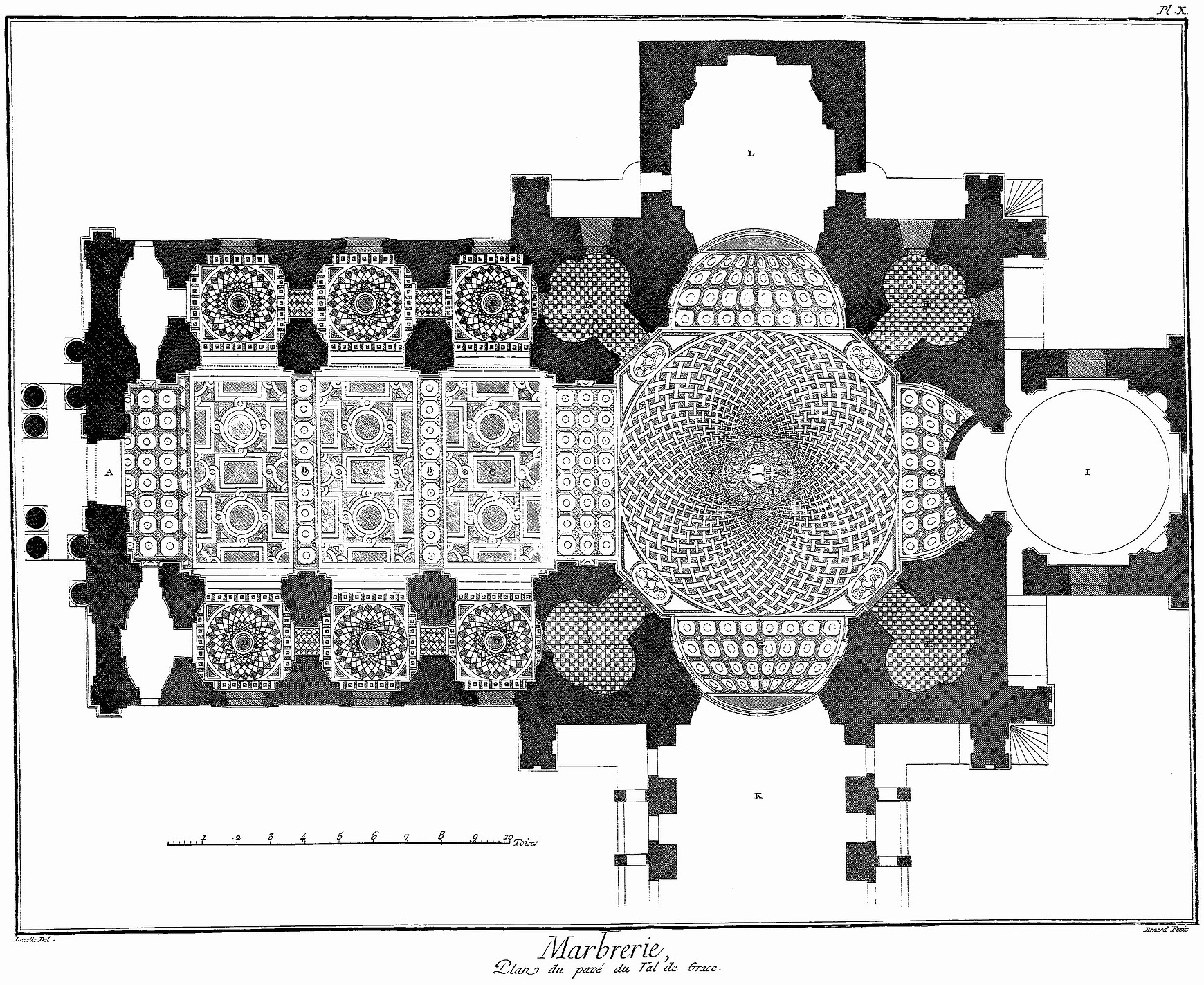
Marbrerie - Pavé du Val-de-Grâce
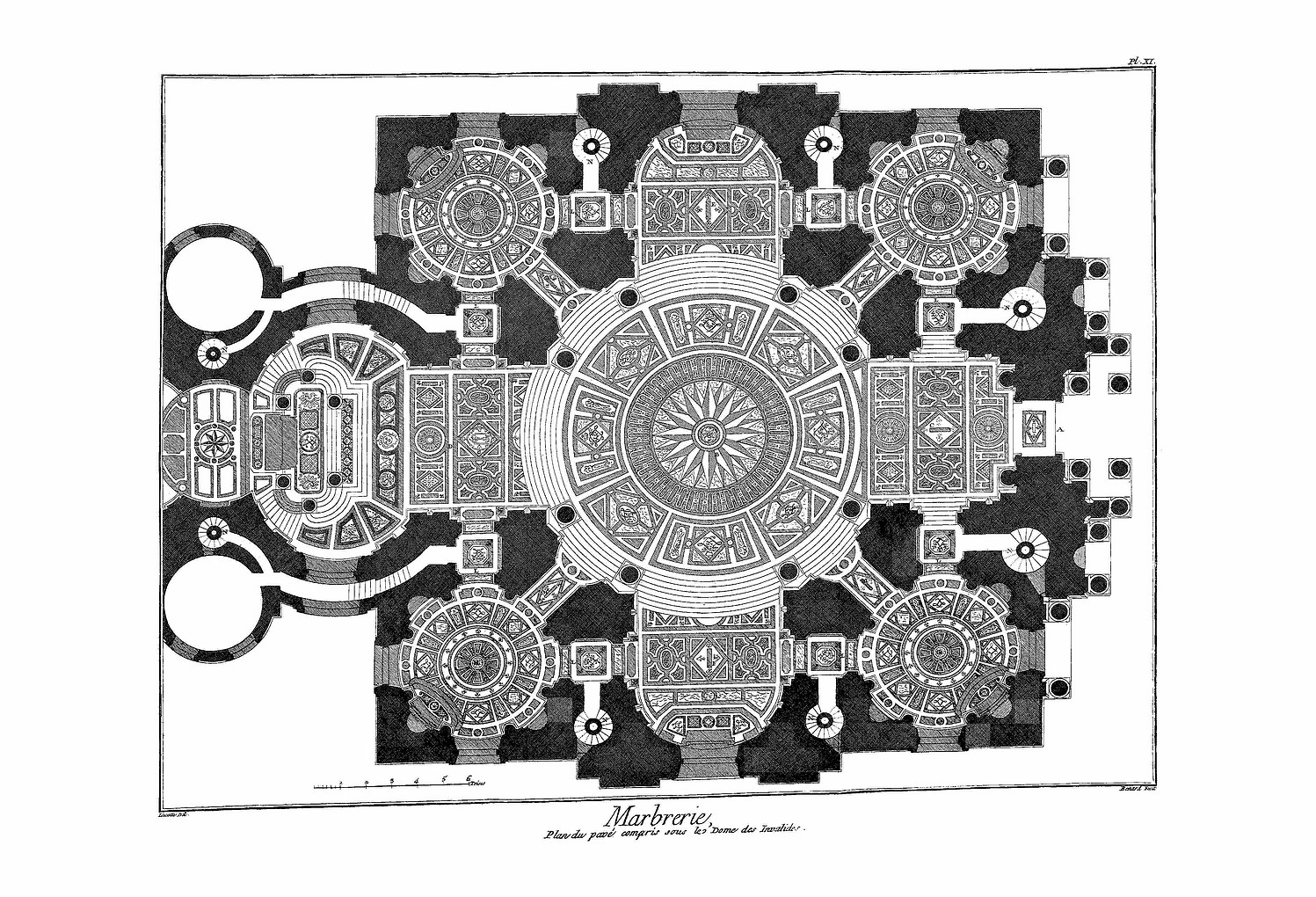
Marbrerie - Pavé sous le dôme des Hôtel des Invalides
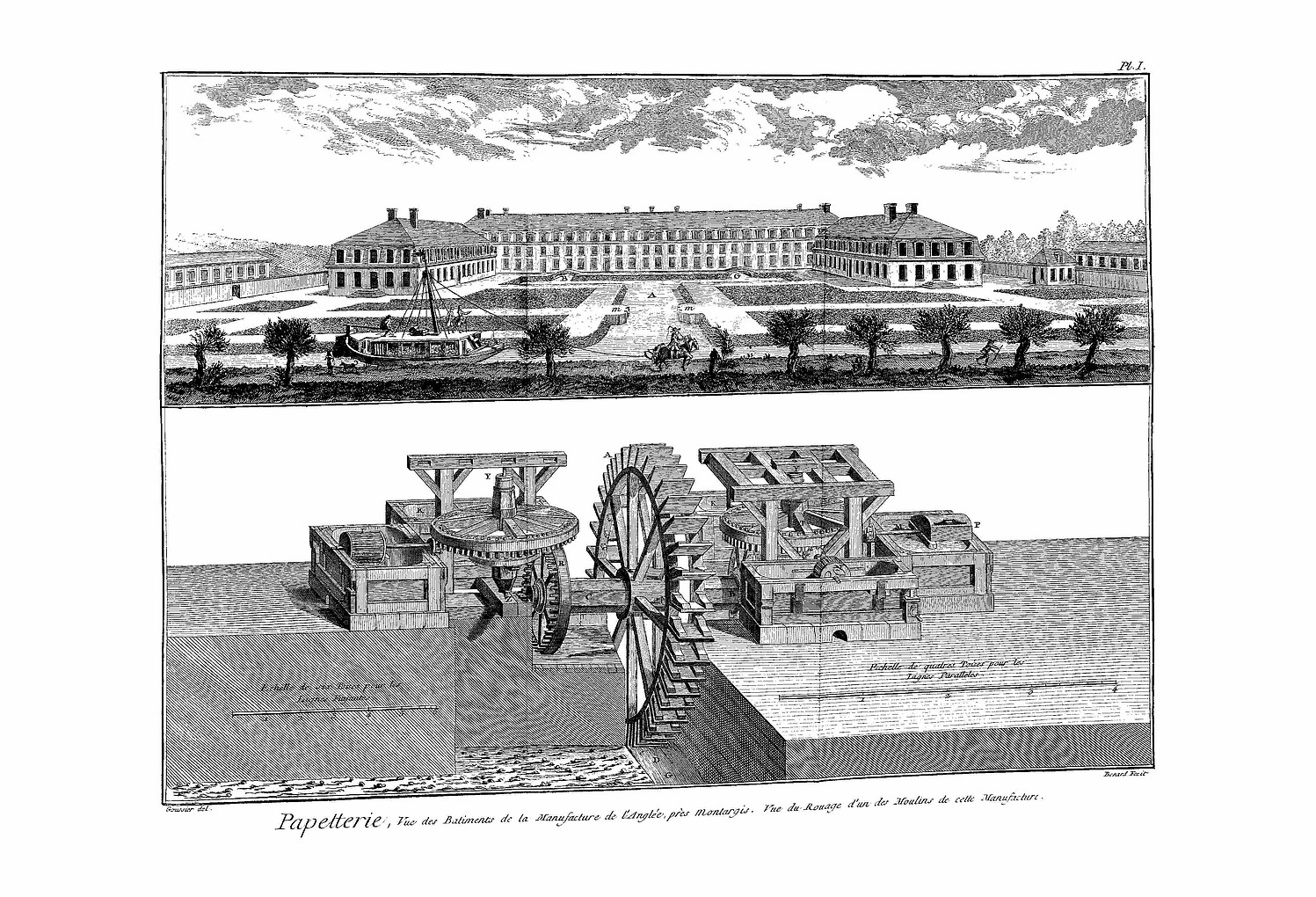
Papeterie - Manufacture de Langlée et rouage d'un de ses moulins
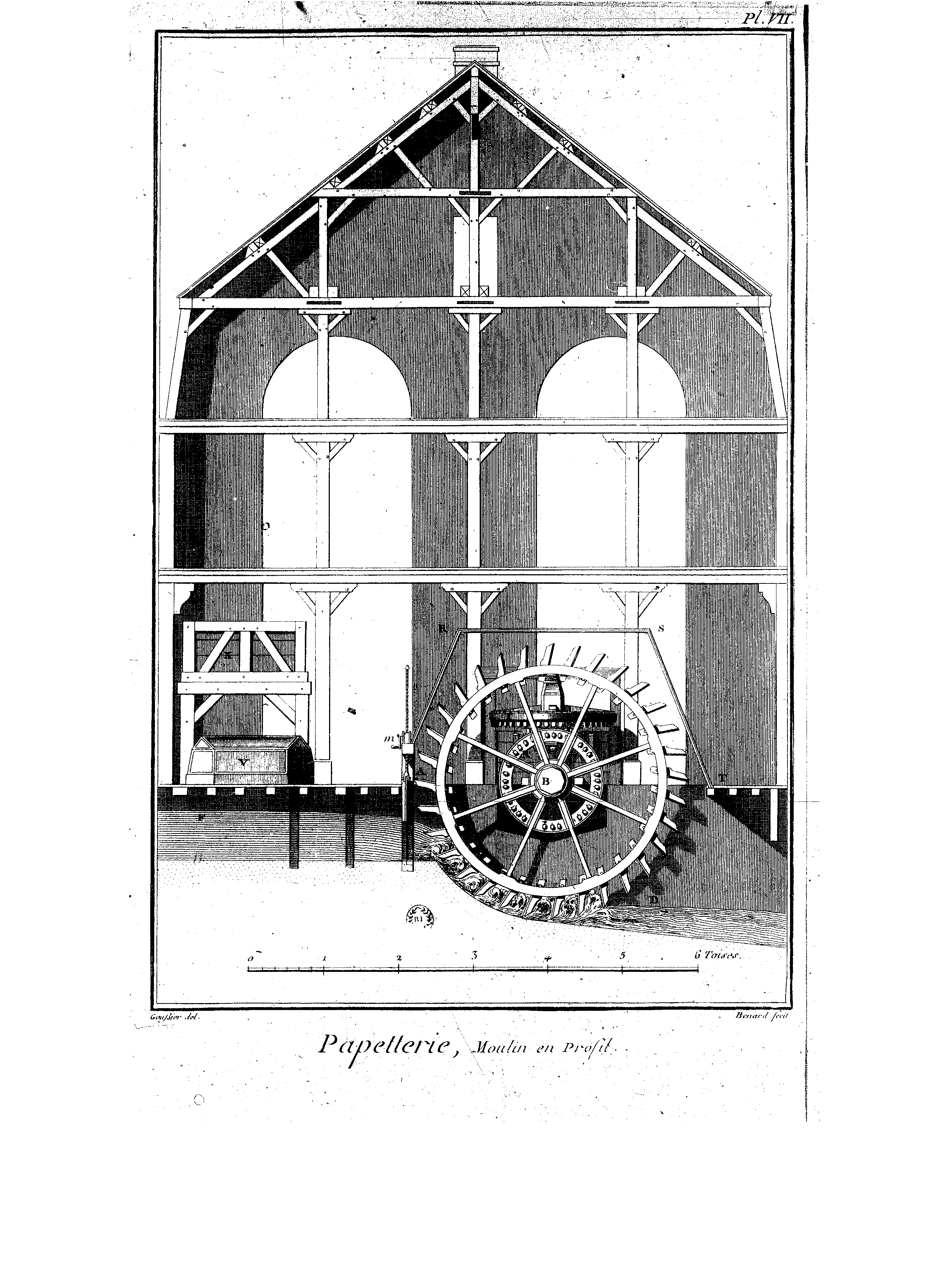
Papeterie - Moulin en profil

- Cinquième volume : Cent planches d'histoire naturelle gravées d'après François-Nicolas Martinet, Briasson éditeur, Paris, 1768, réparties comme suit :

- Mammifères, 24 planches.
- Poissons, 6 planches.
- Batraciens et reptiles, 5 planches.
- Crustacés, moules et oursins, 18 planches.
- Polypiers, 18 planches.
- Oiseaux, 21 planches.
- Insectes, 9 planches.
- Végétaux, 9 planches.

Histoire naturelle, cinquième volume de L'Encyclopédie, gravures de Robert Bénard d'après François-Nicolas Martinet
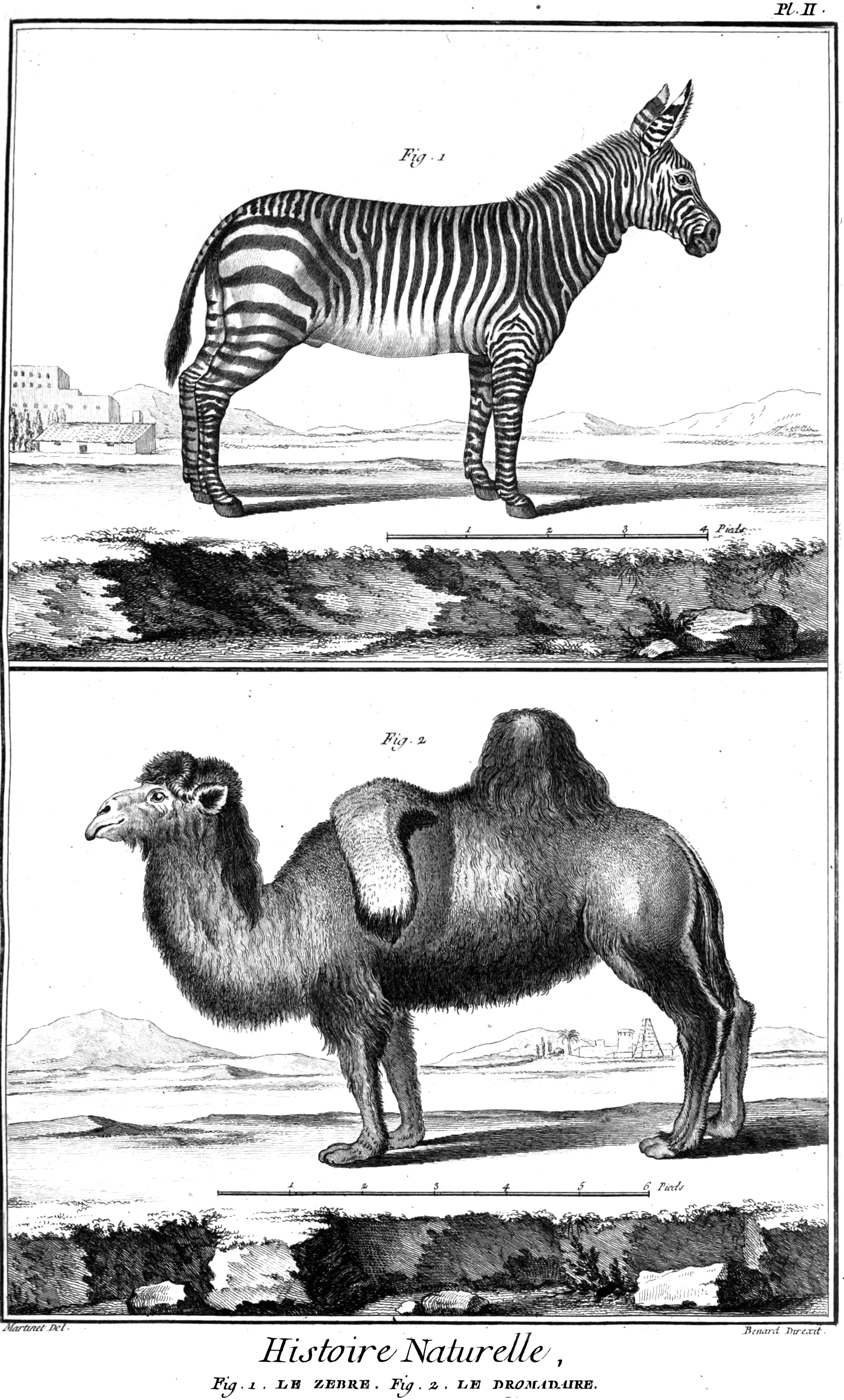
Zèbre, dromadaire
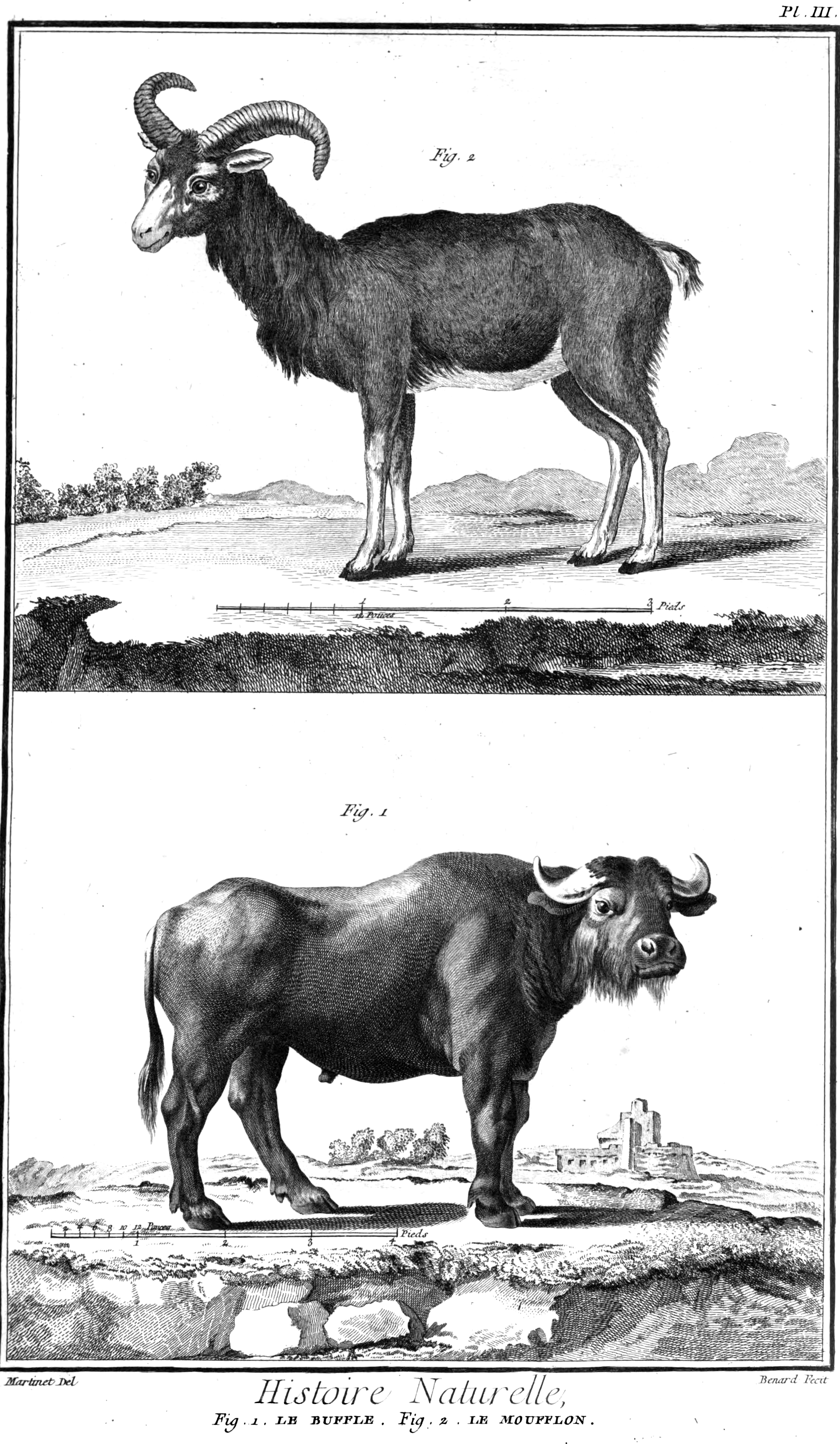
Buffle, moufflon
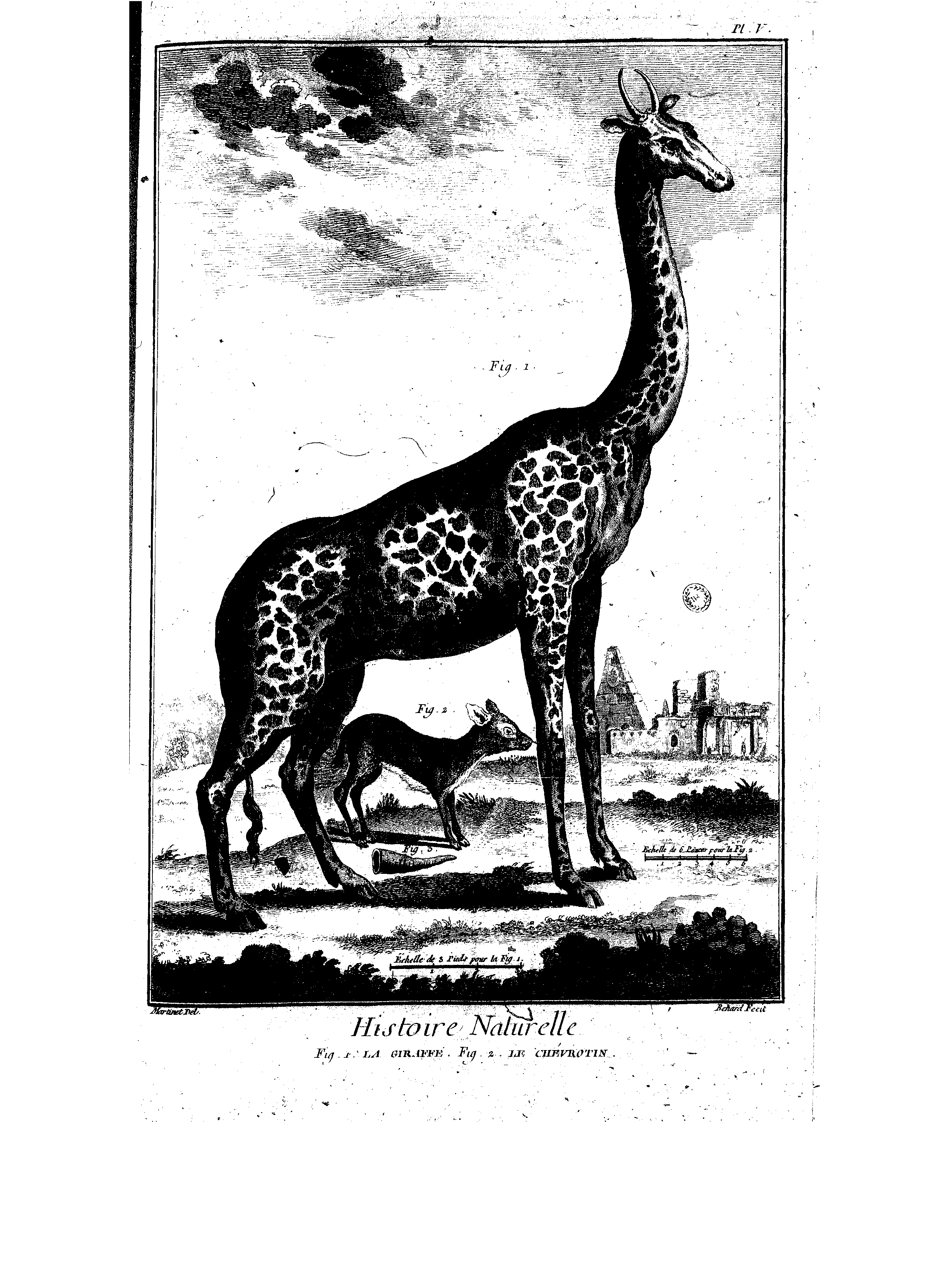
Girafe, chevreau
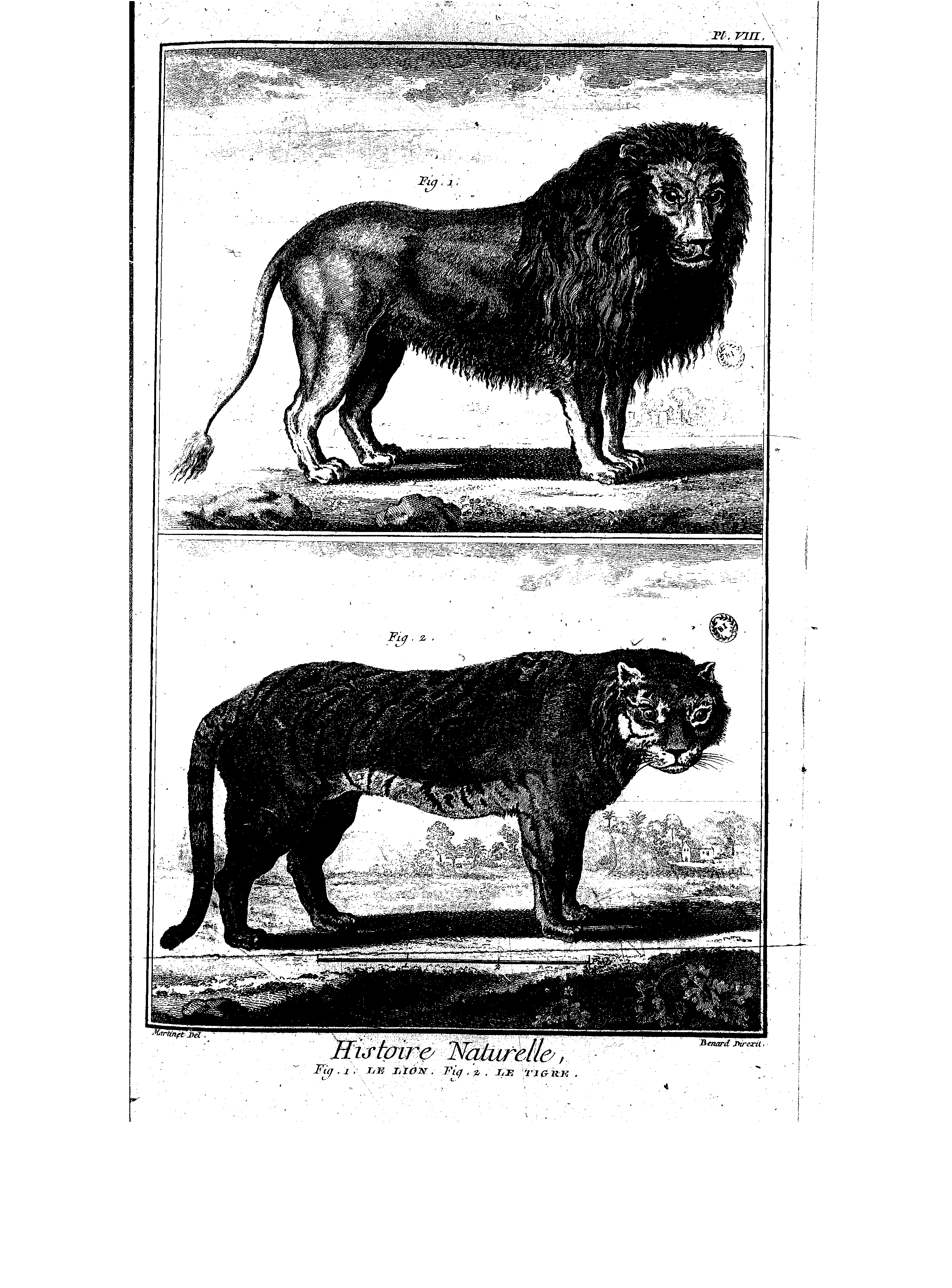
Lion, tigre
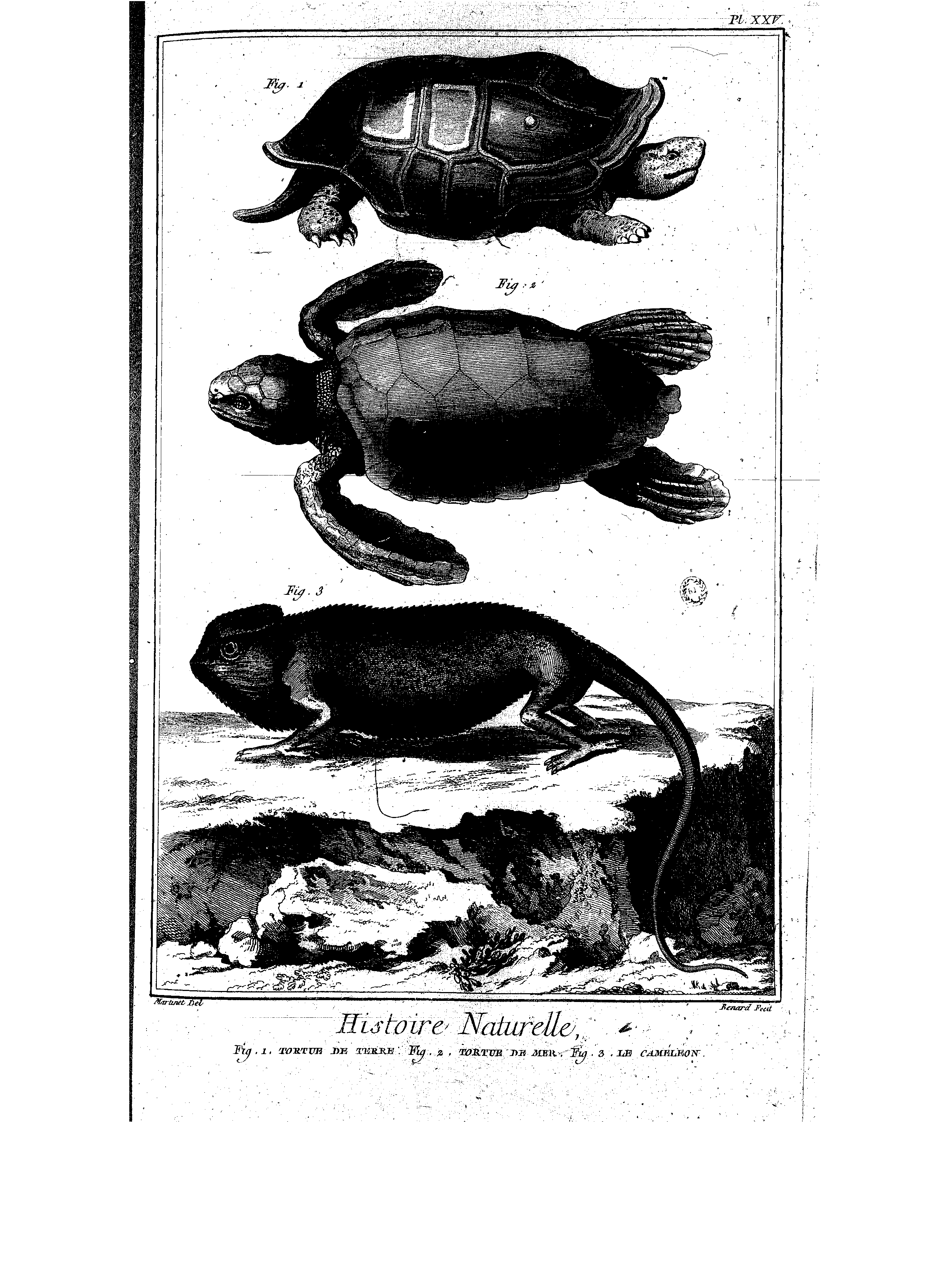
Tortues de terre et de mer, caméléon
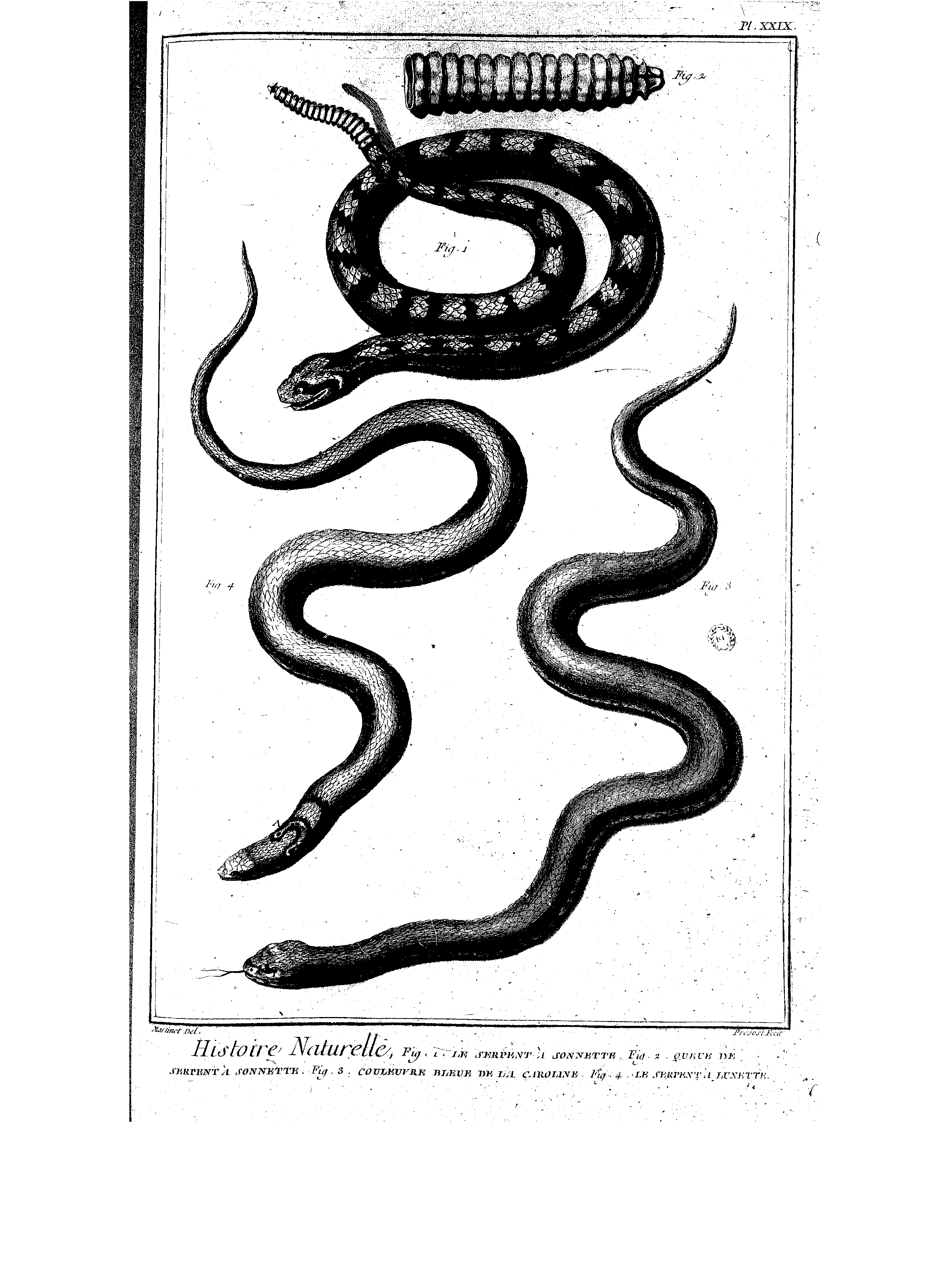
Serpents
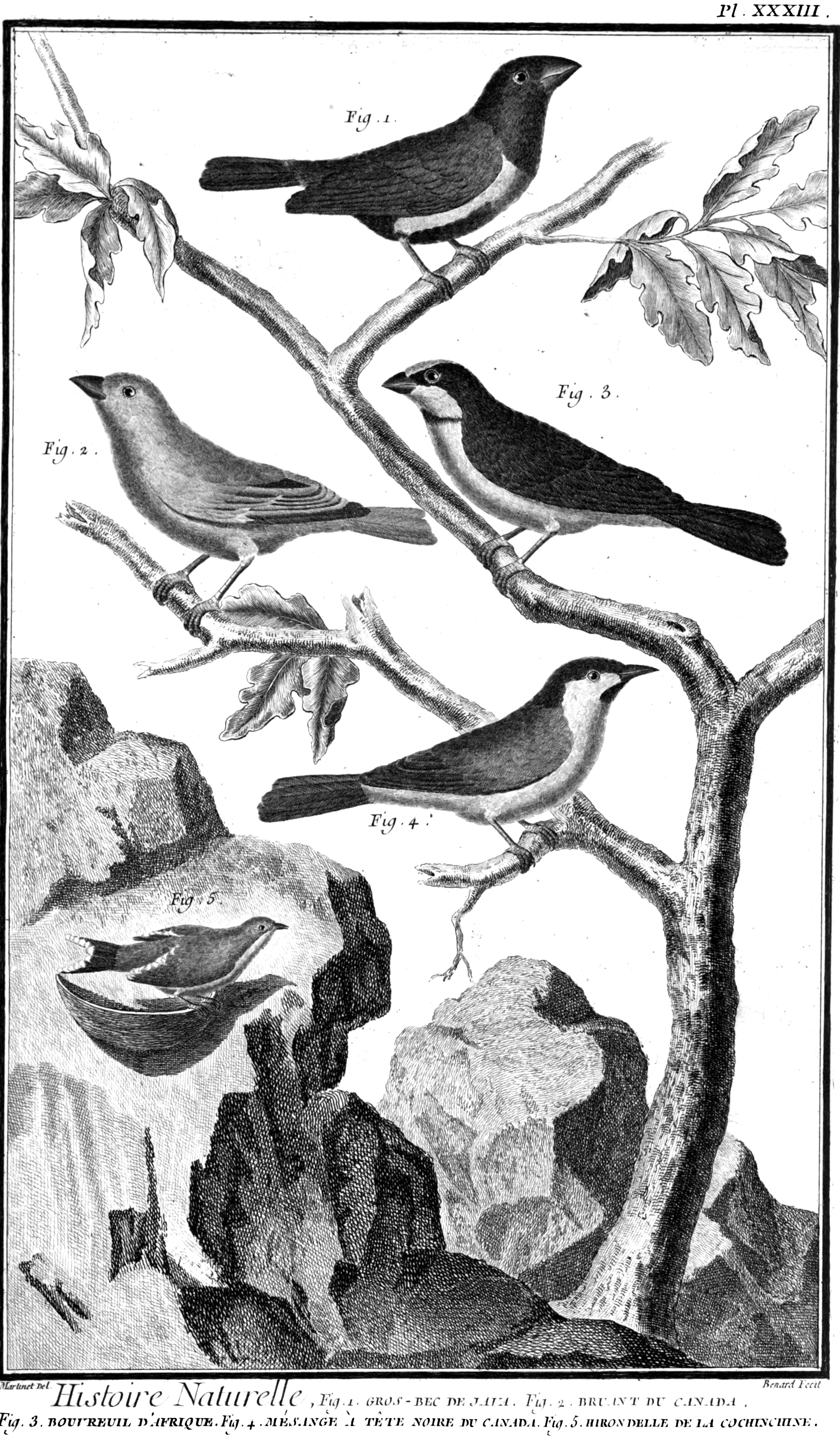
Oiseaux
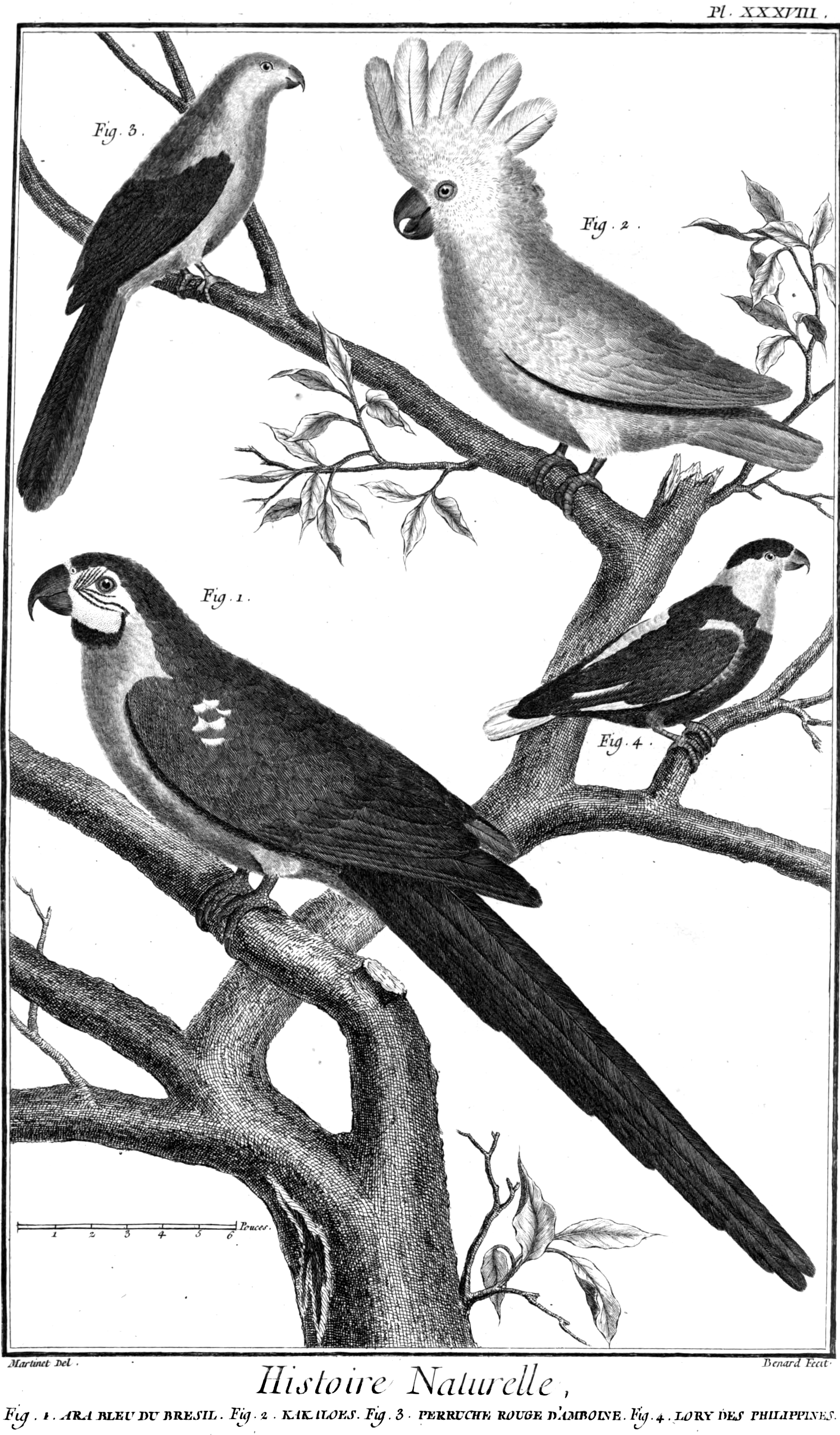
Oiseaux exotiques
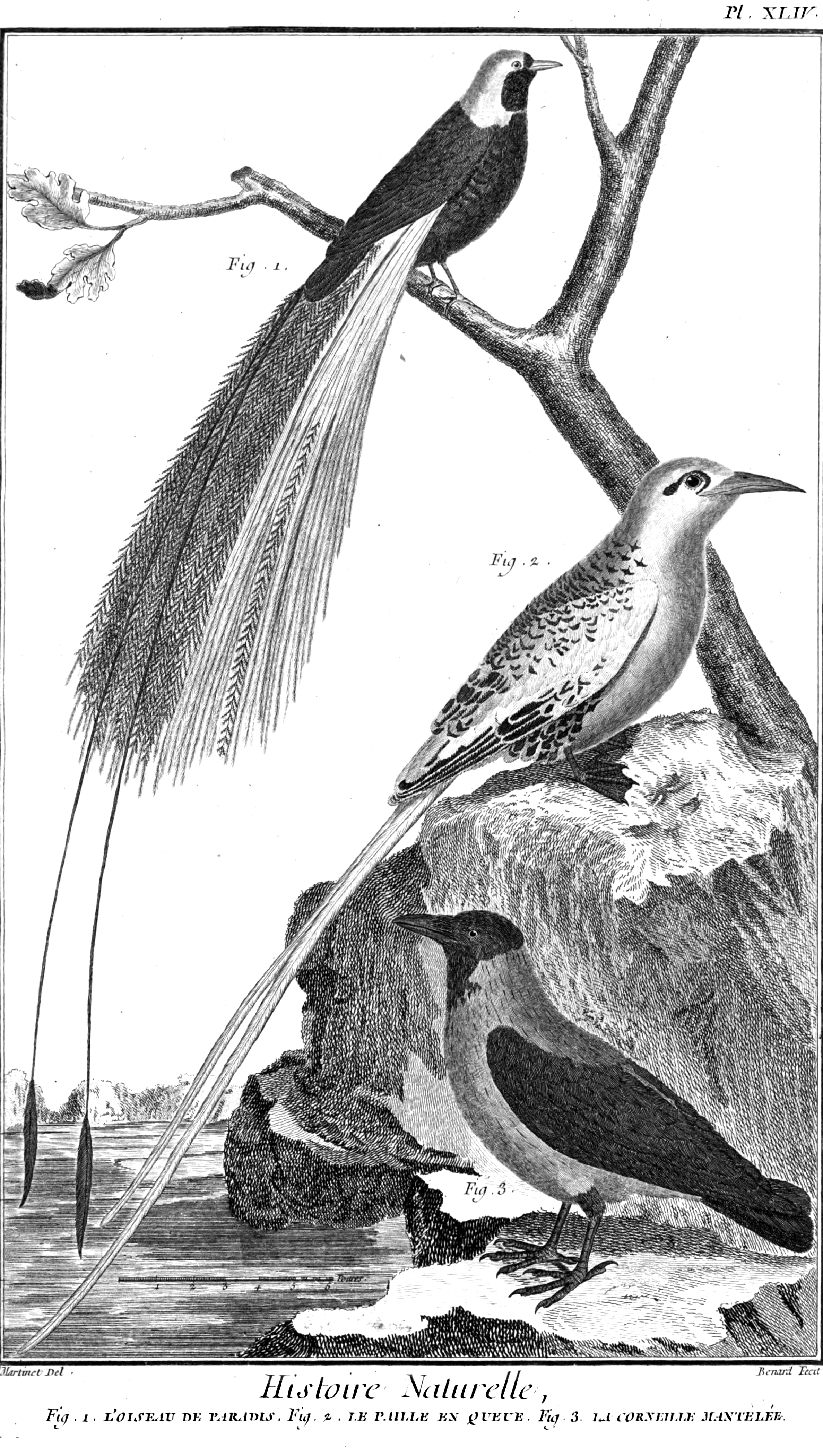
Oiseau de paradis, paille en queue, corneille mantelée
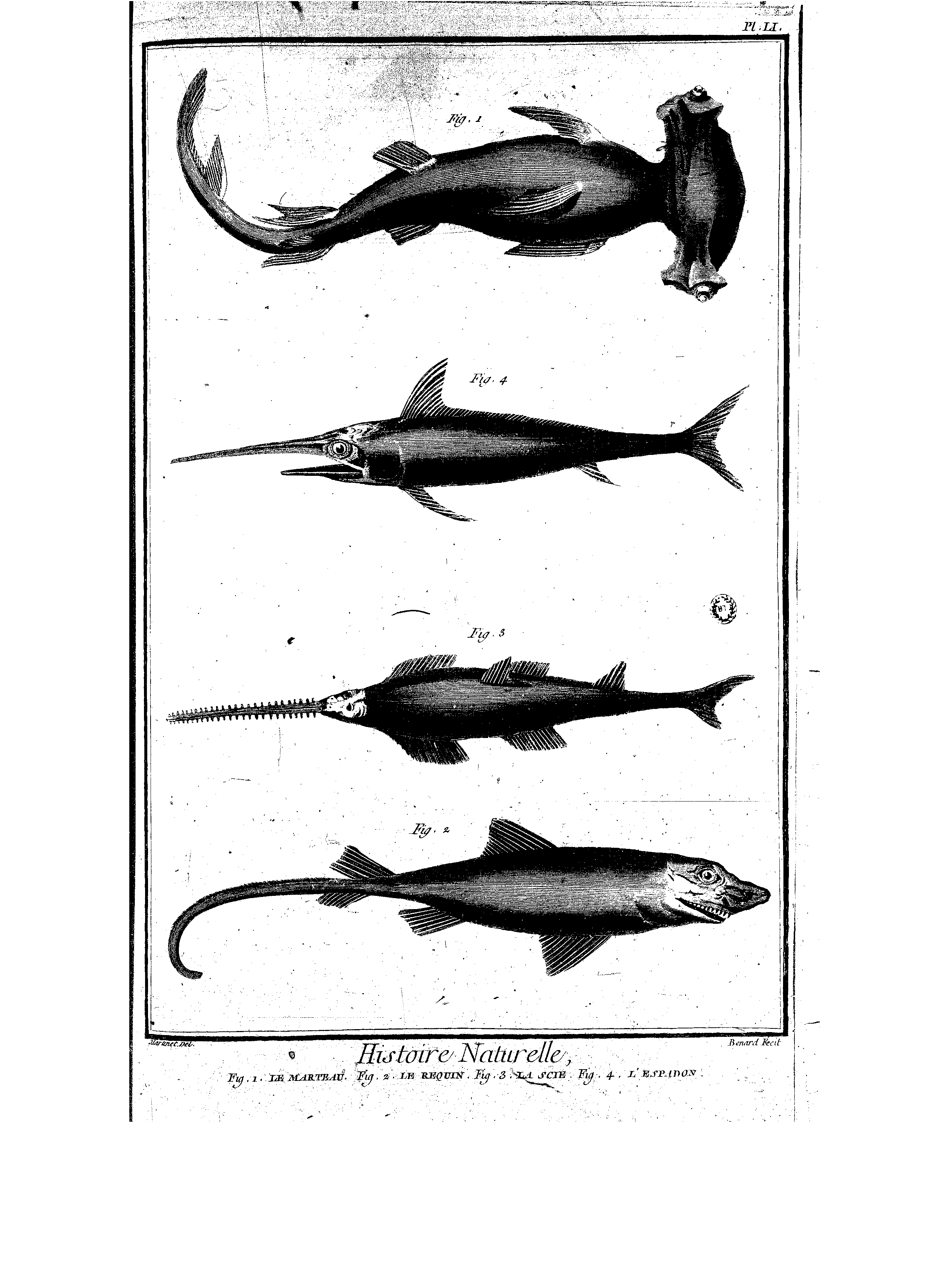
Marteau, requin, scie, espadon
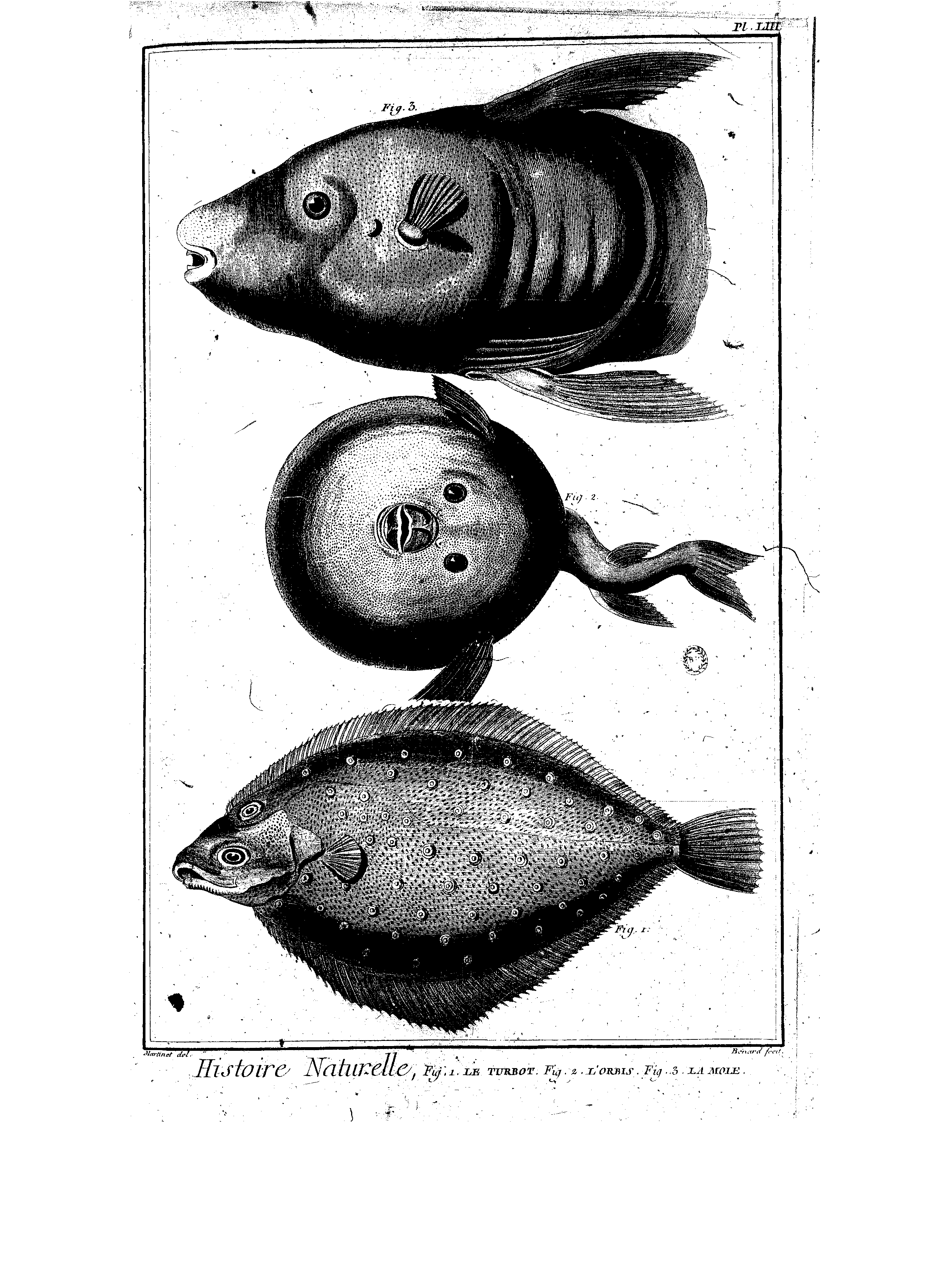
Turbot, orbis, mole
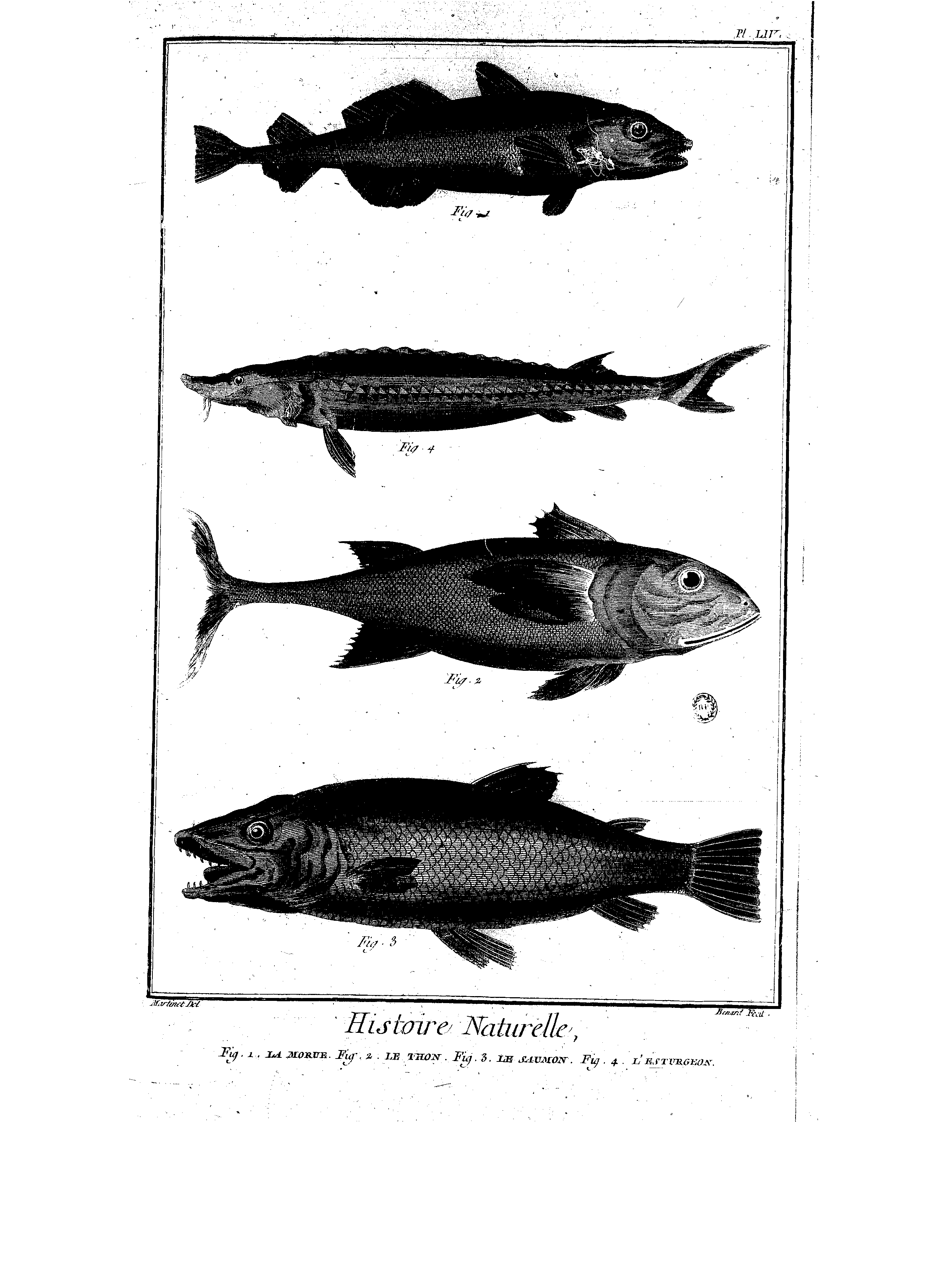
Morue, thon, saumon, esturgeon
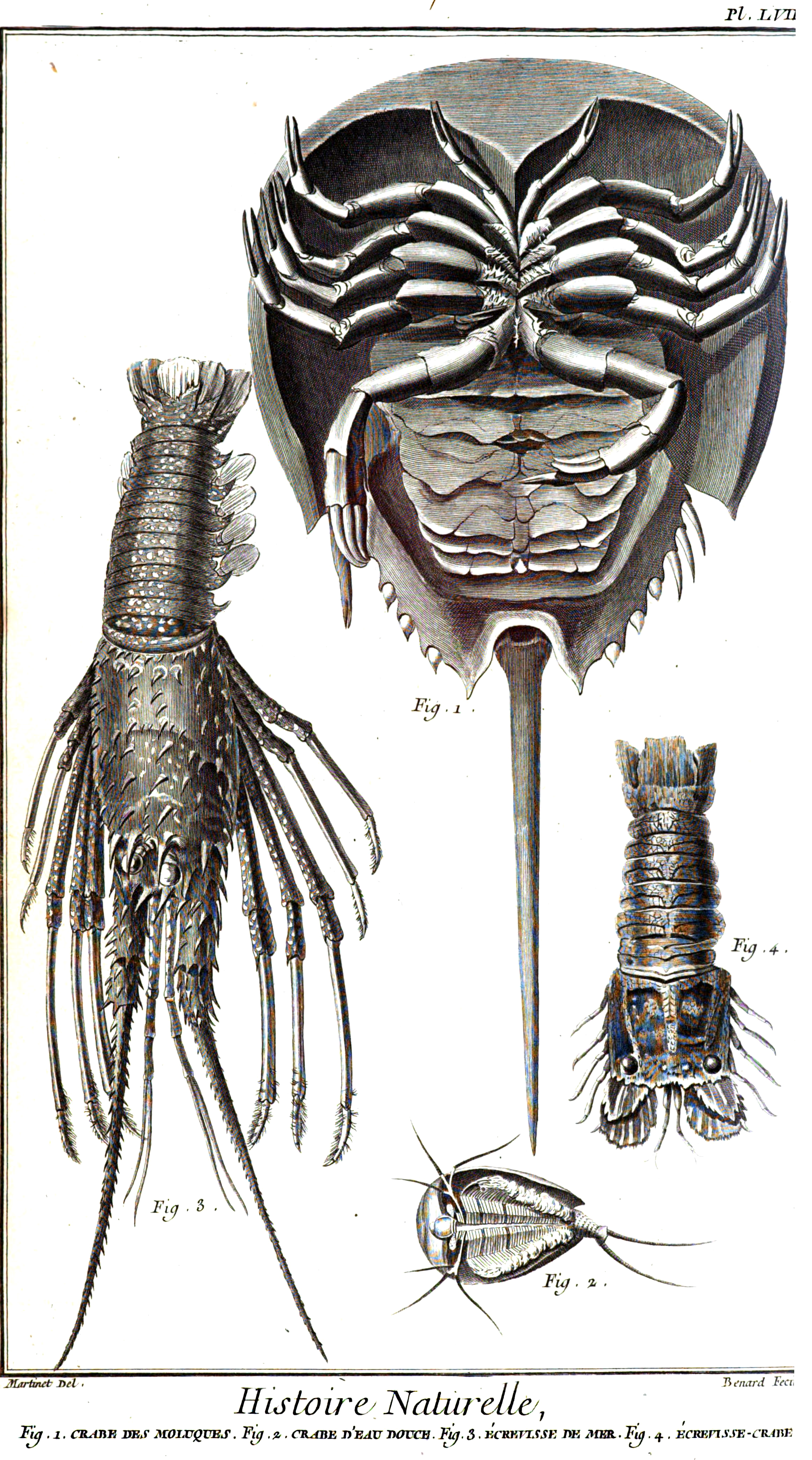
Crabes, écrevisses
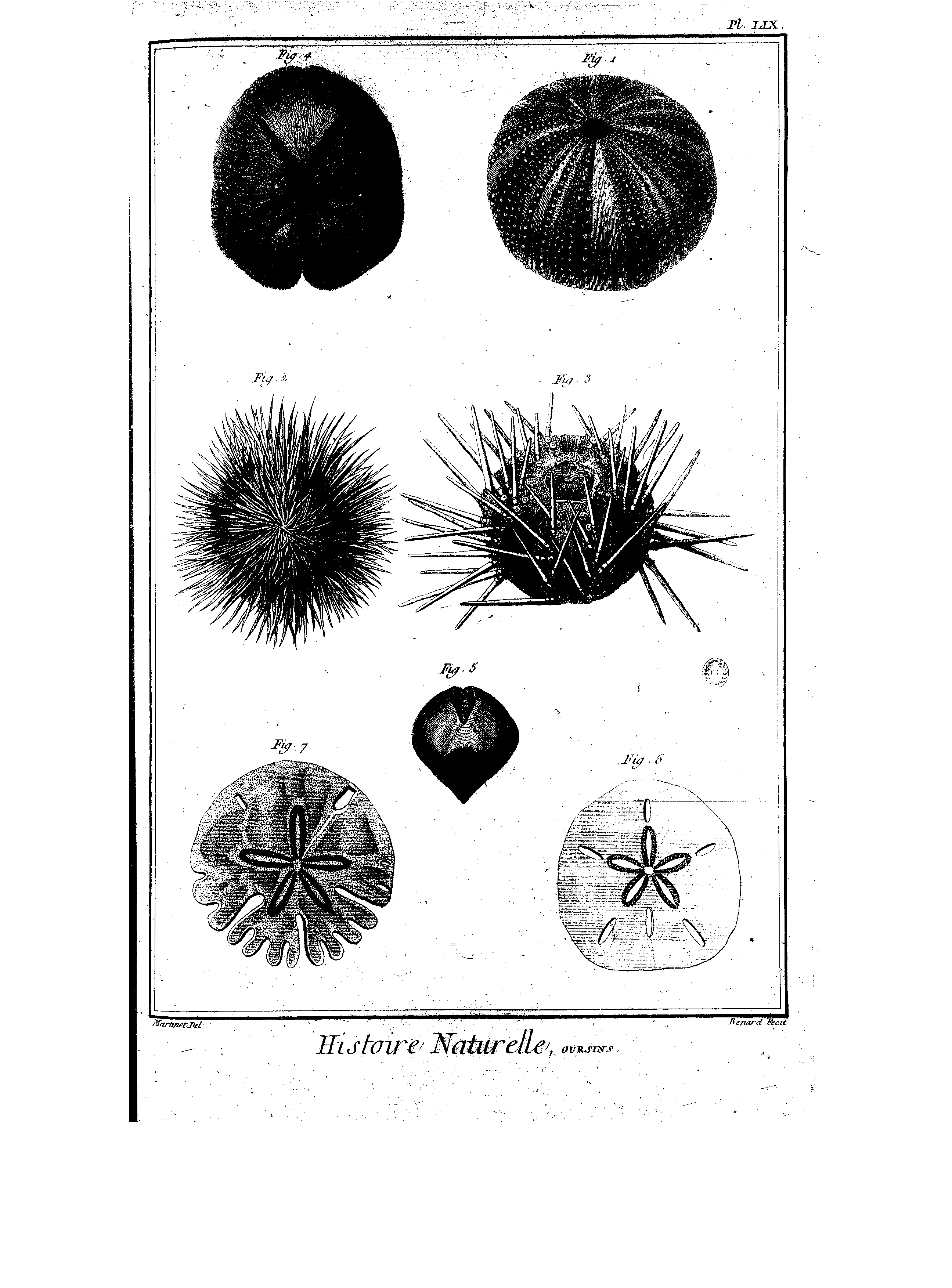
Oursins
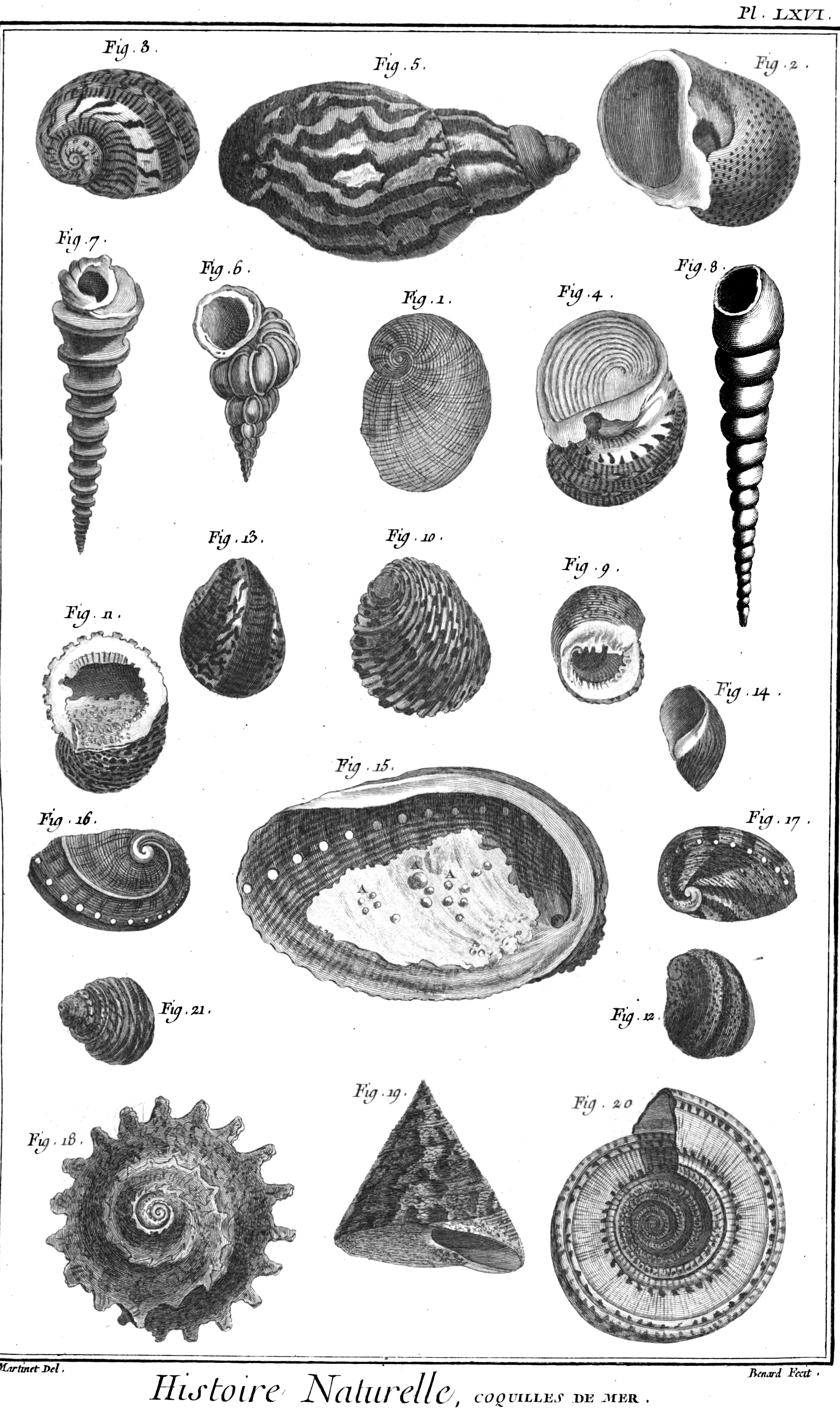
Coquilles de mer
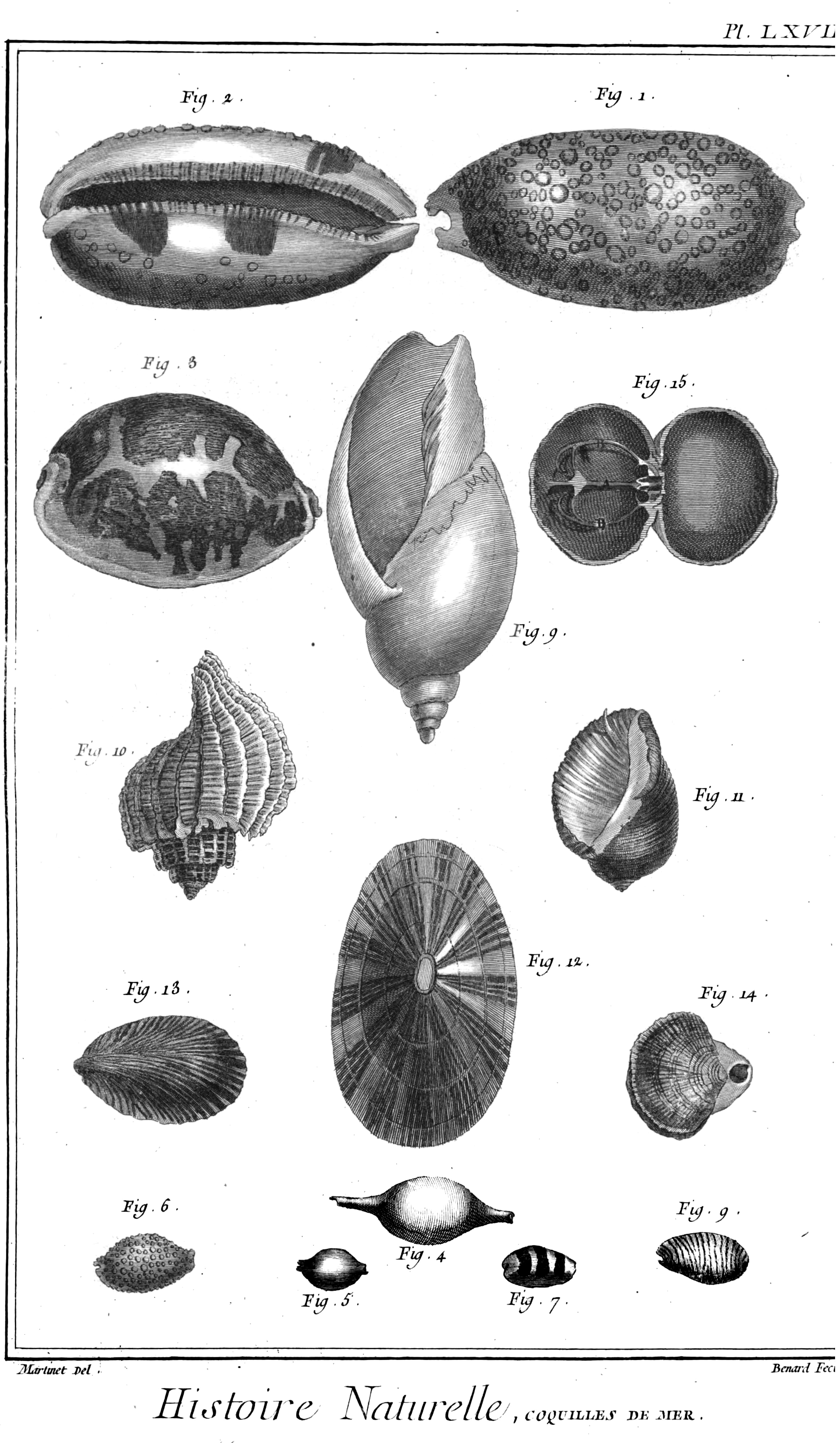
Coquilles de mer
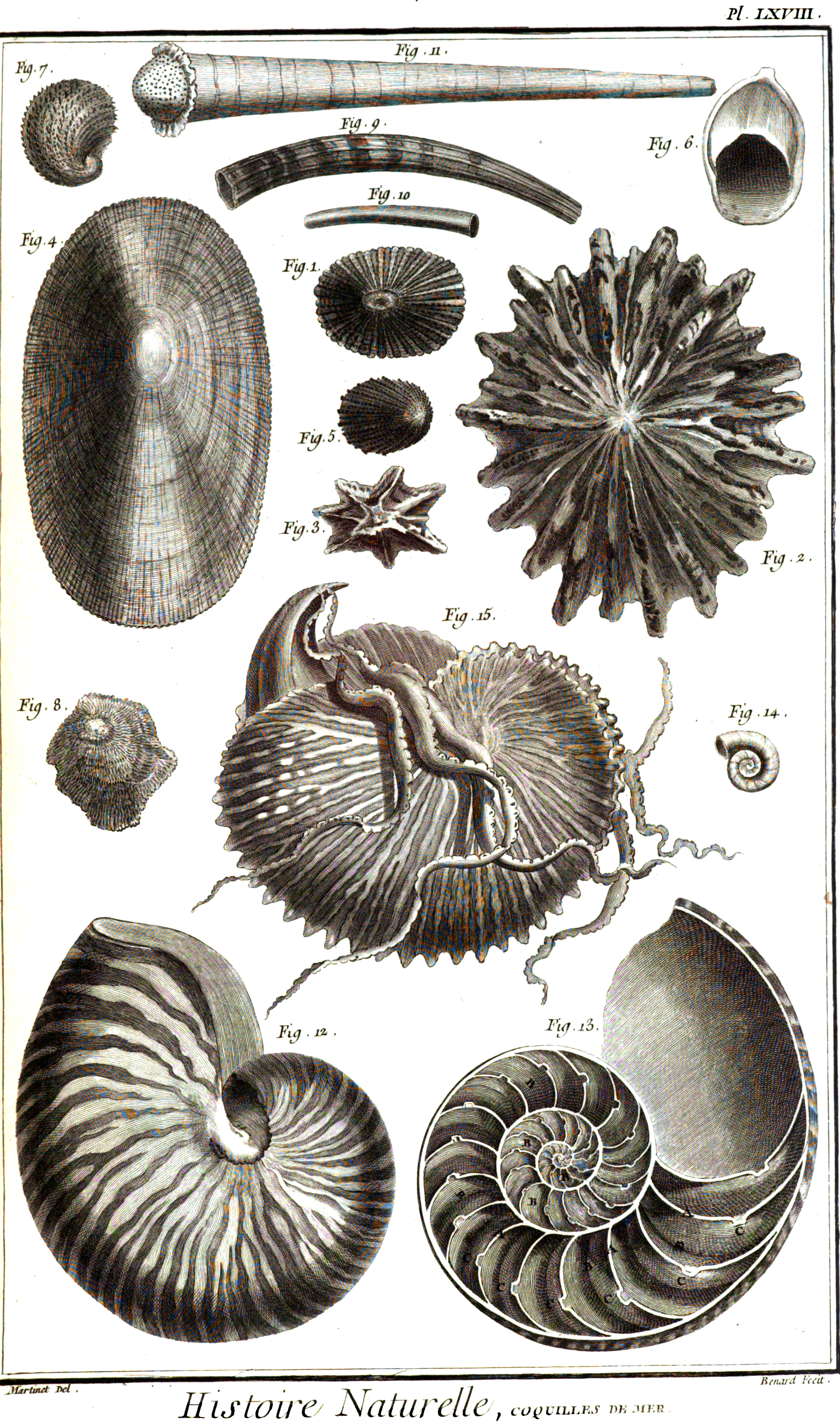
Coquilles de mer
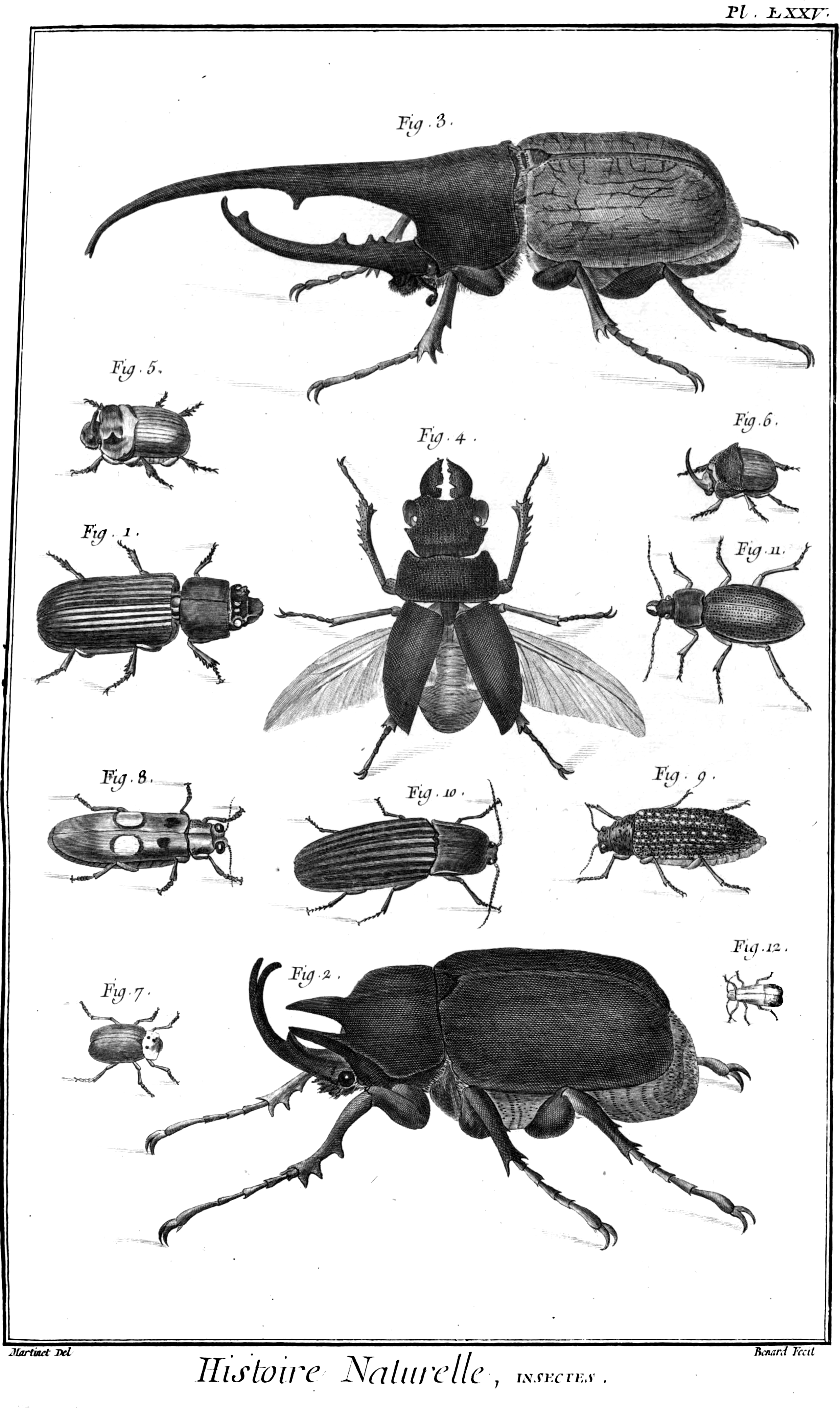
Insectes
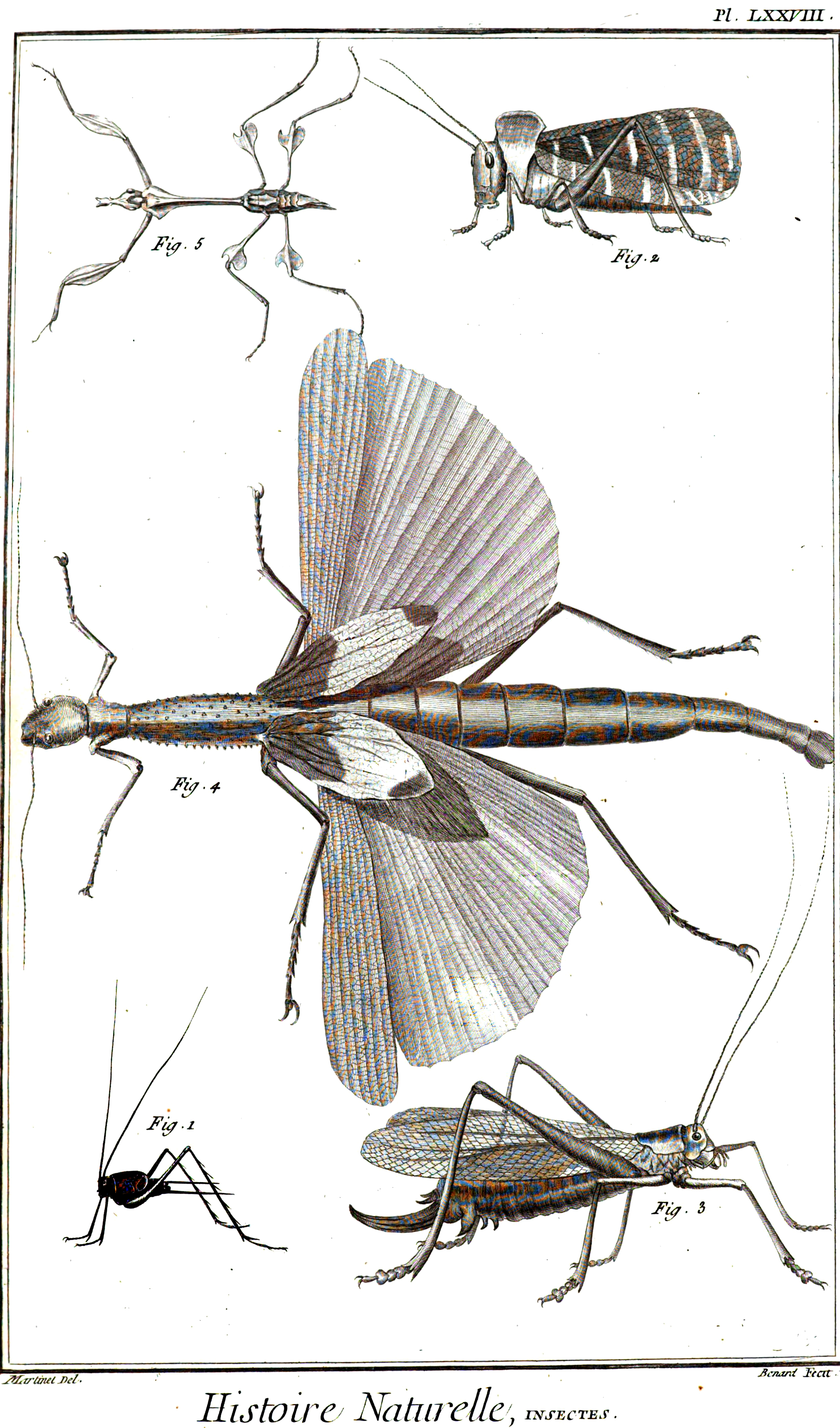
Insectes
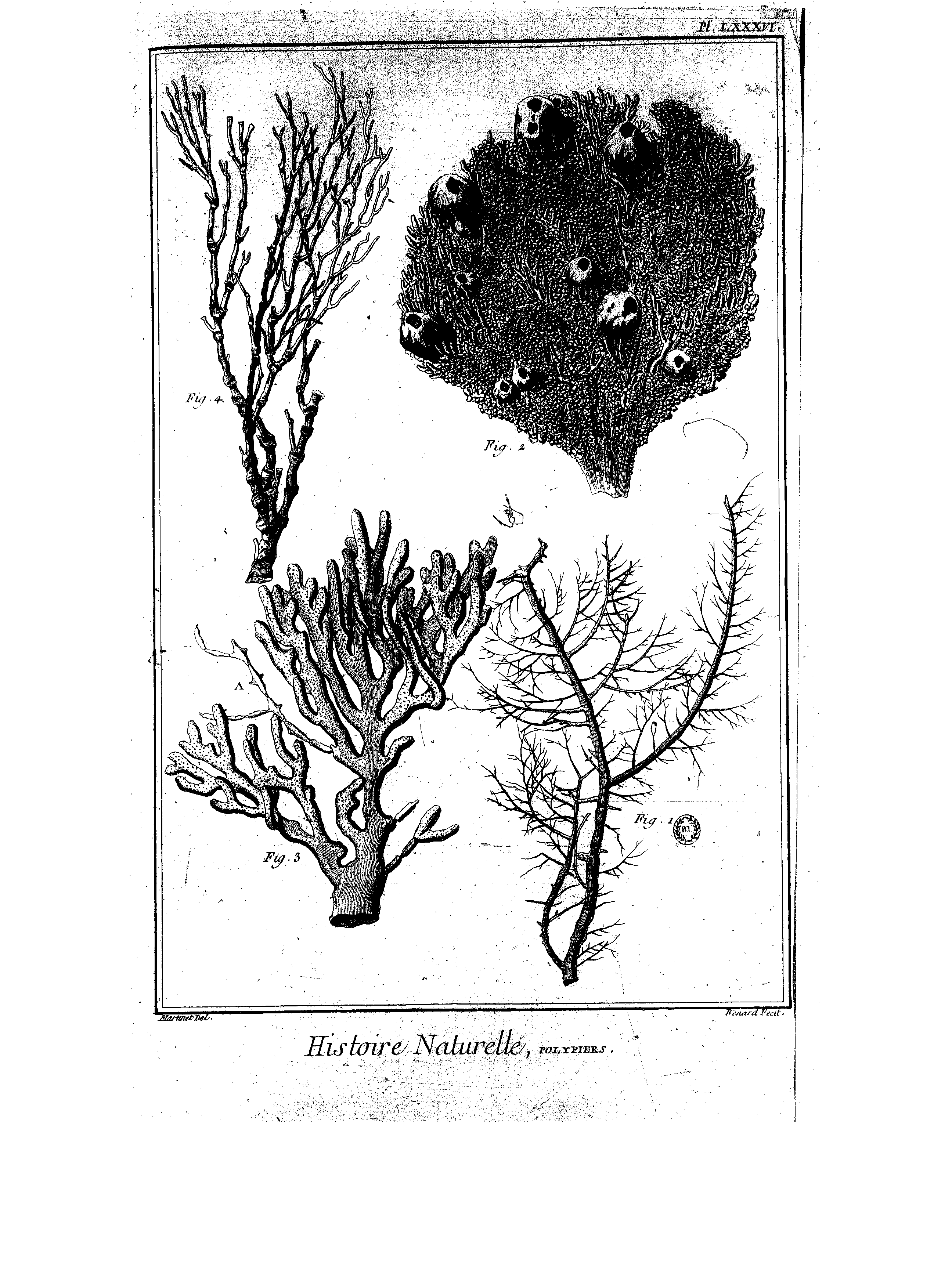
Polypiers
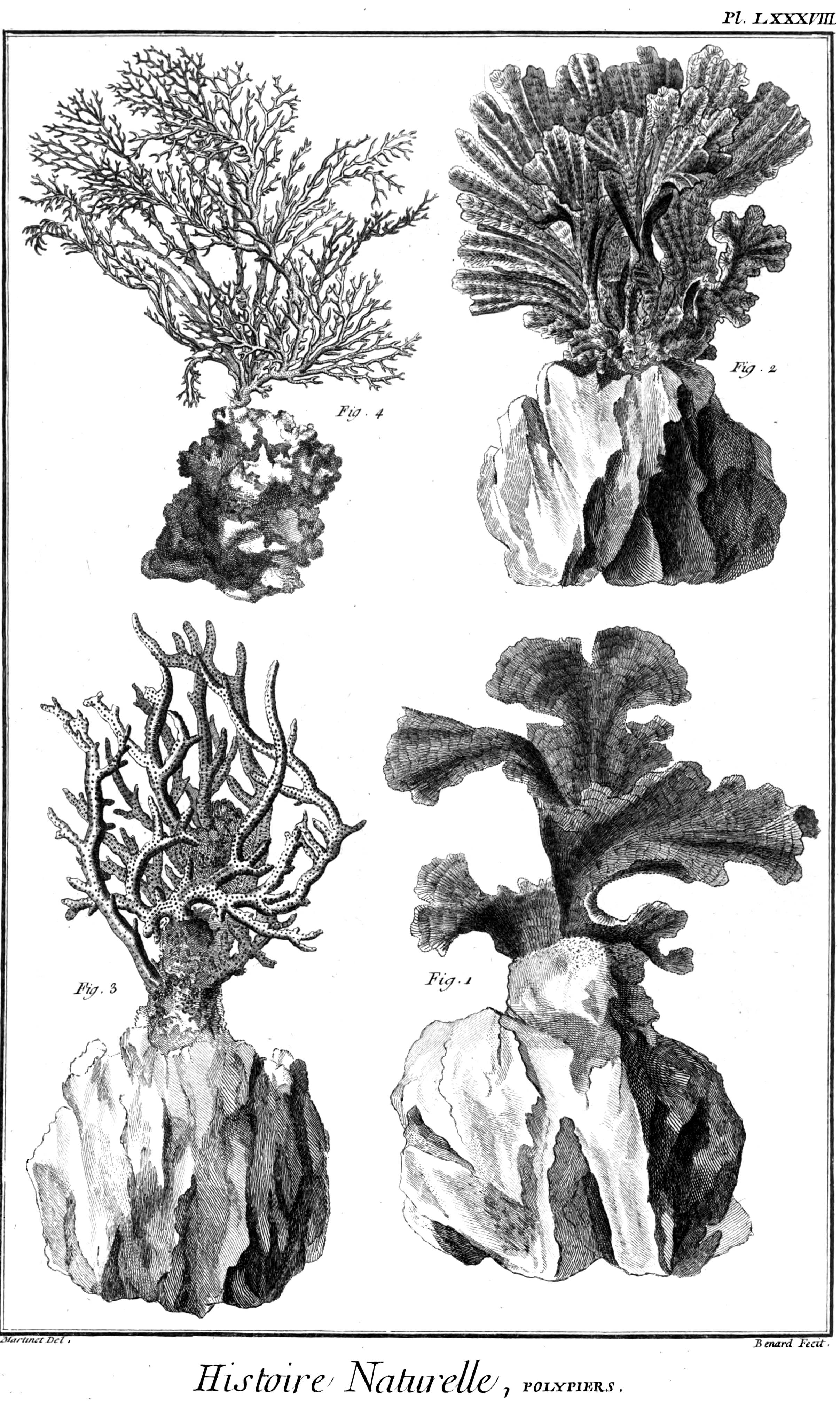
Polypiers
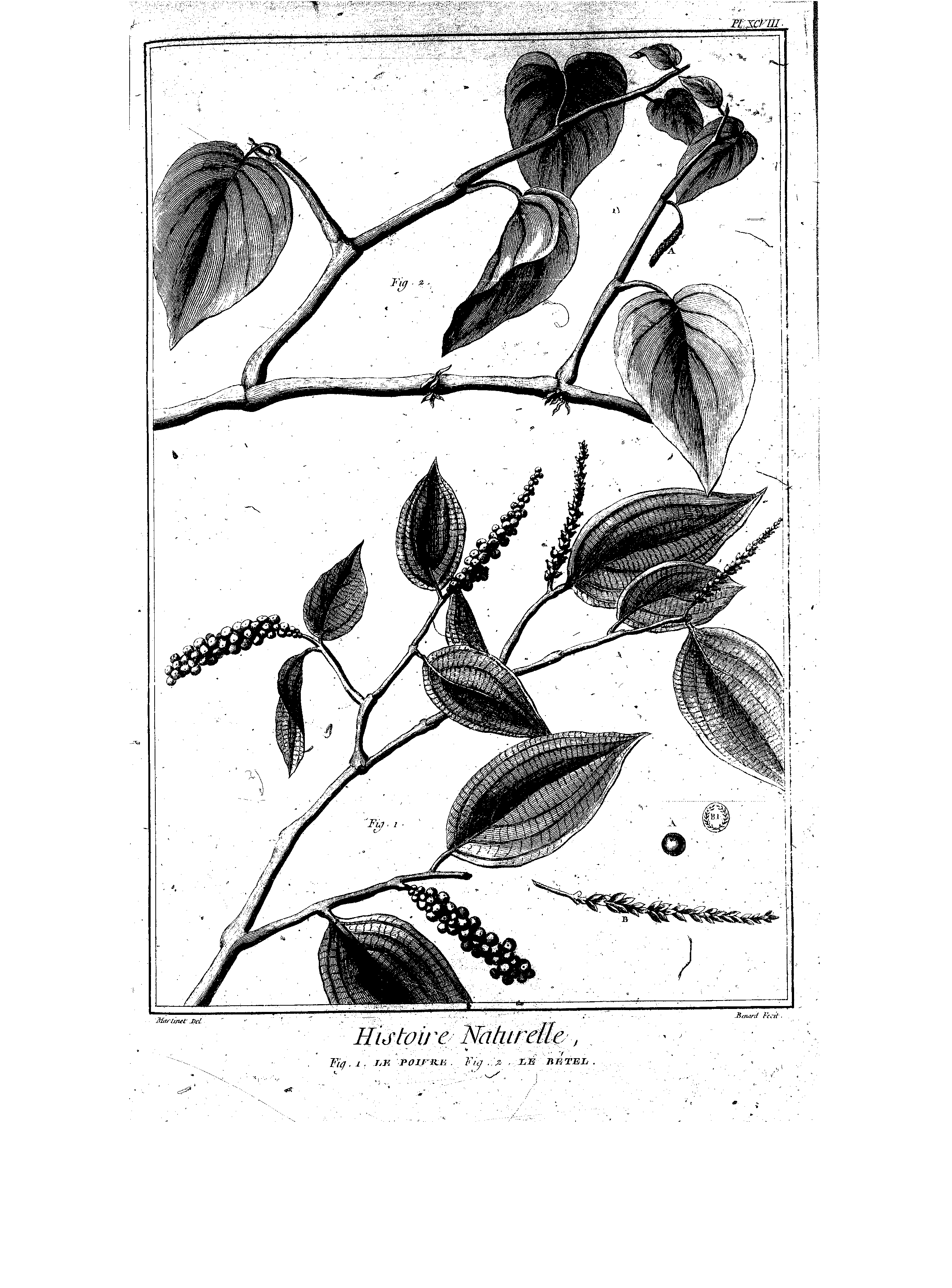
Poivre, bétel
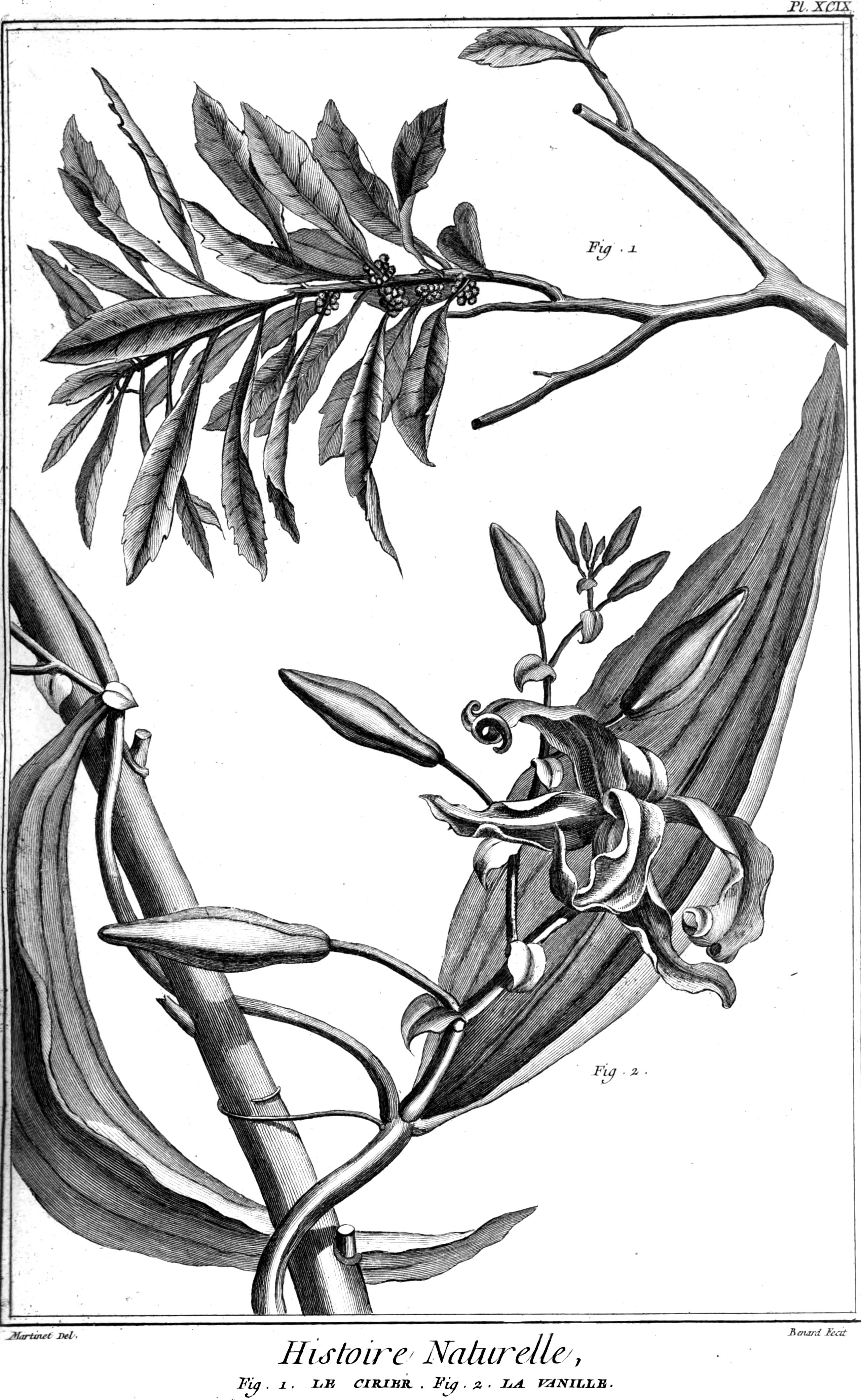
Cirine, vanille
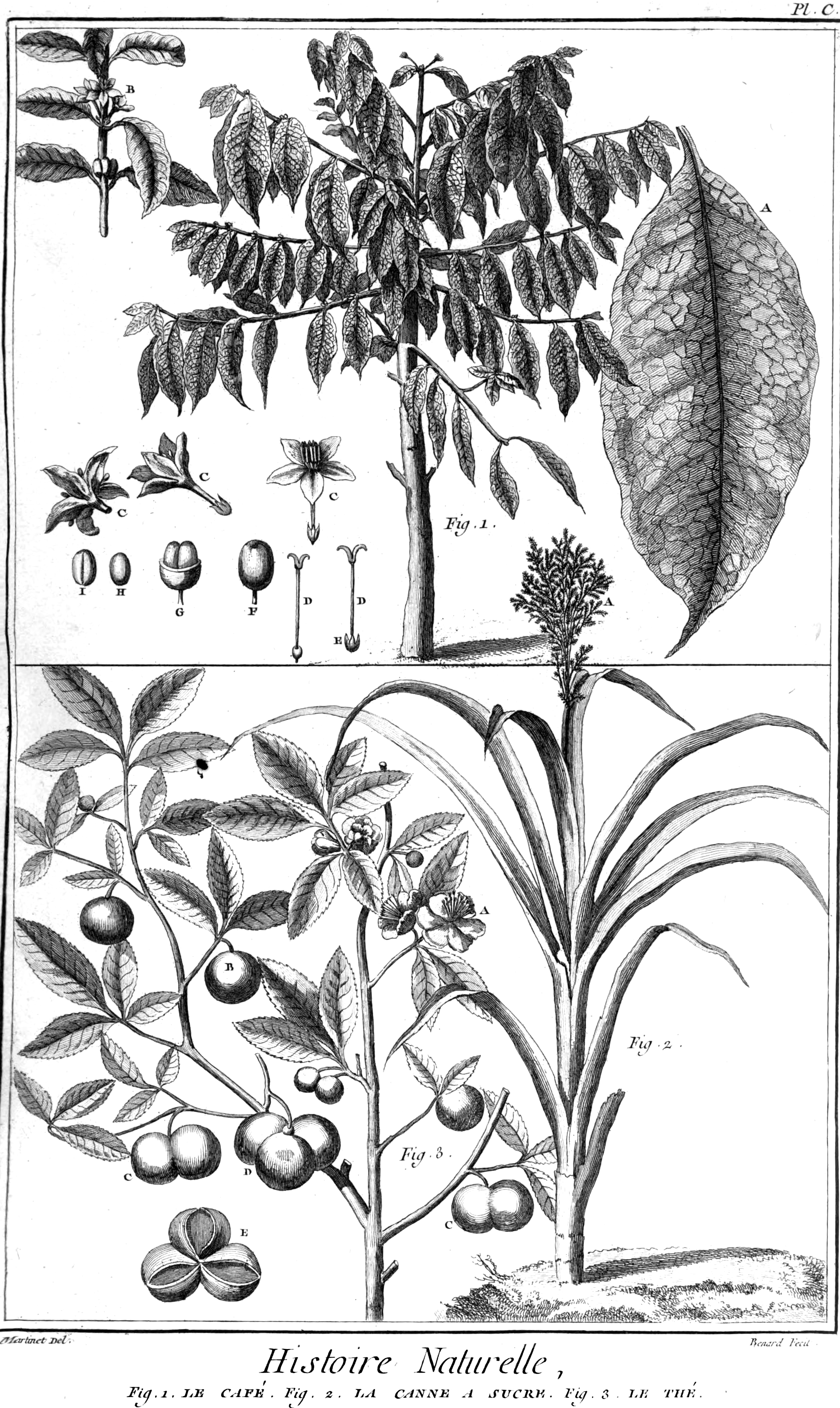
Café, canne à sucre, thé
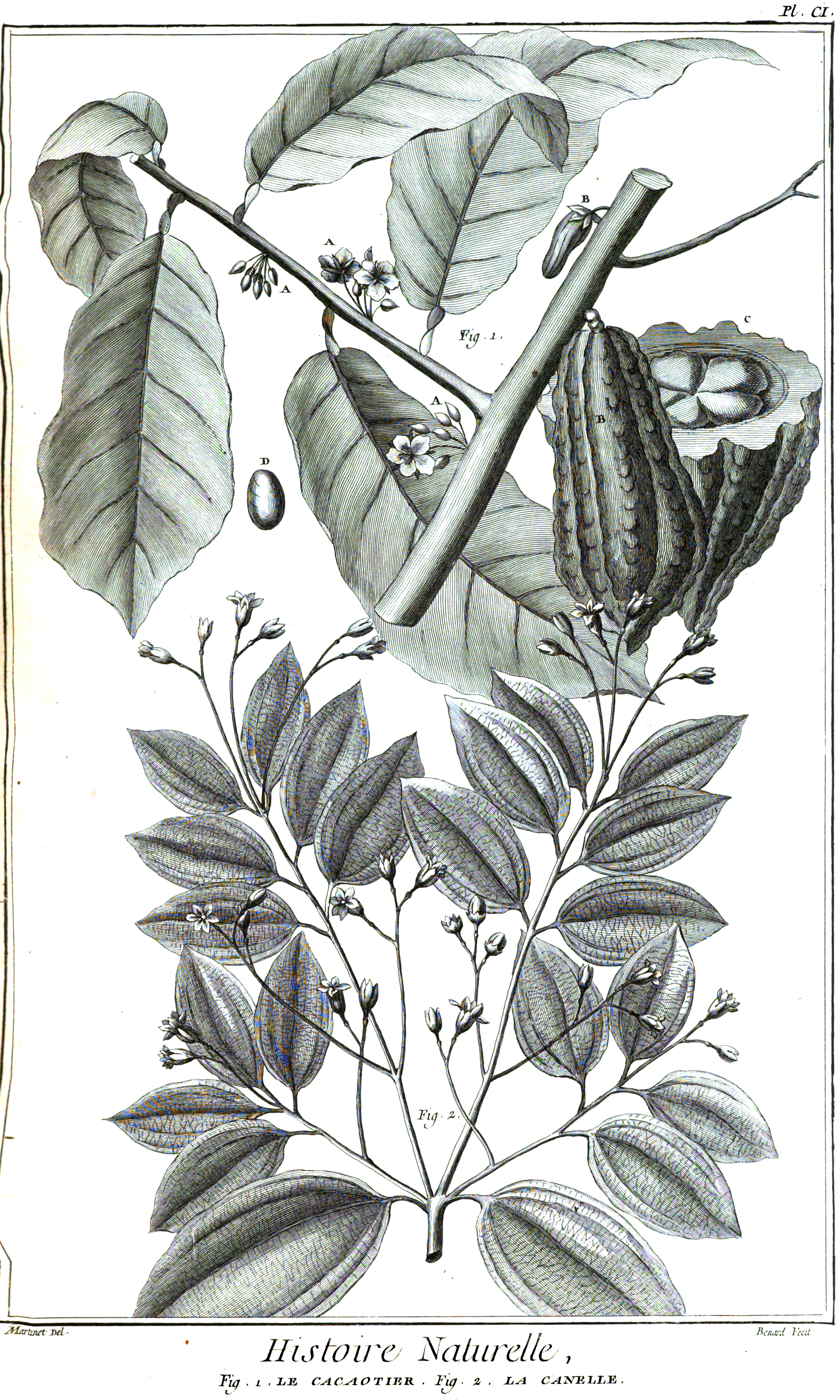
Cacaotier, cannelle

- Sixième volume : Hongroyeur, Imprimerie, Manège et équitation, Maréchal ferrant et maréchal grossier, Marine, Forge des ancres, Maroquinier, Menuisier, Musique

Sixième volume de L'Encyclopédie, gravures de Robert Bénard
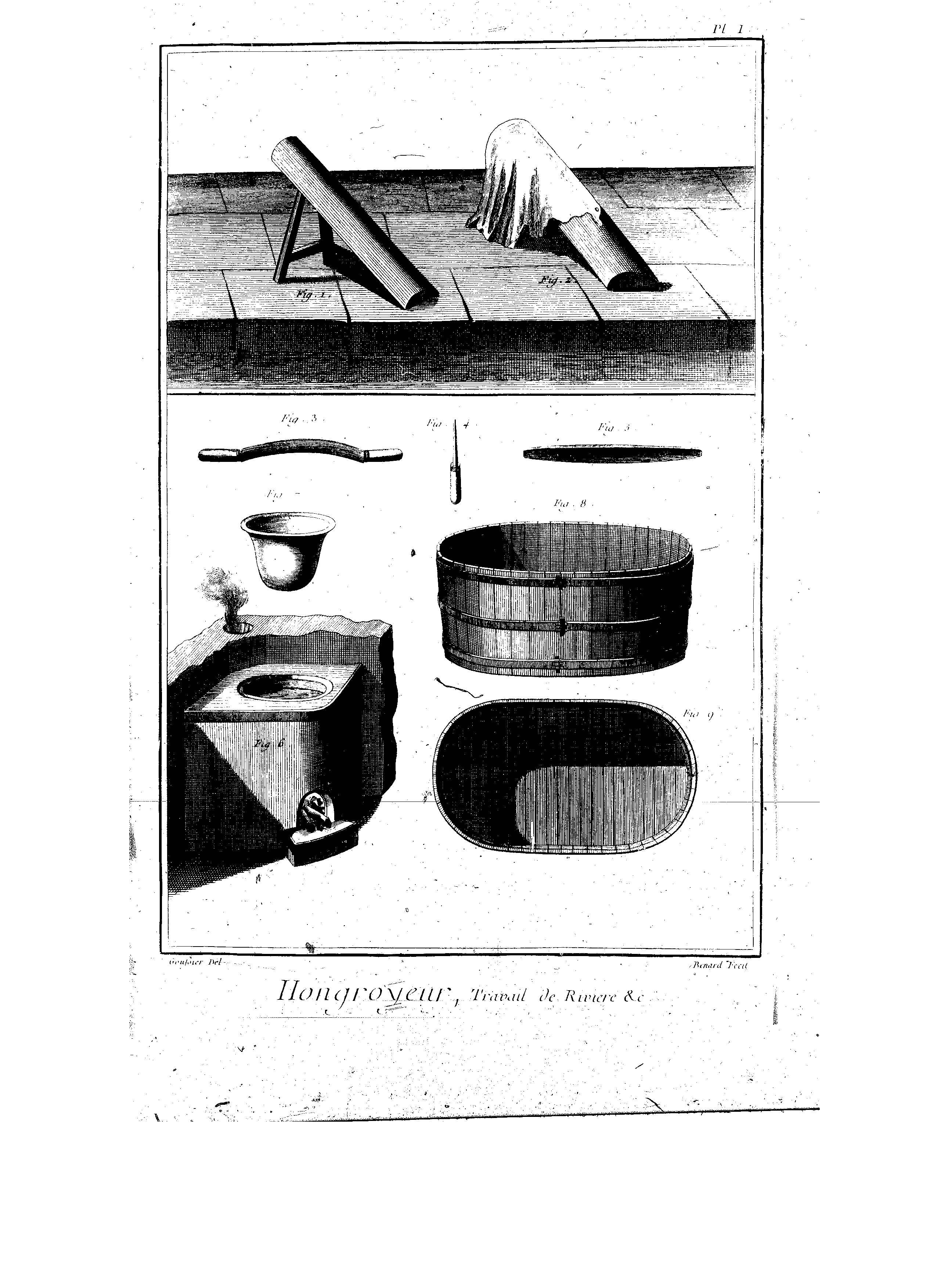
Hongroyeur
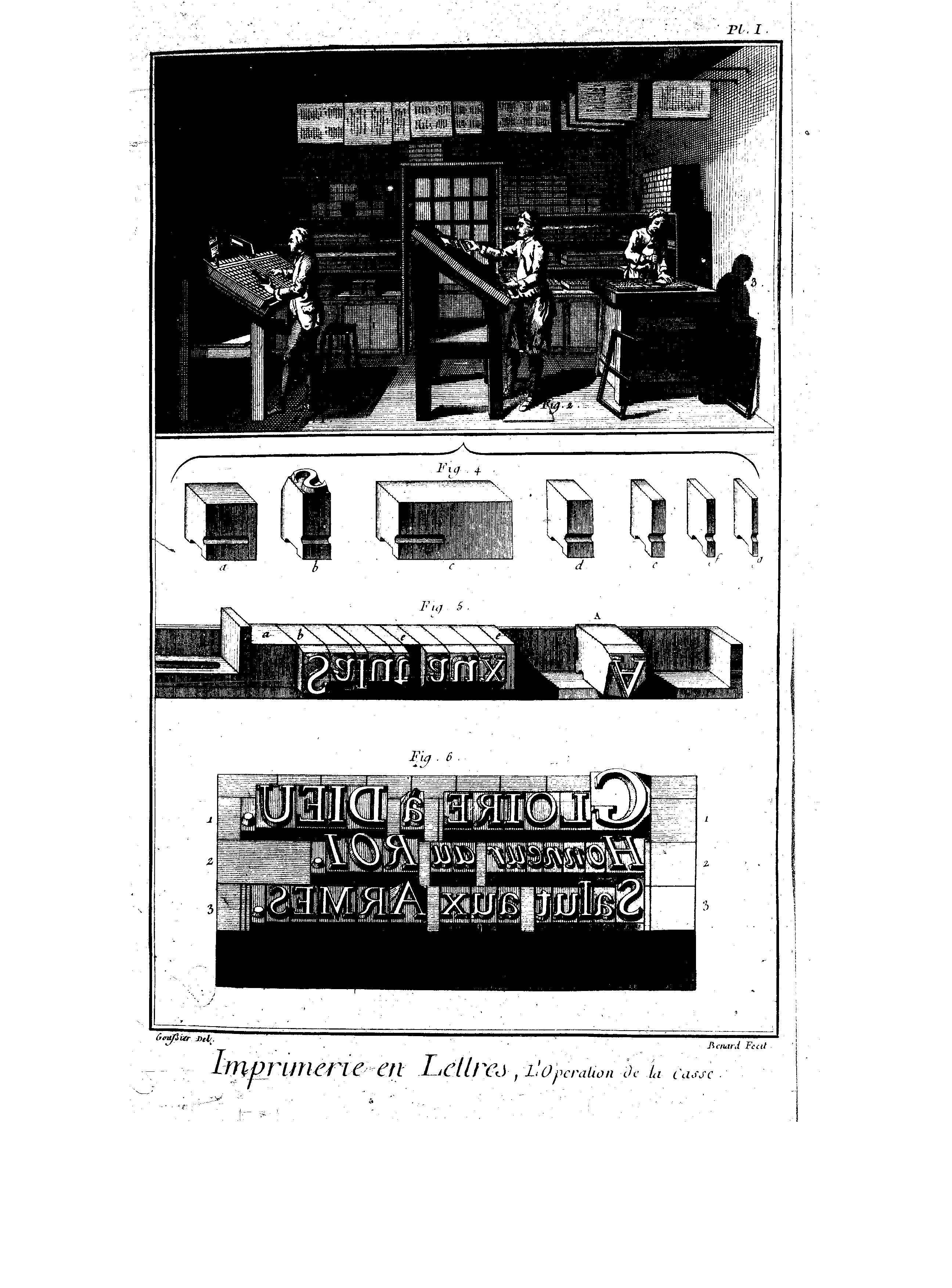
Imprimerie en lettres
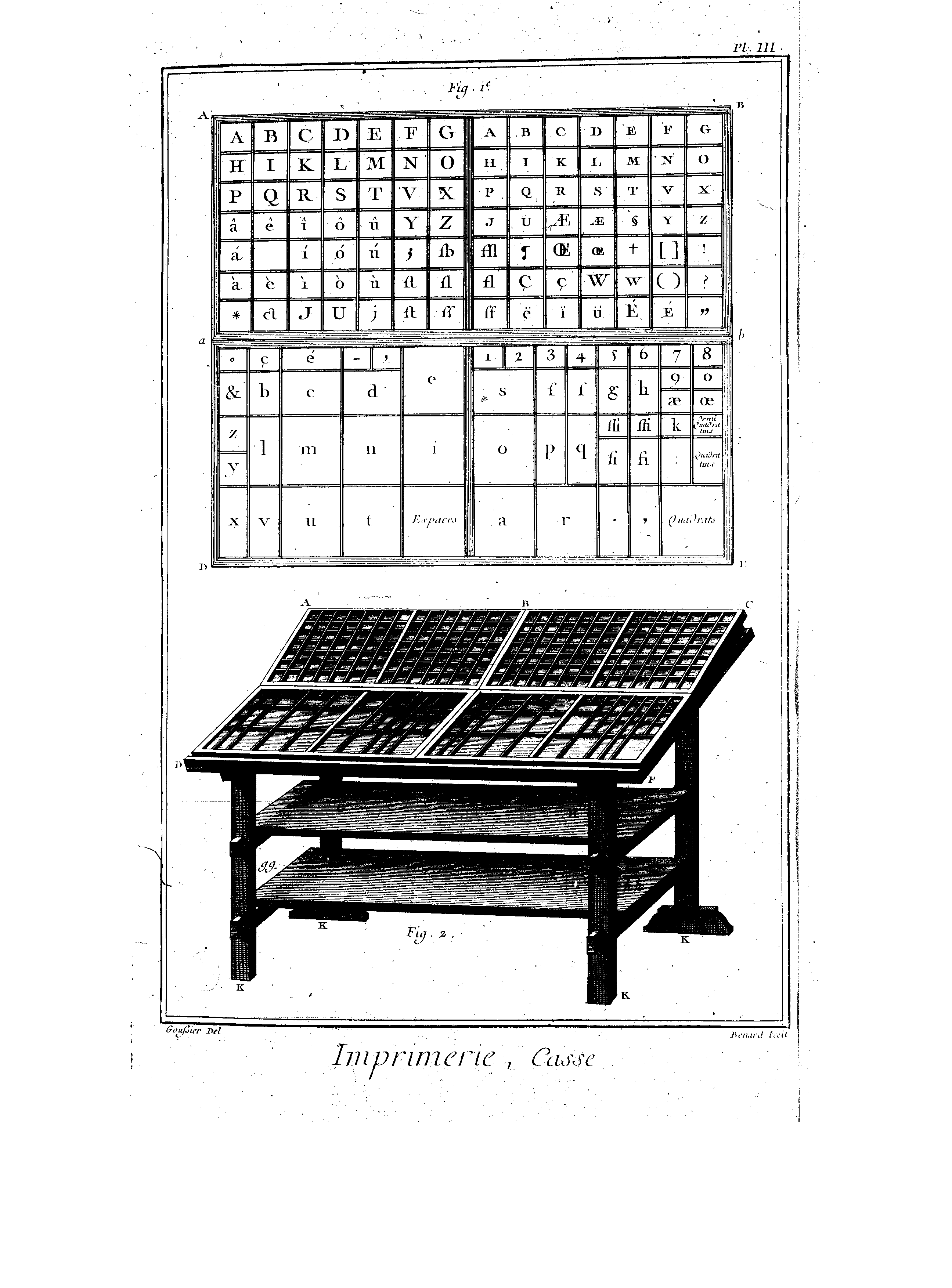
Imprimerie, casse
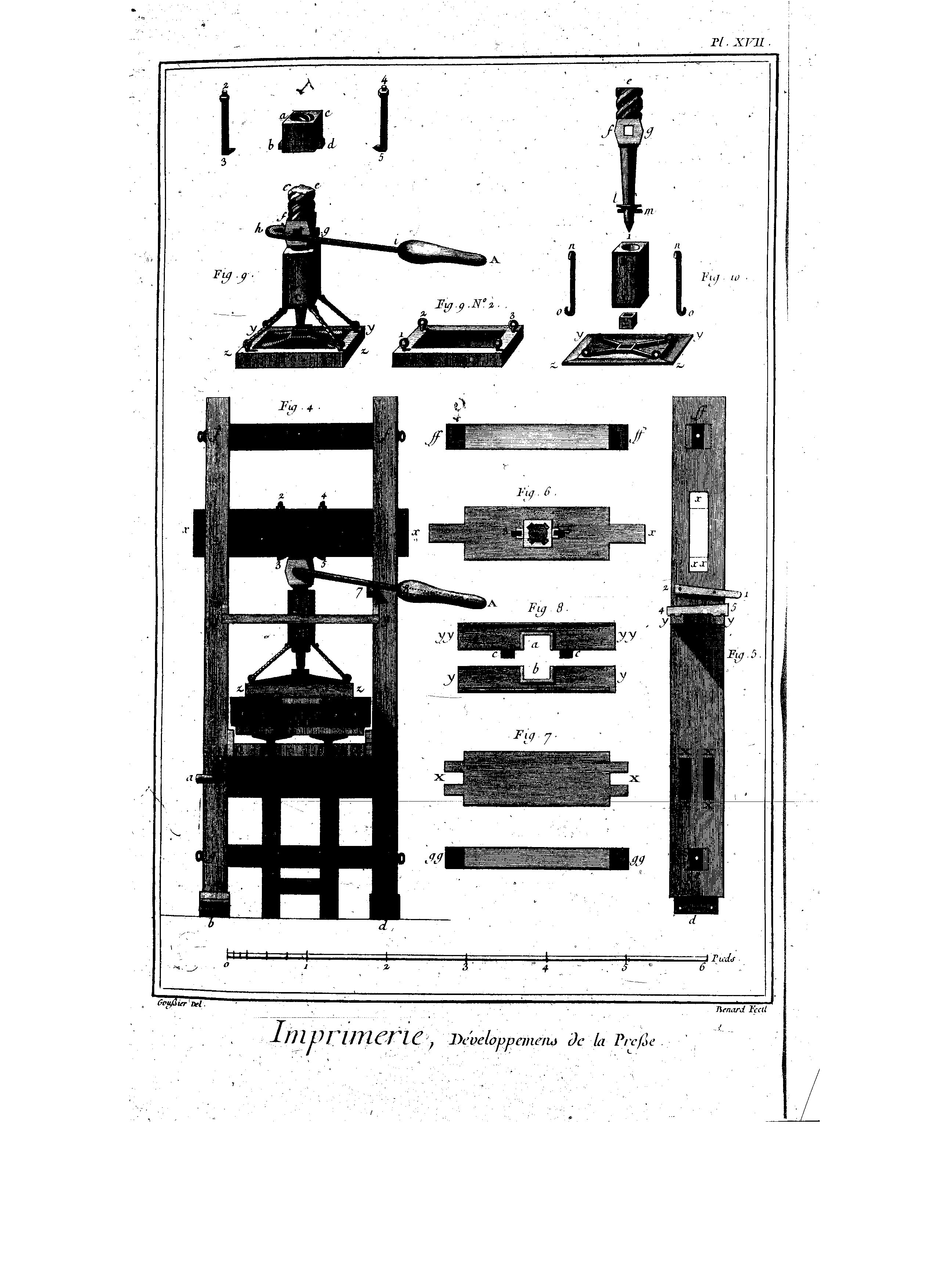
Imprimerie, développement de la presse
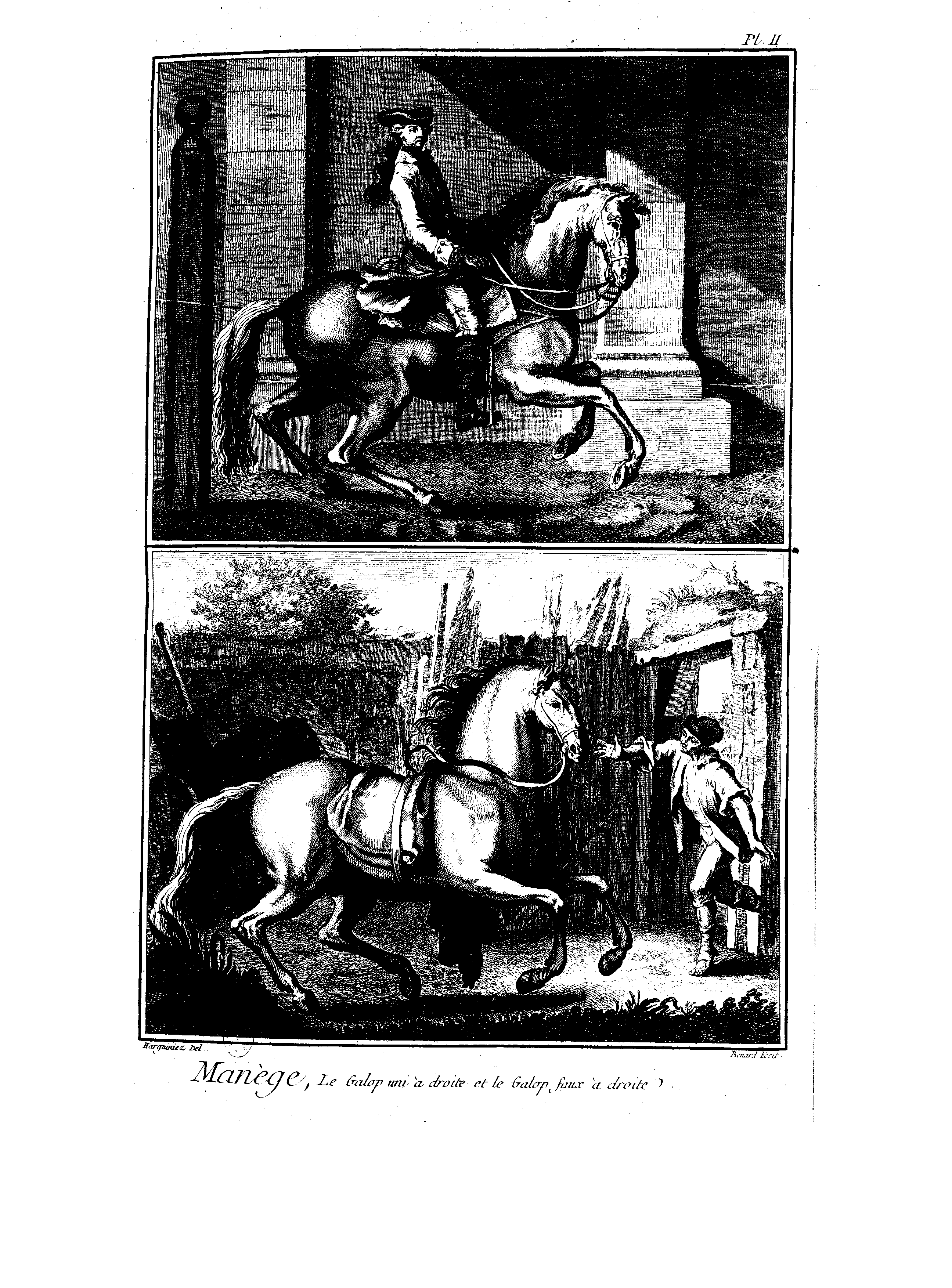
Manège, le galop
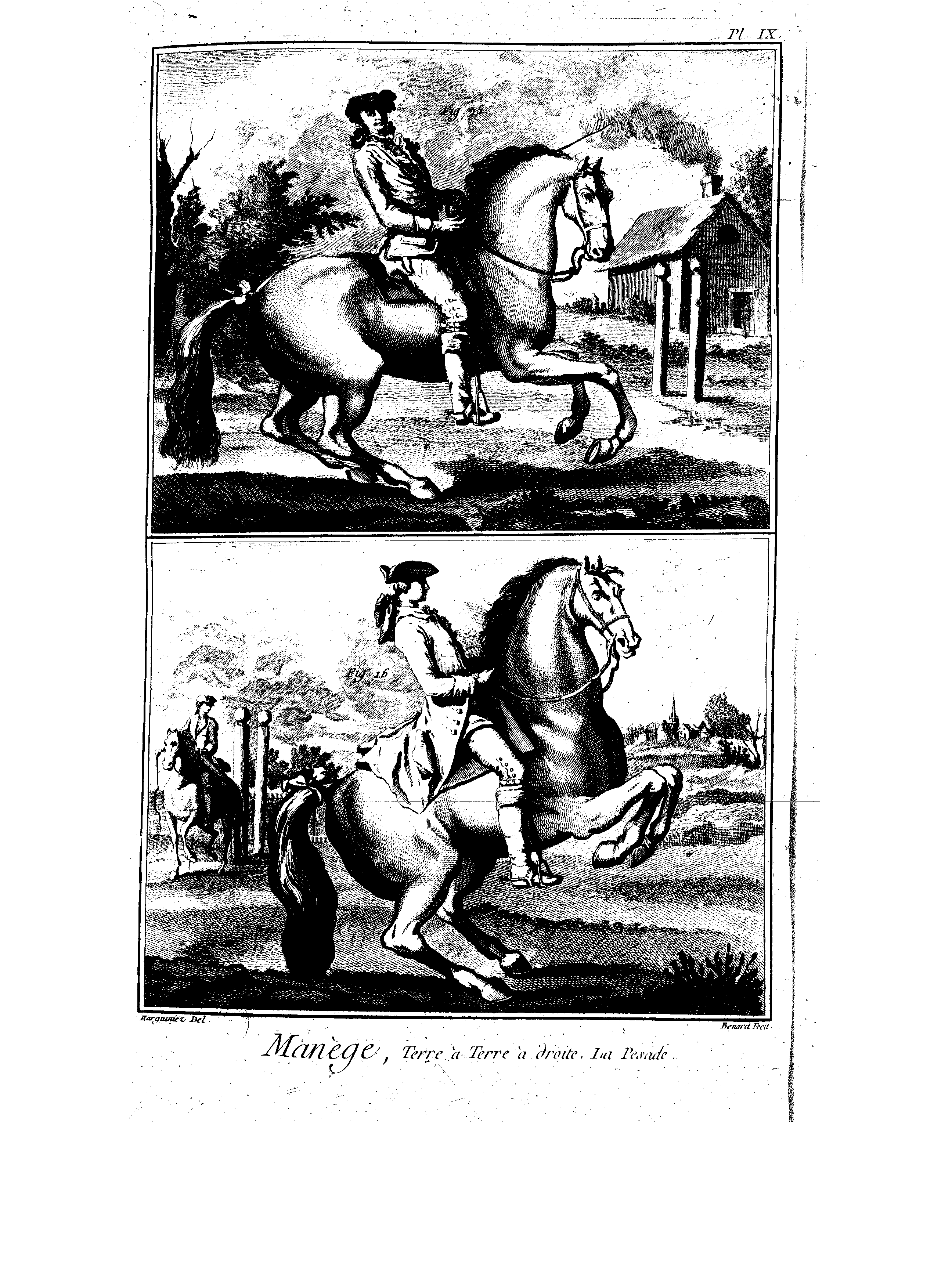
Manège, terre à terre et parade
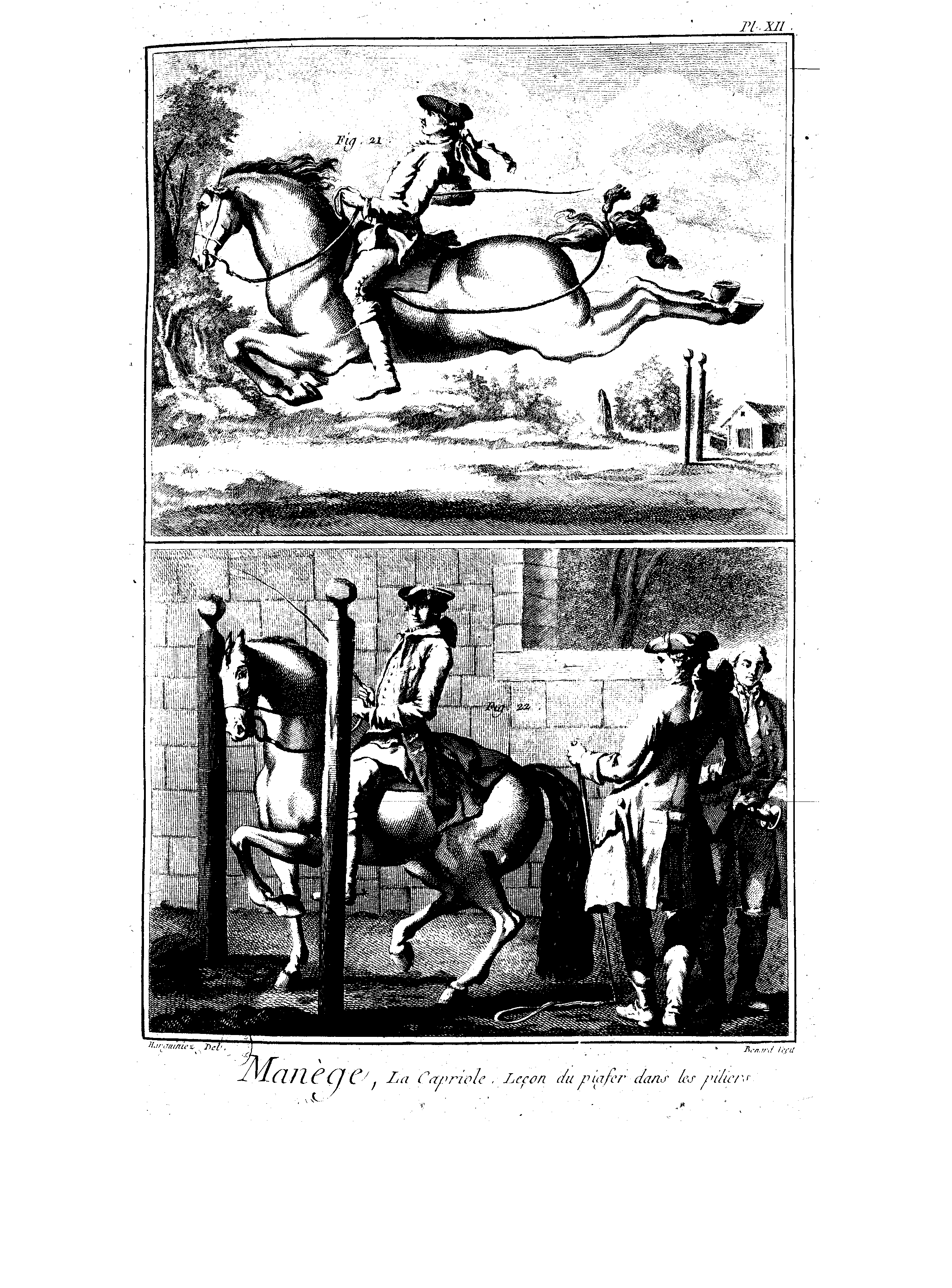
La capriole, leçon du piafer
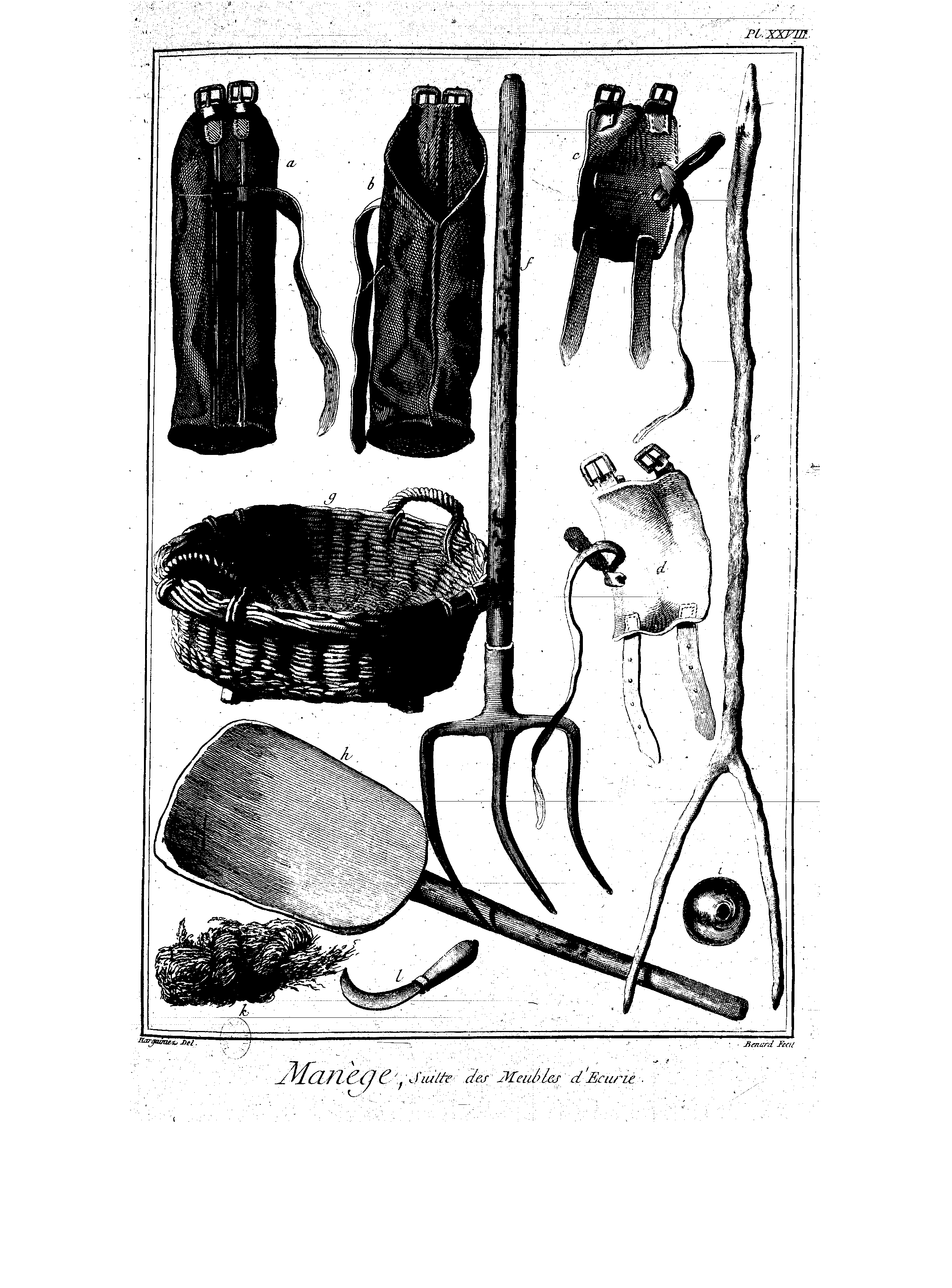
Meubles d'écurie
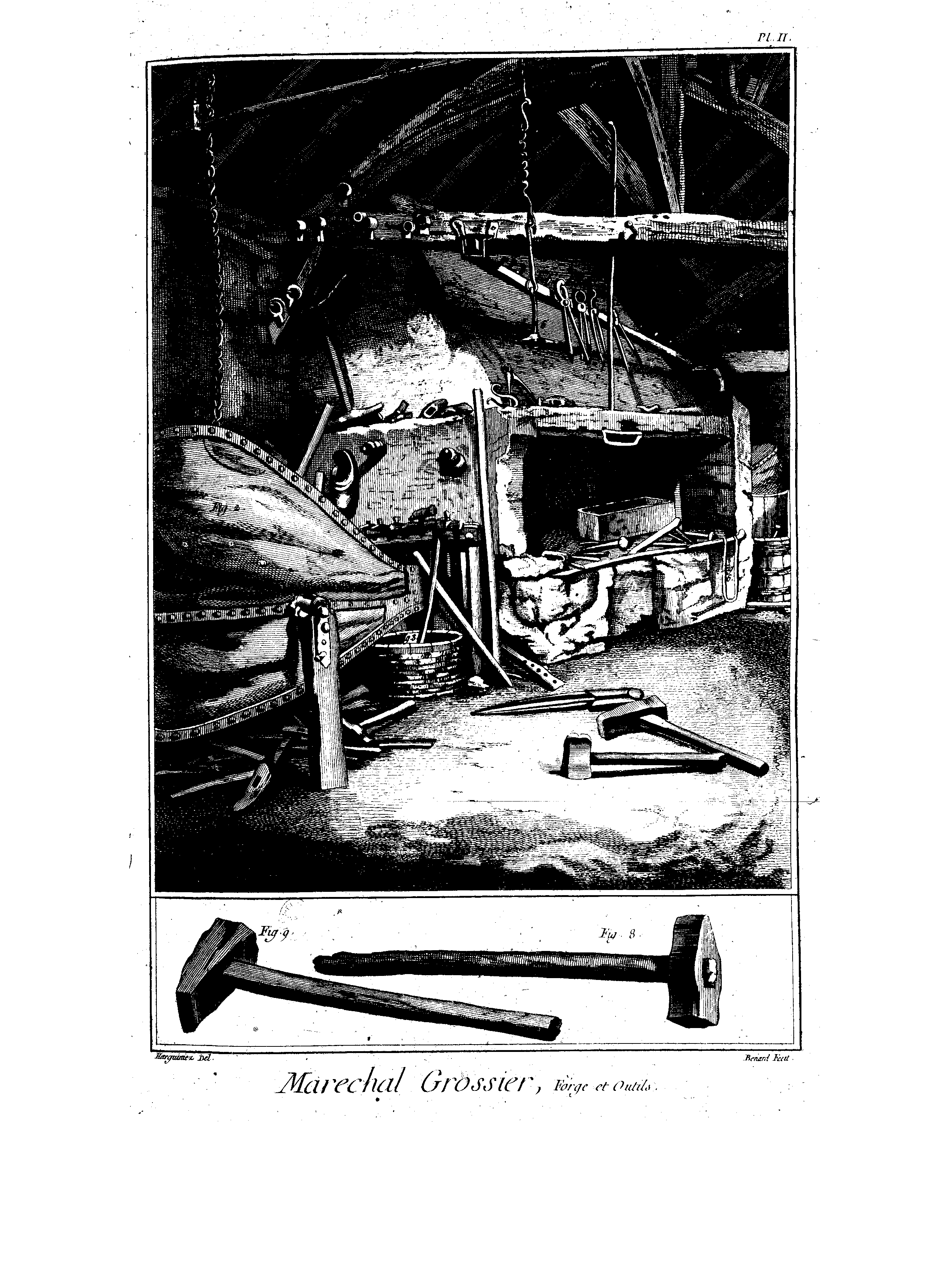
Maréchal grossier
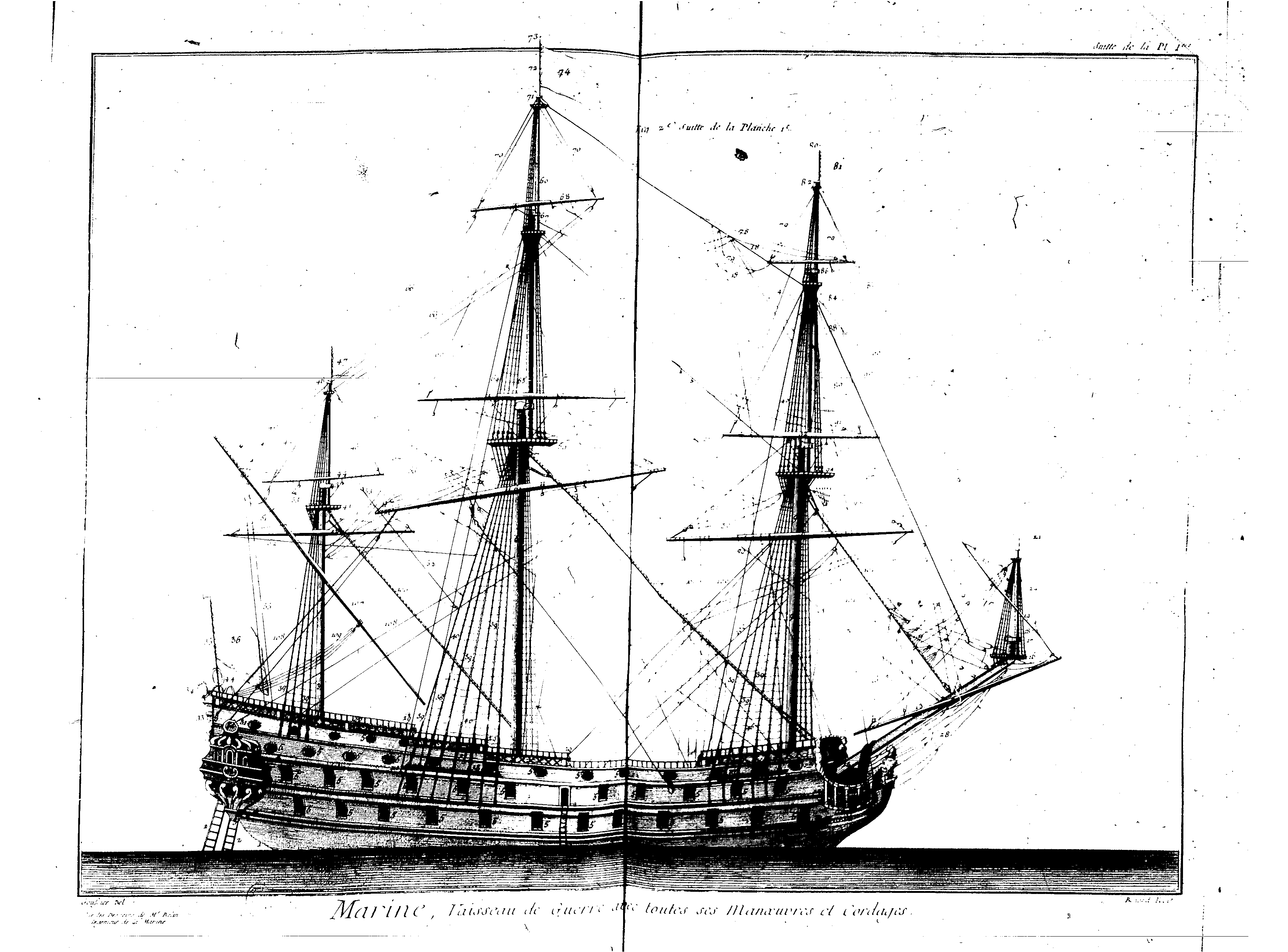
Marine, vaisseau de guerre
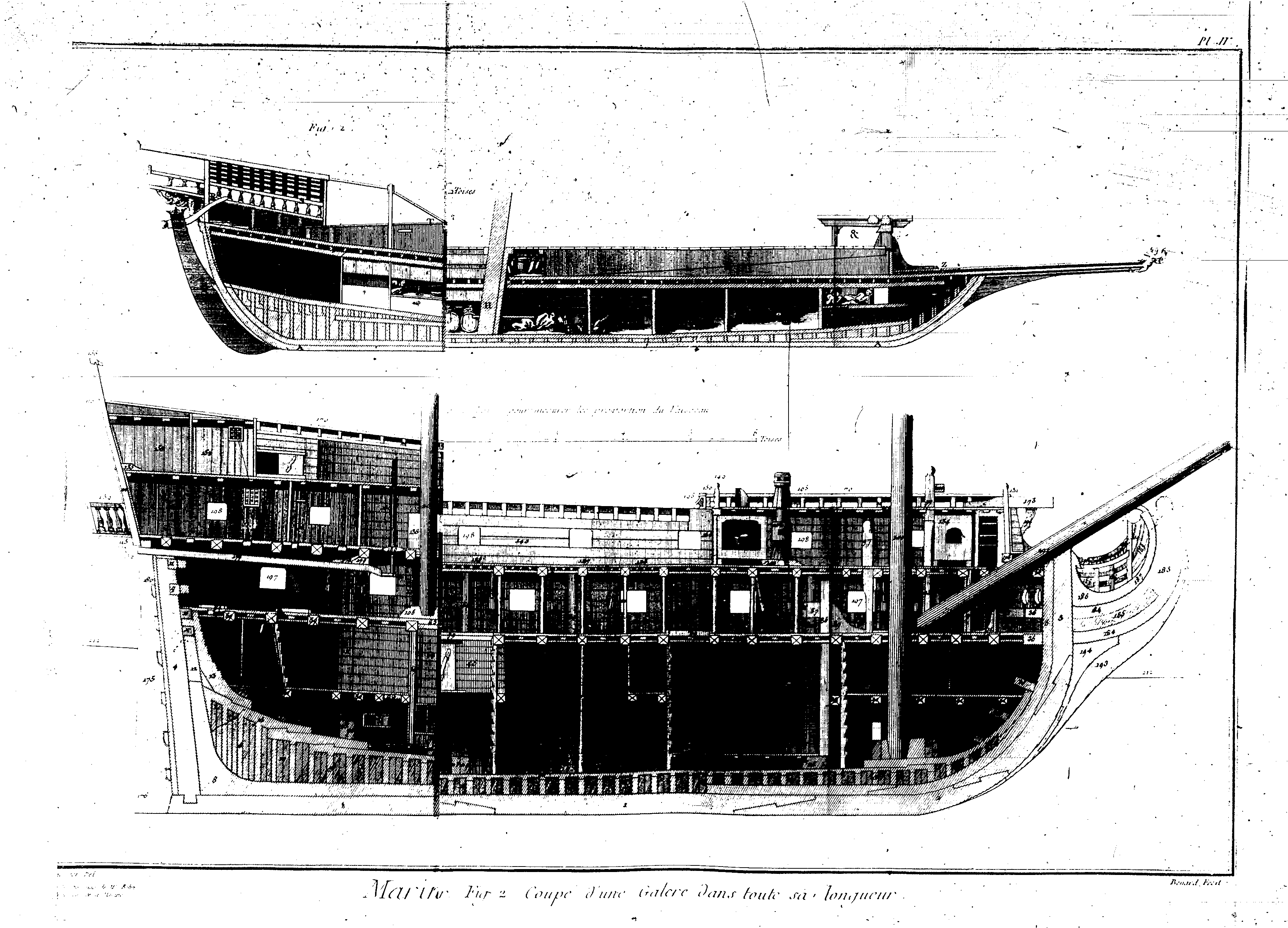
Coupe d'une galère
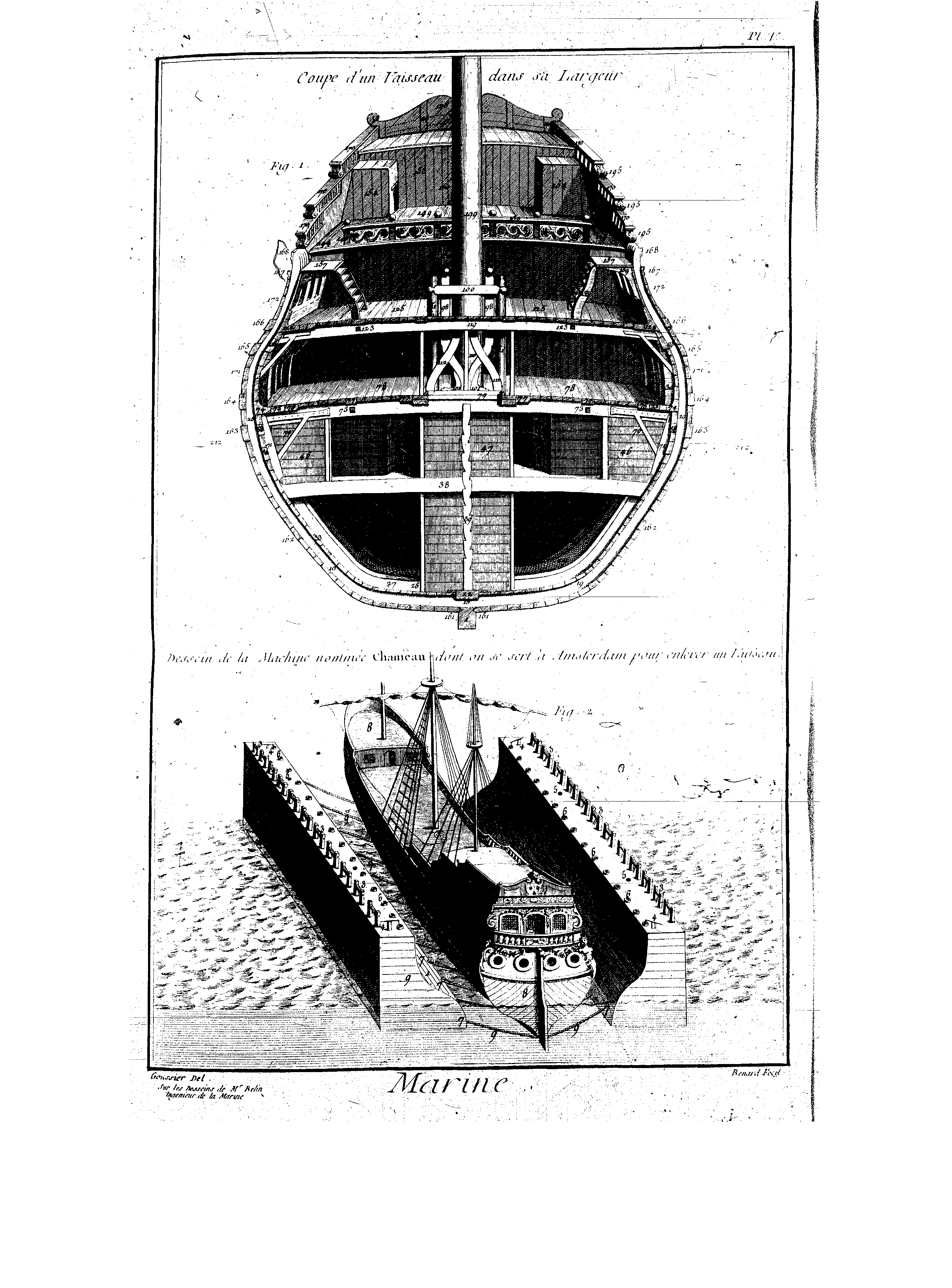
Coupe d'un vaisseau
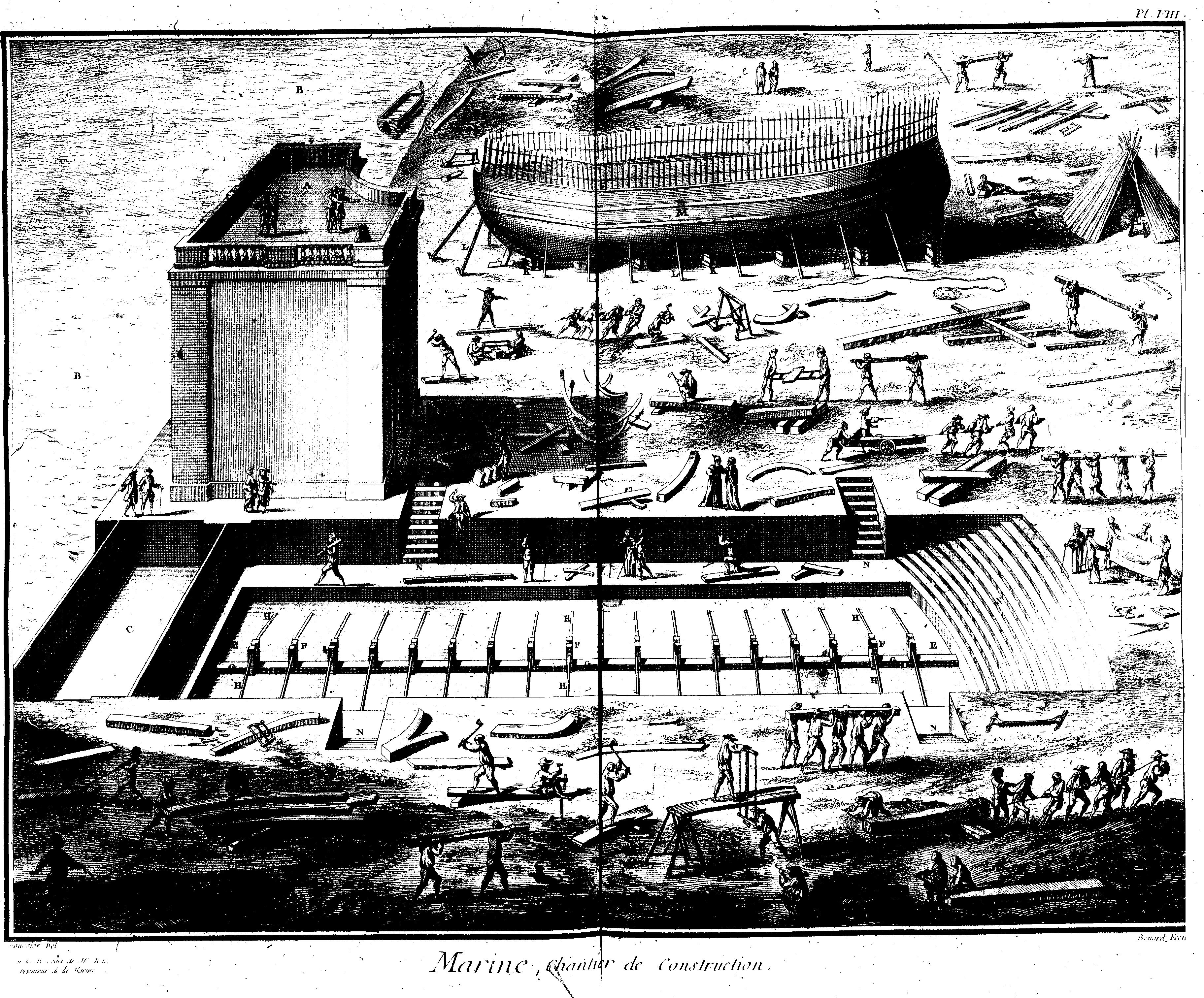
Marine, chantier de construction
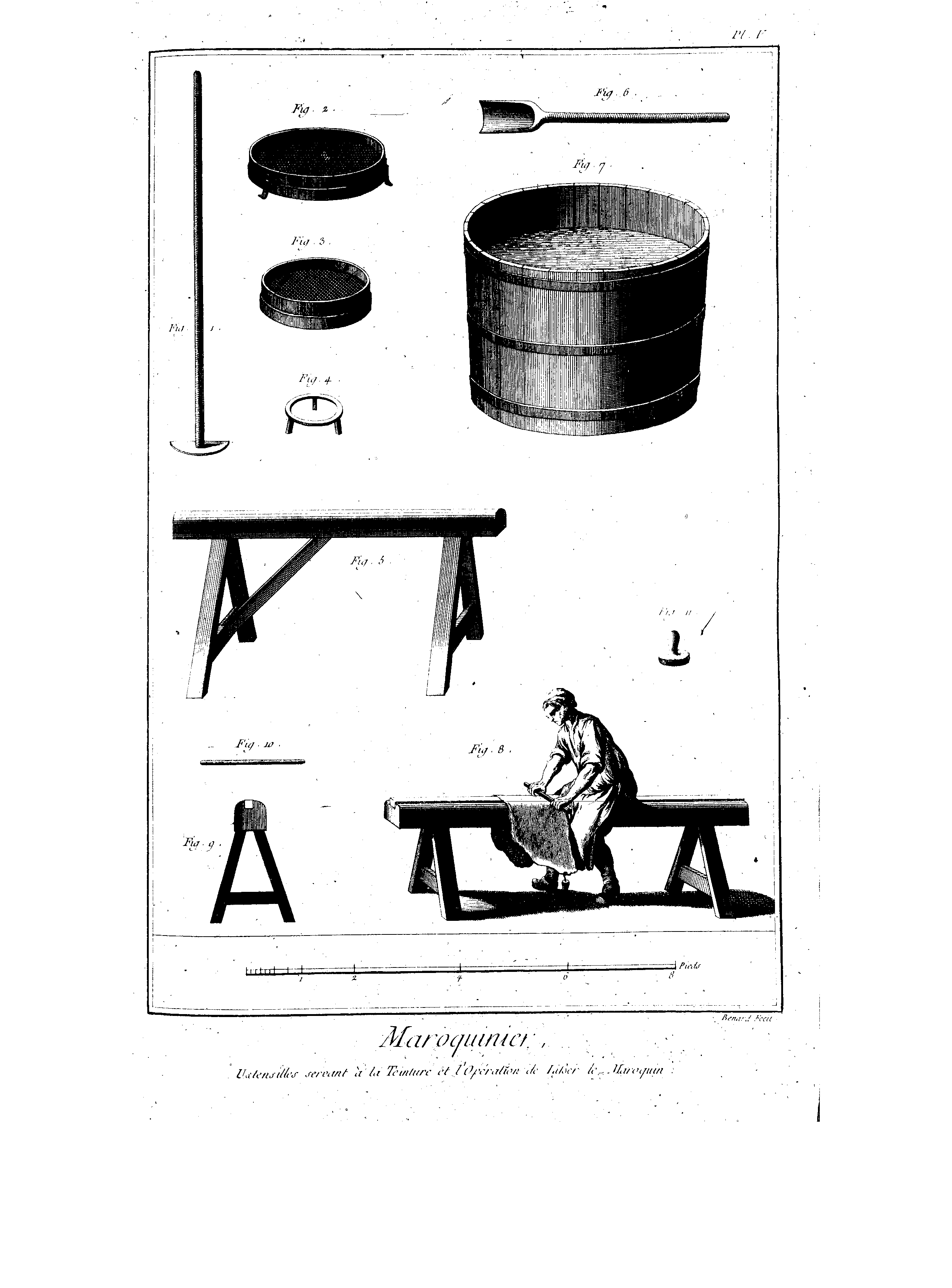
Maroquinier
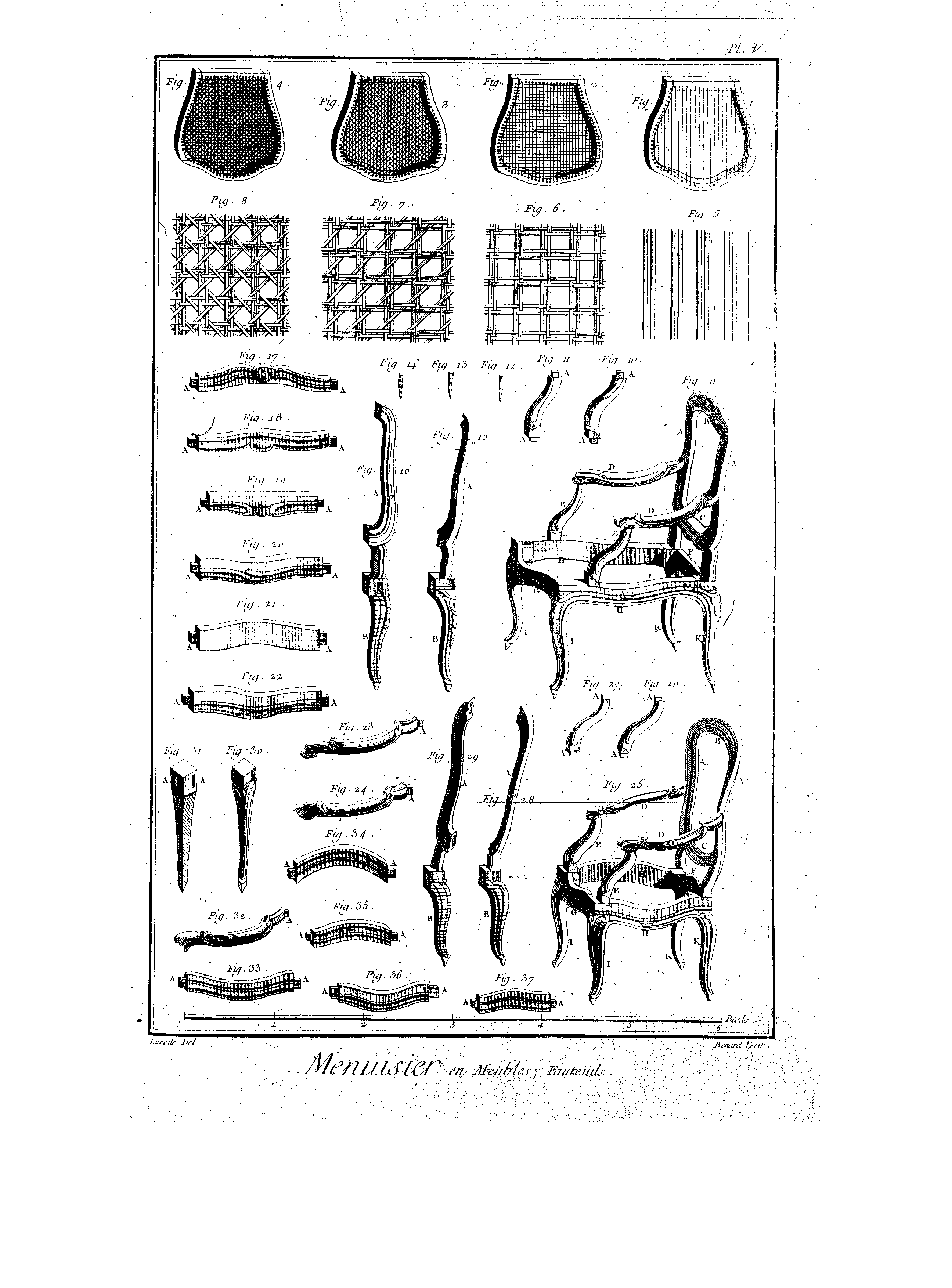
Menuisier en meubles, fauteuil
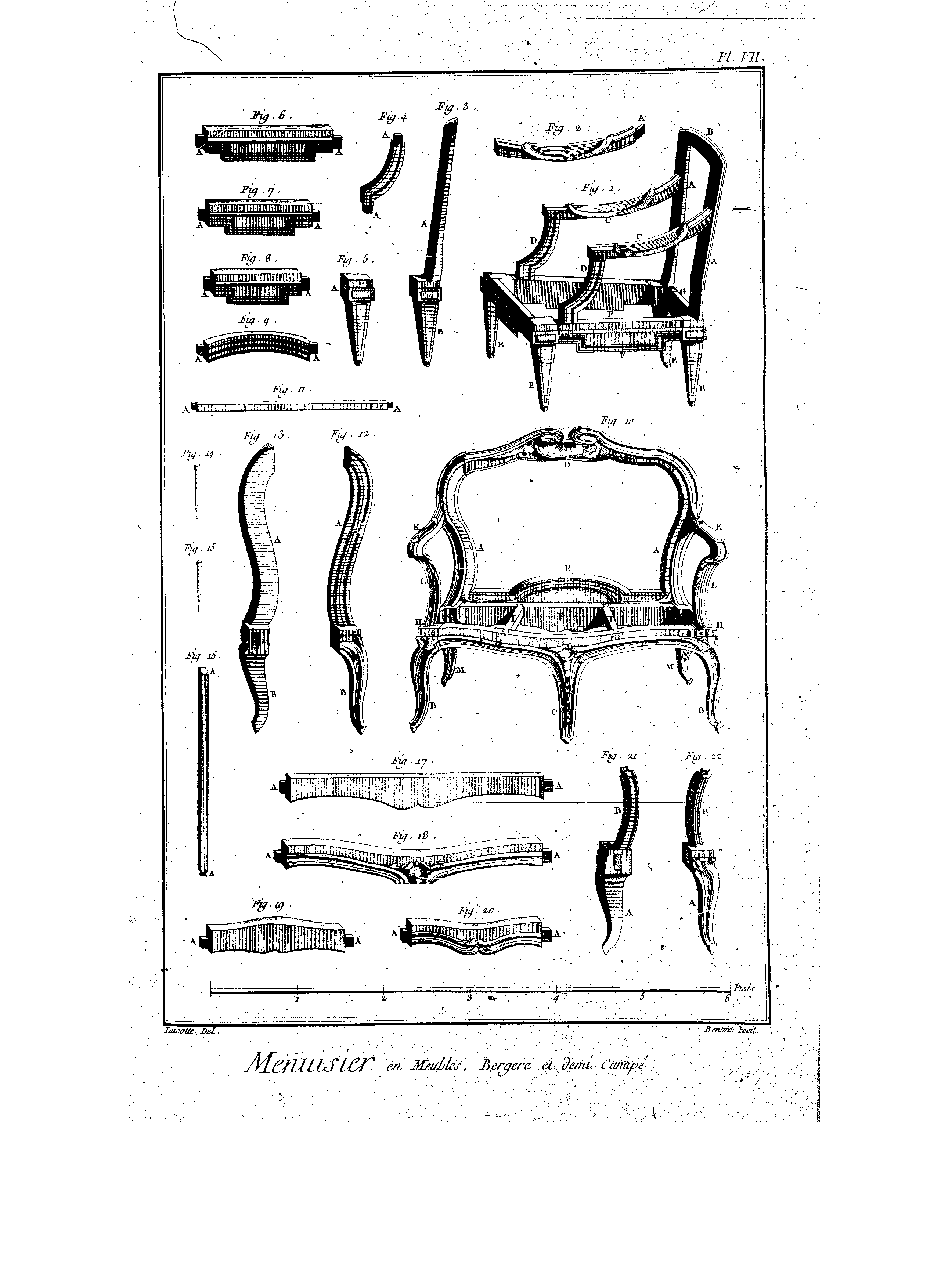
Menuisier - Bergère et demi-canapé

- Septième volume : Recueil de planches sur les sciences, les arts libéraux et les arts mécaniques avec leur explication, Briasson éditeur, Paris, 1771 :

- Miroitier, 8 planches.
- Monnayage, 19 planches.
- Mosaïque, 5 planches.
- Orfèvre grossier, 19 planches.
- Orfèvre bijoutier, 7 planches.
- Orfèvres joaillier, 11 planches.
- Parcheminier, 7 planches.
- Patenôtrier, 2 planches.
- Pâtissier', 2 planches.
- Paumier', 9 planches.
- Perruquier, barbier, baigneur, 12 planches.
- 'Pêches de mer, de rivières, fabriques de filets, 35 planches.
- Peinture en huile, en miniature et encaustique, 8 planches.
- Plombier, 7 planches.
- Laminage de plomb, 12 planches.
- Plumassier panachier, 5 planches.
- Potier de terre, 18 planches.
- Potier d'étain, 9 planches.
- Potier d'étain bimblotier, 6 planches.
- Relieur, 6 planches.
- Sculpture en tous genres, 24 planches.
- Sculpture et fonte de statues équestres, 6 planches.

- Septième volume de L'Encyclopédie, gravures de Robert Bénard'

"Septième
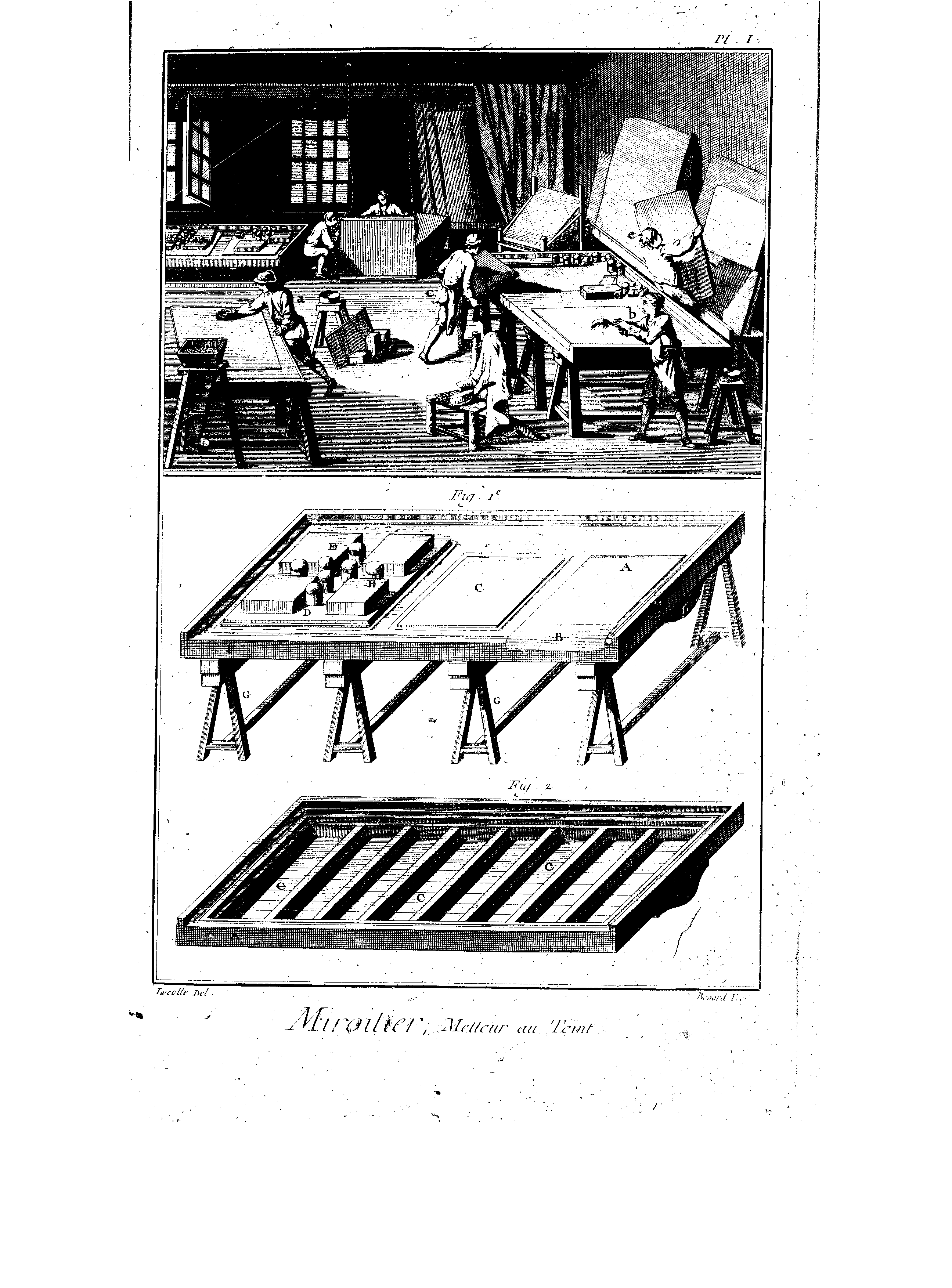
Miroitier
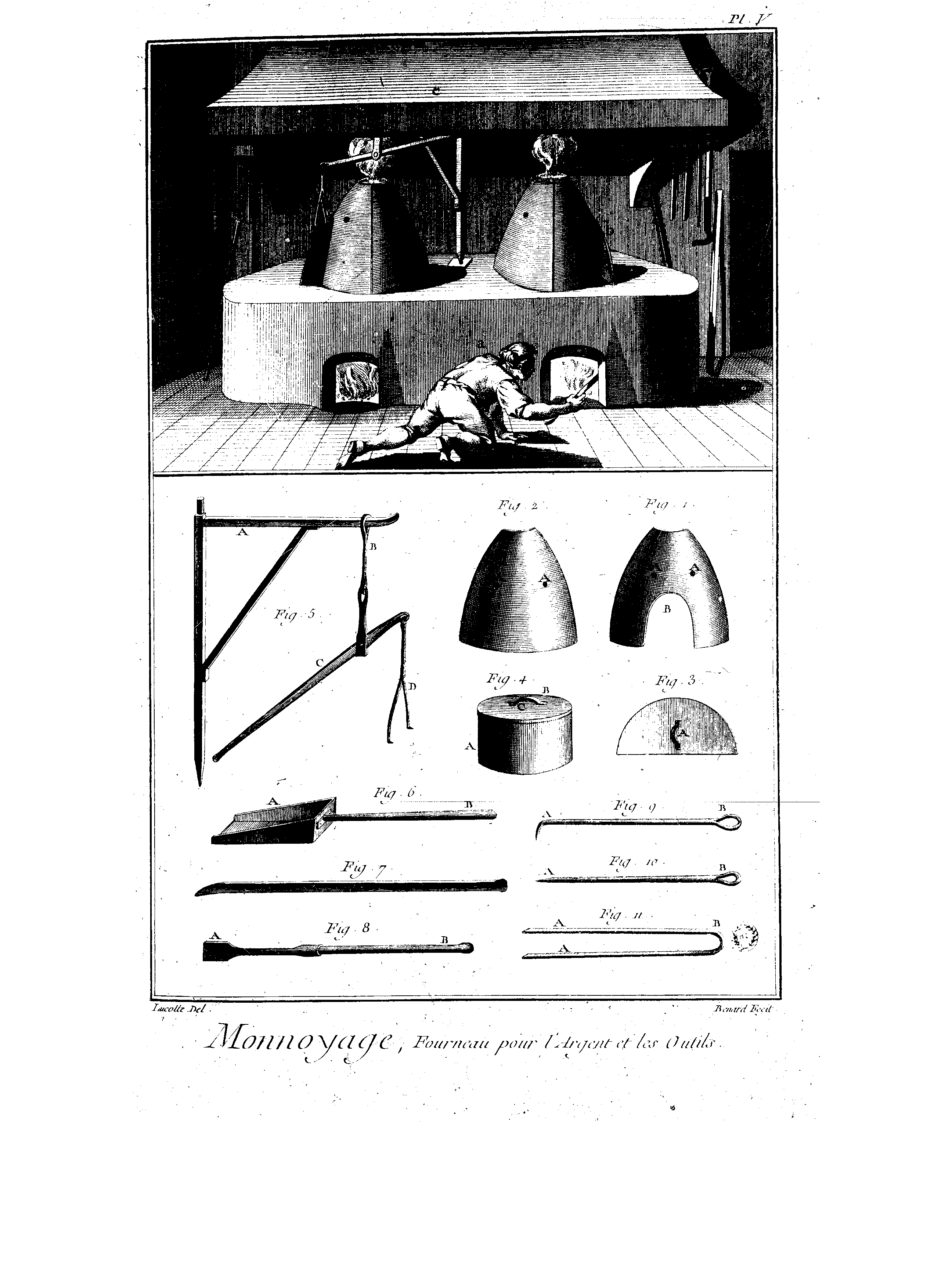
Monnayage
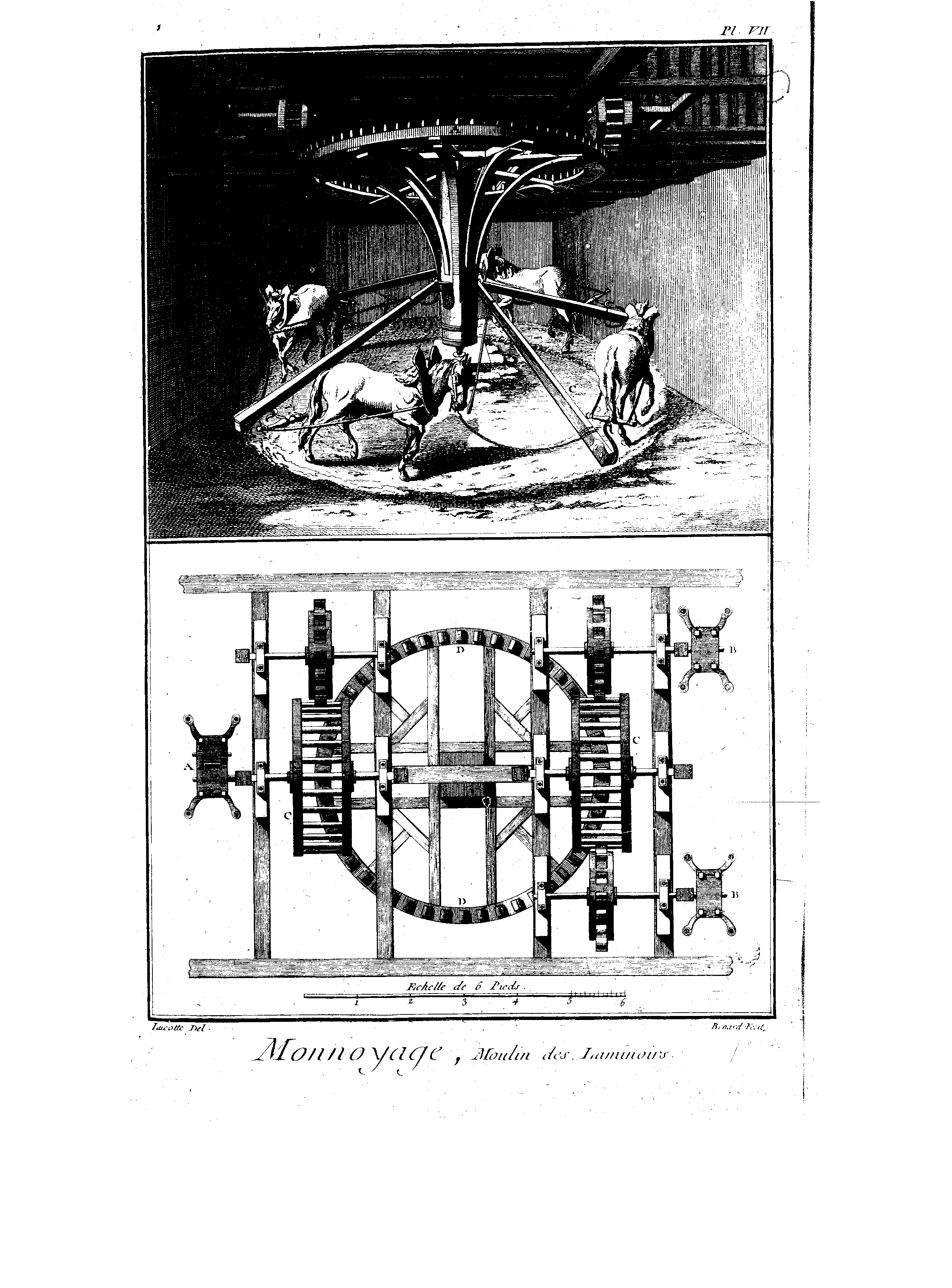
Monnayage, moulin des lamineurs
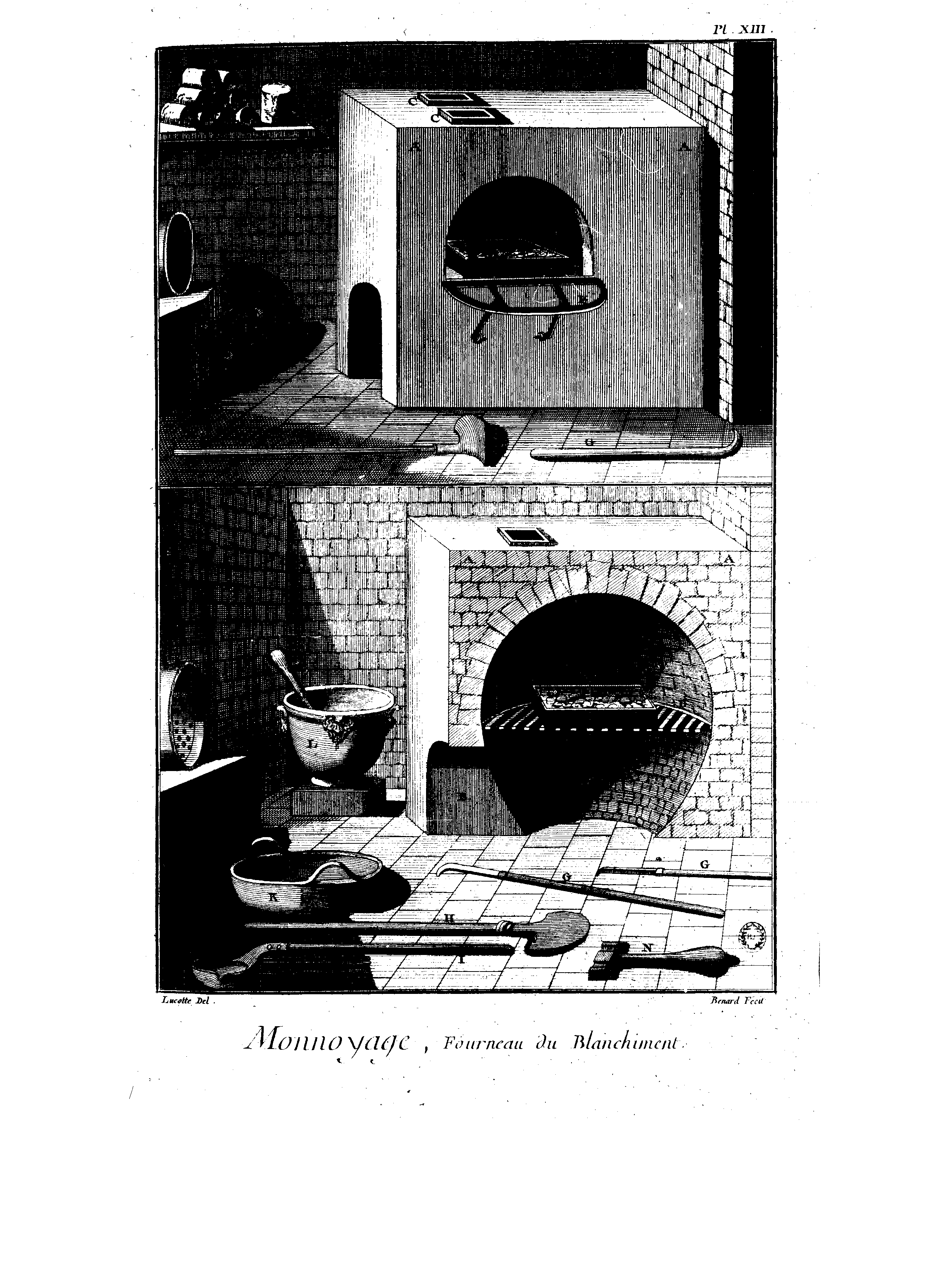
Monnayage, fourneau du blanchiment
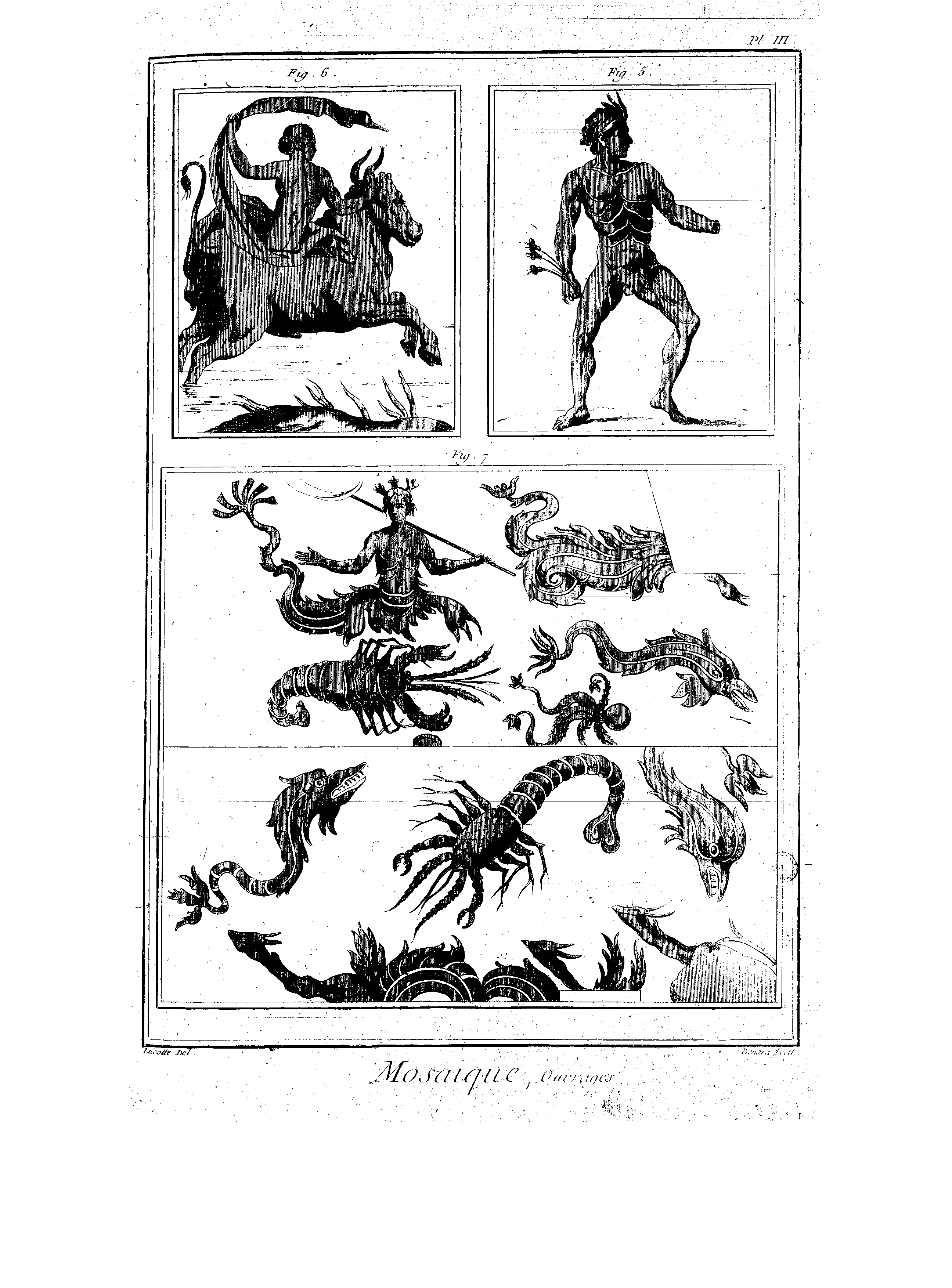
Mosaïque, ouvrages
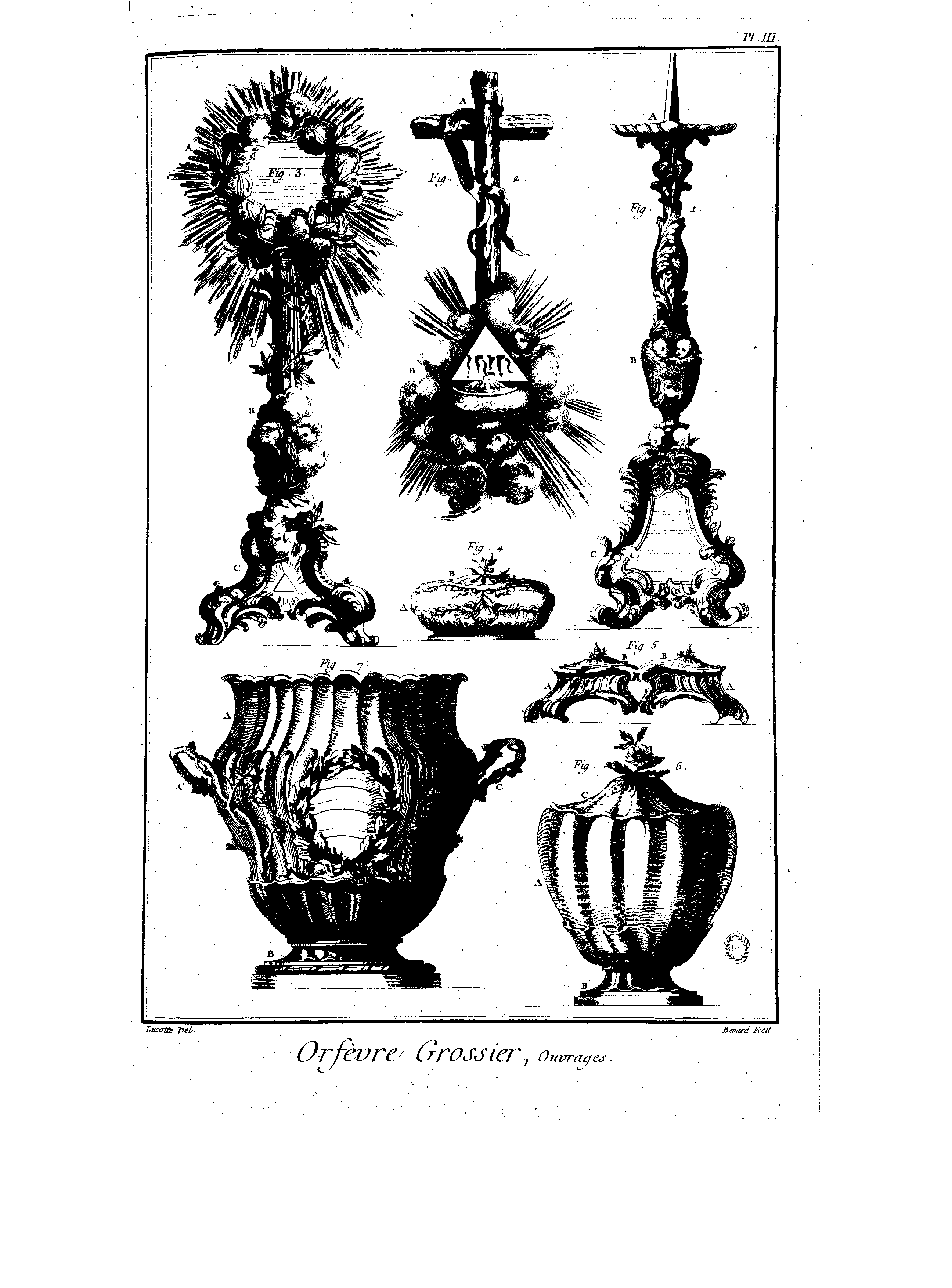
Orfèvre grossier, ouvrages
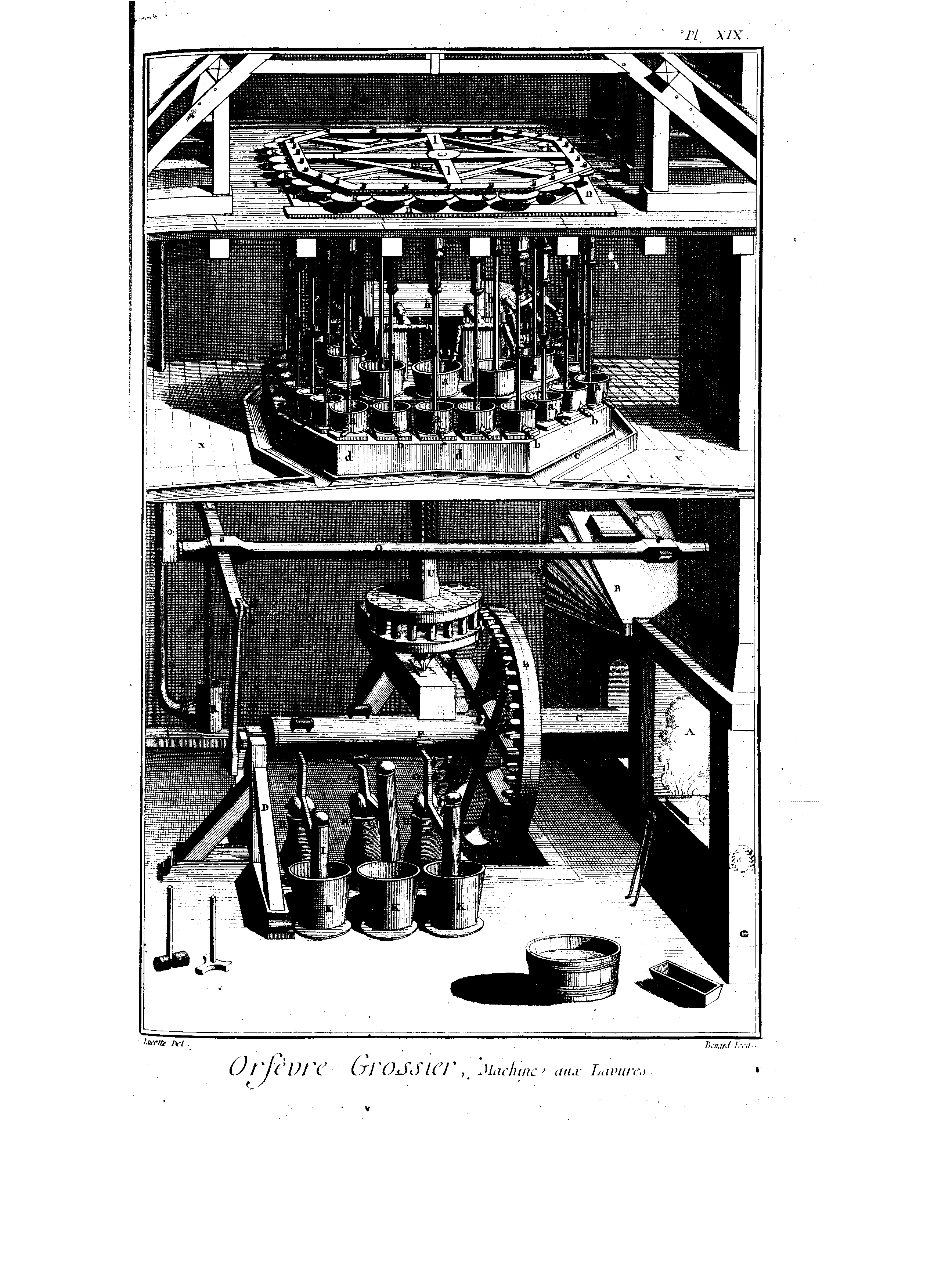
Orfèvre grossier, machine aux lavures
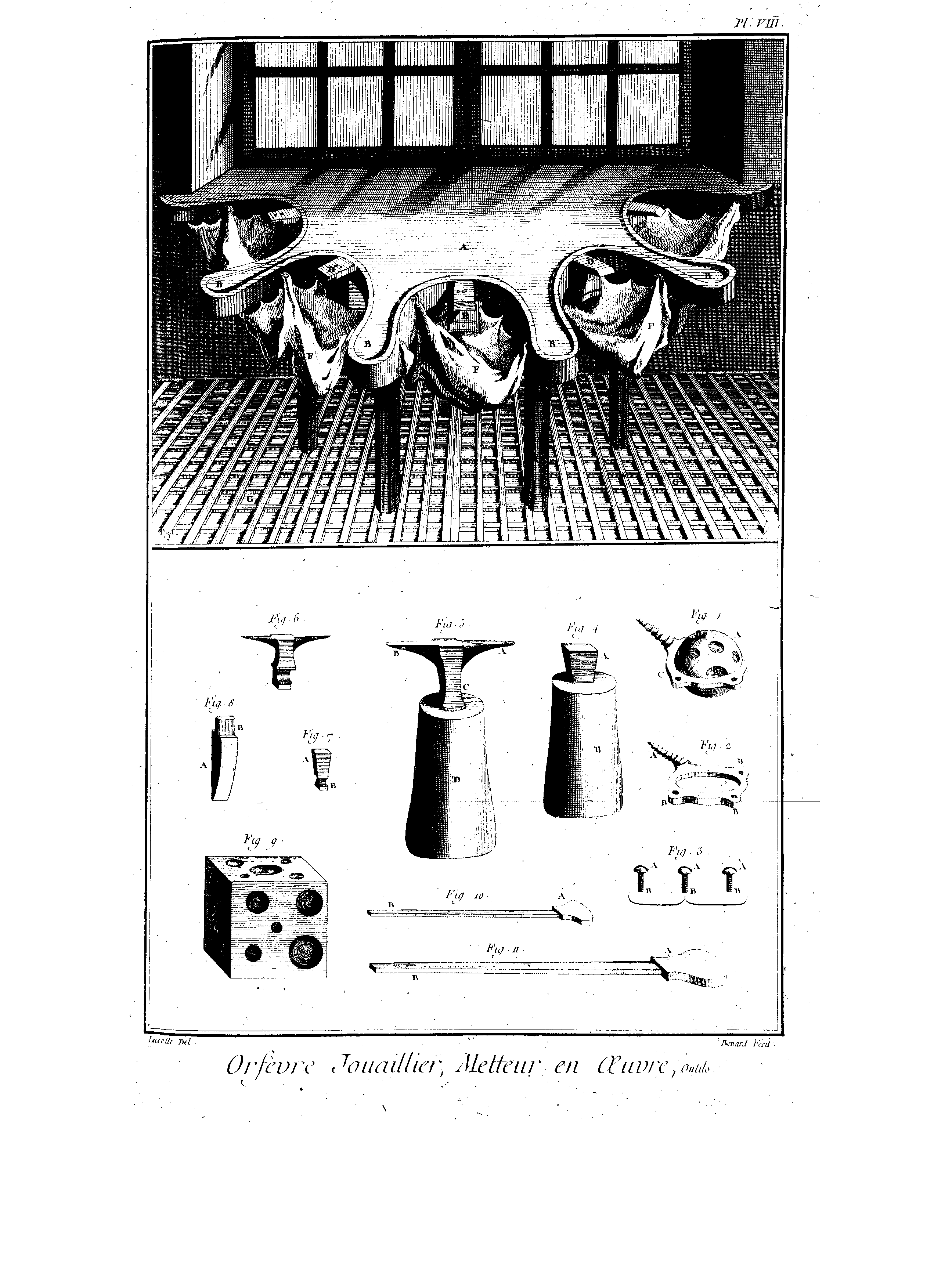
Orfèvre joaillier, metteur en œuvre
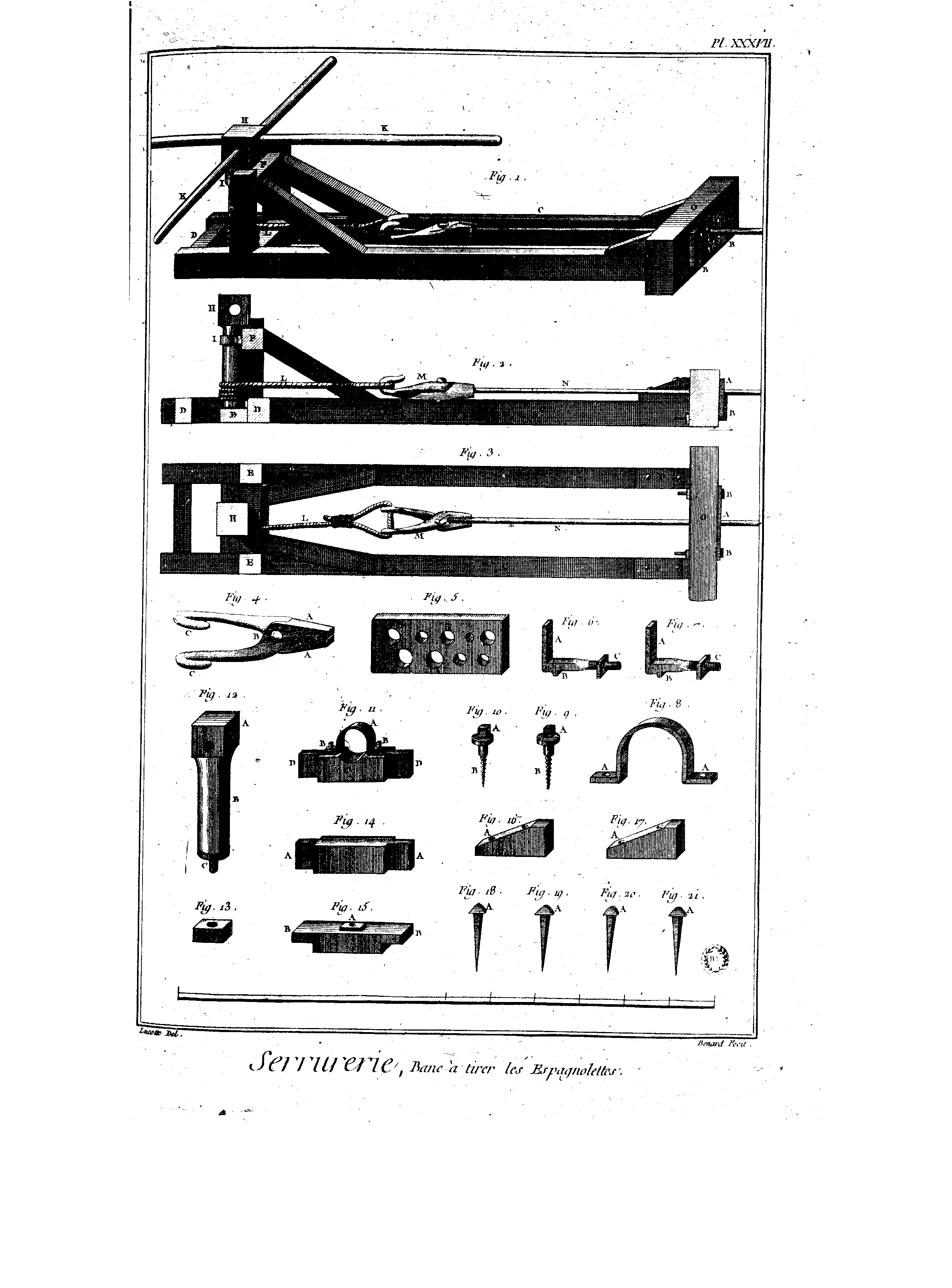
Parcheminier
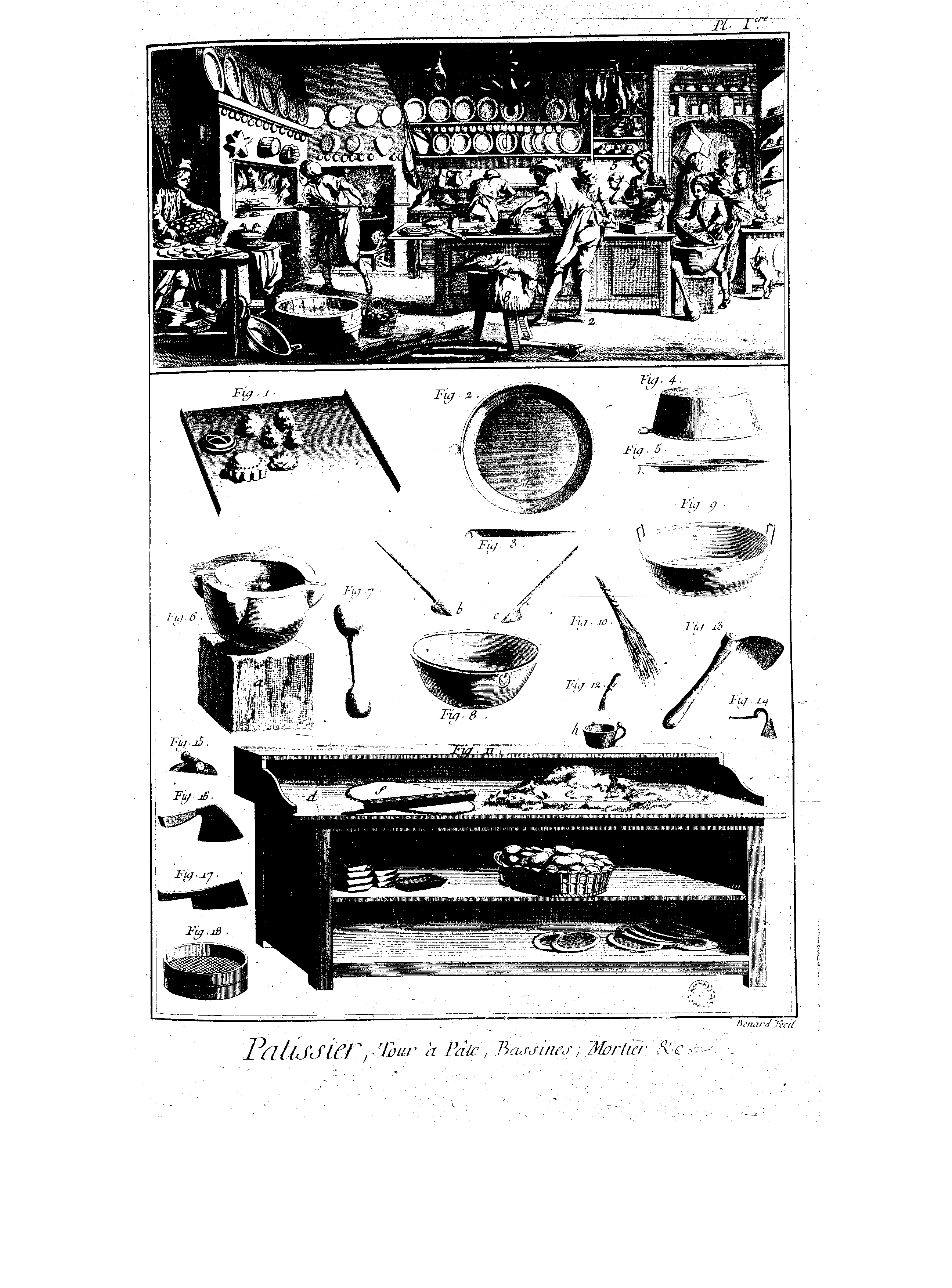
Pâtissier
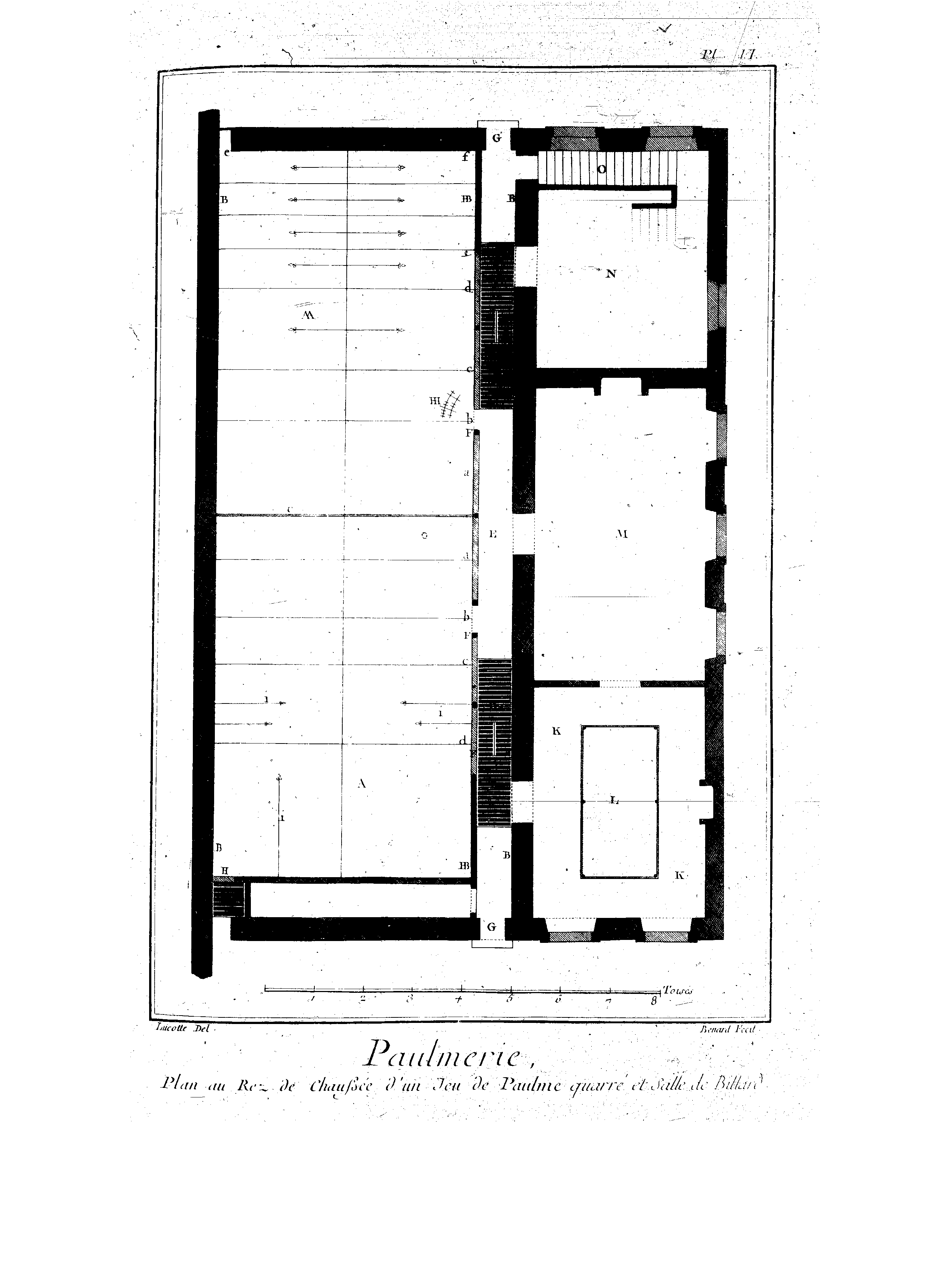
Paulmerie
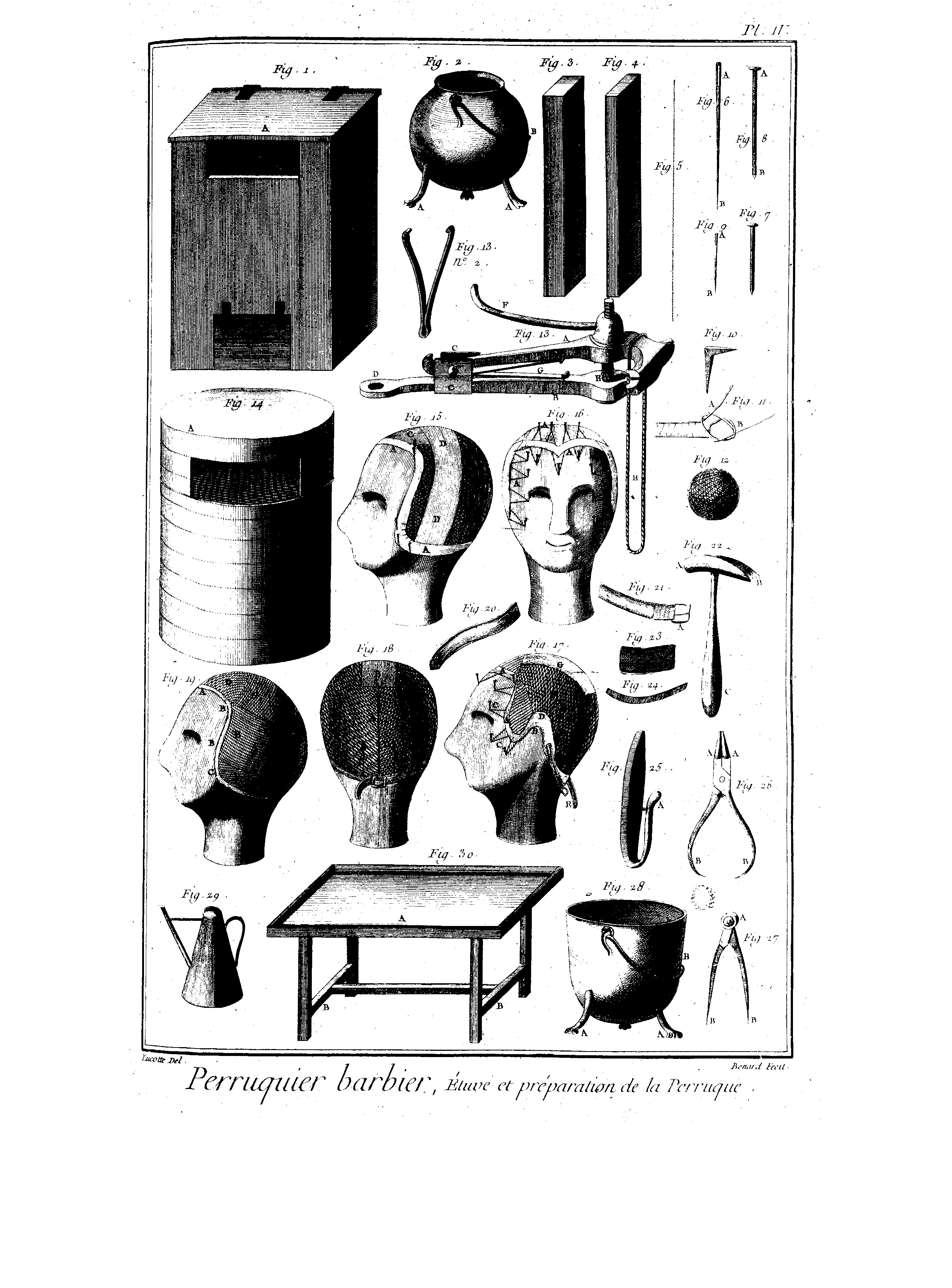
Perruquier
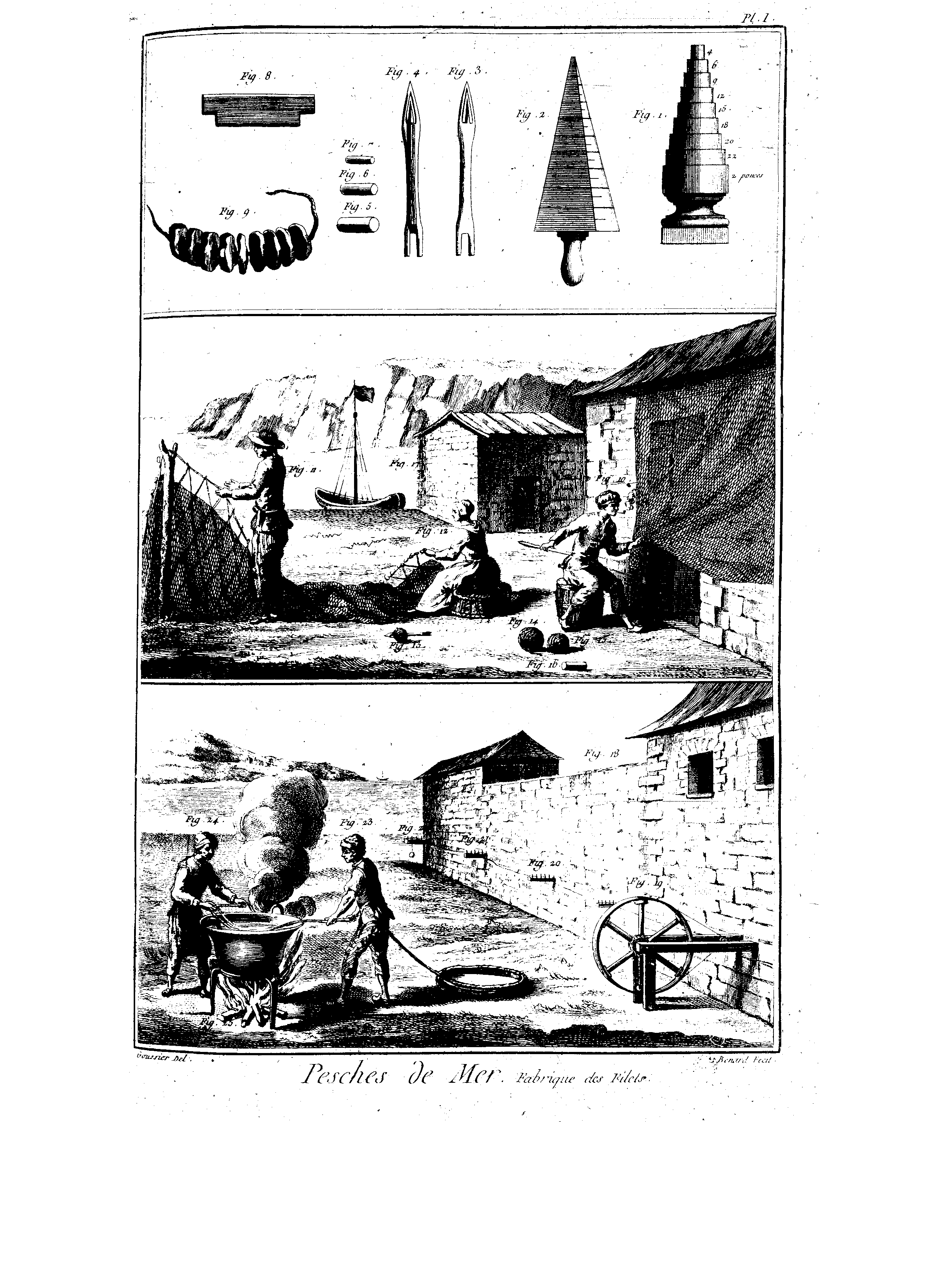
Pêche de mer - Fabrique du filet
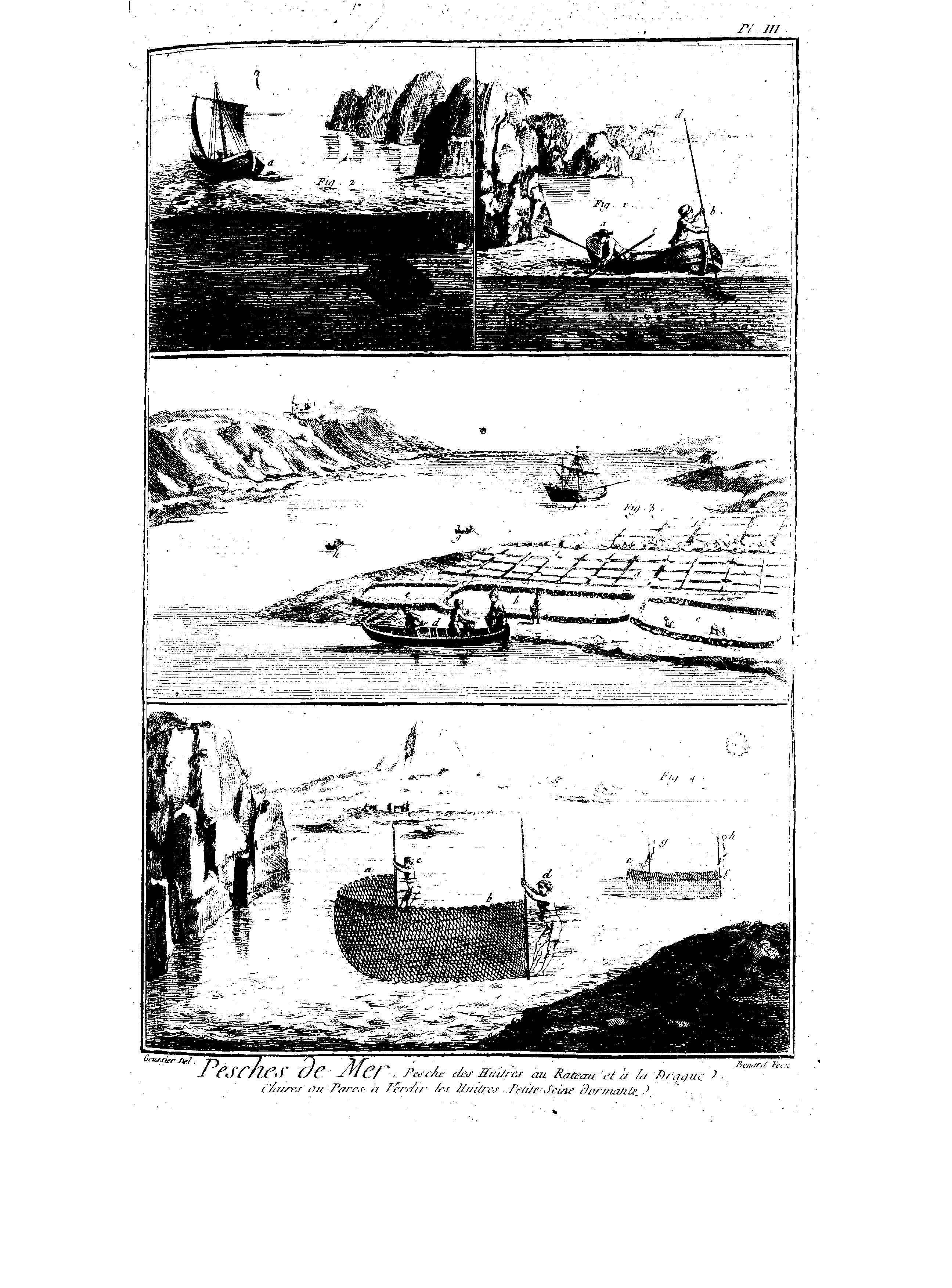
Pêche des huîtres au bateau et à la pirogue
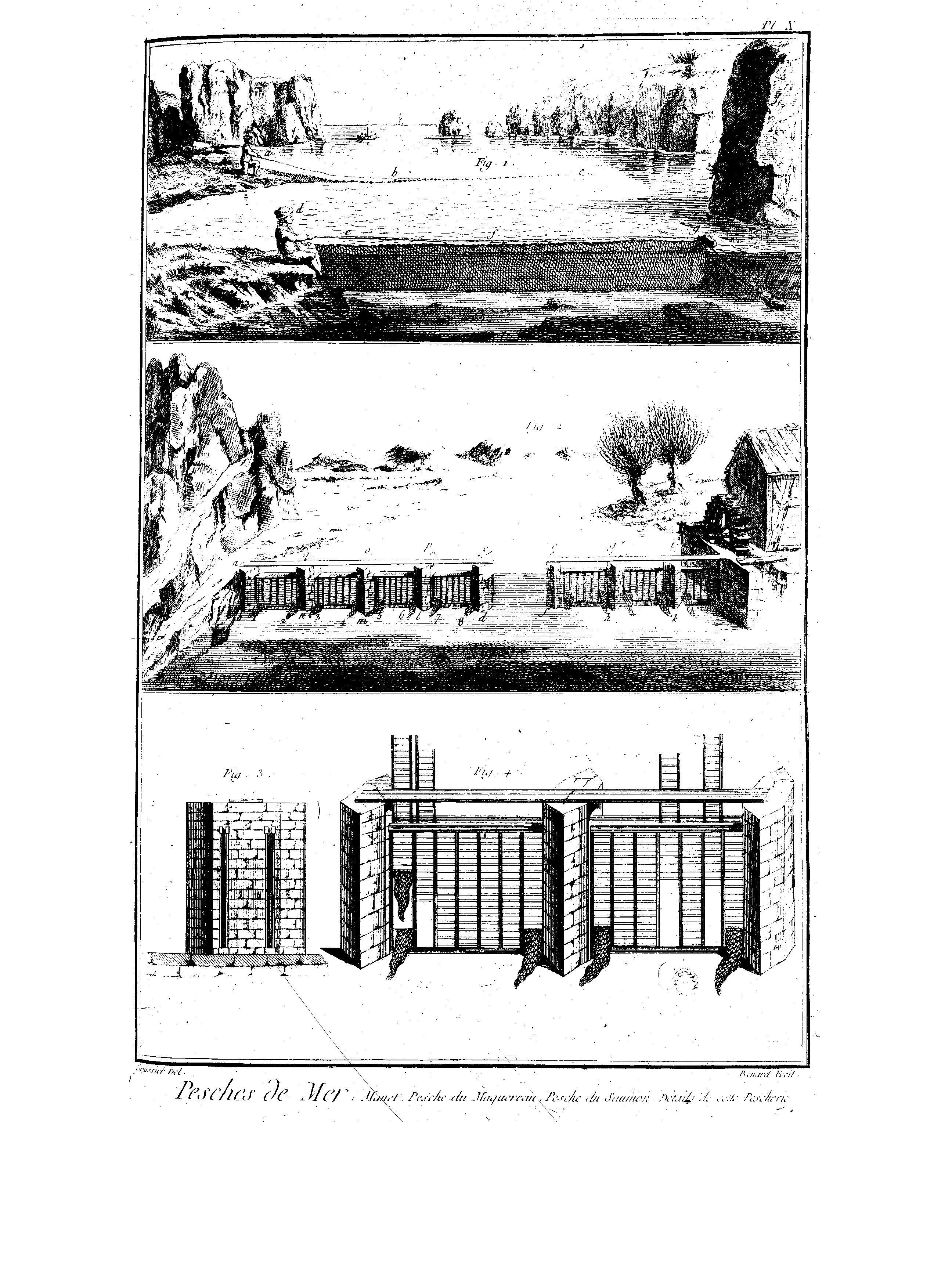
Pêche du maquereau et du saumon
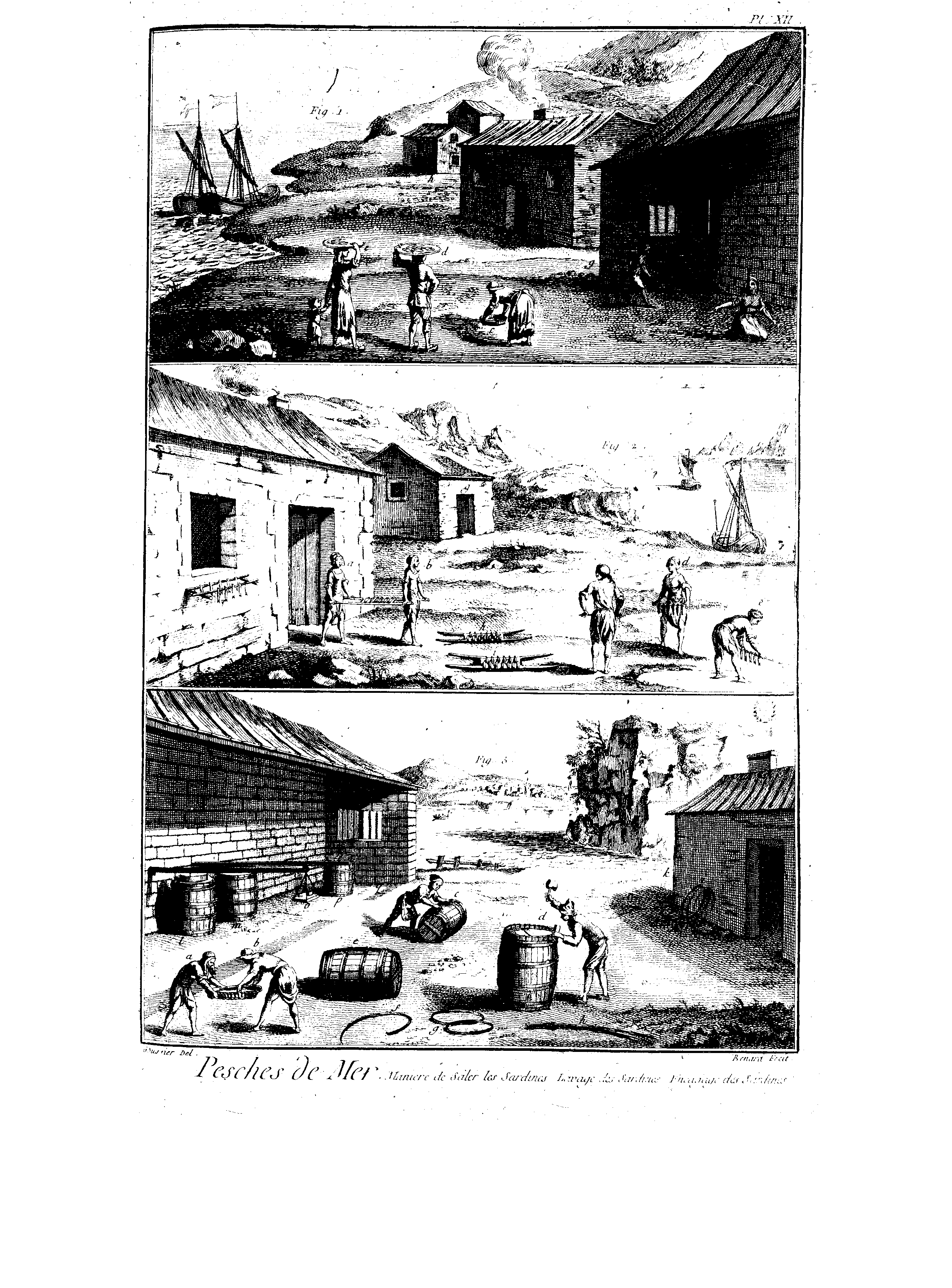
Manière de saler les sardines

- Huitième volume : Savonnerie, sellier-carrossier, serrurier, piqueur, incrusteur et brodeur de tabatières, tabletier-cornetier, tabletier, taillandier, fabrique des étaux, tailleur d'habits et tailleur de corps, tanneur, manufacture de tapis de pie façon de Turquie, tapissier, tapissier de haute-lisse des Gobelins, tapissier de basse lisse des Gobelins.

Huitième volume de L'Encyclopédie, gravures de Robert Bénard
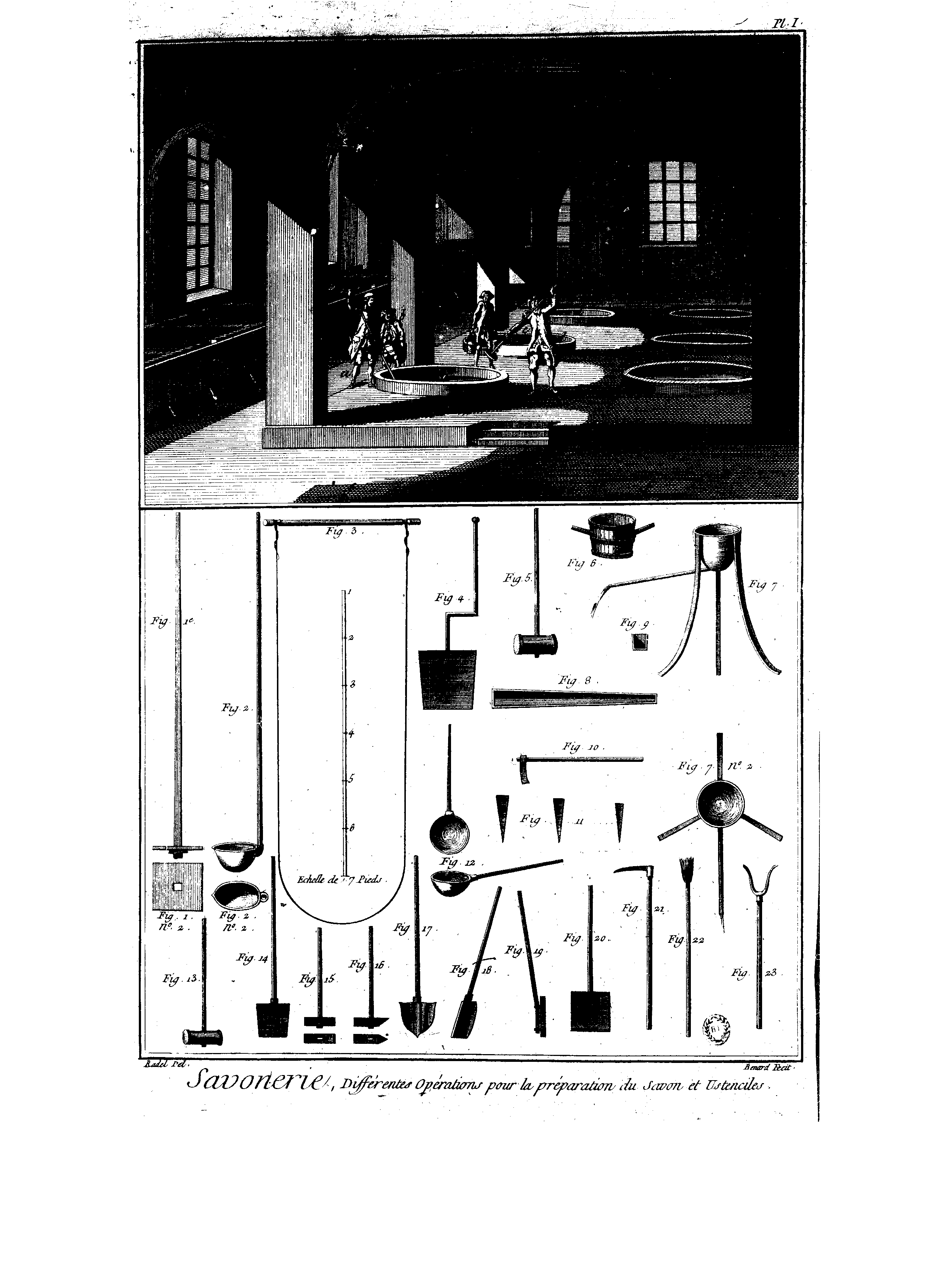
Savonnerie
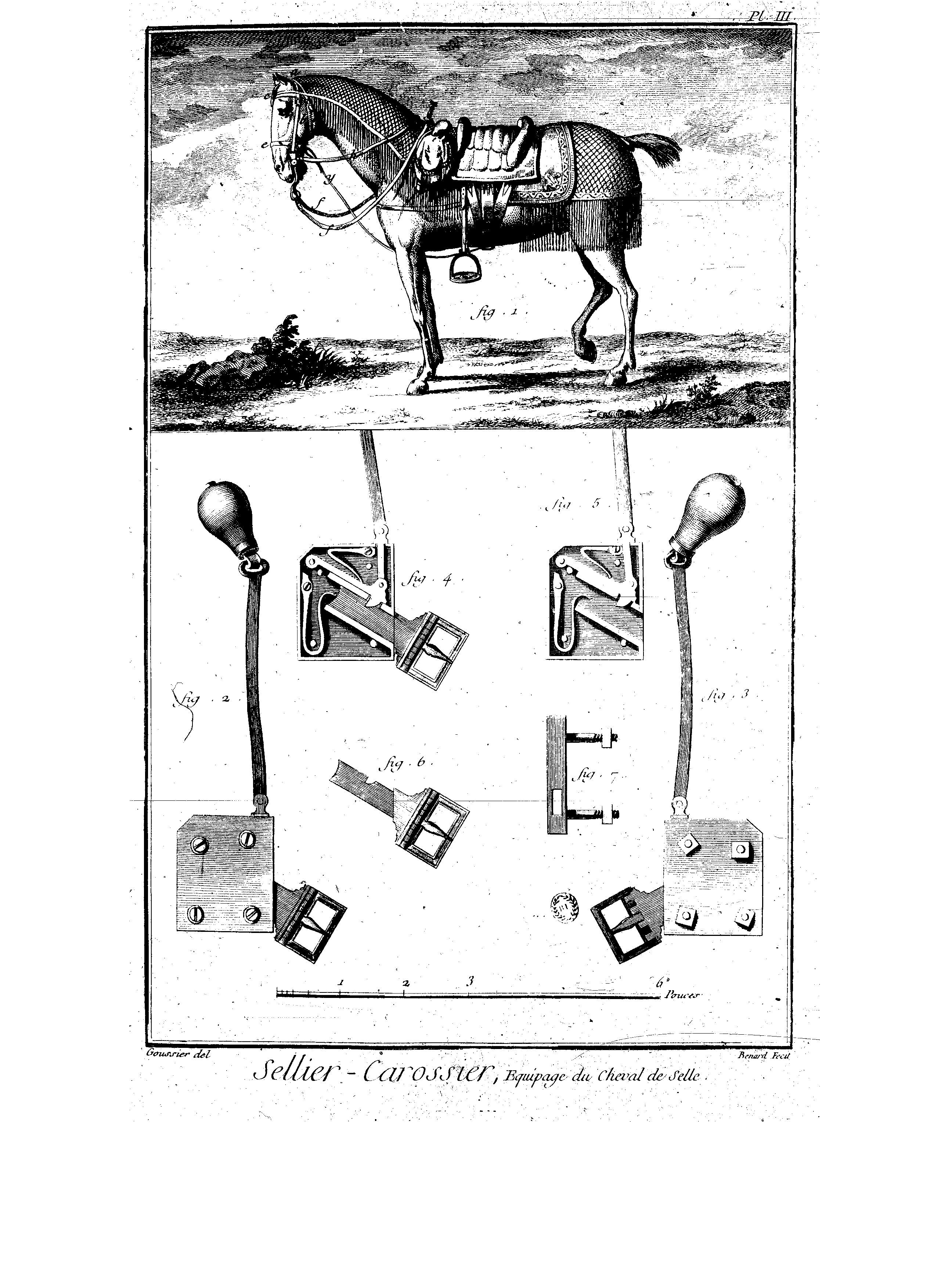
Sellier-carrosseur
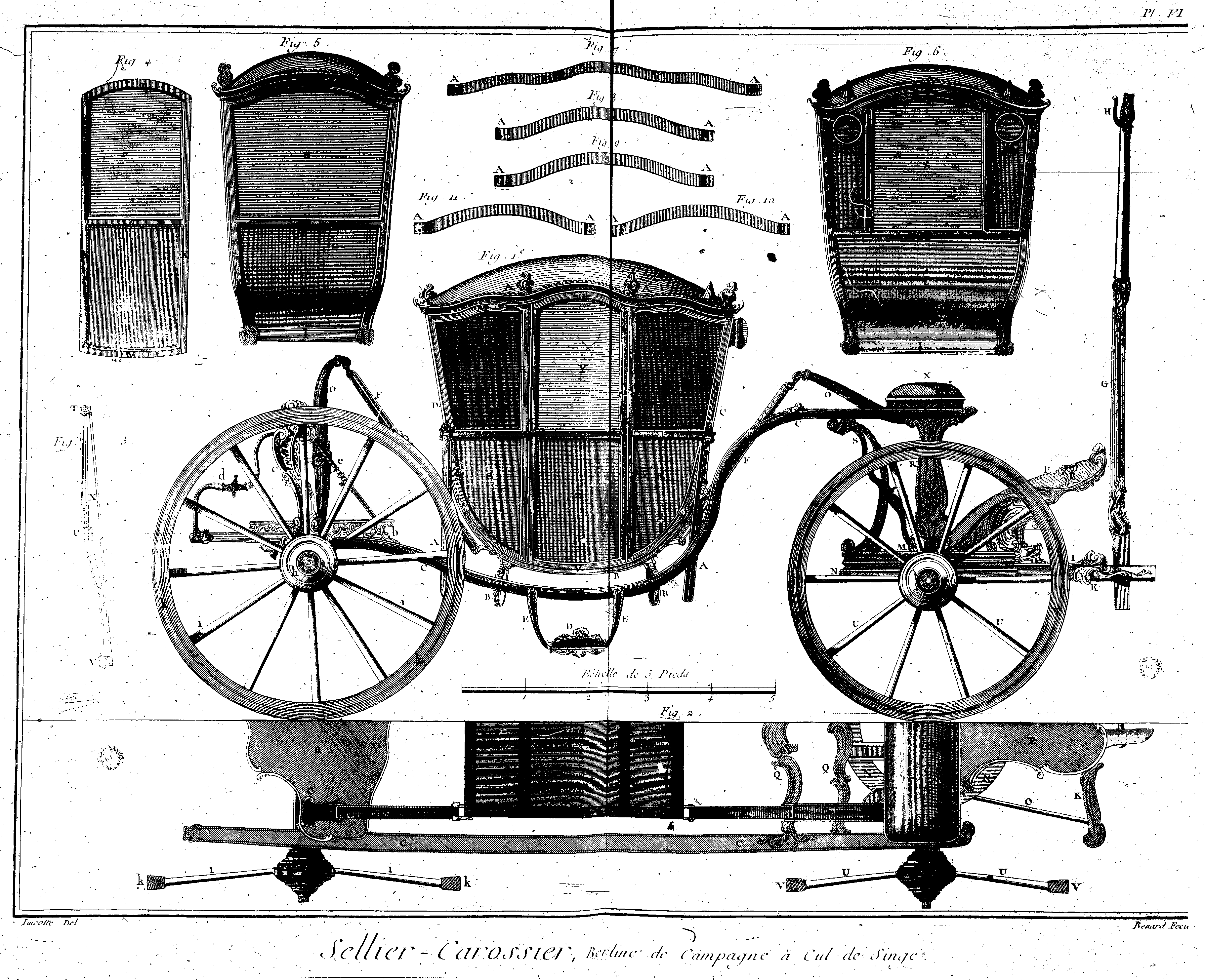
Berline de campagne
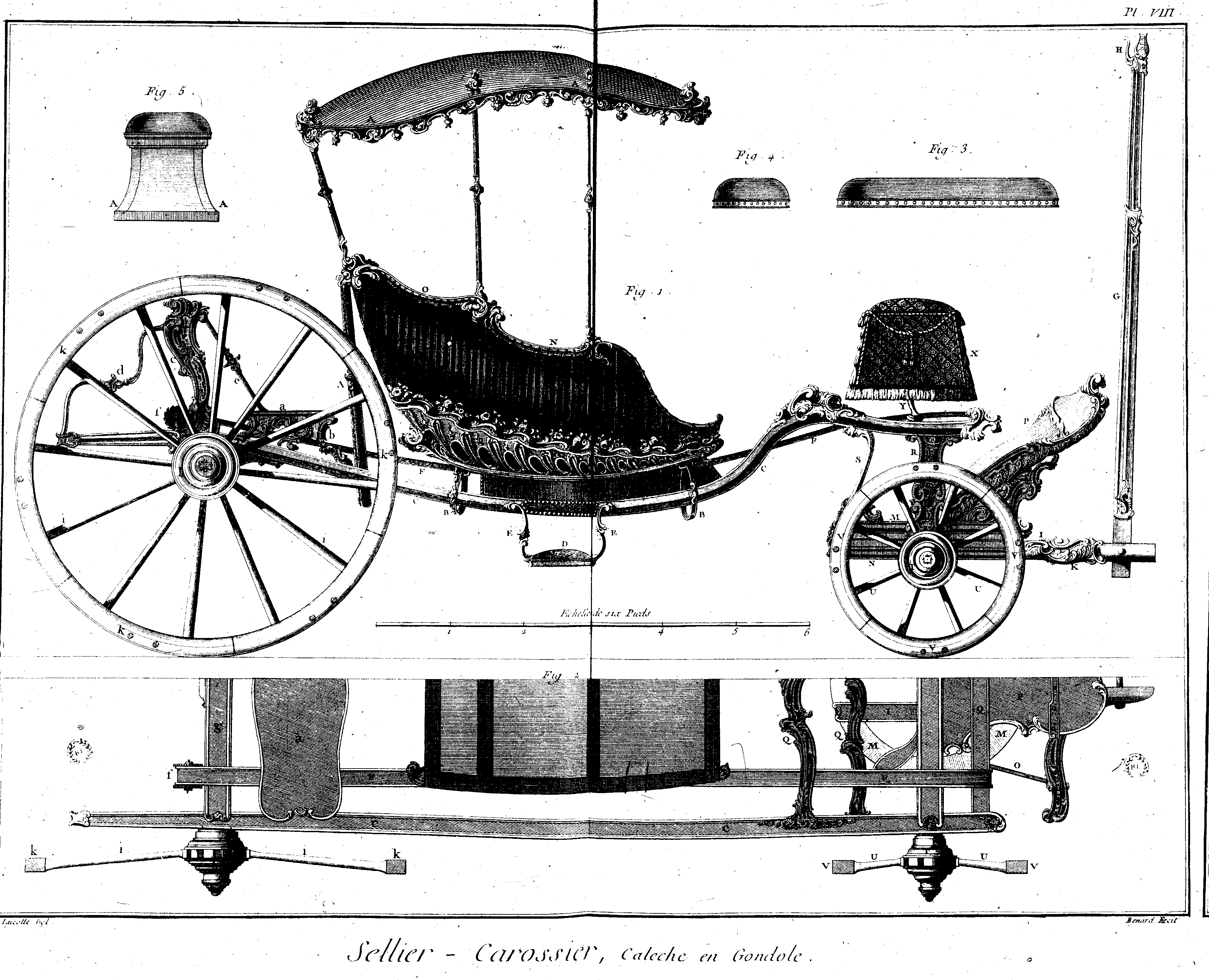
Calèche en gondole
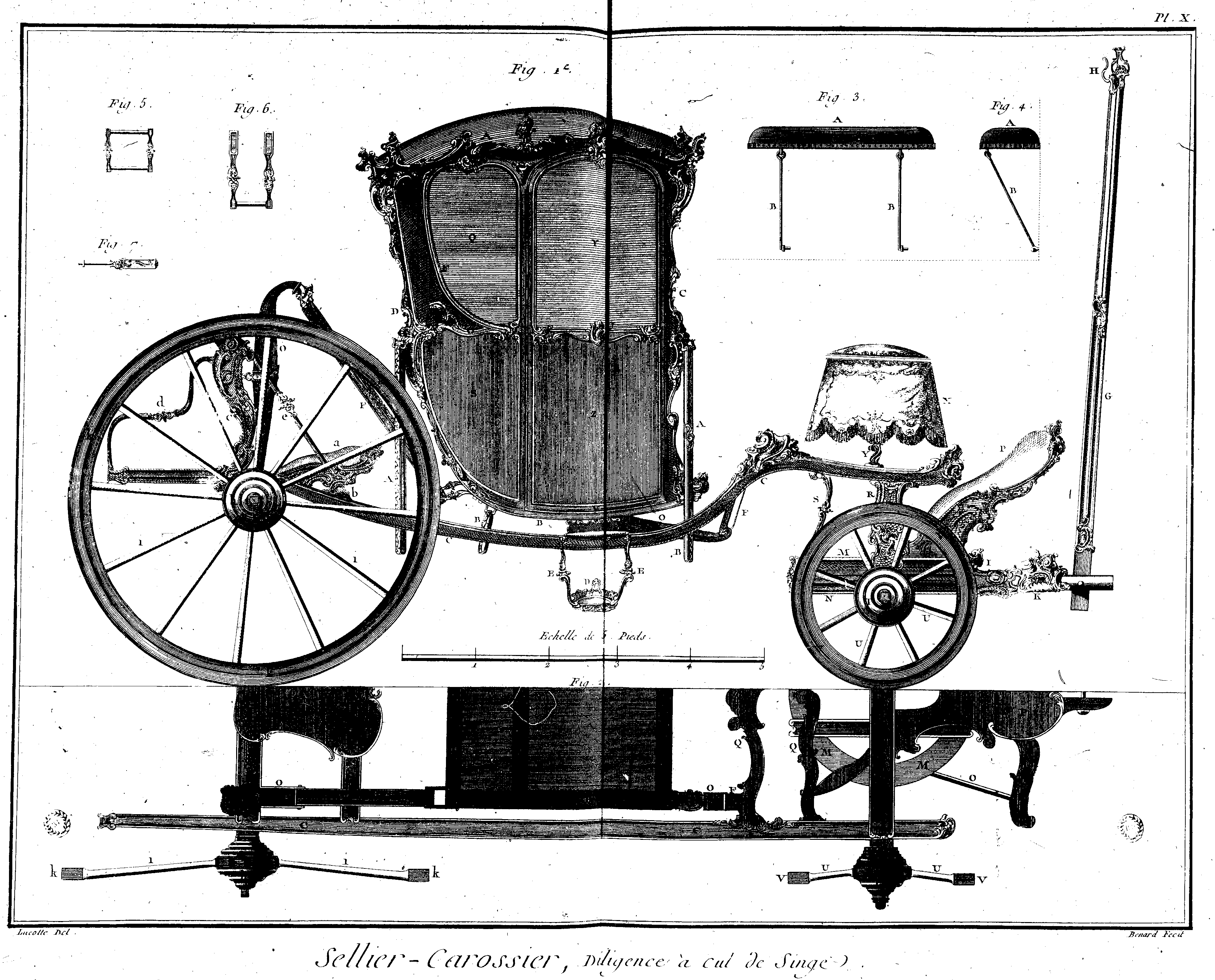
Diligence à cul-de-singe
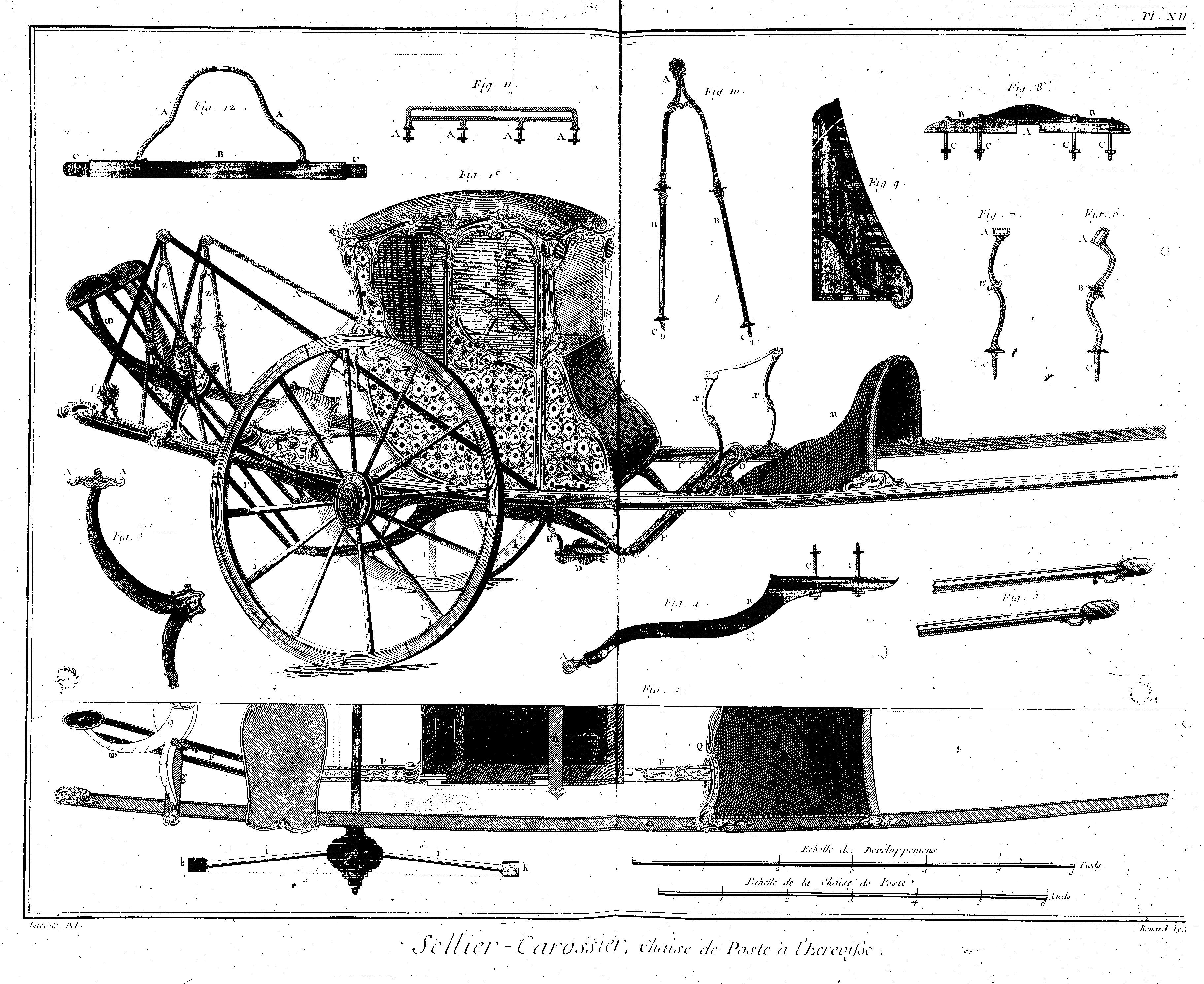
Chaise de poste à l'écrevisse
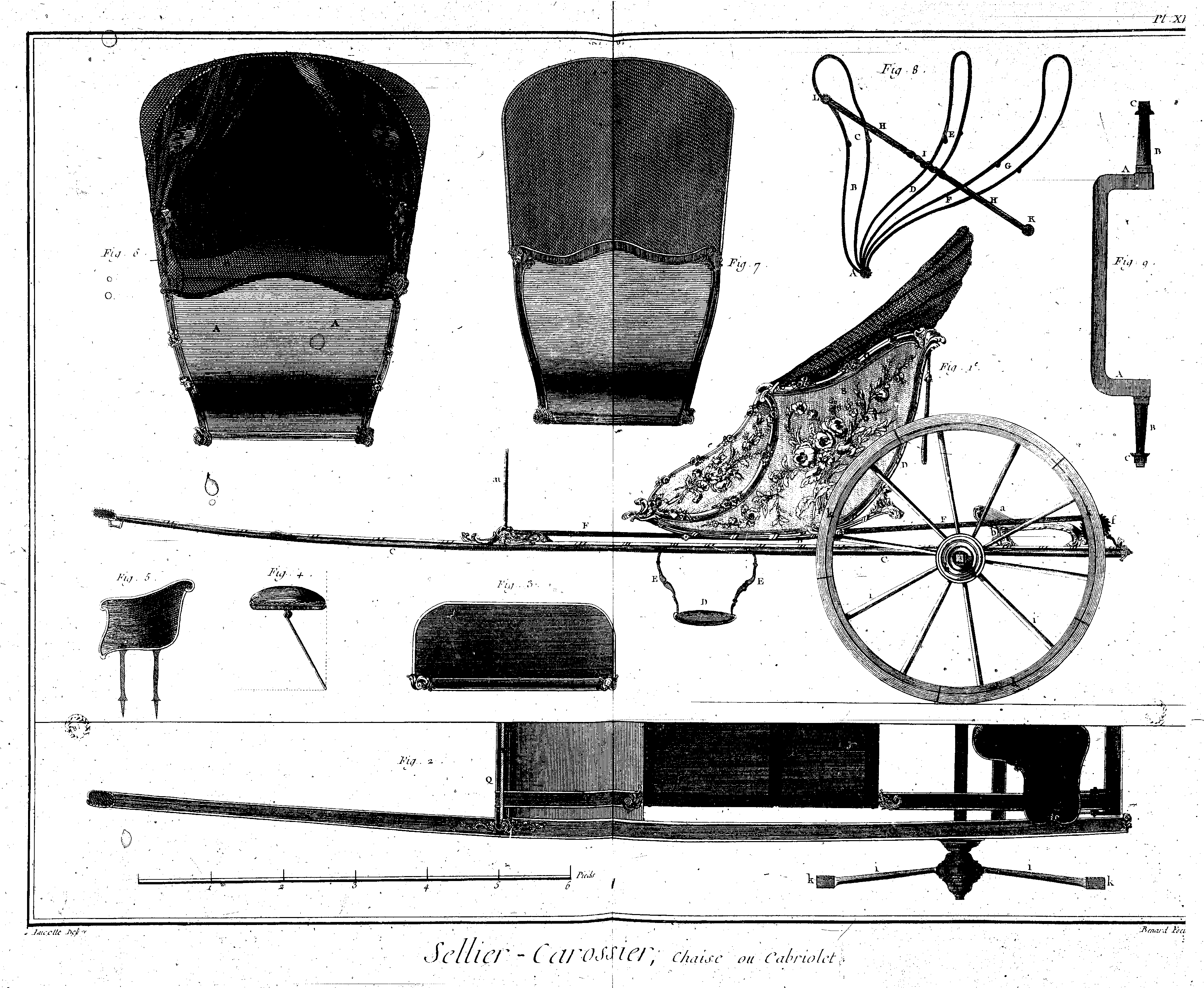
Cabriolet
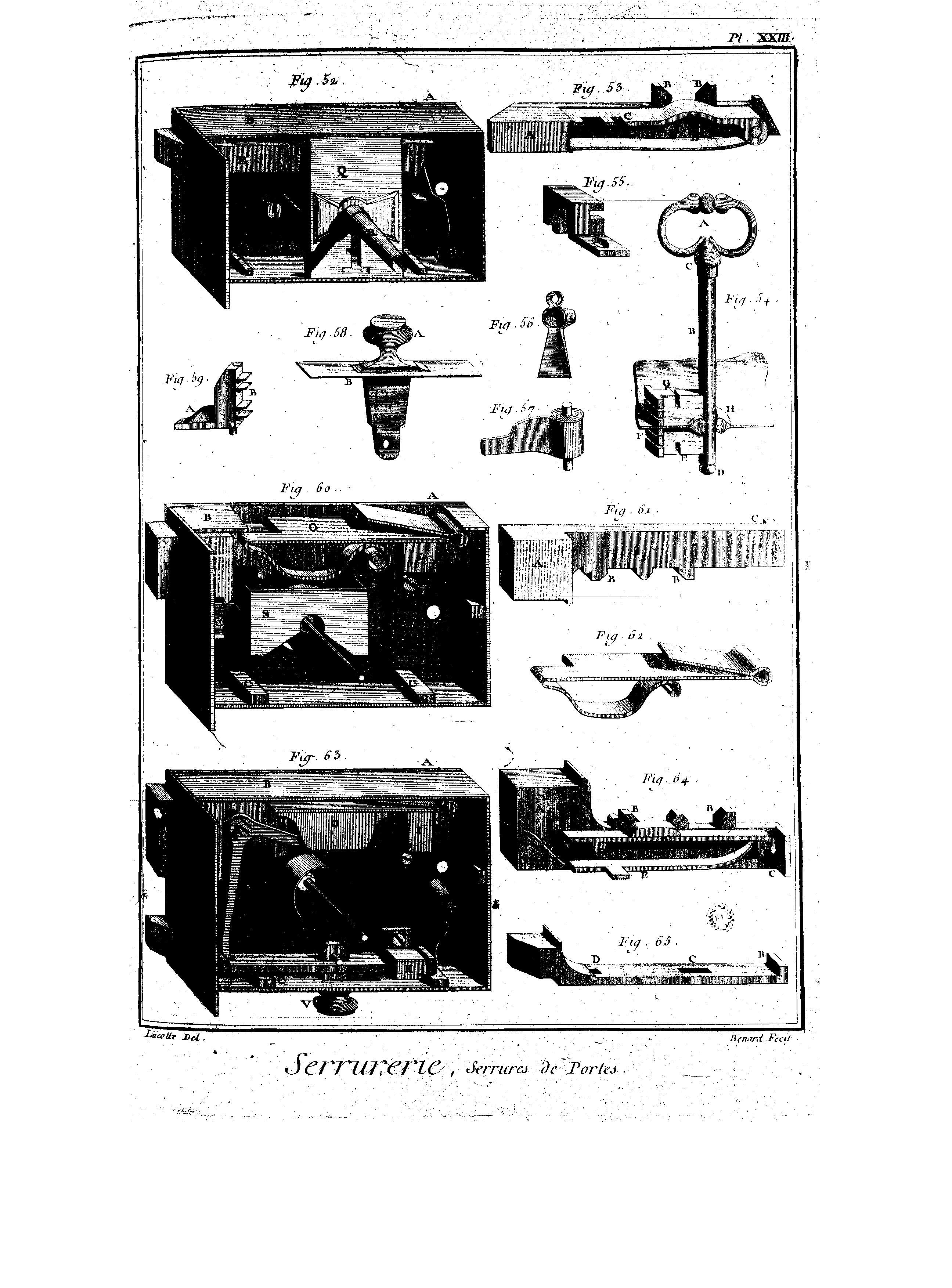
Serrures de portes
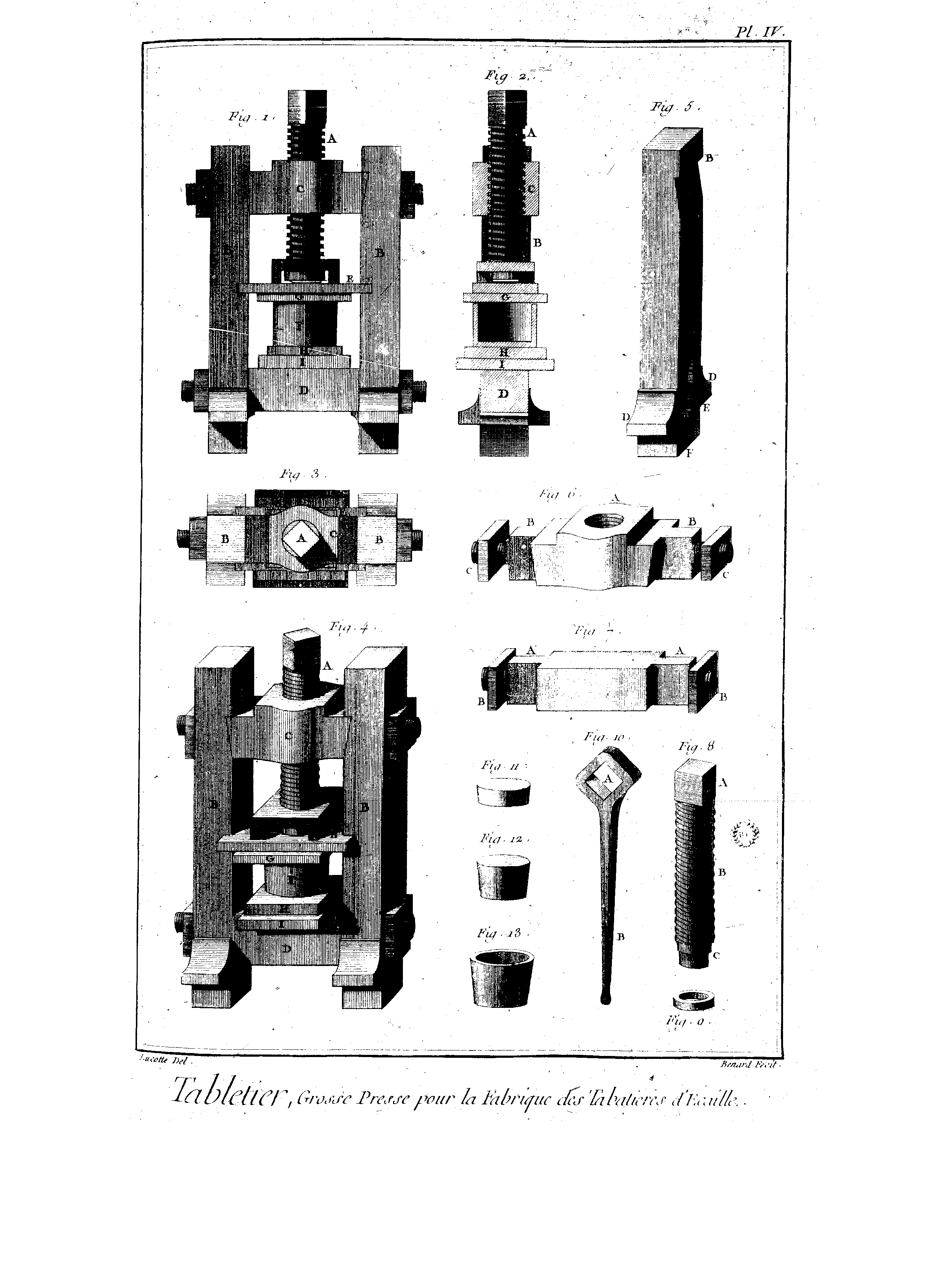
Presse pour la fabrique des tabatières
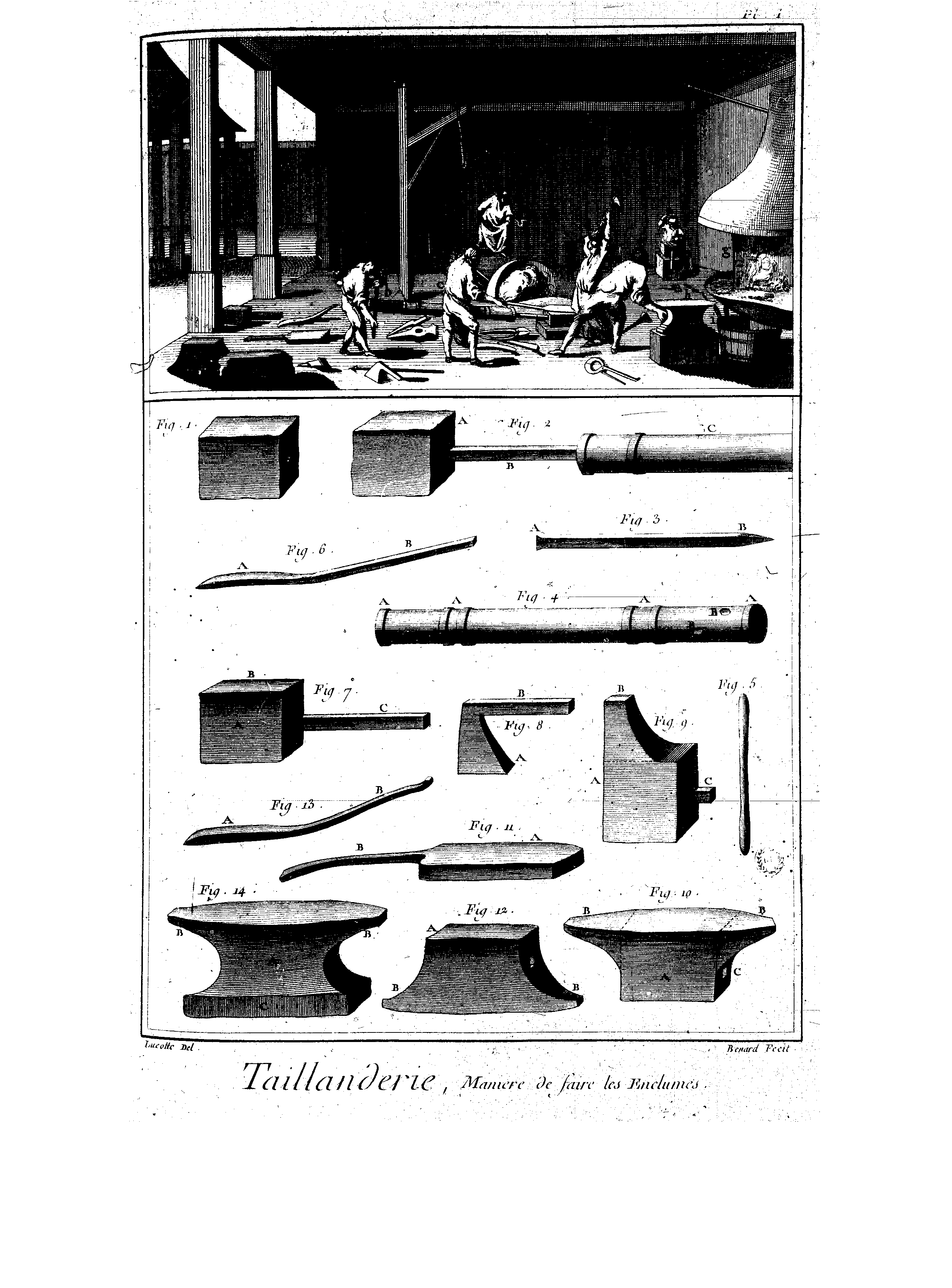
Taillanderie
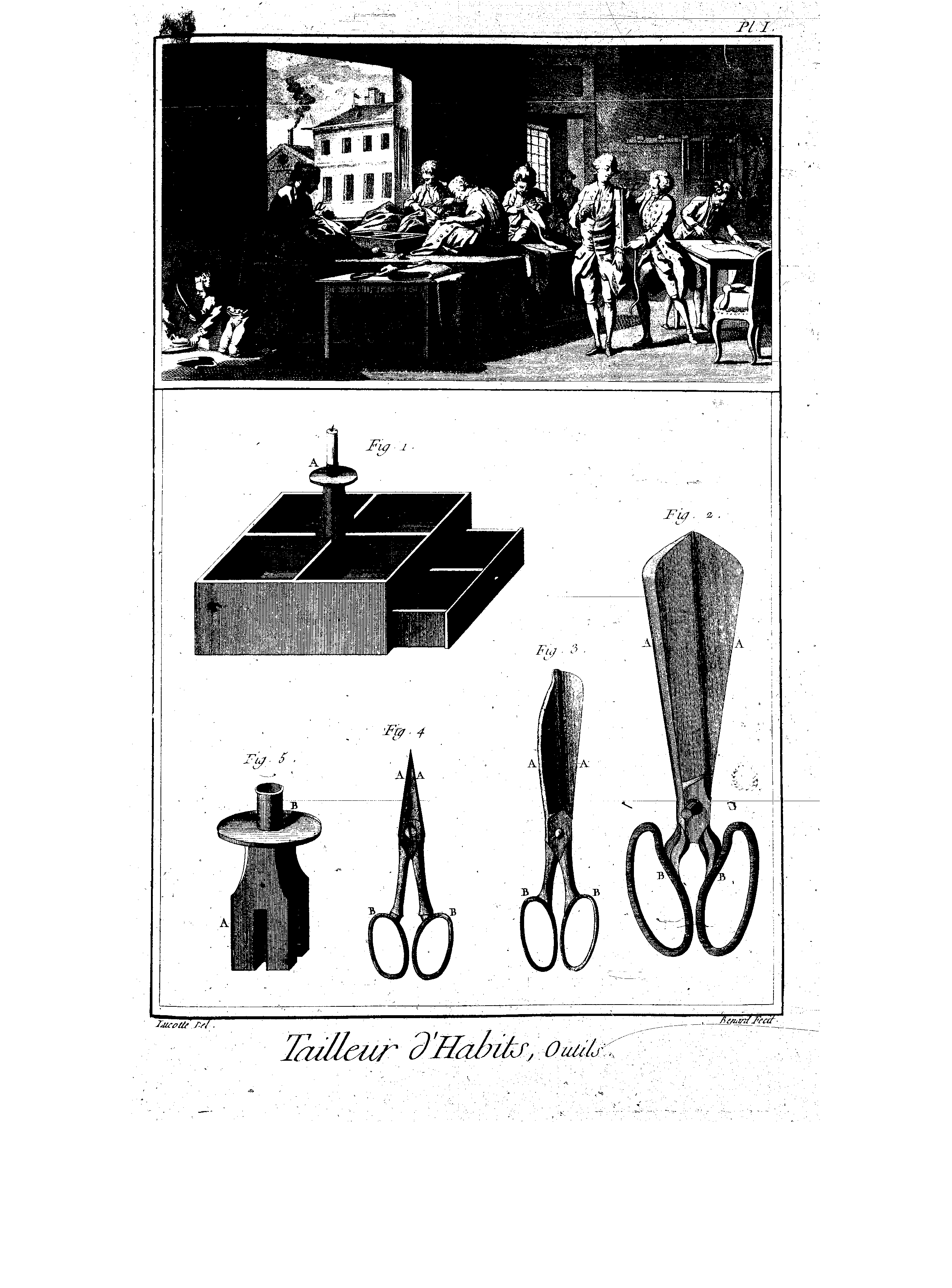
Tailleur d'habits
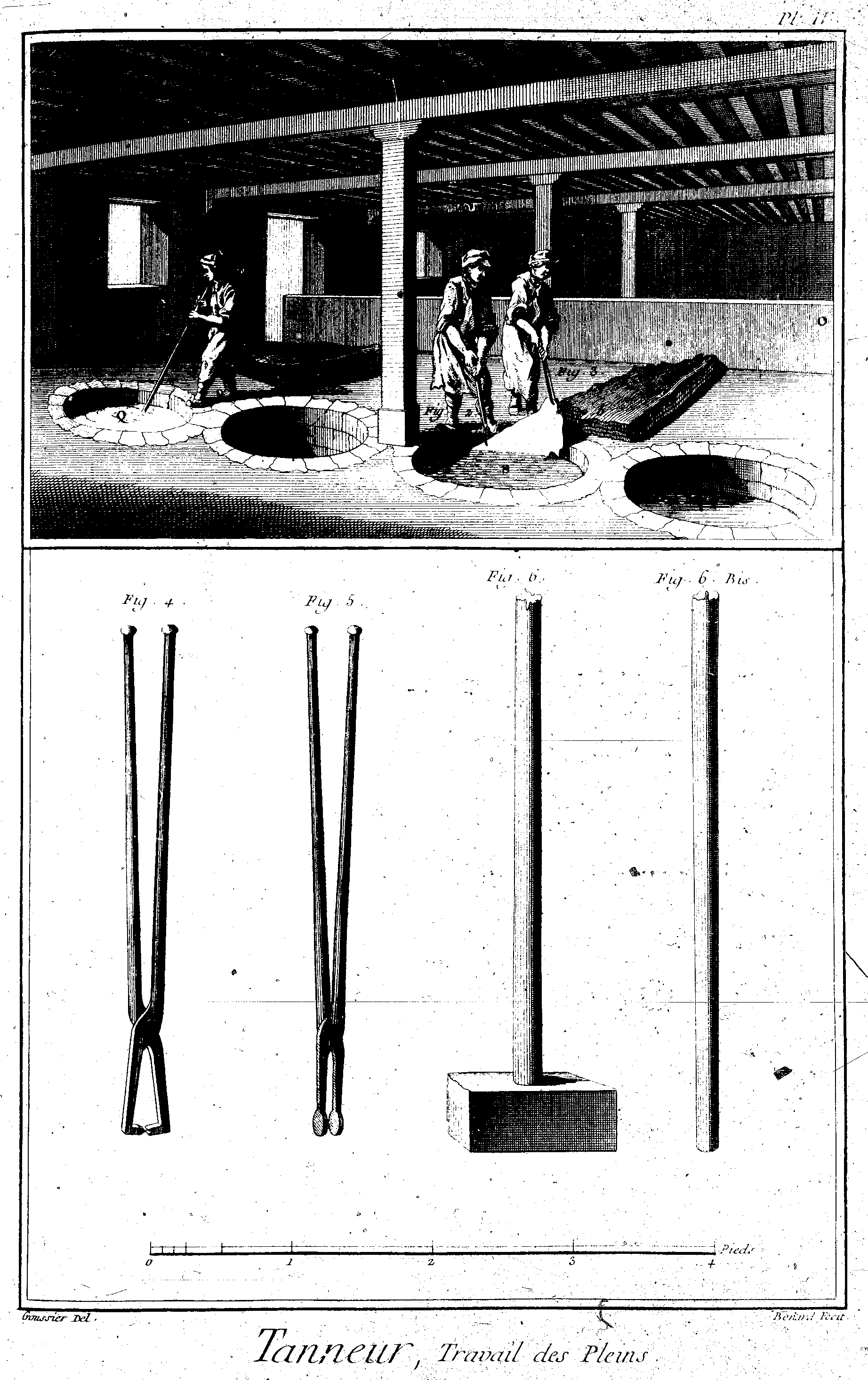
Tanneur
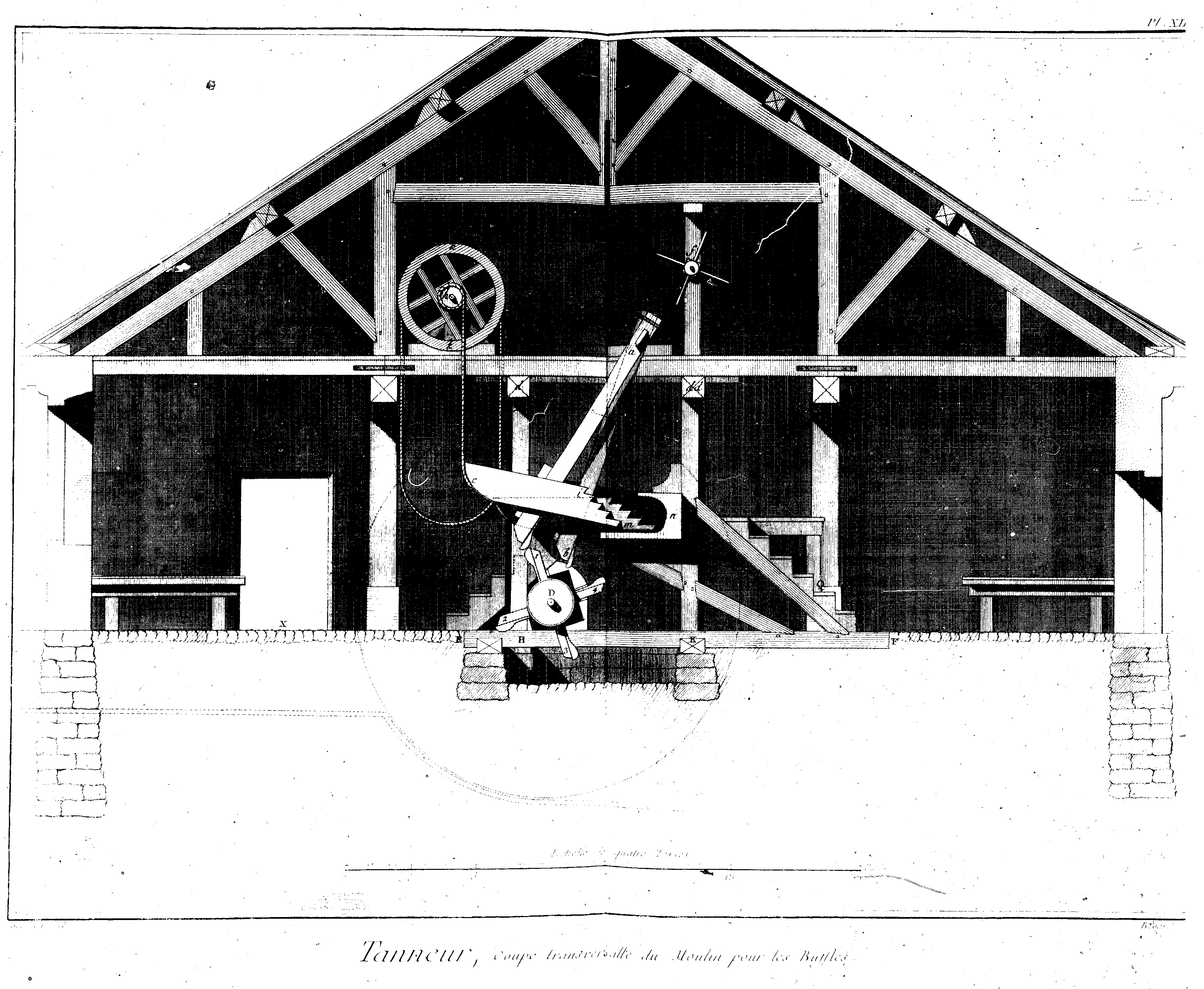
Tanneur, coupe transversale du moulin
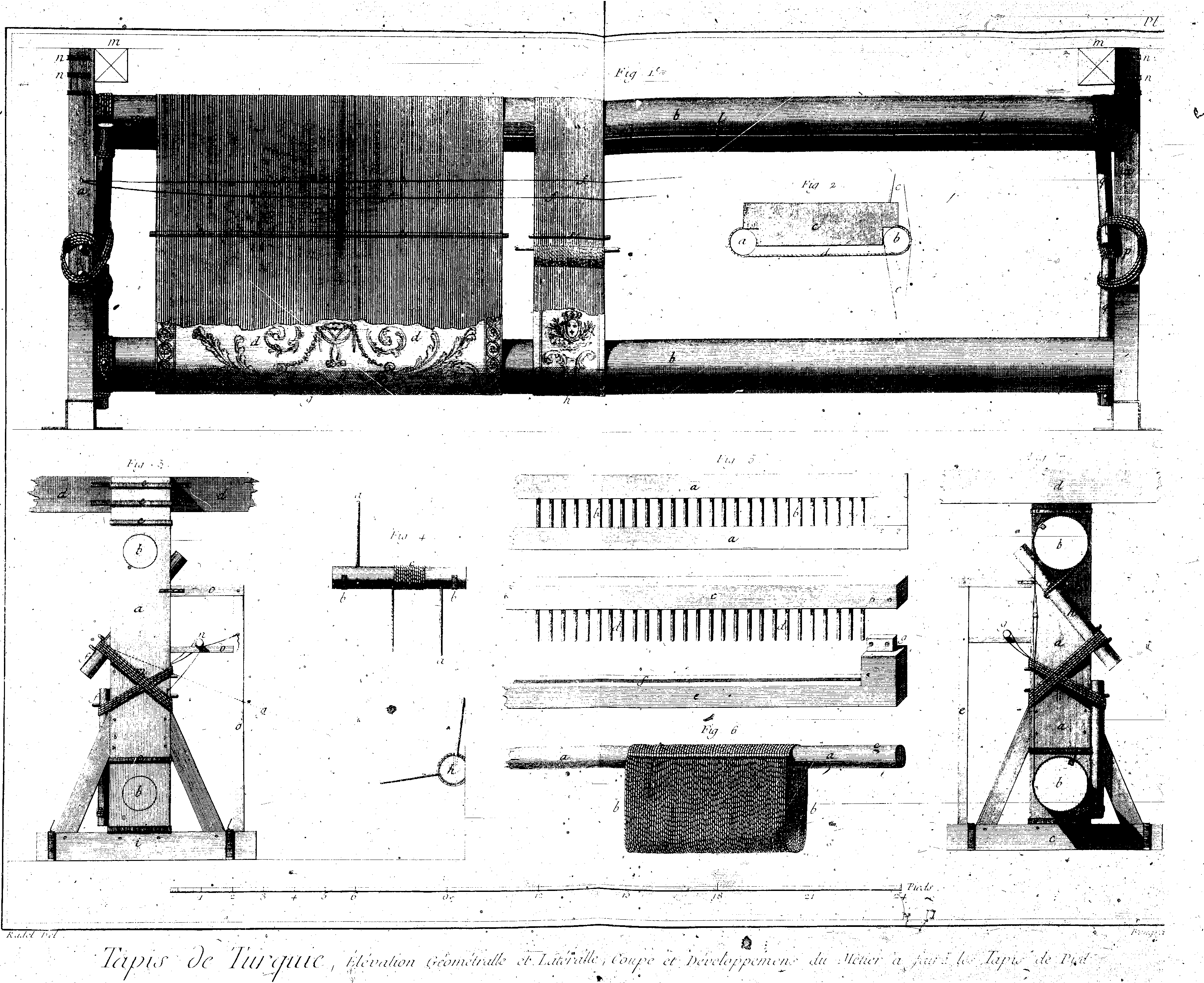
Tapis de Turquie
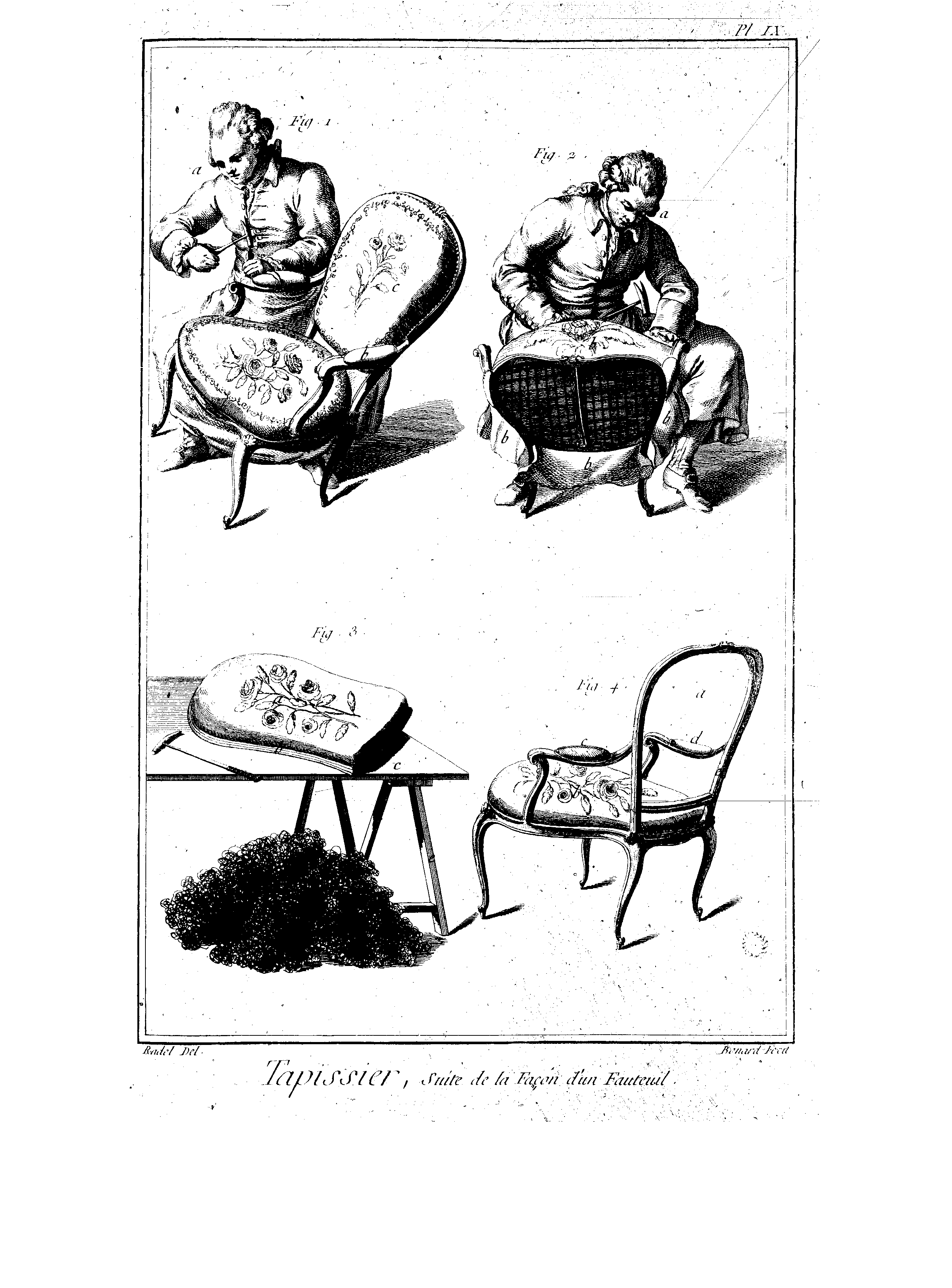
Tapissier
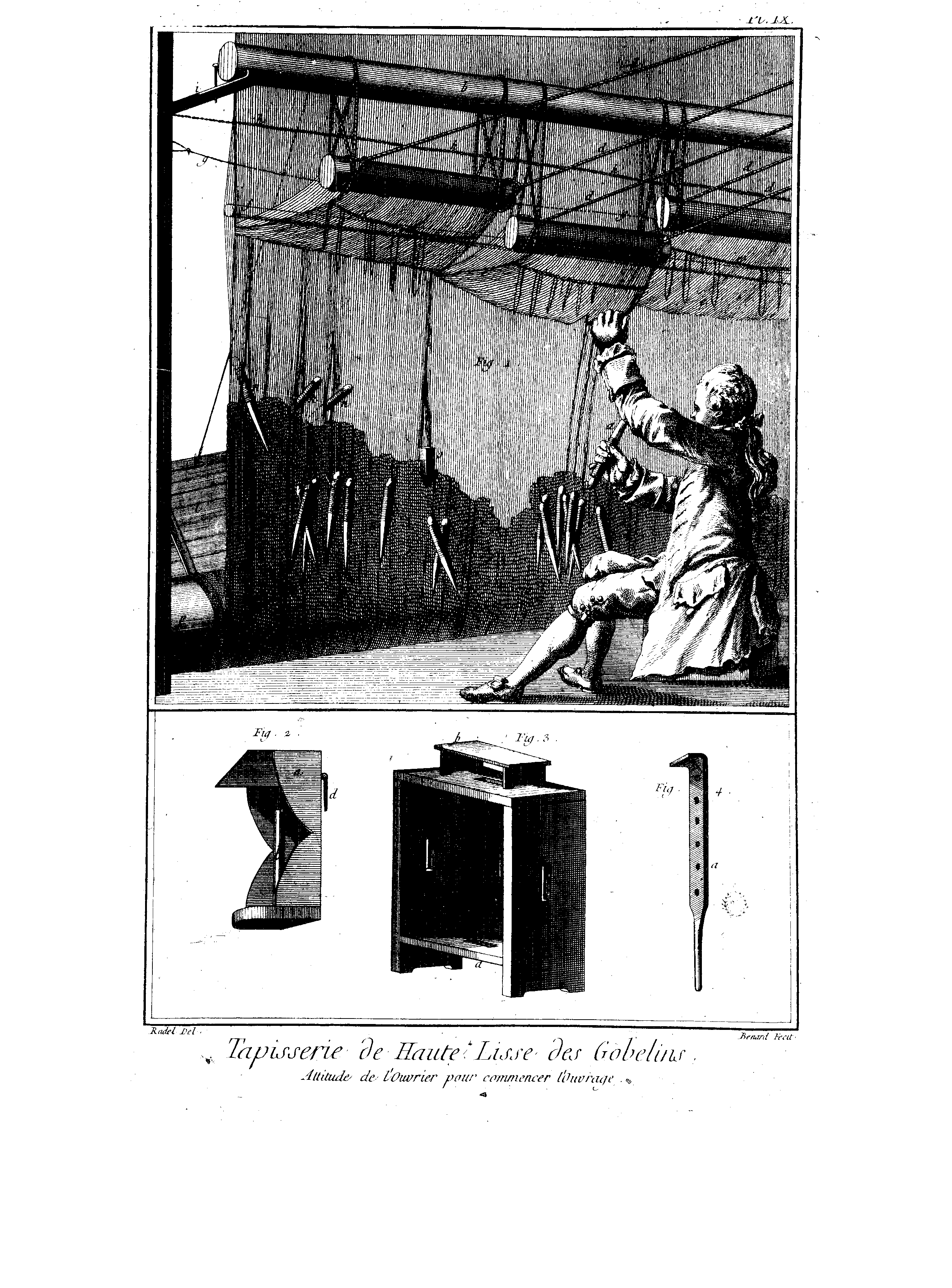
Tapisserie de haute lisse

- Neuvième volume : Teinture des Gobelins, teinture en soie ou de rivière, théâtres, machines de théâtre, tireur et filet d'or, tonnelier, tourneur et tours, vannier, vitrerie, vitrier.

- Neuvième volume de L'Encyclopédie, gravures de Robert Bénard

"Neuvième
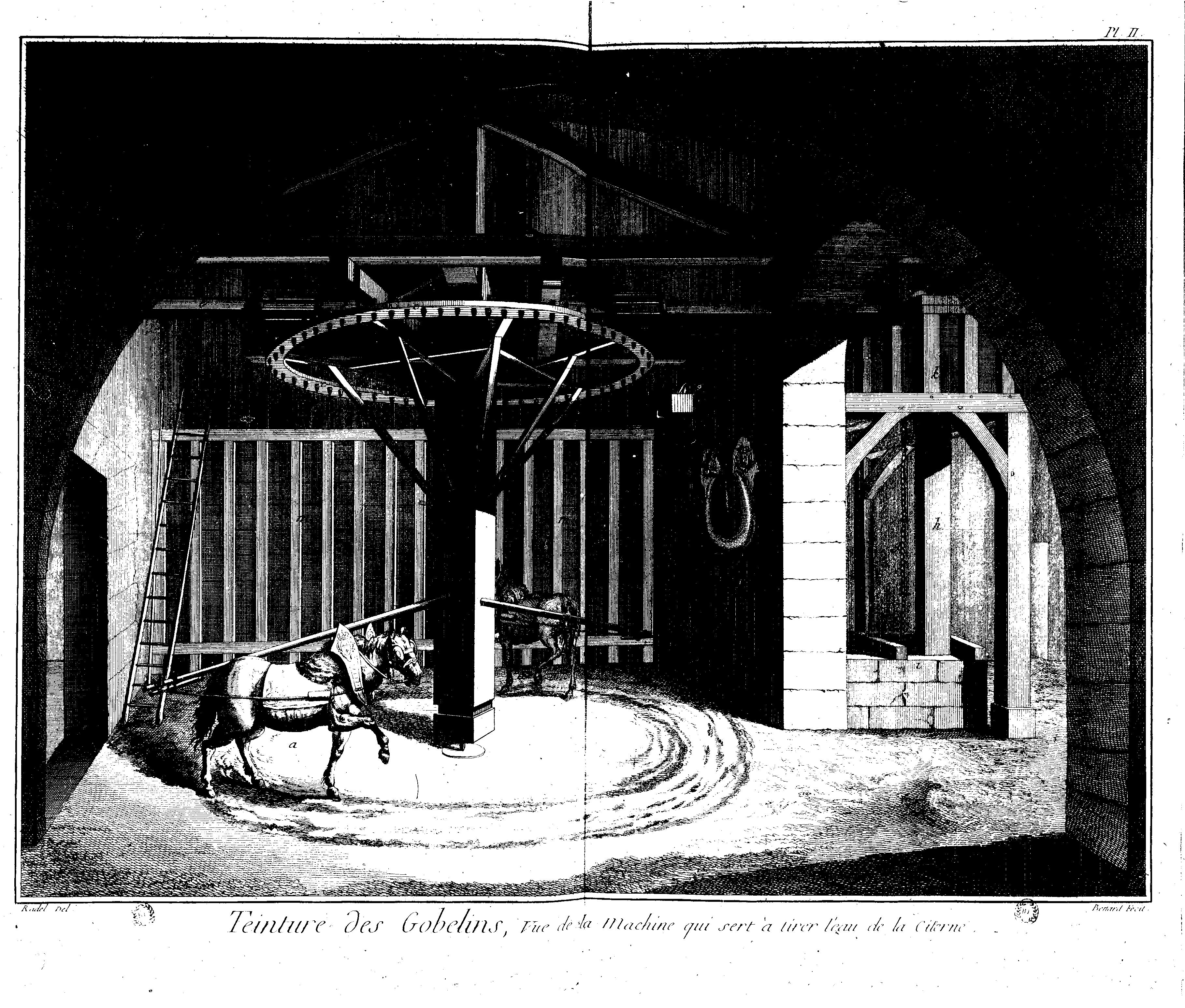
Teinture des Gobelins - Machine à tirer l'eau
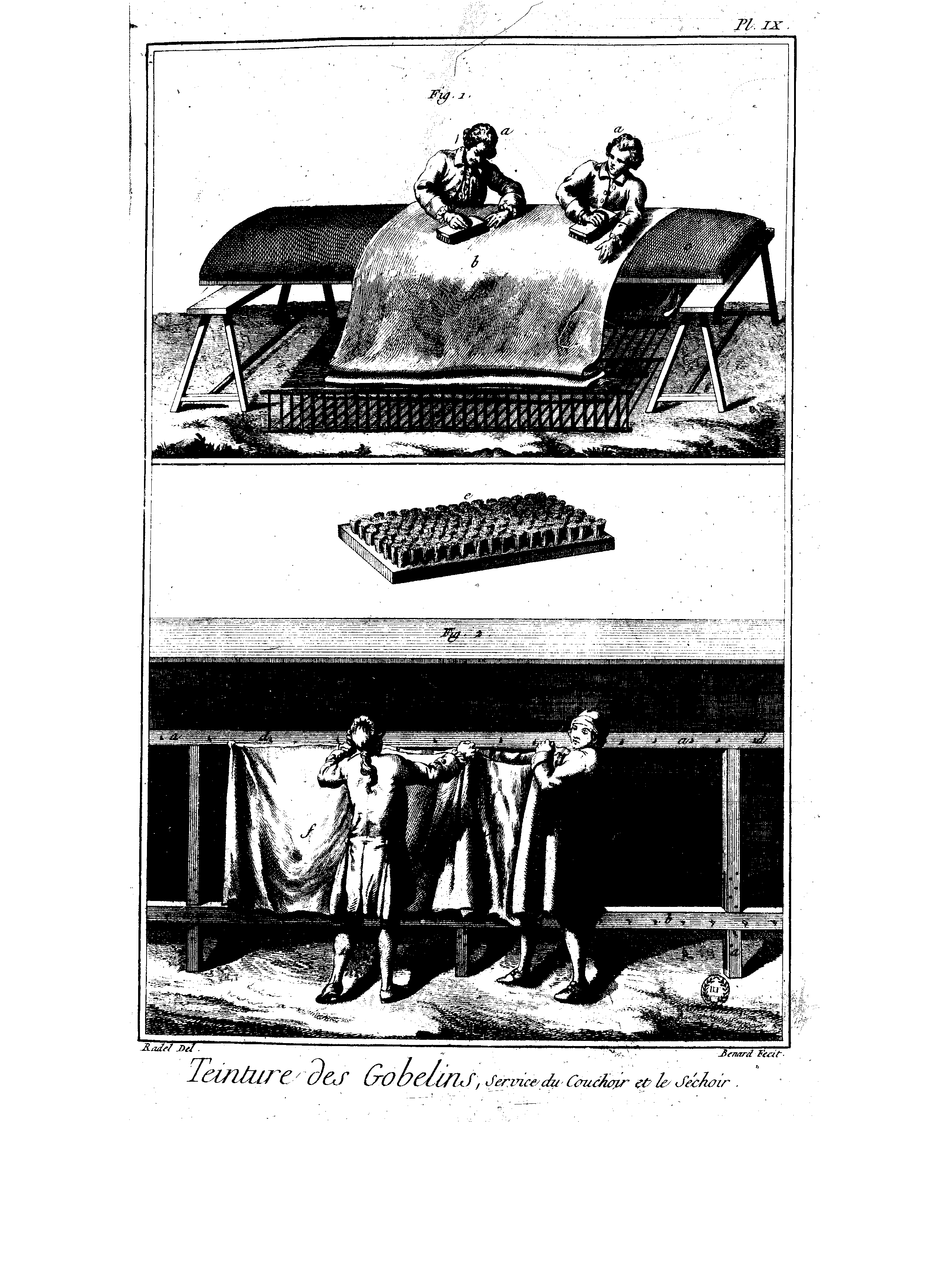
Teinture des Gobelins - Couchoir et séchoir
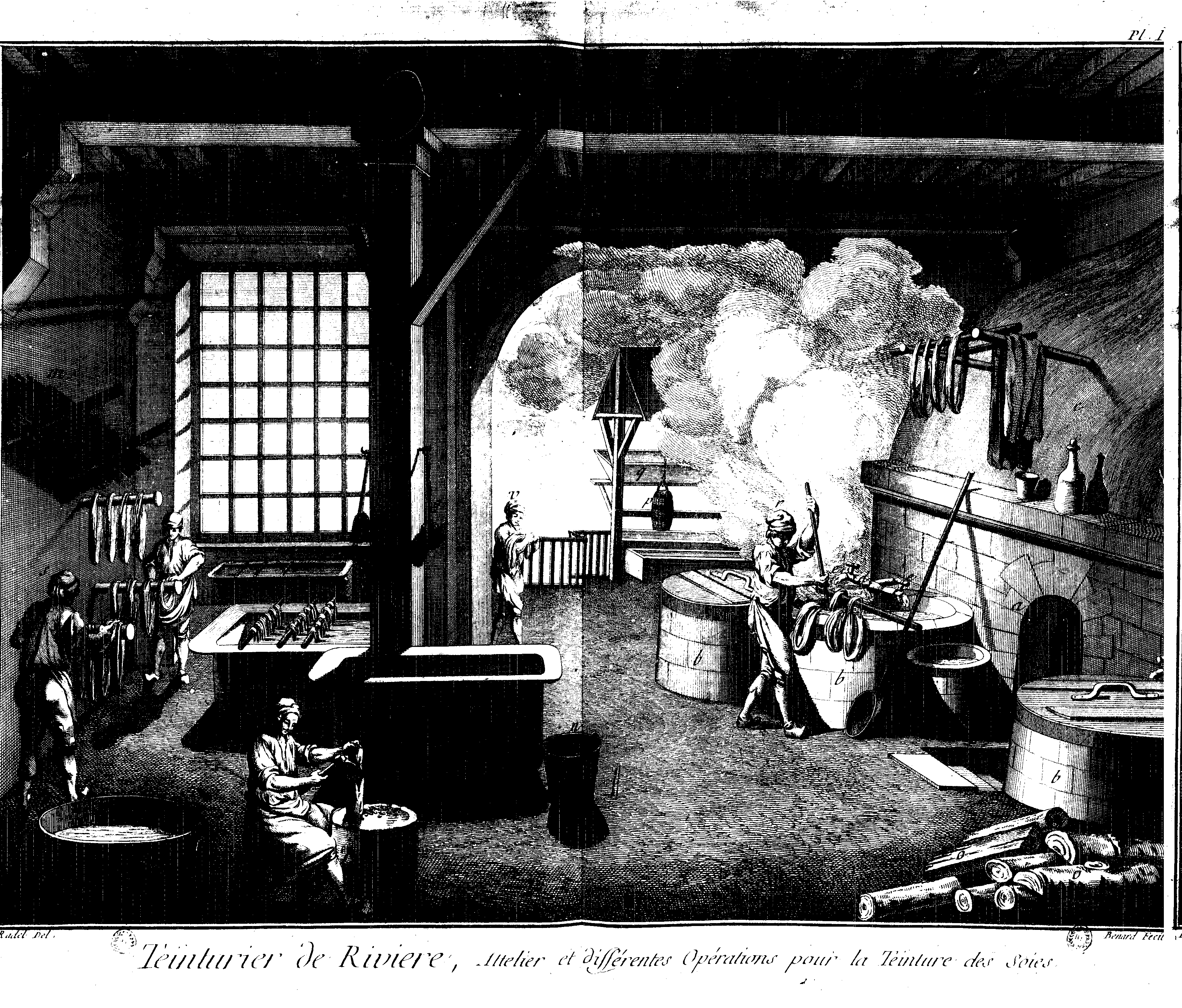
Atelier de teinturier de rivière
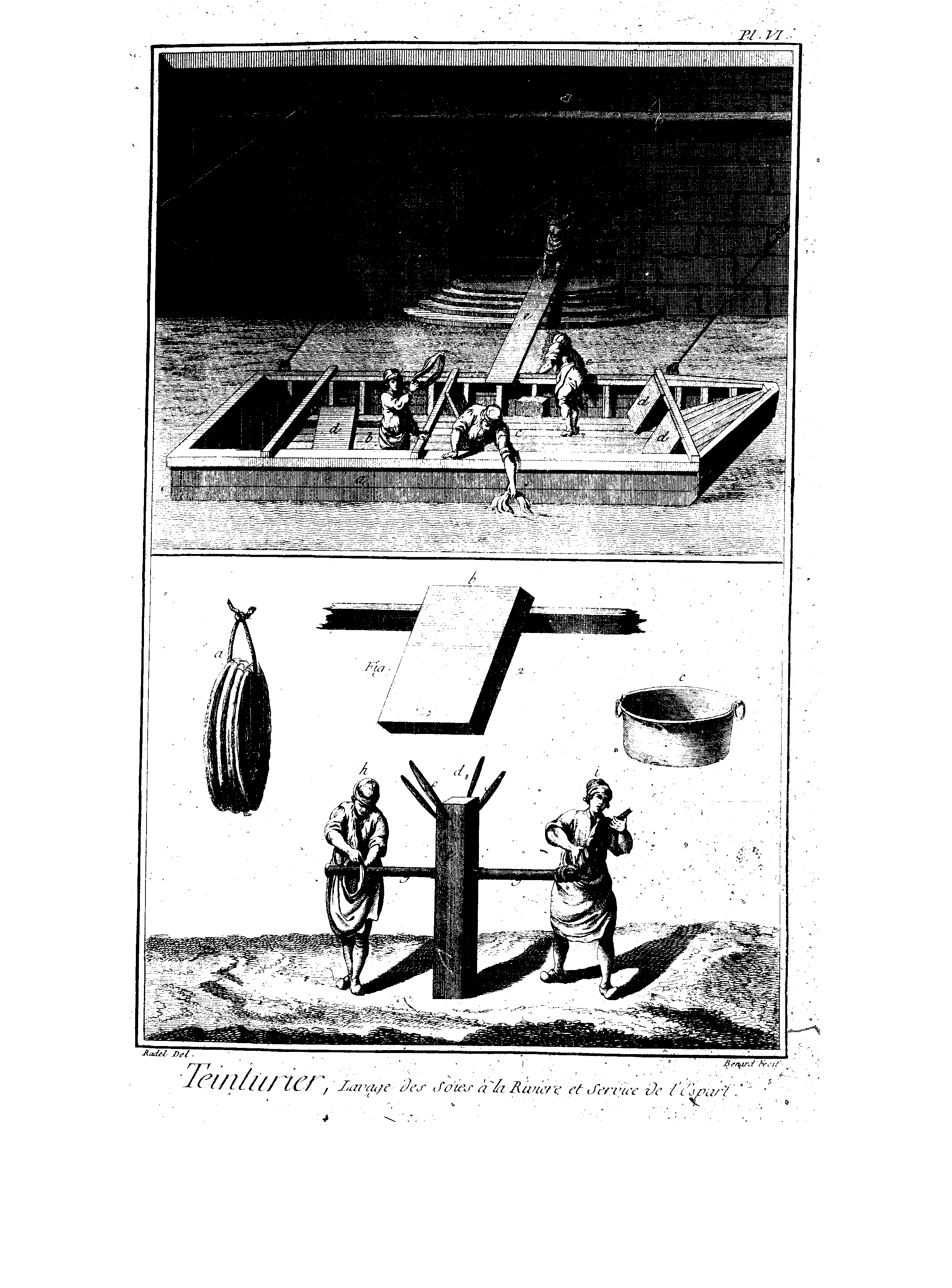
Lavage des soies à la rivière
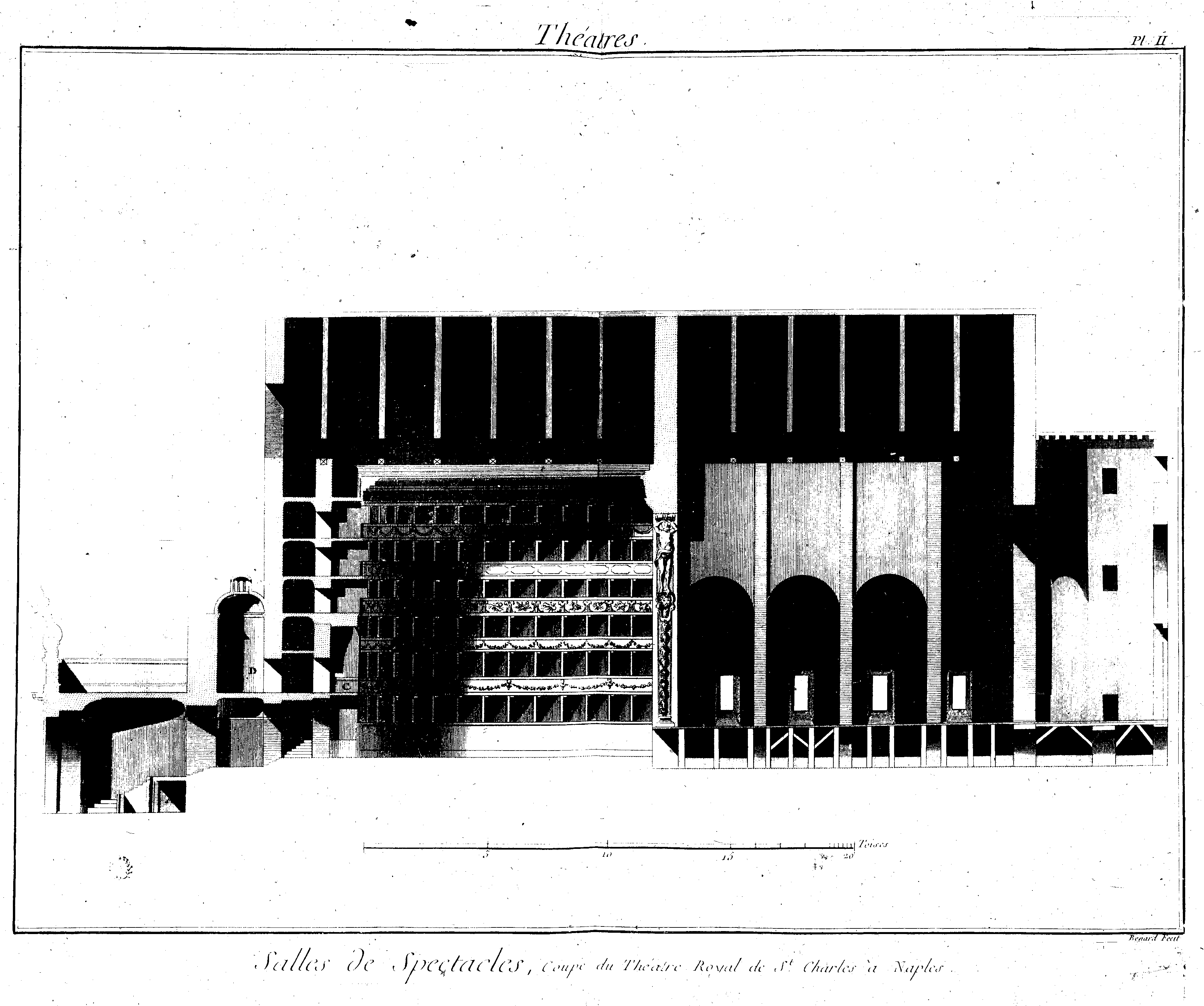
Coupe du théâtre royal de Saint-Charles à Naples
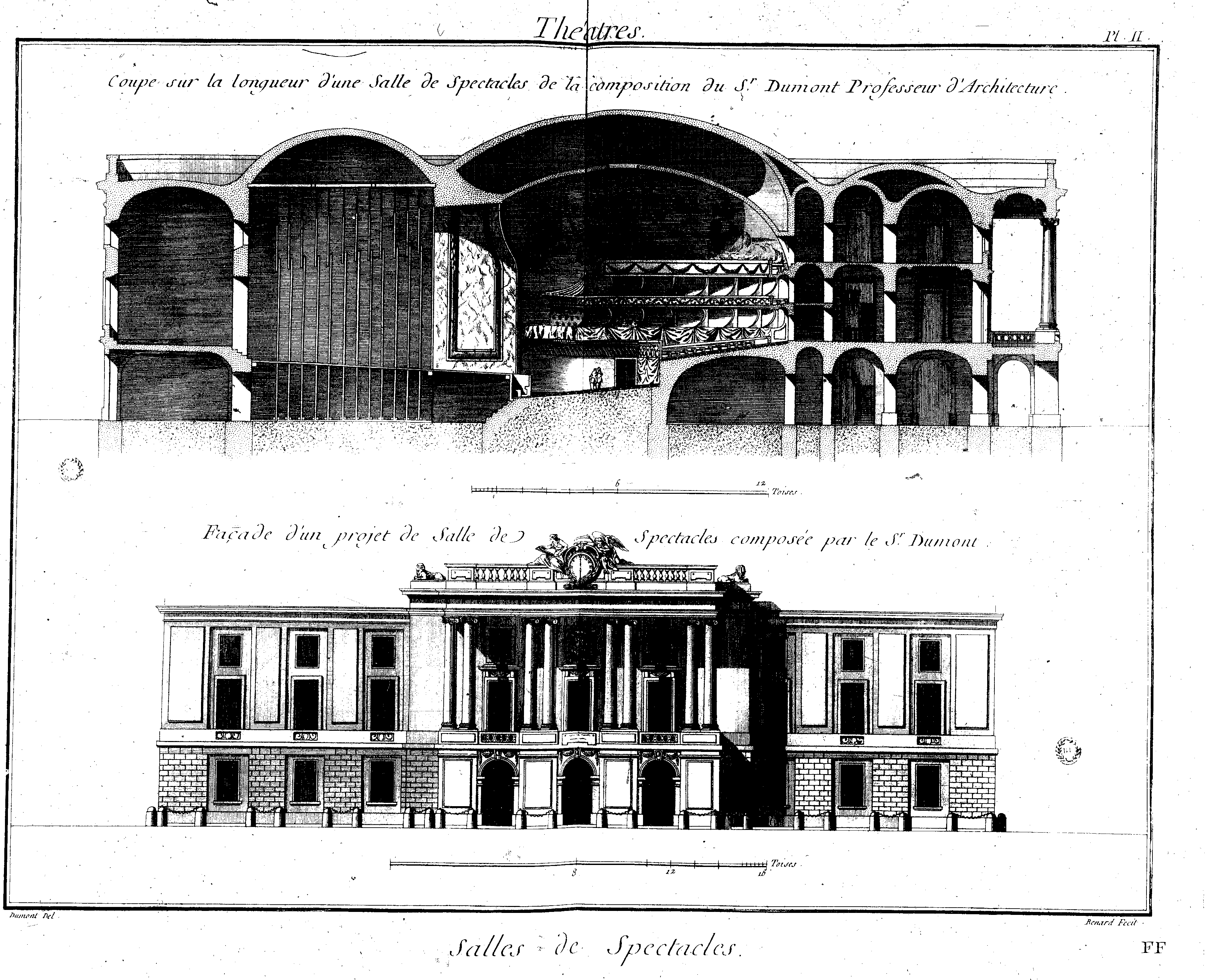
Projet de salle de spectacles par le Saint-Dumont
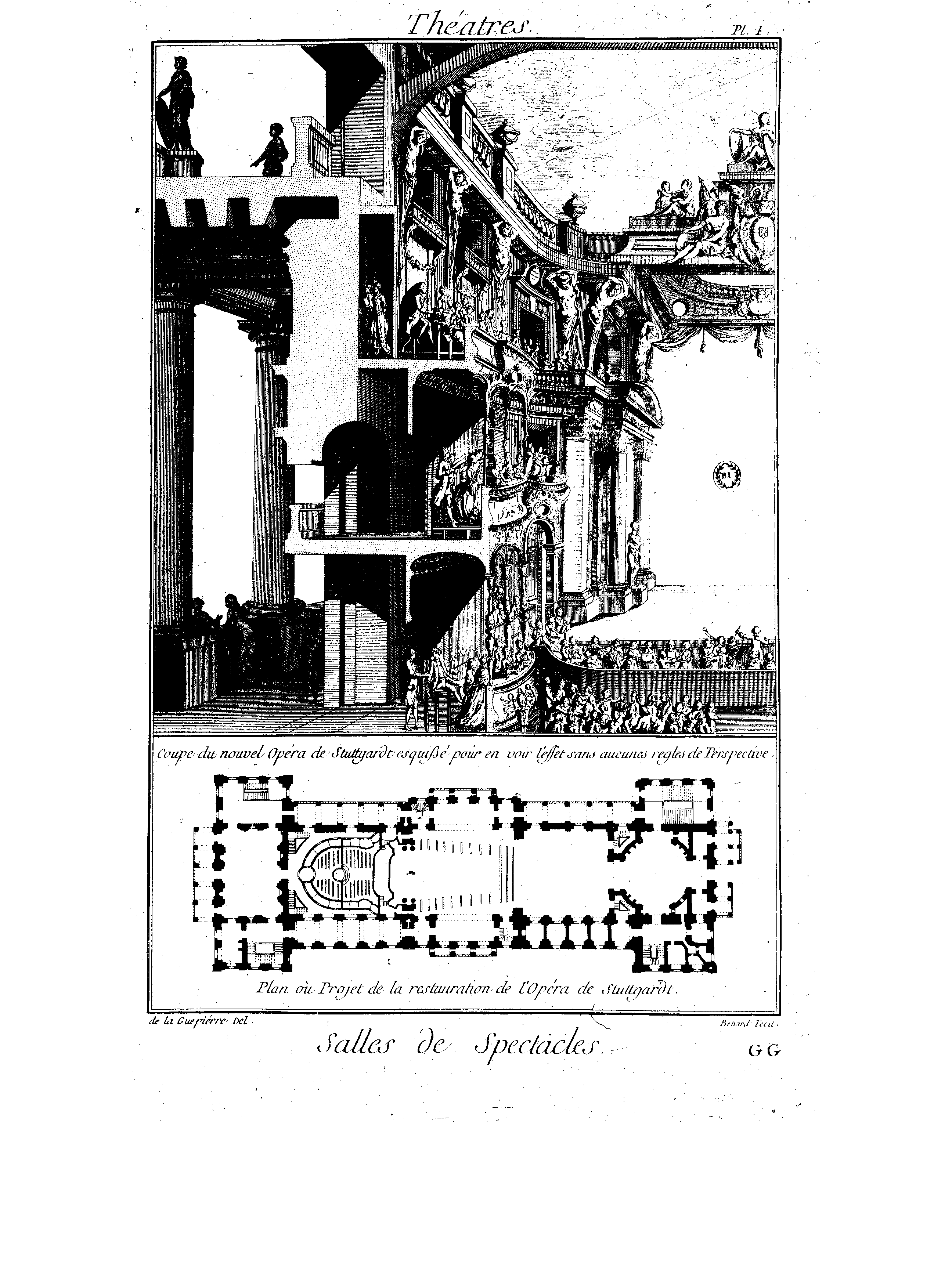
Projet de restauration de l'Opéra de Stuttgart
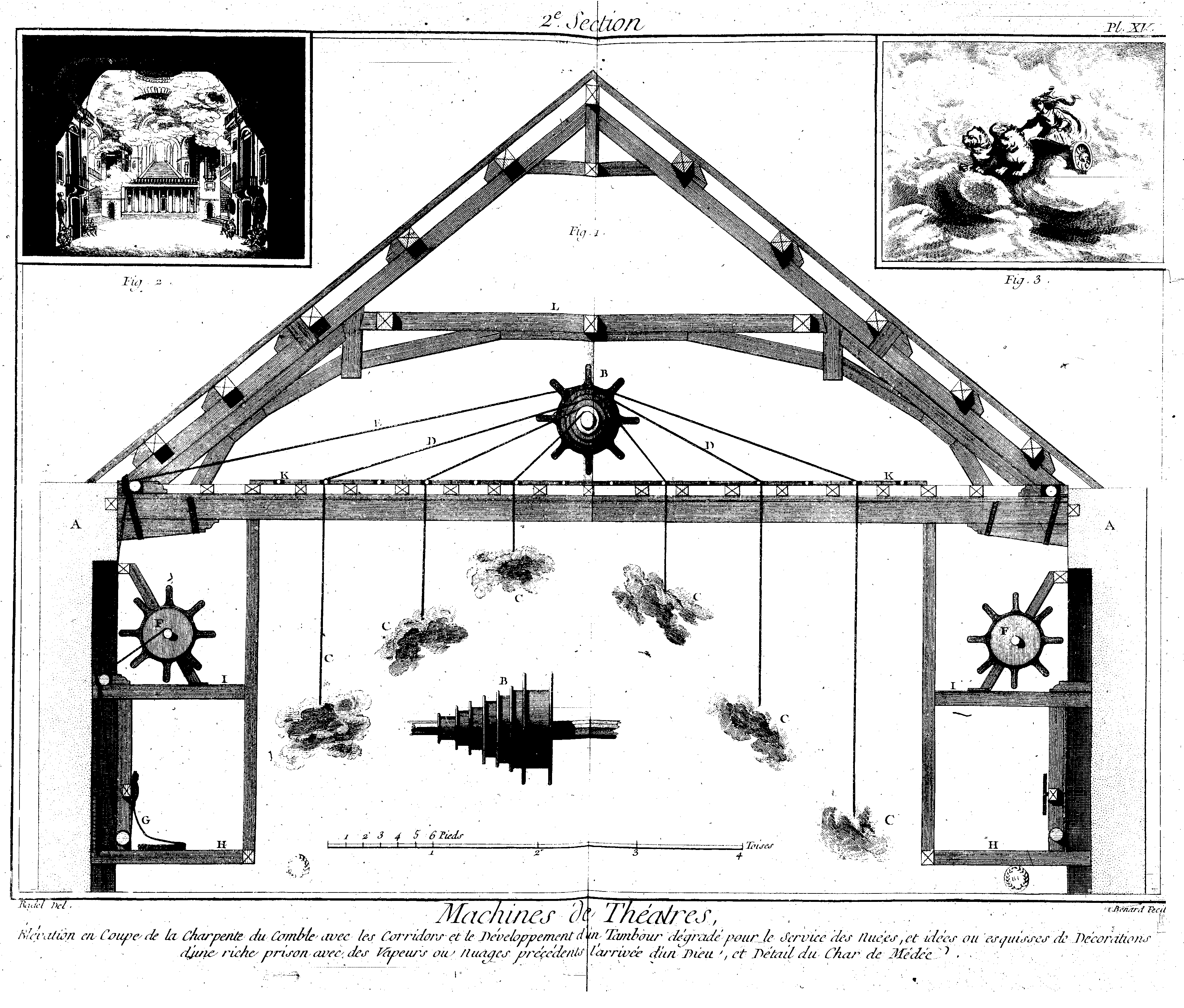
Machines de théâtres
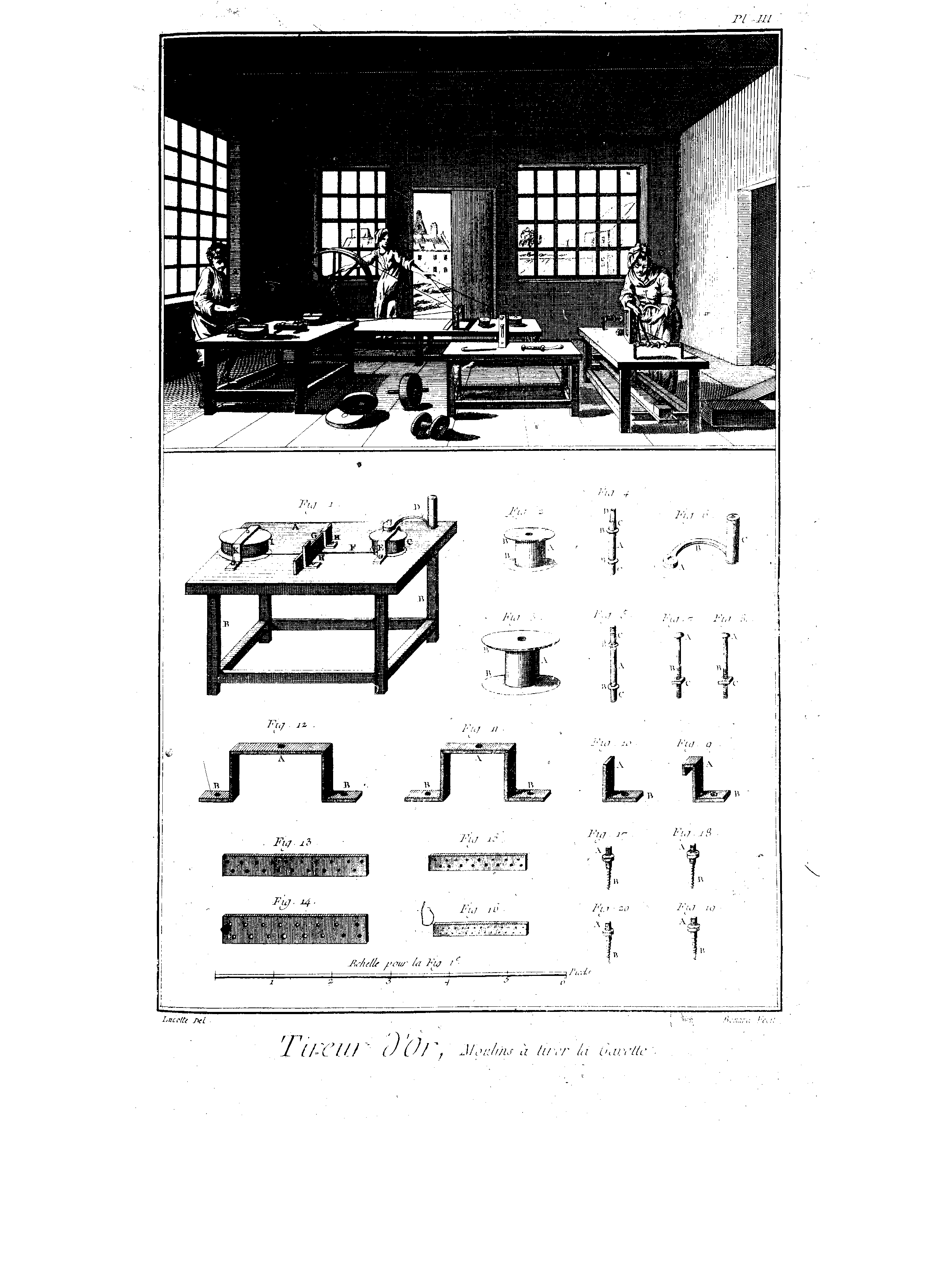
Tireur d'or
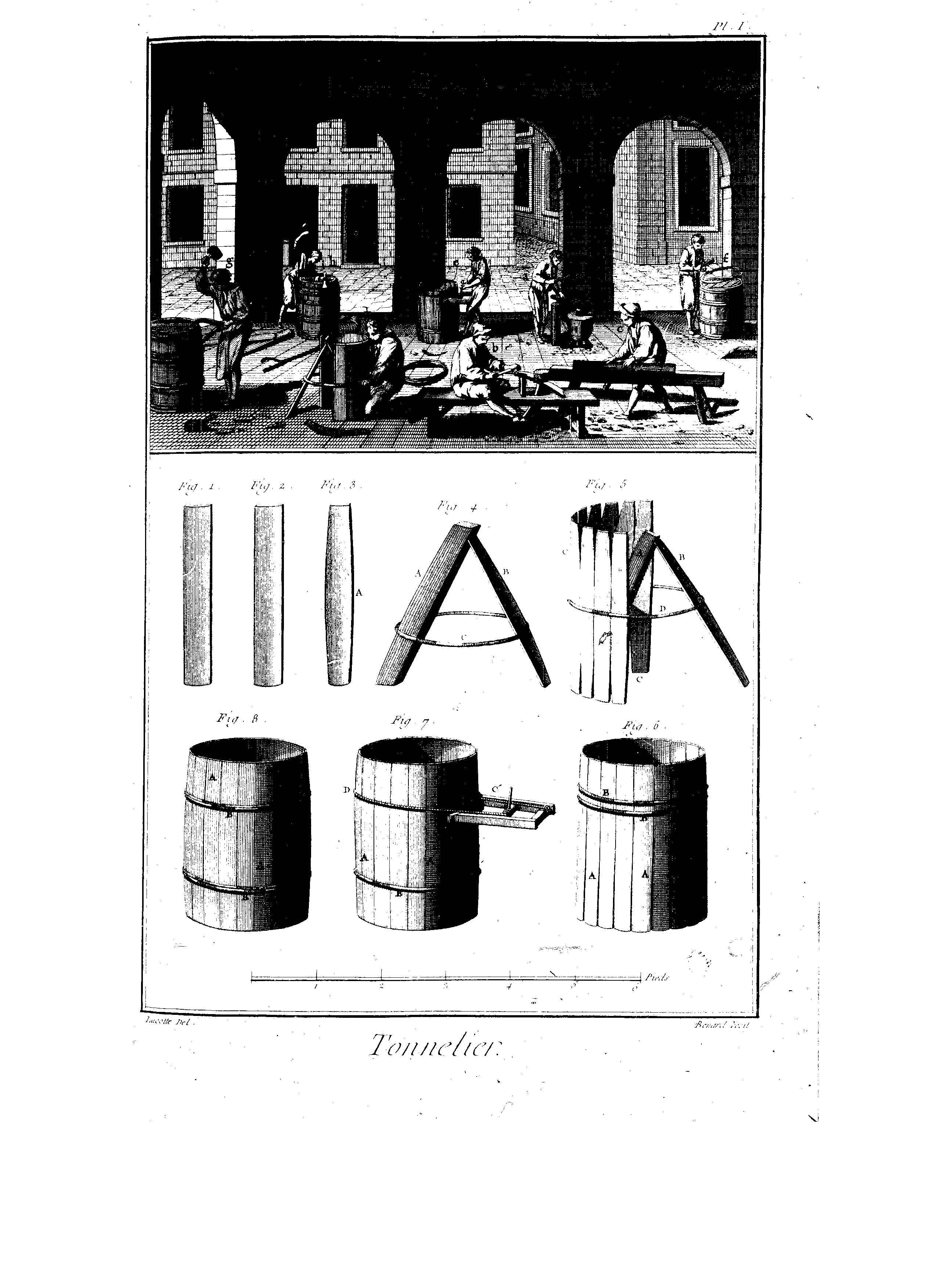
Tonnelier
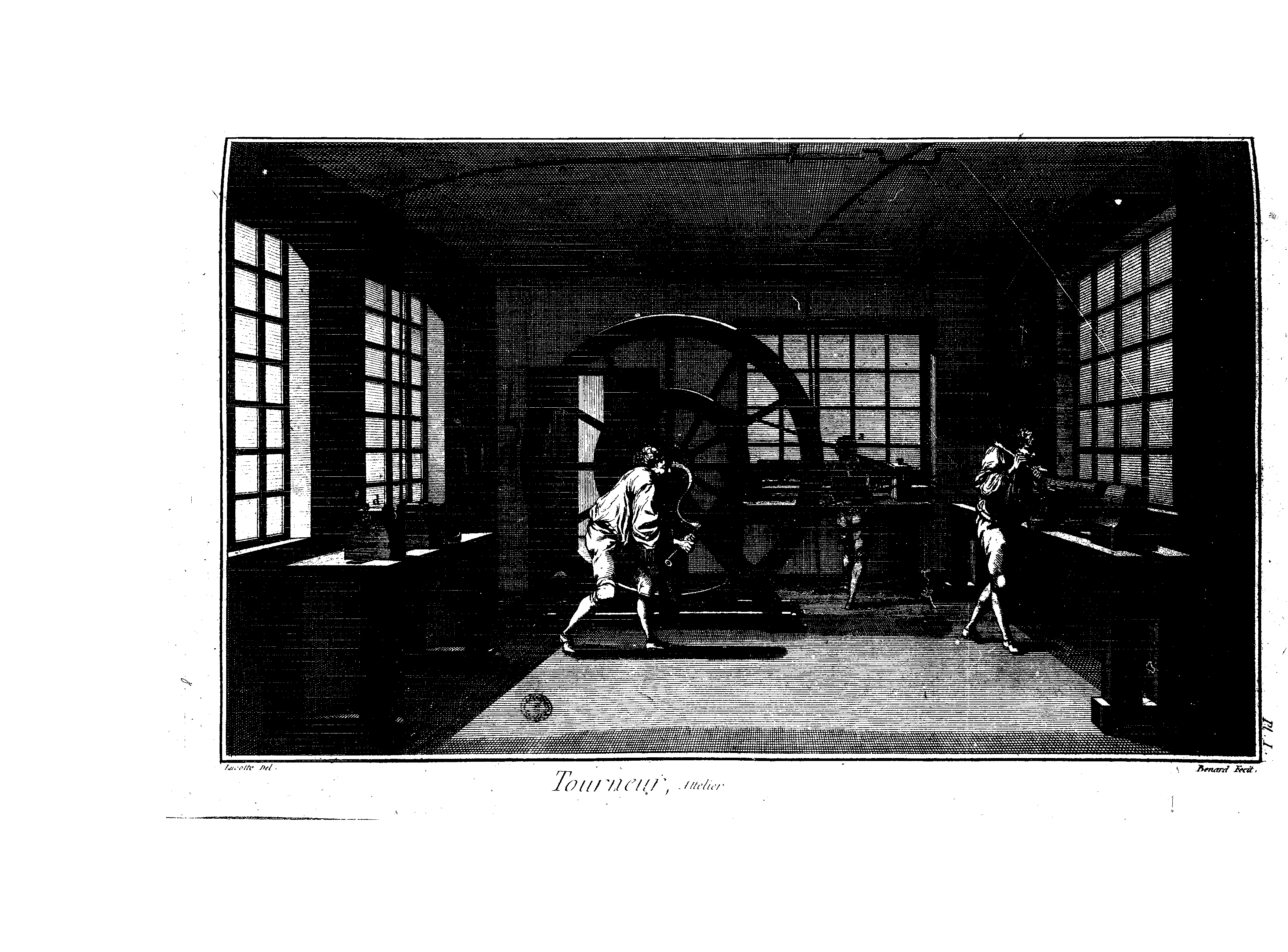
Tourneur
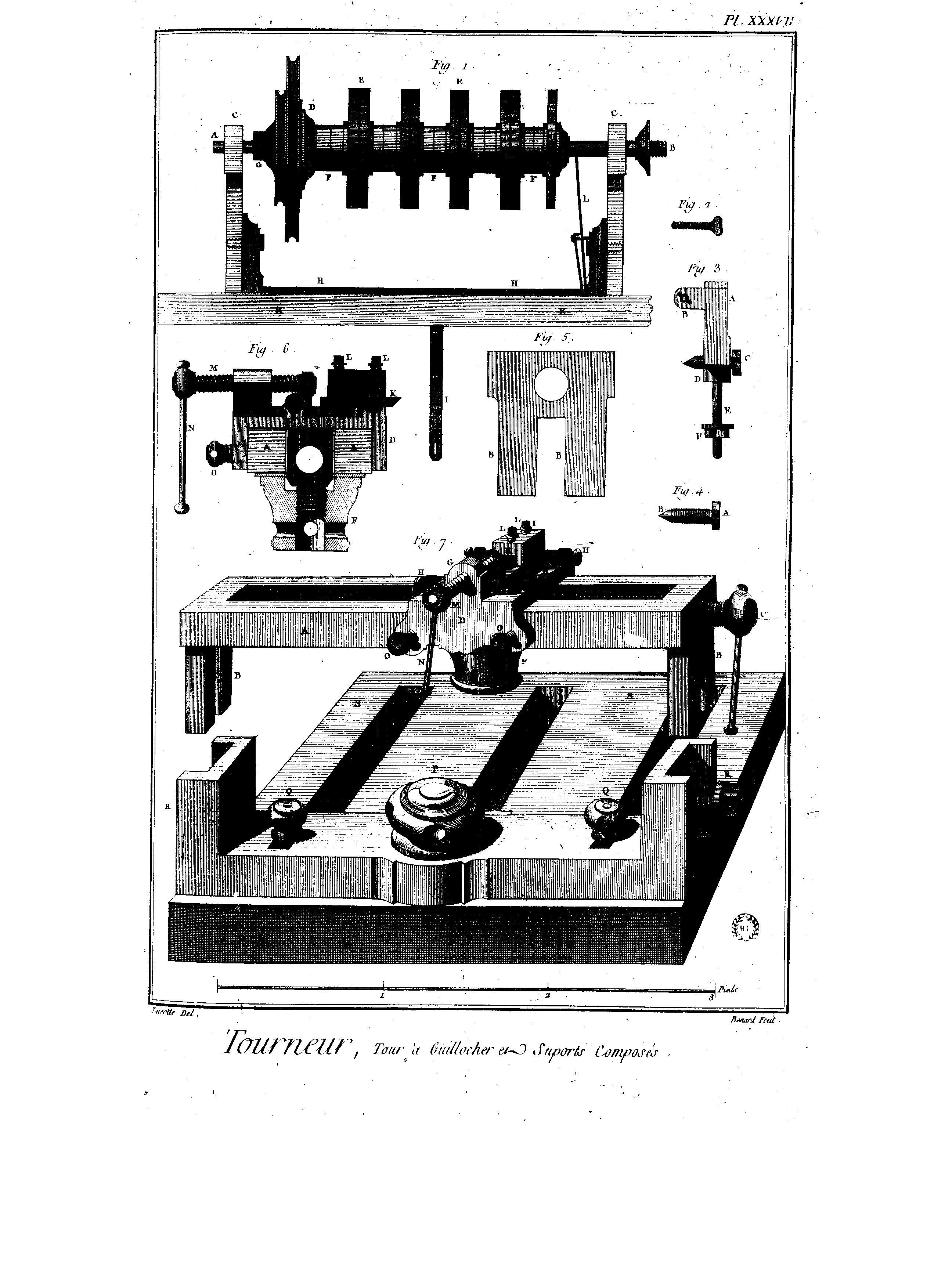
Tour à guillocher
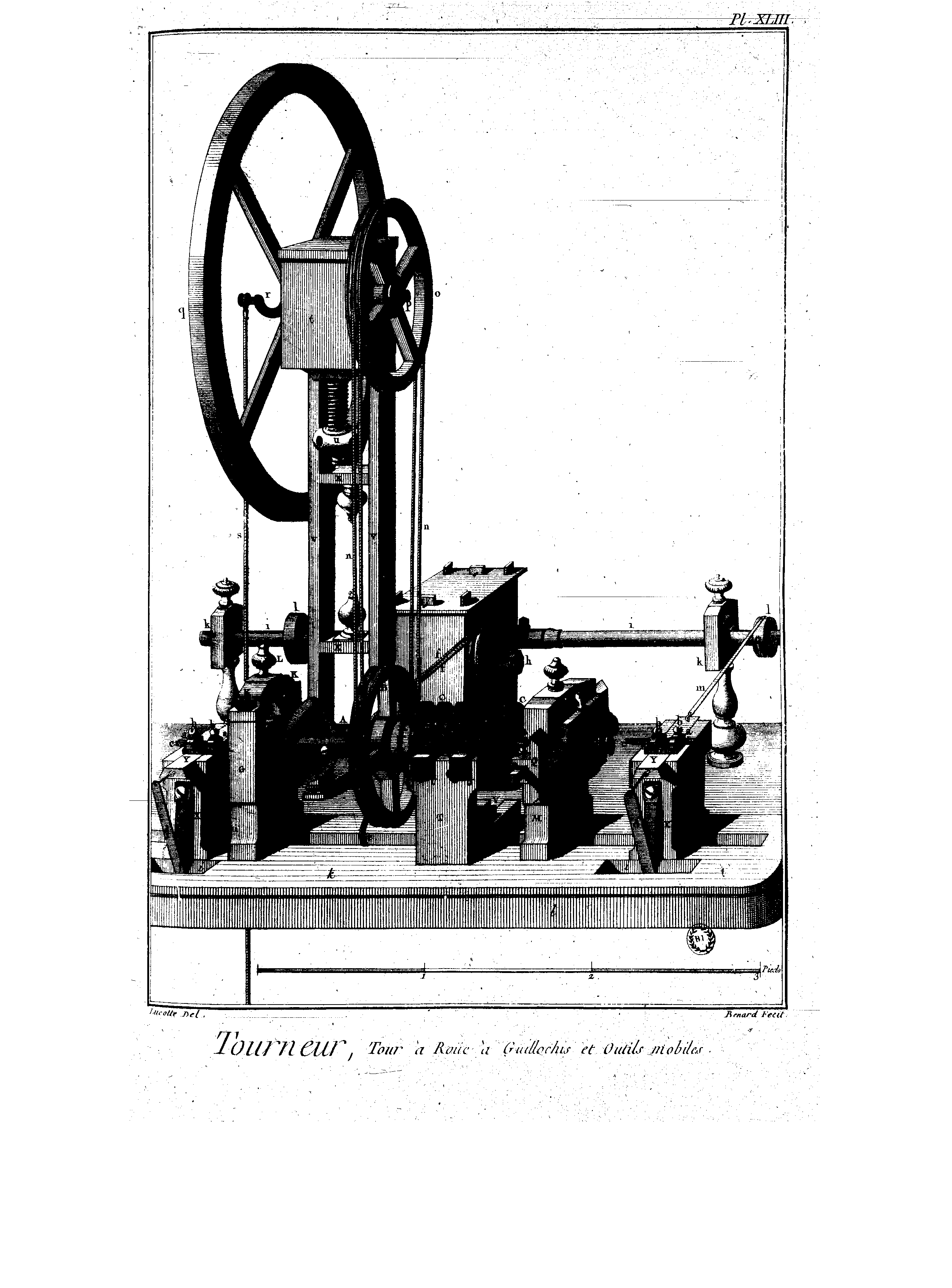
Tour à roue
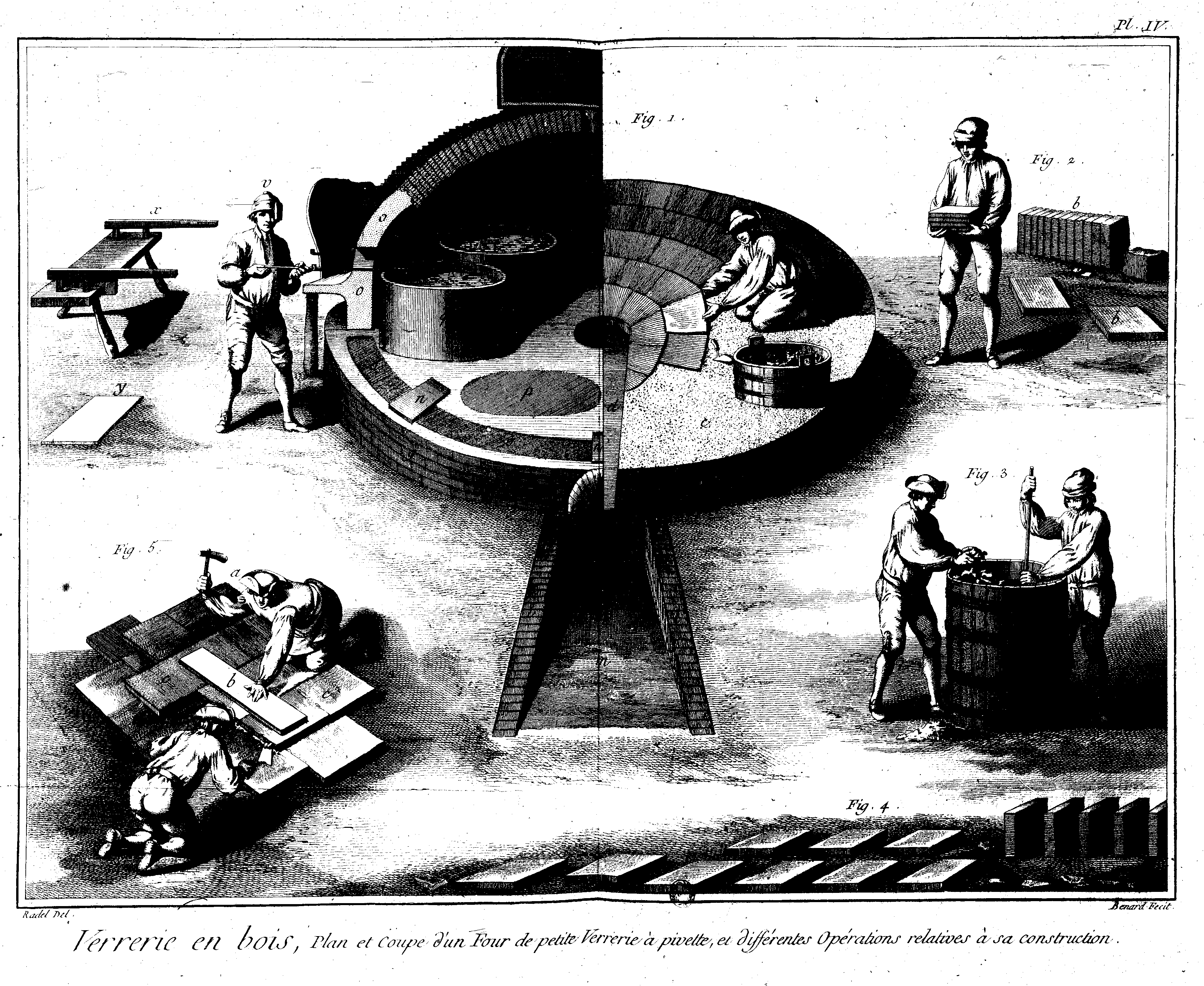
Verrerie en bois
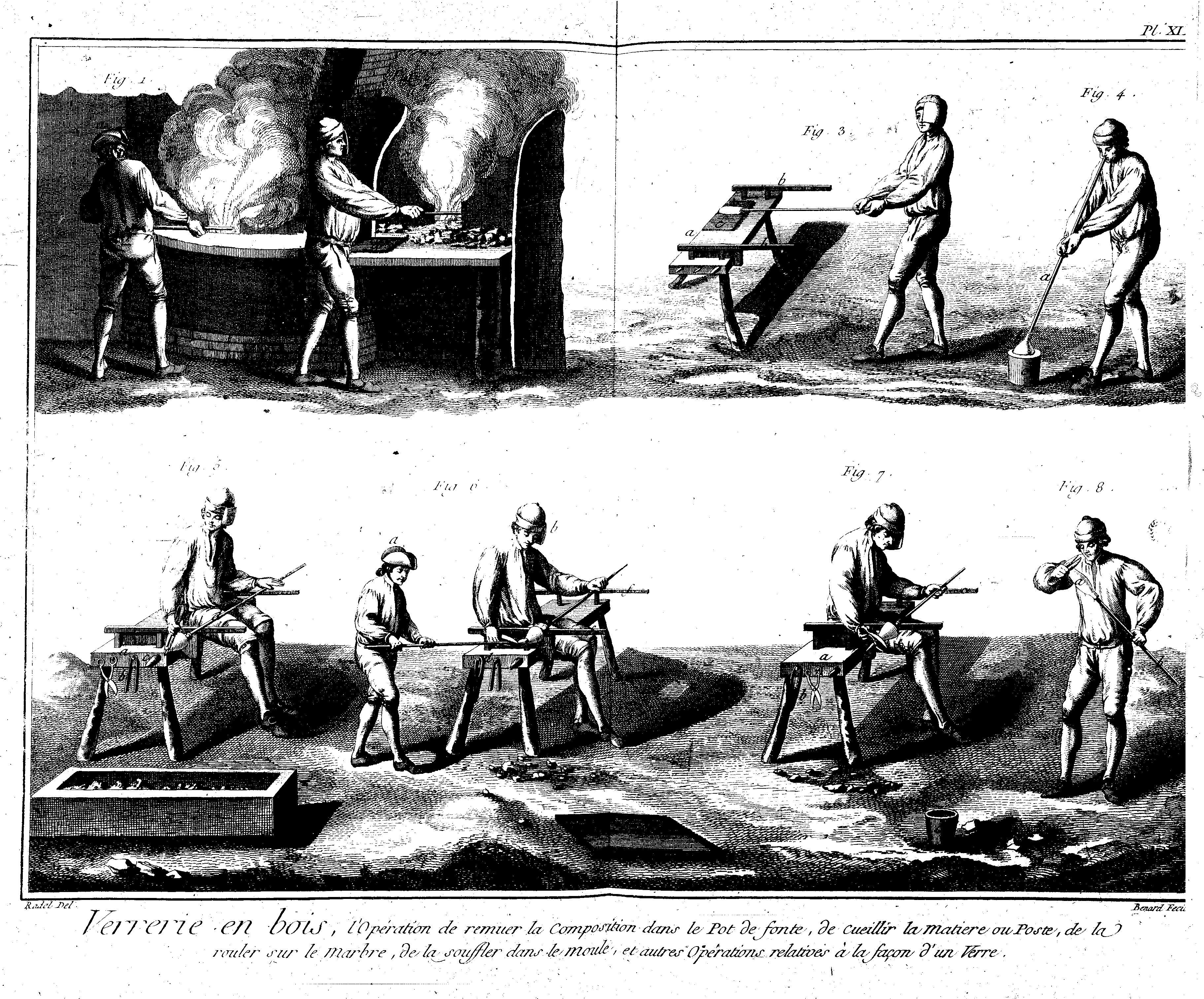
Opérations relatives à la façon d'un verre
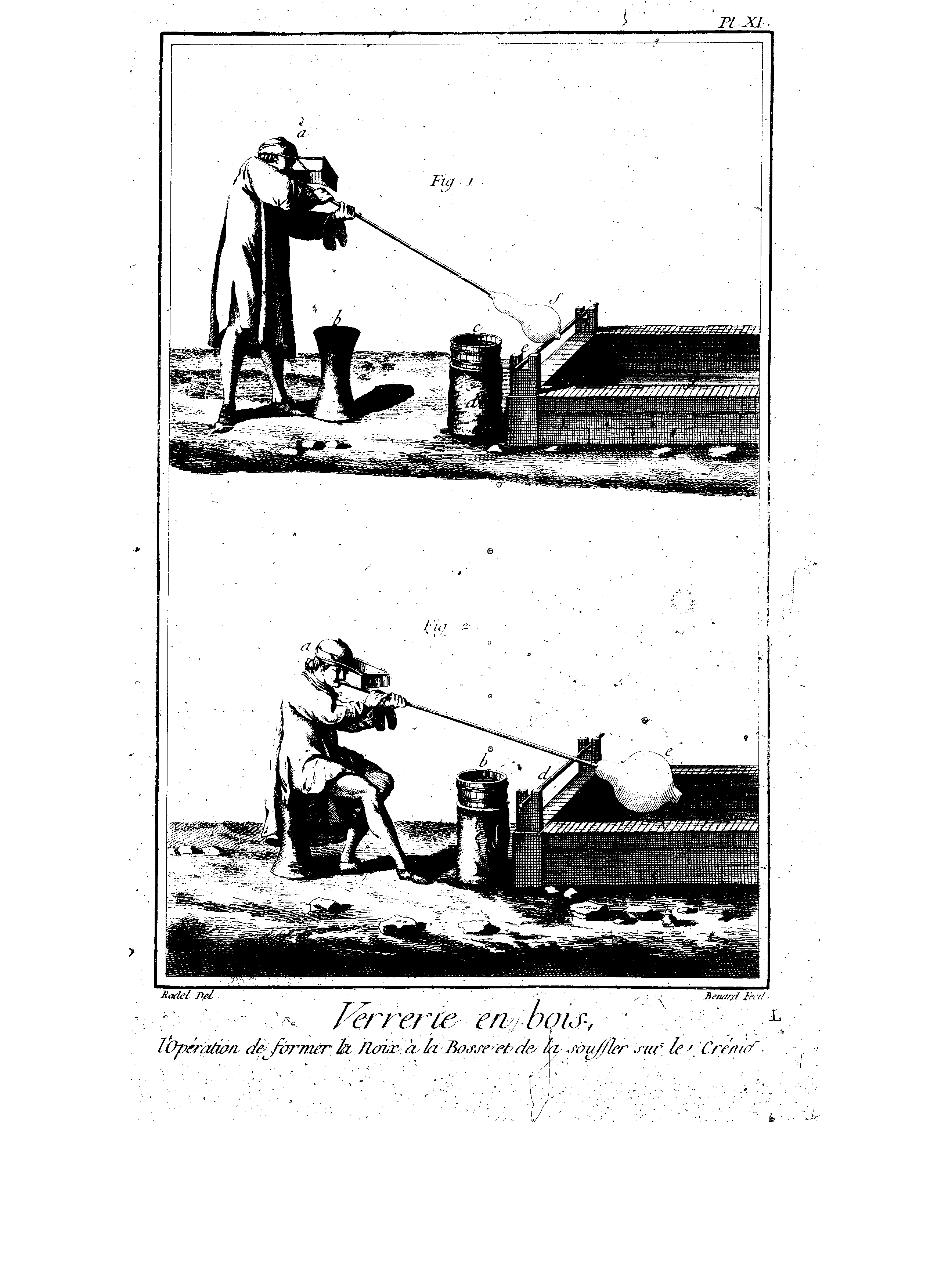
Opération de former et de souffler
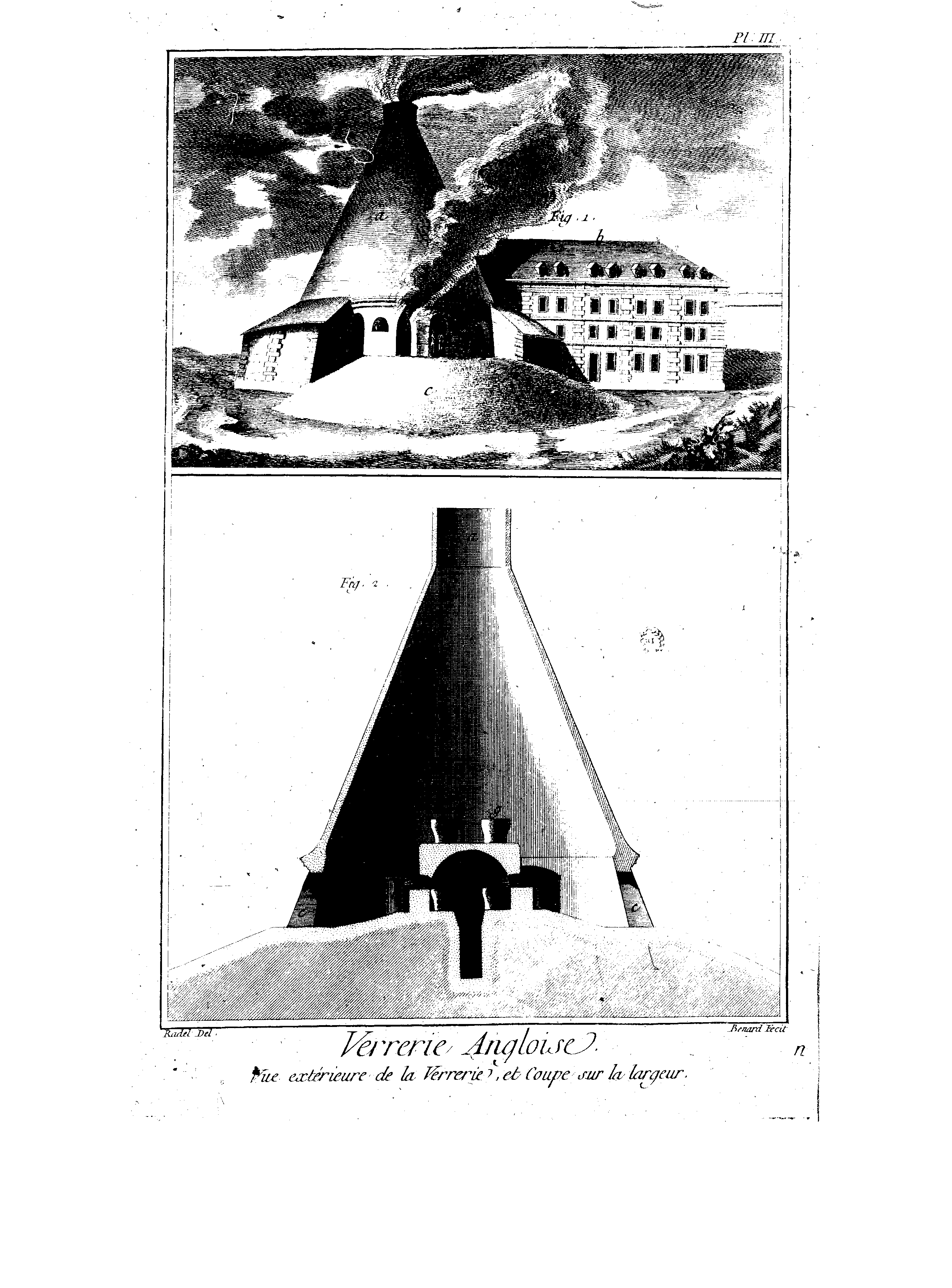
Verrerie anglaise

### Dictionnaire raisonné des sciences, des arts et des métiers
- Suite de planches pour la nouvelle édition du Dictionnaire raisonné des sciences, des arts et des métiers, avec leur explication, Les Sociétés typographiques, Lausanne et Berne, 1779, 144 planches ainsi réparties :

- Géométrie, 1 planche.
- Trigonométrie, 1 planche.
- Arpentage, 2 planches.
- Algèbre, arithmétique, machine arithmétique de Pascal, 2 planches.
- Sections coniques, 1 planche.
- Analyse, 1 planche.
- Mécanique, 5 planches.
- Hydrodynamique et hydraulique, 2 planches.
- Hydraulique et machine de Marli, 1 planche.
- Hydraulique, pompe pour incendies et pompes à bras, 1 planche.
- Hydraulique, pompe du réservoir de l'égout, 1 planche.
- Hydraulique, machine de Dupuis, 1 planche.
- Hydraulique, moulin à vent de Meudon, 1 planche.
- Hydraulique, Machine de Nymphenbourg, 1 planche.
- Hydraulique, moulin à eau, 2 planches.
- Hydraulique, noria, 4 planches.
- Hydraulique, canal et écluses, 1 planche.
- Hydraulique, pompes à feu, coupes et profils du cylindre, plan et développements, fontaine filtrante, 4 planches.
- Optique, 6 planches.
- Perspectives, 2 planches.
- Astronomie, instruments d'astronomie, 26 planches.
- Géographie, 1 planche.
- Constructions géométriques et mécaniques des globes, 2 planches.
- Gnonomique, 2 planches.
- Navigation, 1 planche.
- Instruments de mathématiques, 3 planche.
- Physique, 3 planches.
- Pneumatique, 3 planches.
- Évolutions de terre, 7 planches.
- Art militaire, évolutions et fortifications, 12 planches.
- Marine, pavillons et voilure, 37 planches.
- Marine, évolutions navales, 7 planches.

- Recueil de planches pour la nouvelle édition du Dictionnaire raisonné des sciences, des arts et des métiers, avec leur explication, tome second, Jean-Léonard Pellet, Genève, 1778, 197 planches ainsi réparties :

- Anatomie, 33 planches.
- Architecture, 81 planches.
- Chimie, 25 planches.
- Chirurgie, 39 planches.
- Musique, 19 planches.

- Suite du recueil de planches sur les sciences, les arts libéraux et les arts mécaniques, avec leur explication, tome troisième, Jean-Léonard Pellet, Genève, 1779, 135 planches et cartes ainsi réparties :

- Géométrie, 1 planche.
- Algèbre, 1 planche.
- Mécanique, 3 planches.
- Optique, 2 planches.
- Astronomie, 9 planches.
- Géographie, 10 planches.
- Gnomonique, 7 planches.
- Physique, 3 planches.
- Musique, 21 planches.
- Architecture, 17 planches.
- Briqueterie, 1 planche.
- Chaufournier, 2 planches.
- Couvreur, 2 planches.
- Bagne de Brest, 5 planches.
- Théâtre, 9 planches.
- Architecture navale, 1 planche.
- Art militaire, 34 planches.
- Chirurgie, 7 planches.

### L'art du fabricant de velours de coton
- Jean-Marie Roland de La Platière, L'art du fabricant de velours de coton, précédé d'une dissertation sur la nature, le choix et la préparation des matières, et suivi d'un traité de la teinture et de l'impression des étoffes de ces mêmes matières, imprimerie de Moutard, Paris, 1780.

Planches de Robert Bénard pour L'art du fabricant de velours de coton, 1780
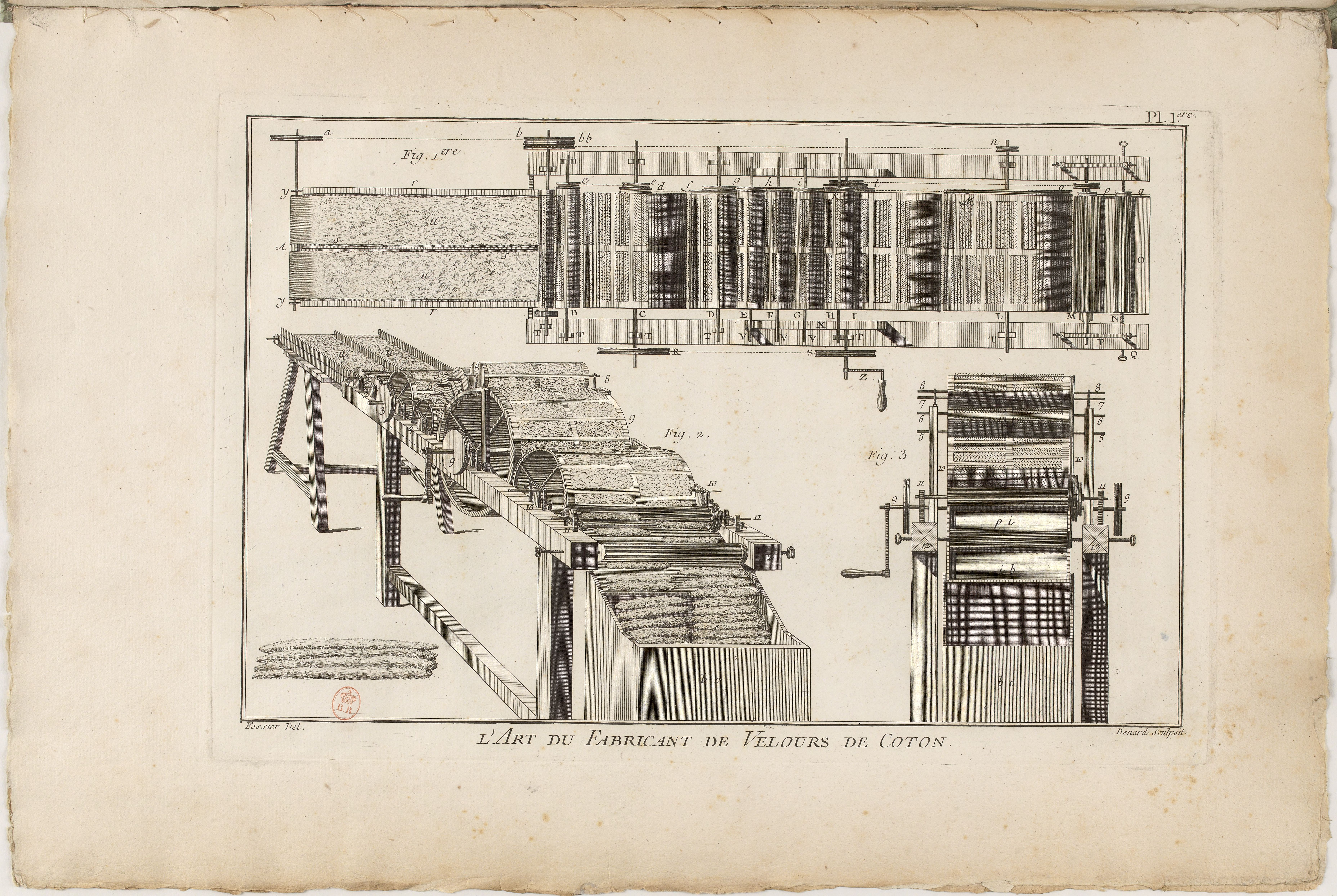
Planche 1
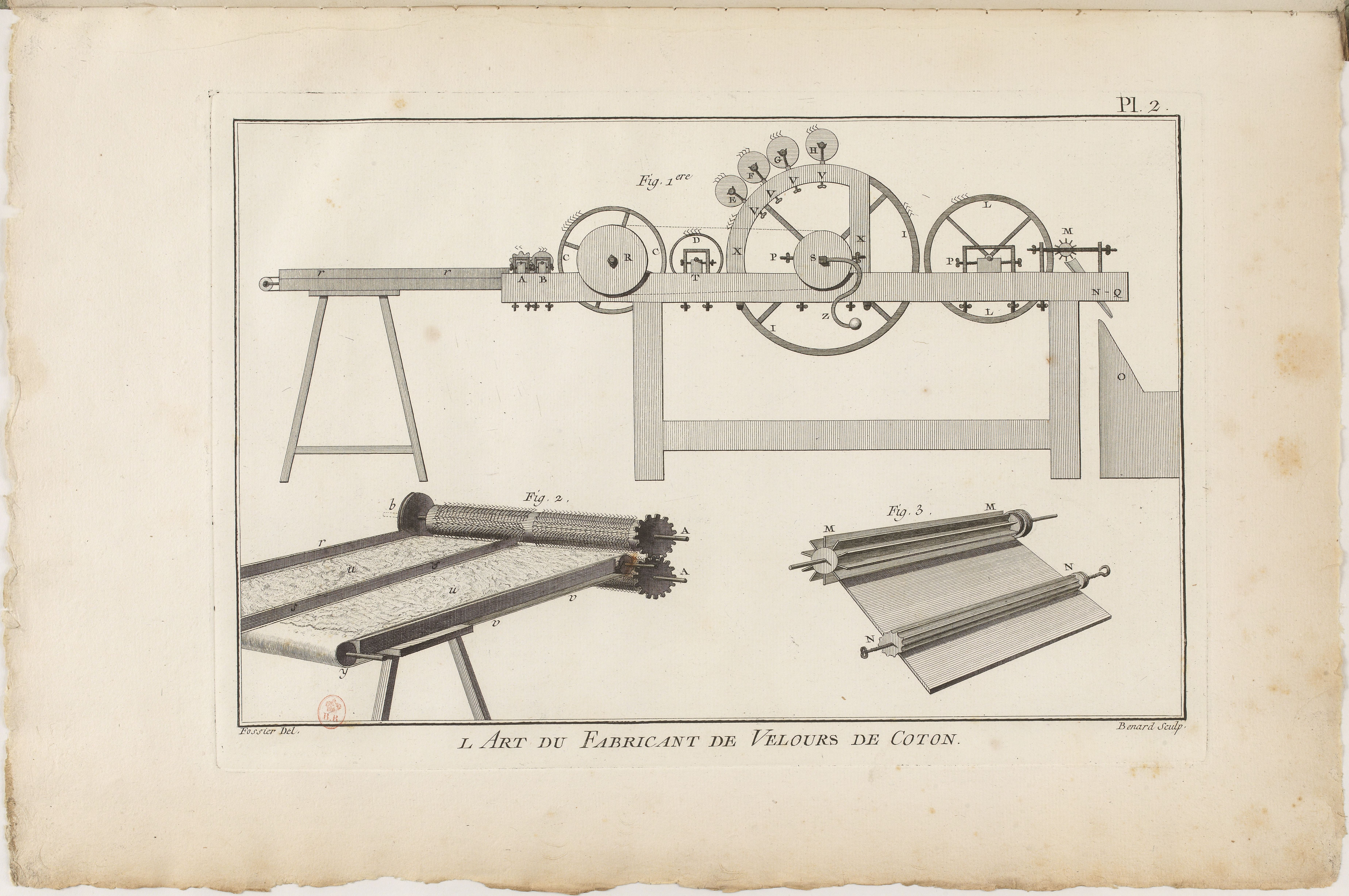
Planche 2
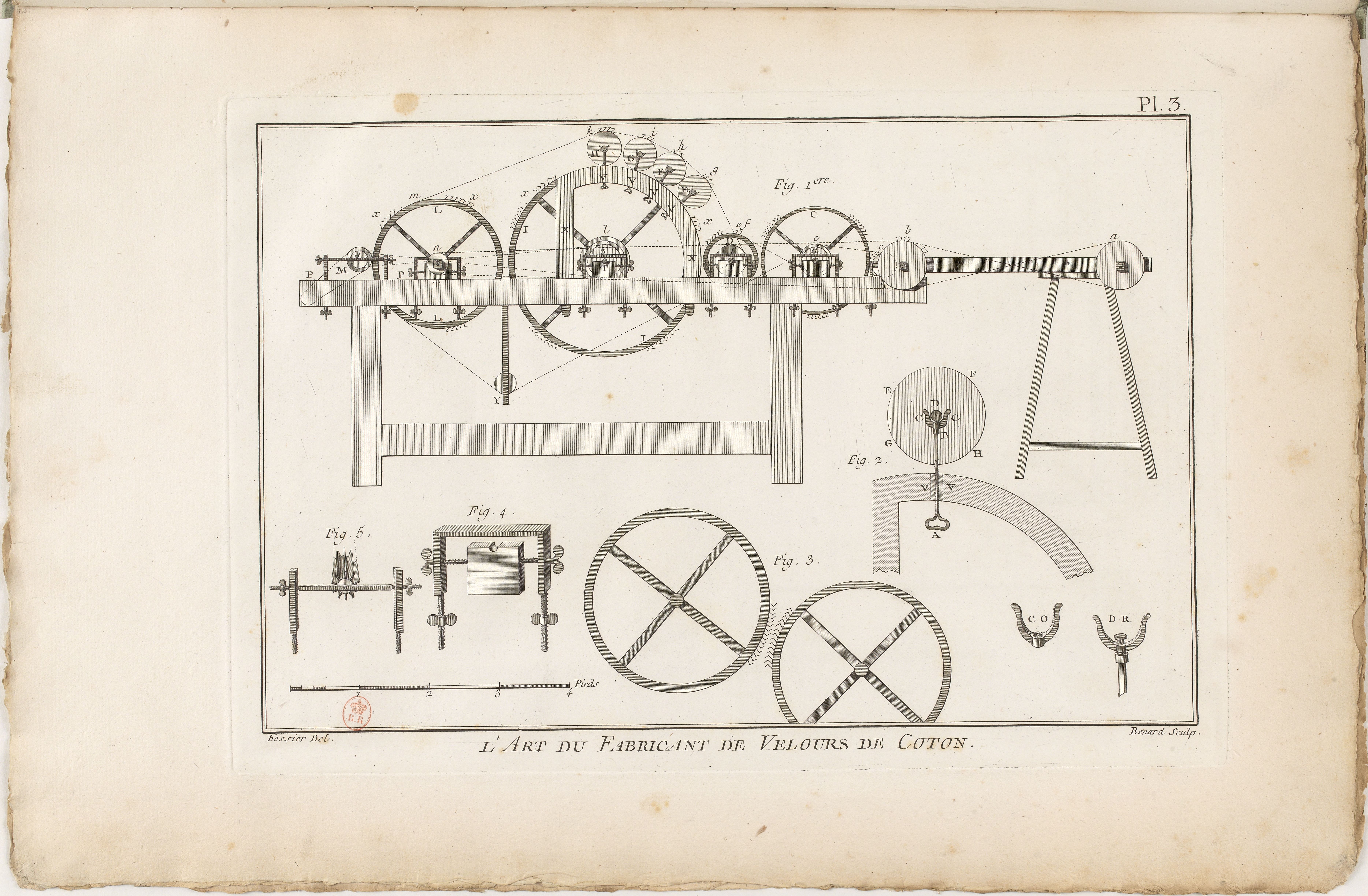
Planche 3
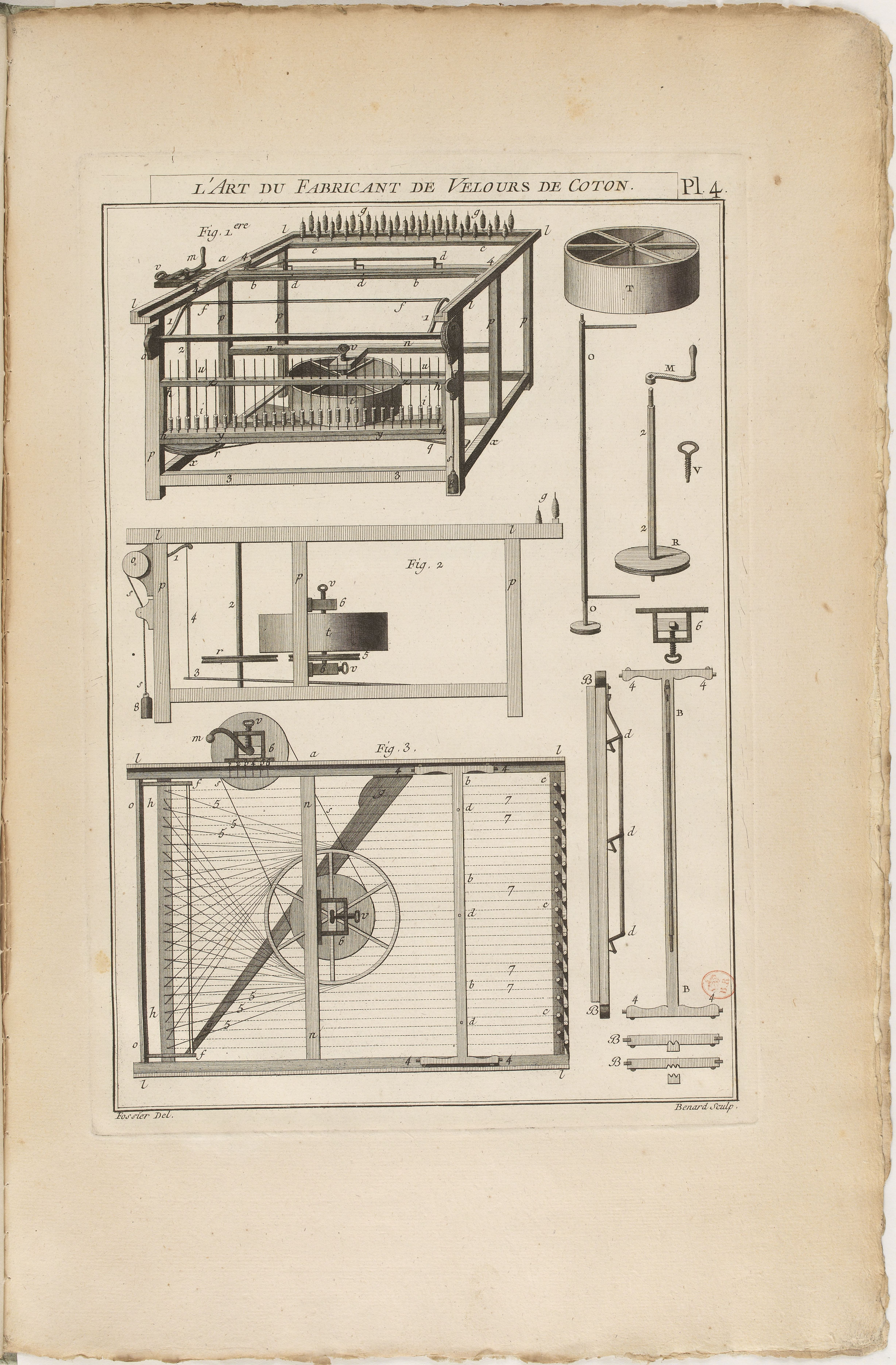
Planche 4
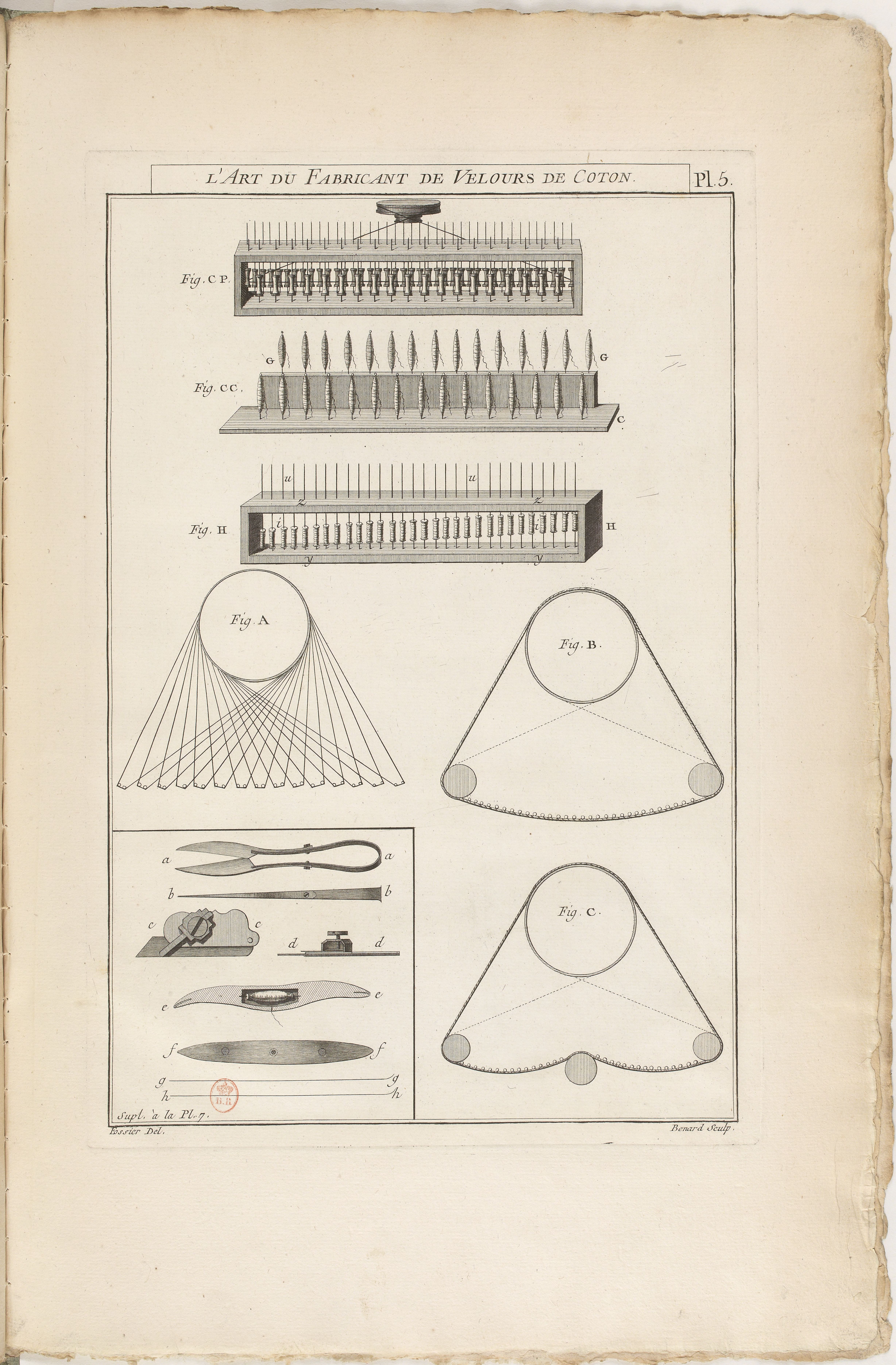
Planche 5
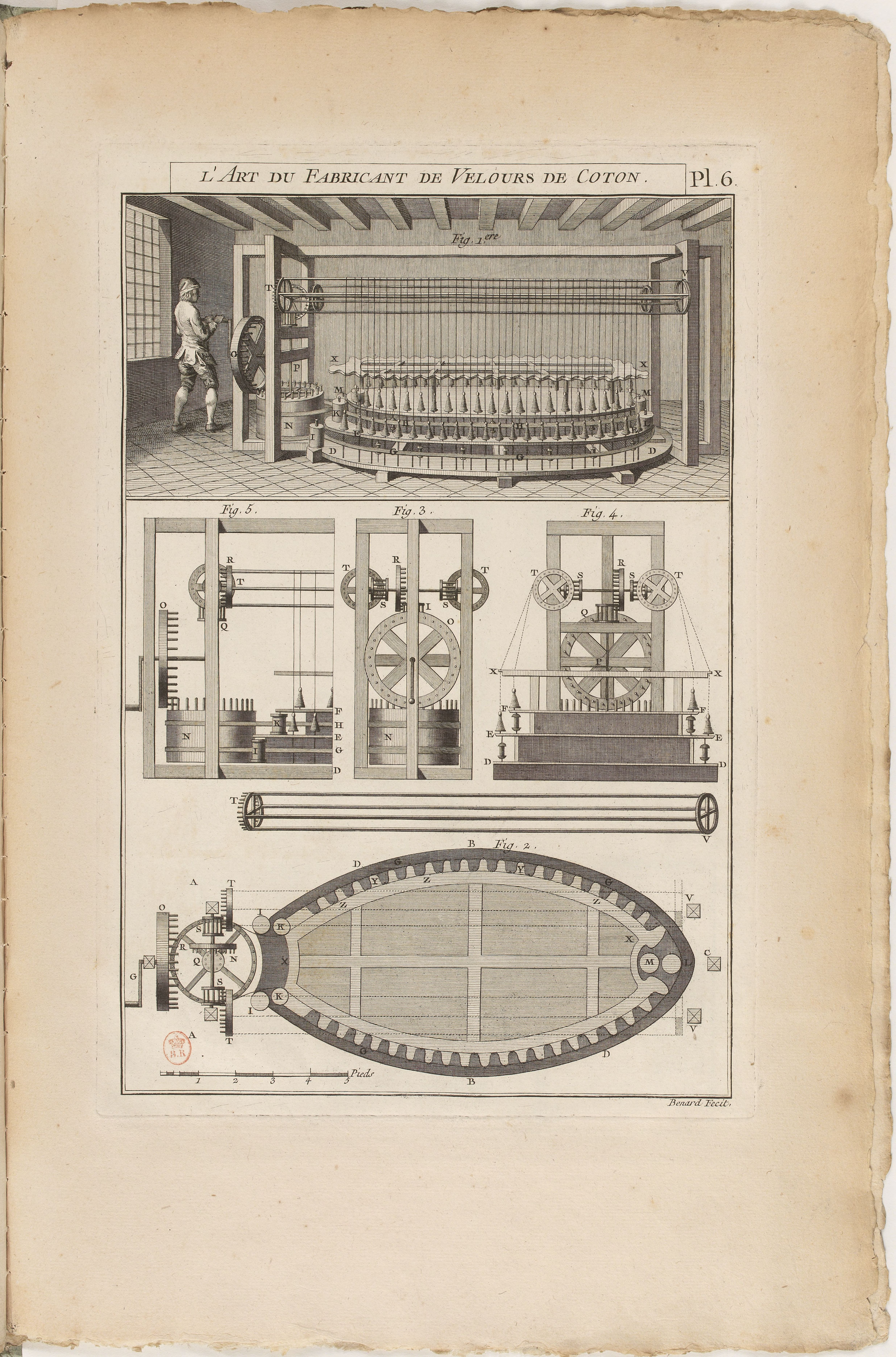
Planche 6
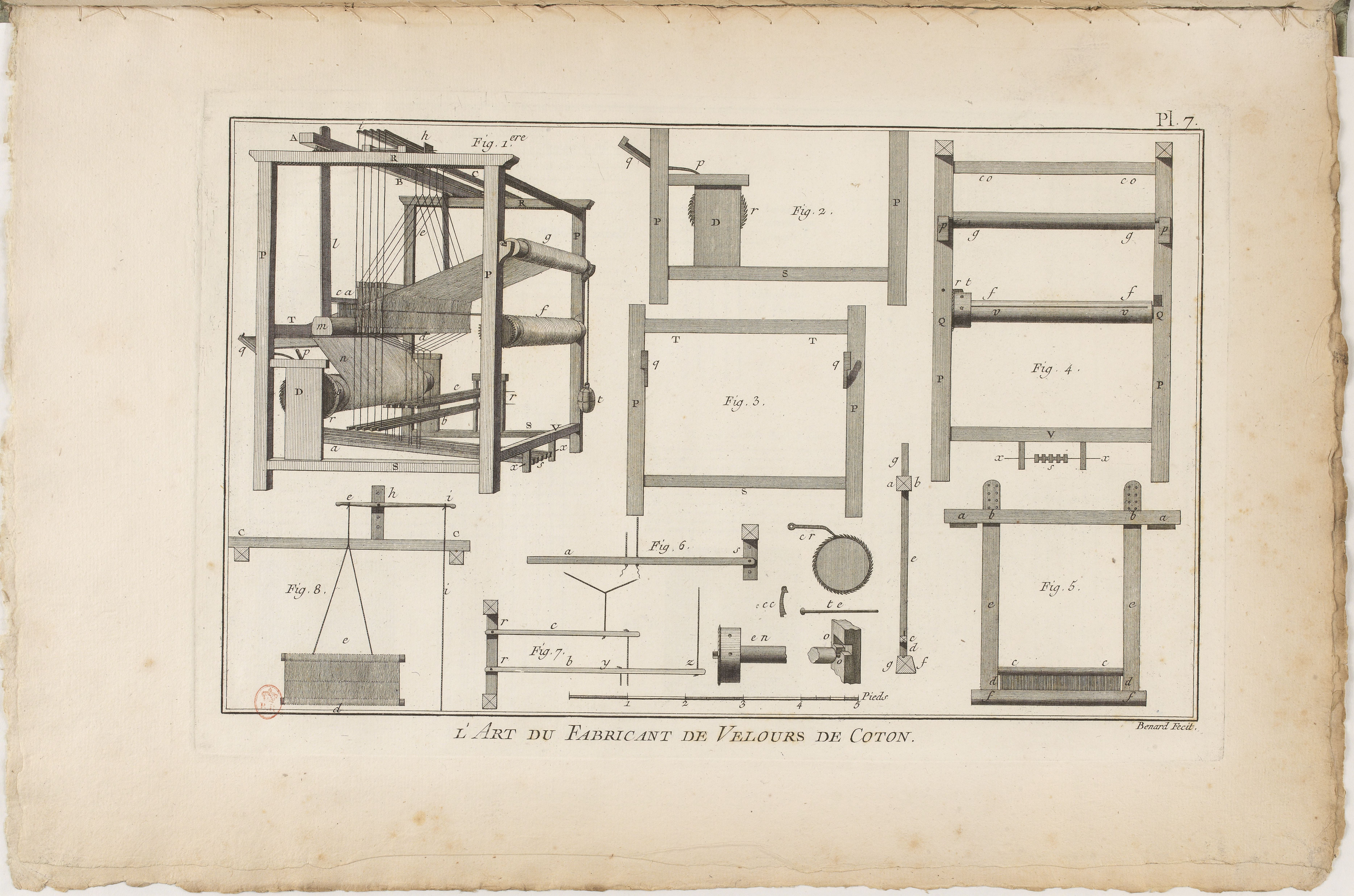
Planche 7
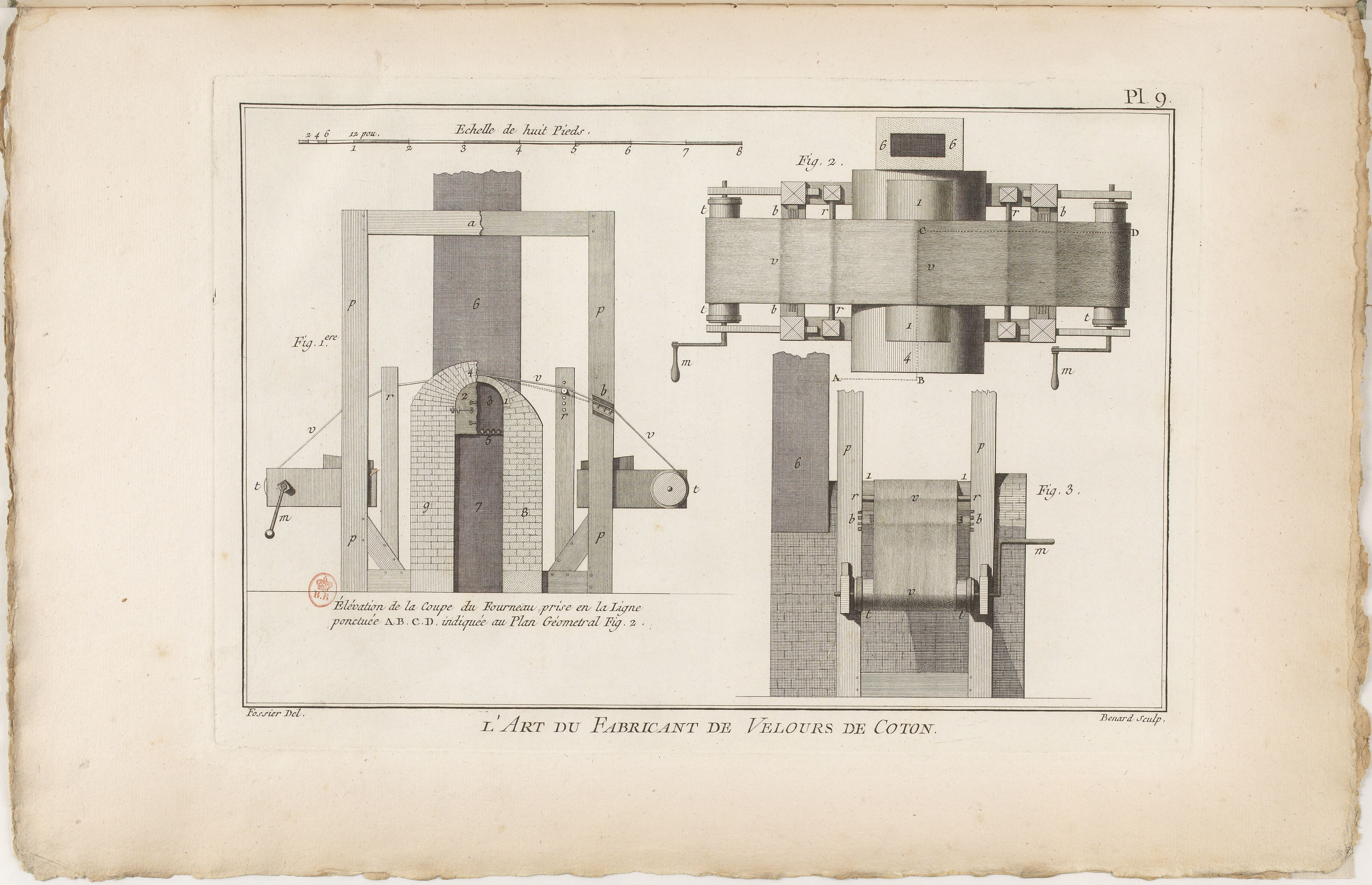
Planche 9
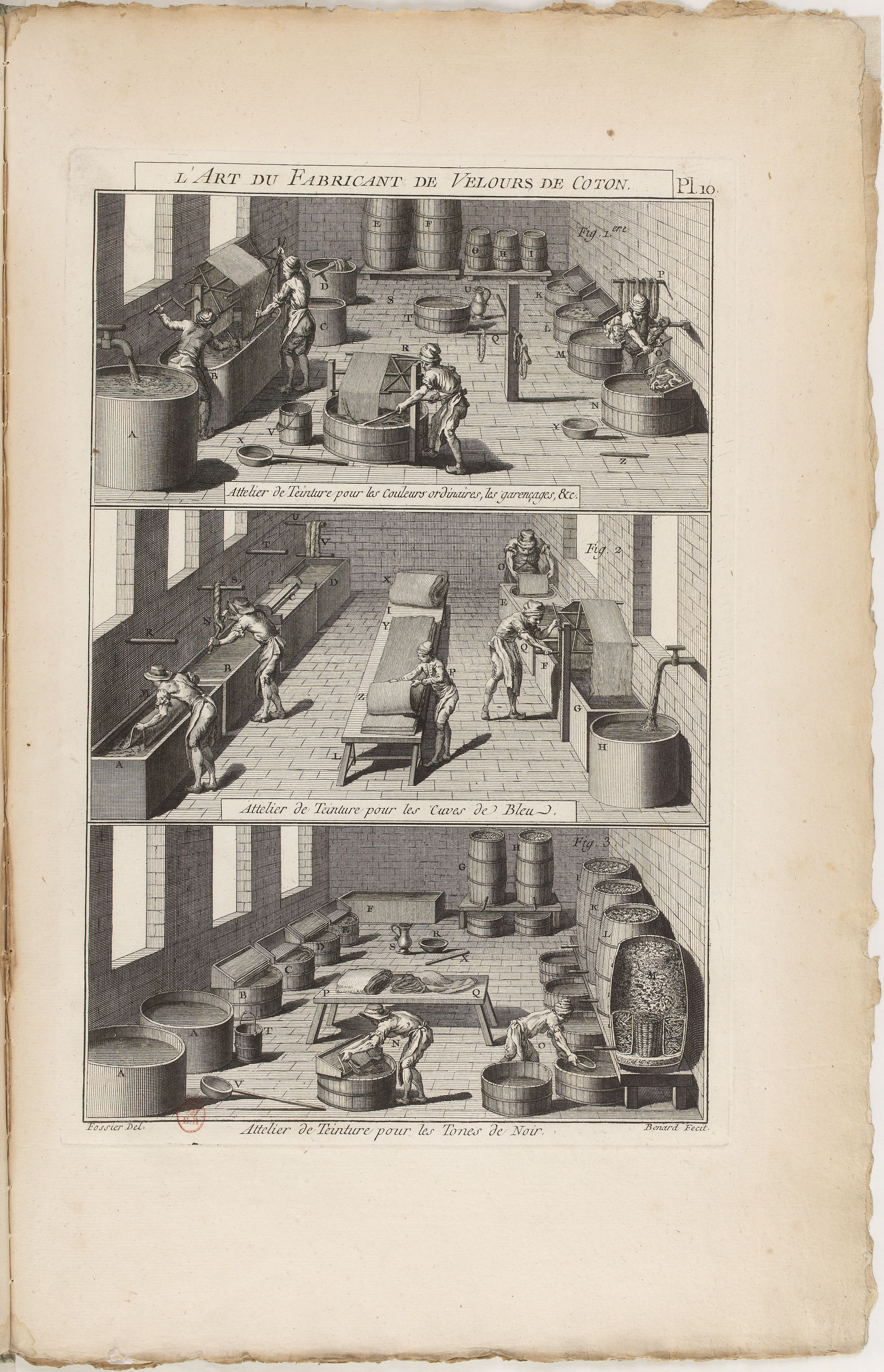
Planche 10
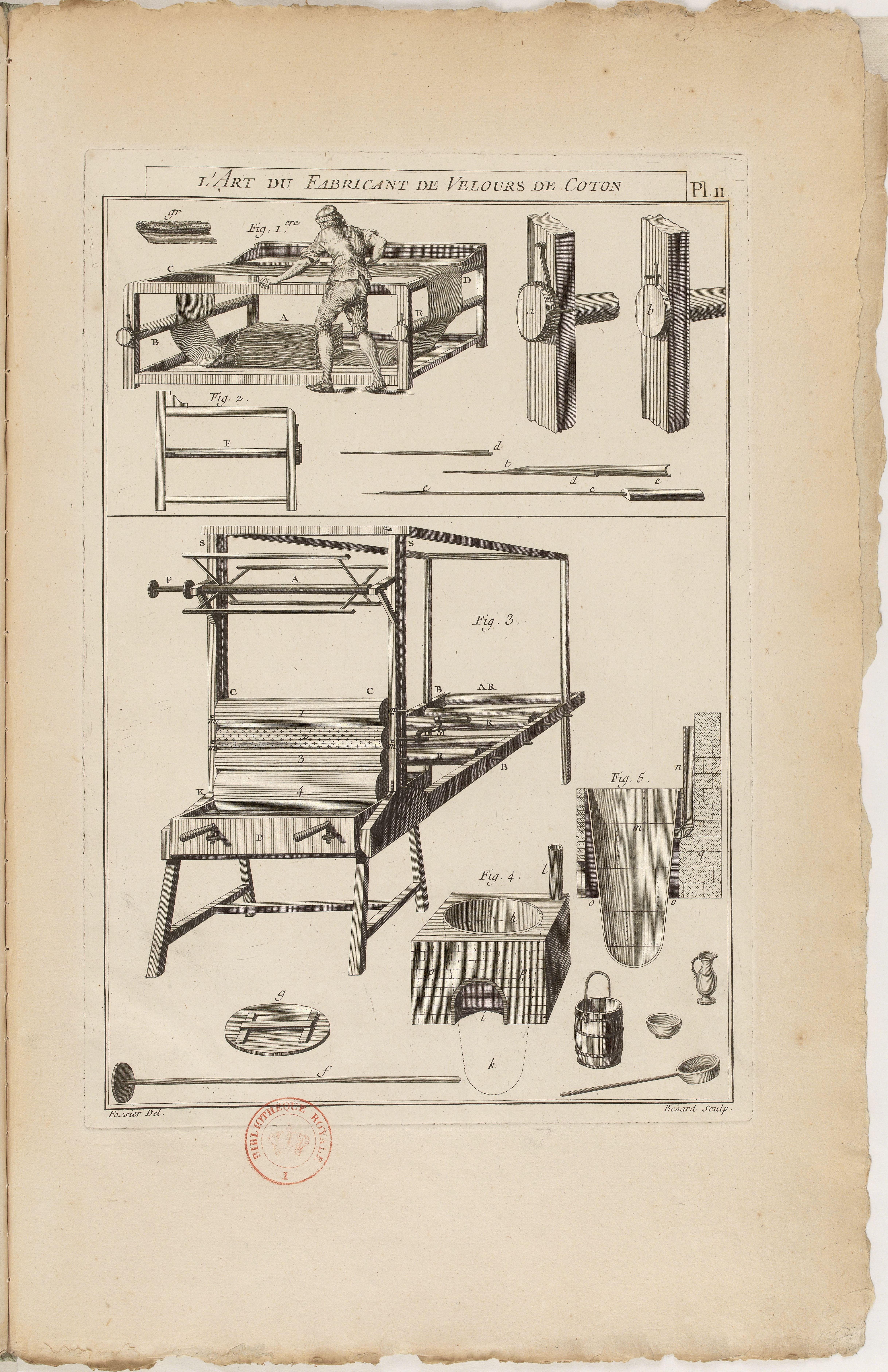
Planche 11

- Jean-Marie Roland de La Platière, L'art du fabricant d'étoffes en laines rases et sèches, unies et croisées, imprimerie de Moutard, Paris, 1780.

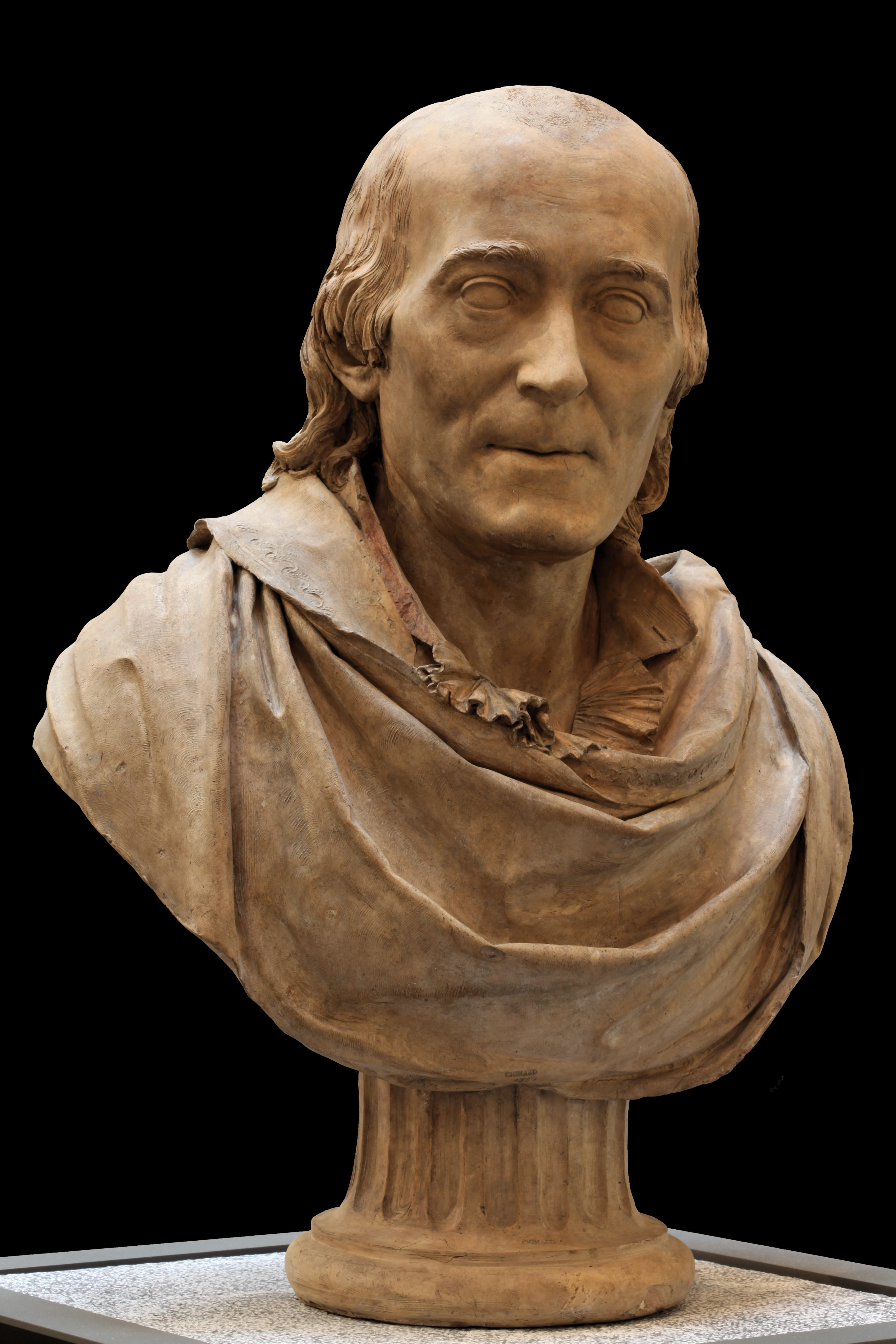
Jean-Marie Roland de La Platière

Planches de Robert Bénard pour L'art du fabricant d'étoffes en laines rases et sèches, unies et croisées, 1780
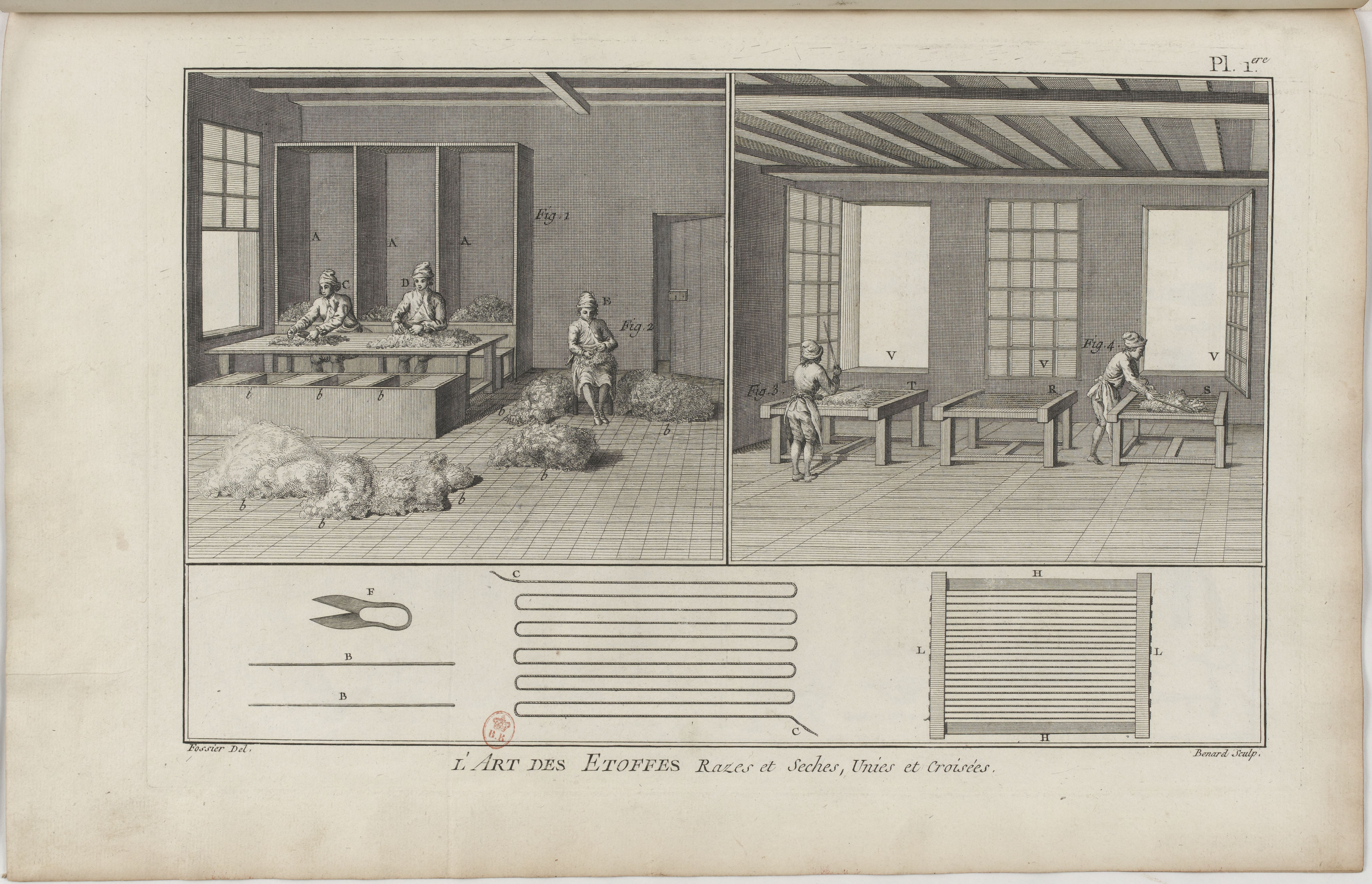
Planche 1
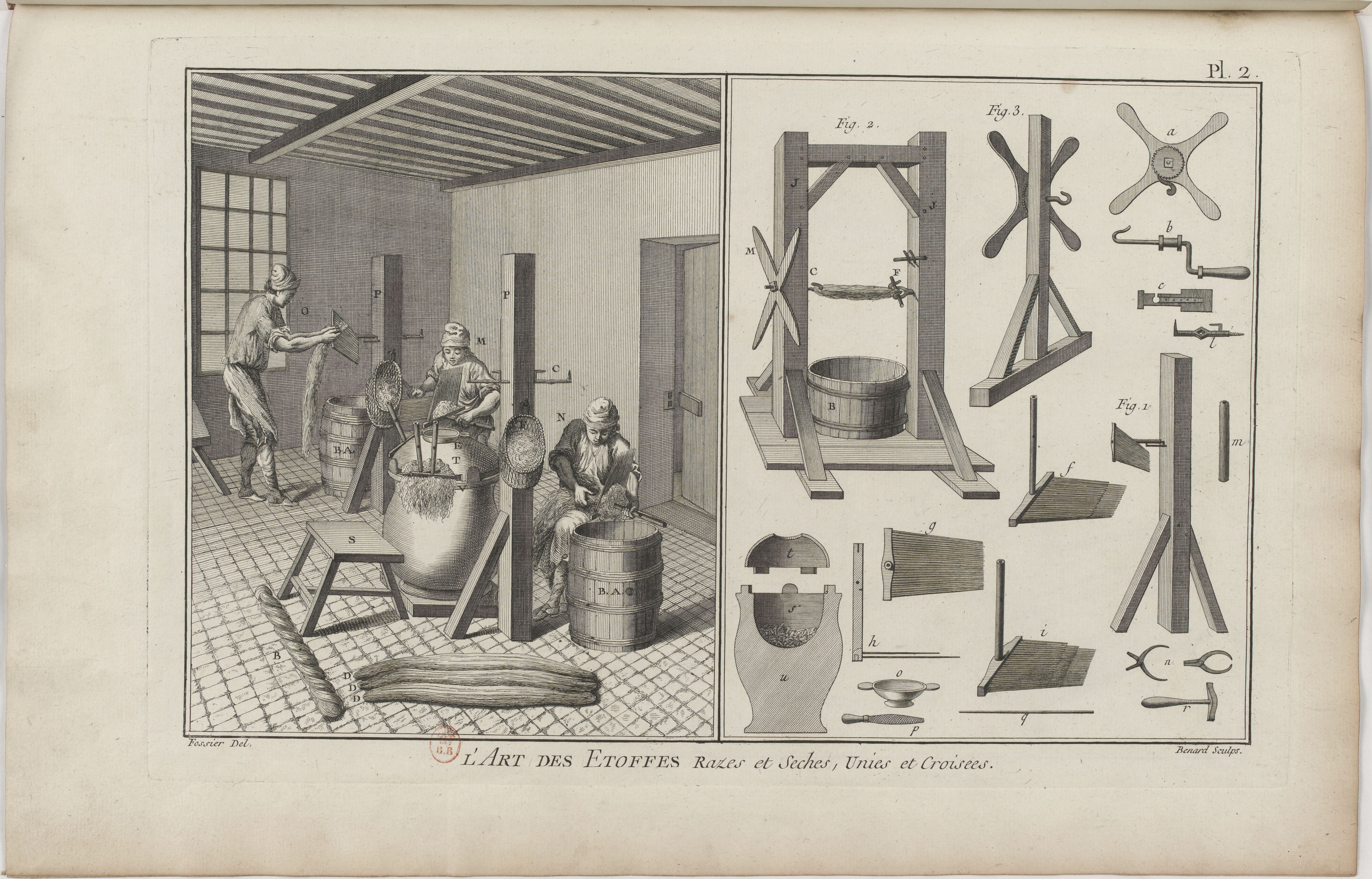
Planche 2
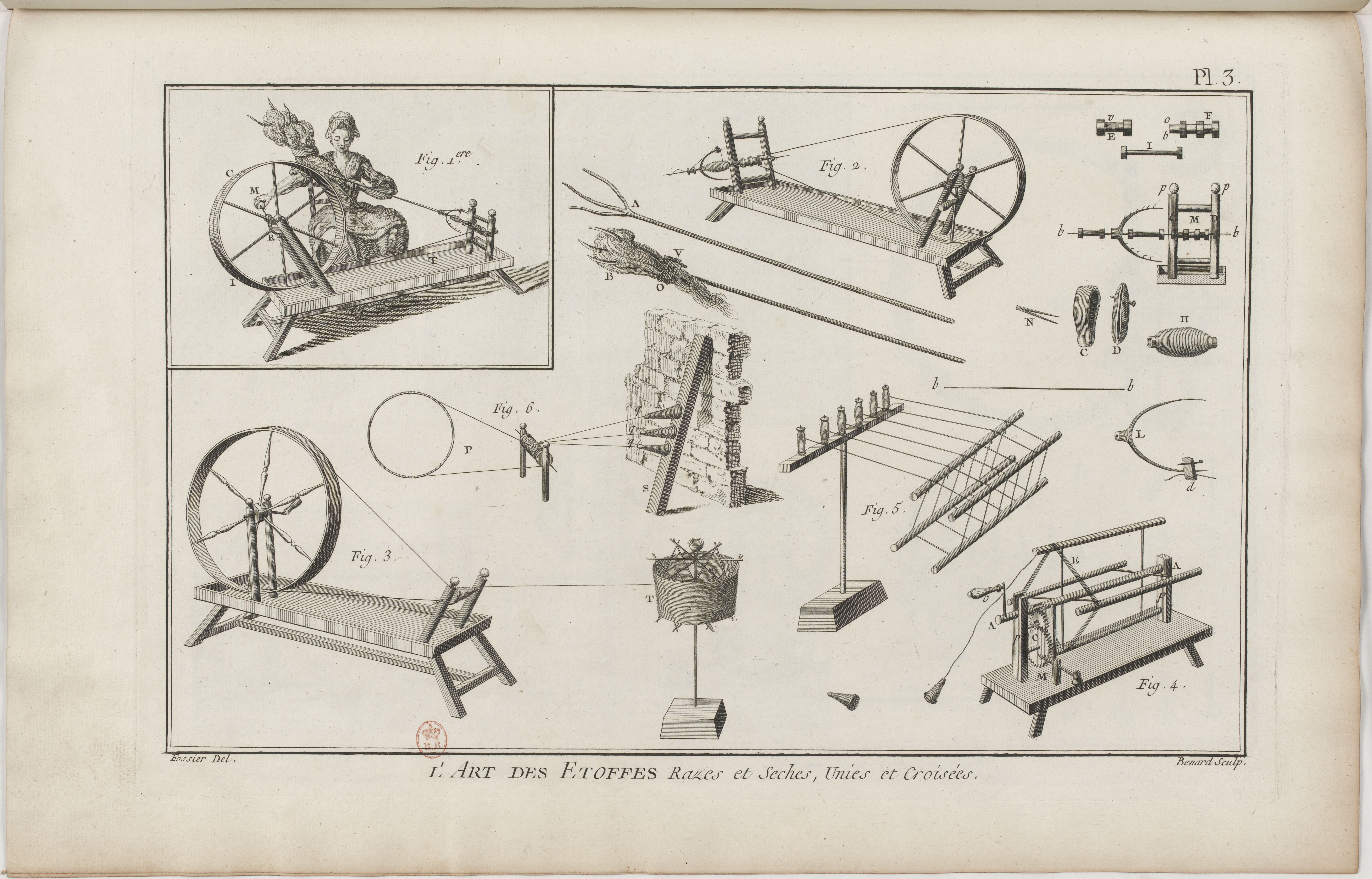
Planche 3
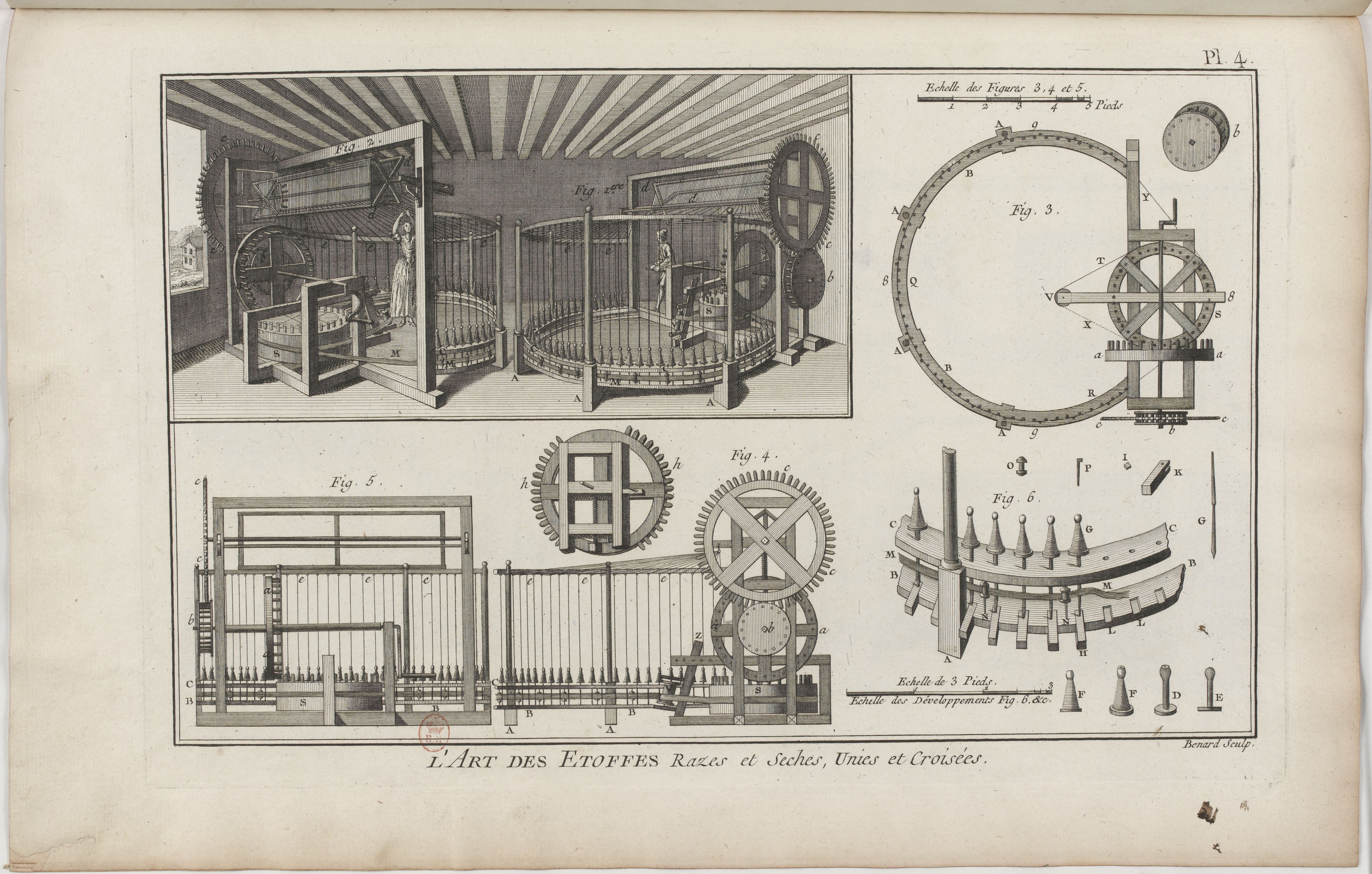
Planche 4
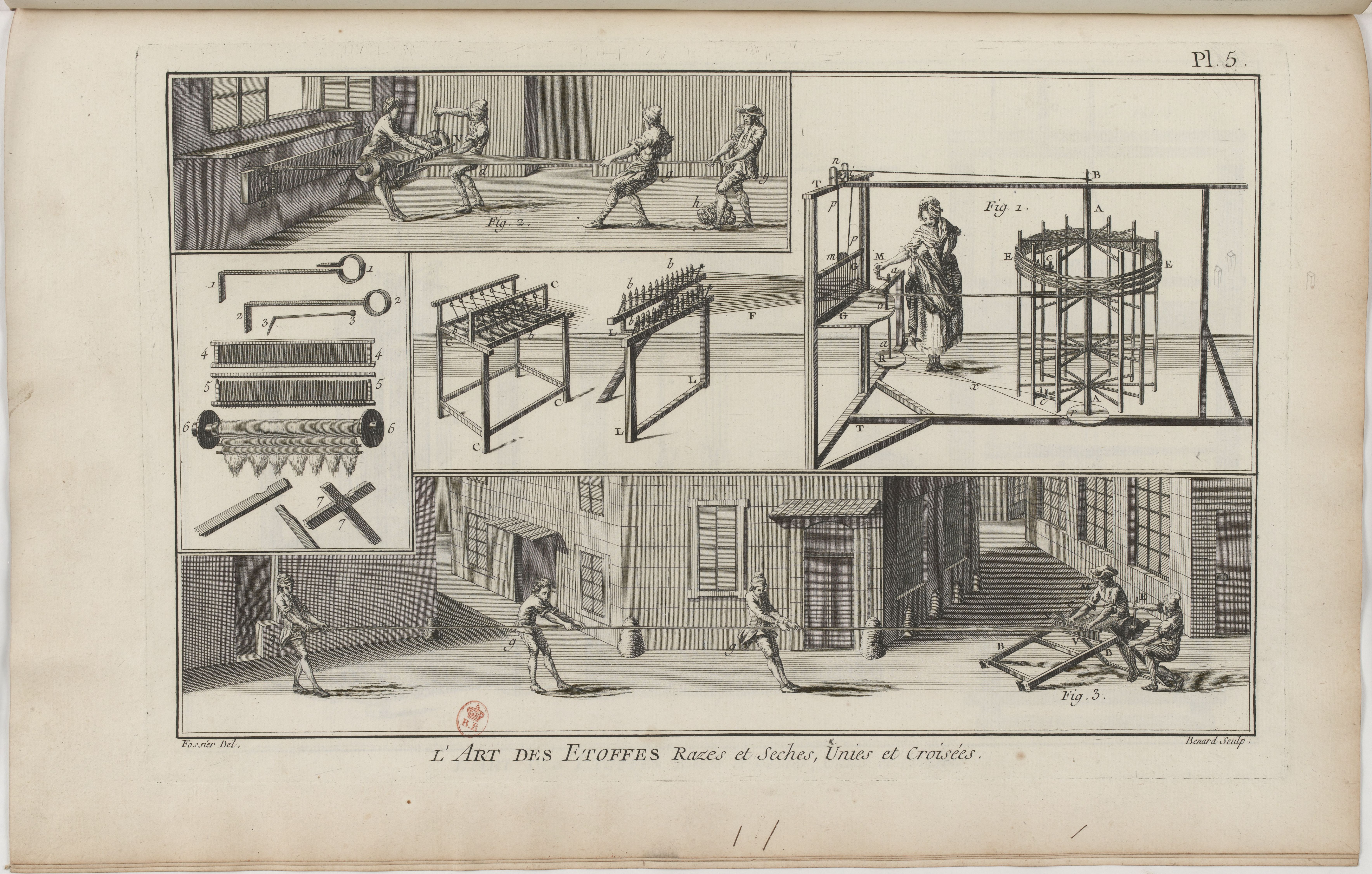
Planche 5

### Voyage autour du monde et vers les deux poles
- François Pagès, Voyage autour du monde et vers les deux poles, par terre et par mer, pendant les années 1767, 1768, 1769, 1770, 1771, 1773, 1774 et 1776, trois tomes, chez Moutard, imprimeur-libraire à Paris, 1782.

### Troisième voyage de Cook
- Troisième voyage de Cook, ou voyage à l'Océan Pacifique ordonné par le Roi d'Angleterre, Hôtel de Thou, Paris, 1785.

Gravures de Robert Bénard pour le Troisième voyage de Cook, ou voyage à l'Océan Pacifique ordonné par le Roi d'Angleterre, 1785
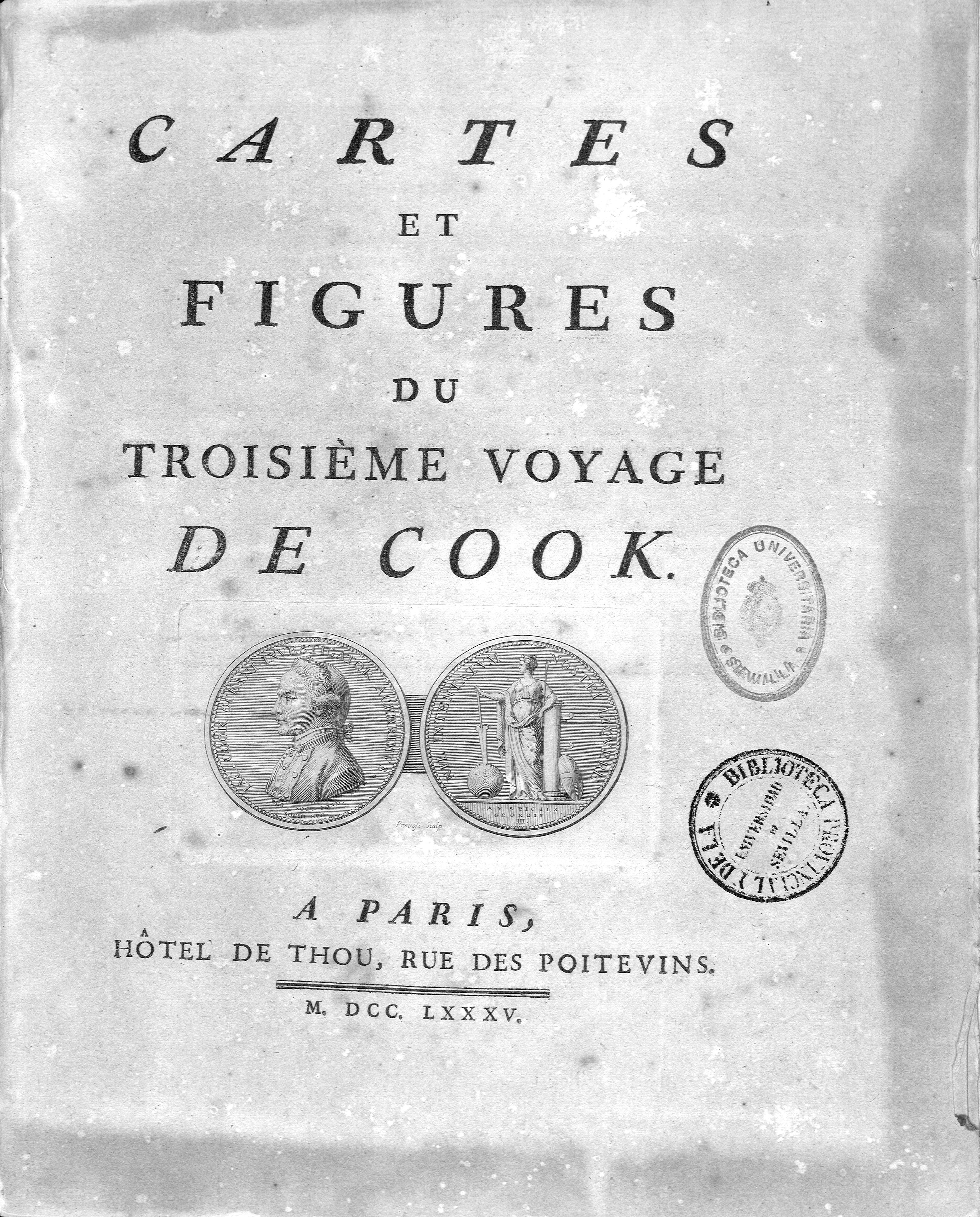
page de titre
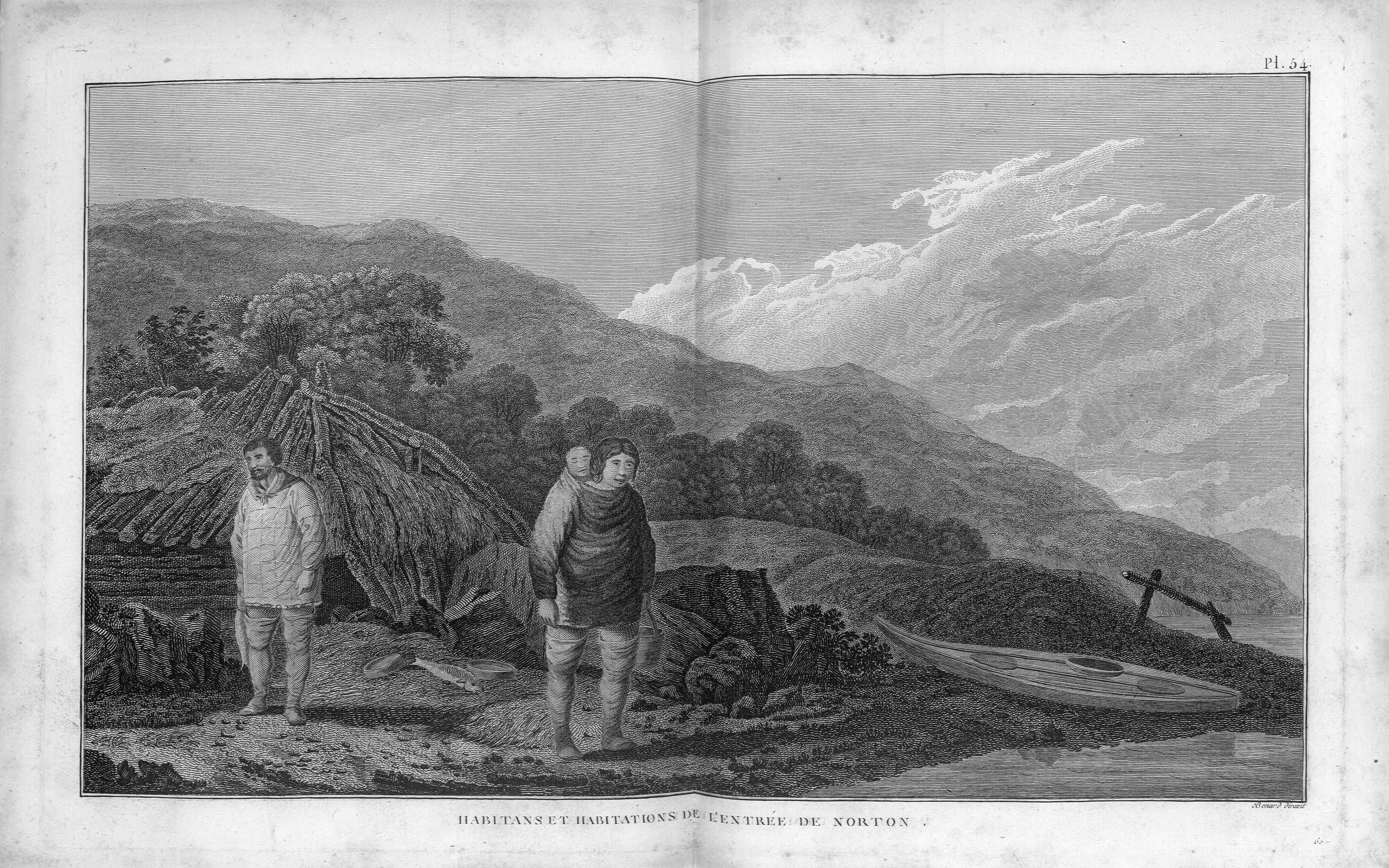
Habitants et habitations de l'entrée de Norton
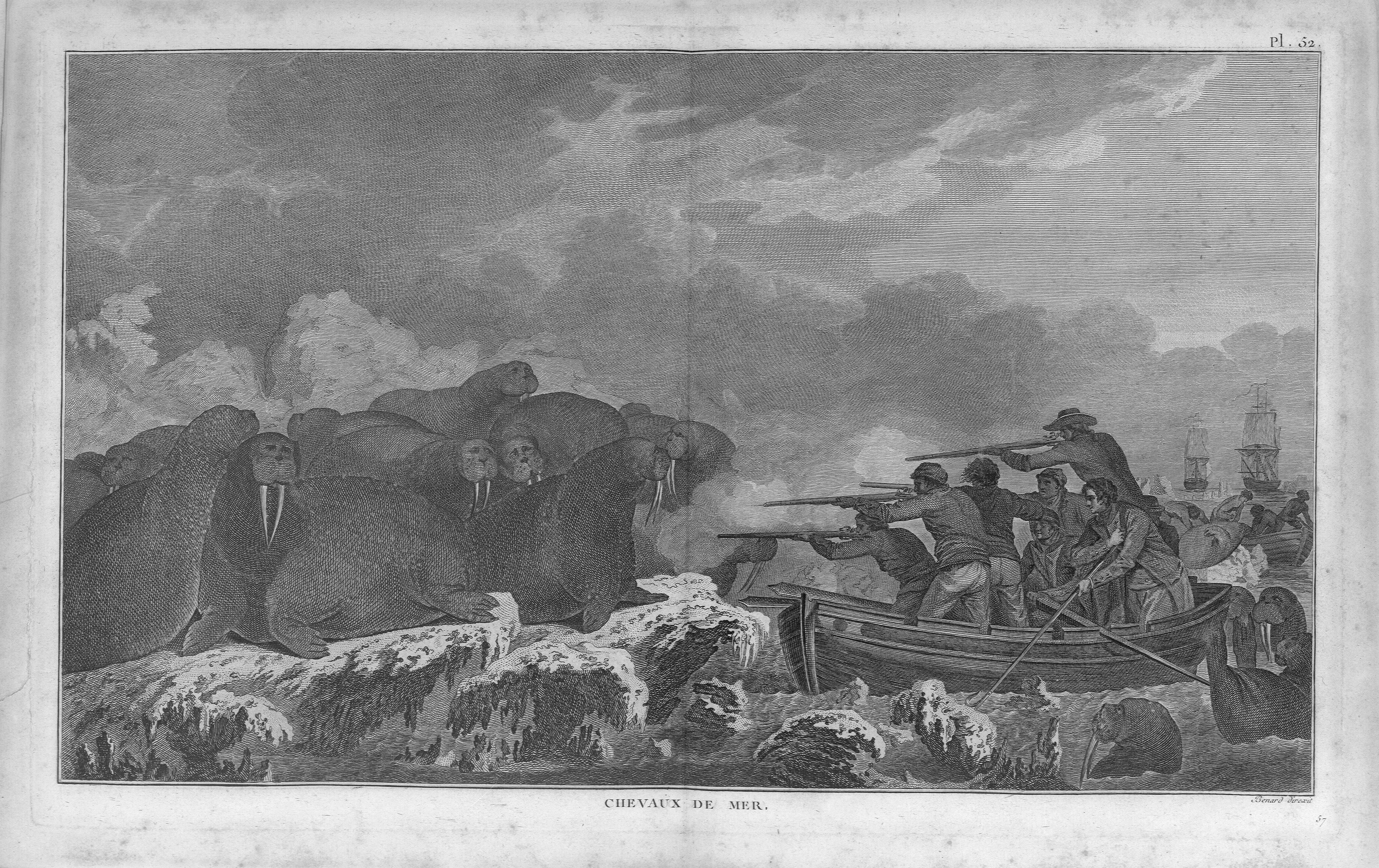
Chevaux de mer
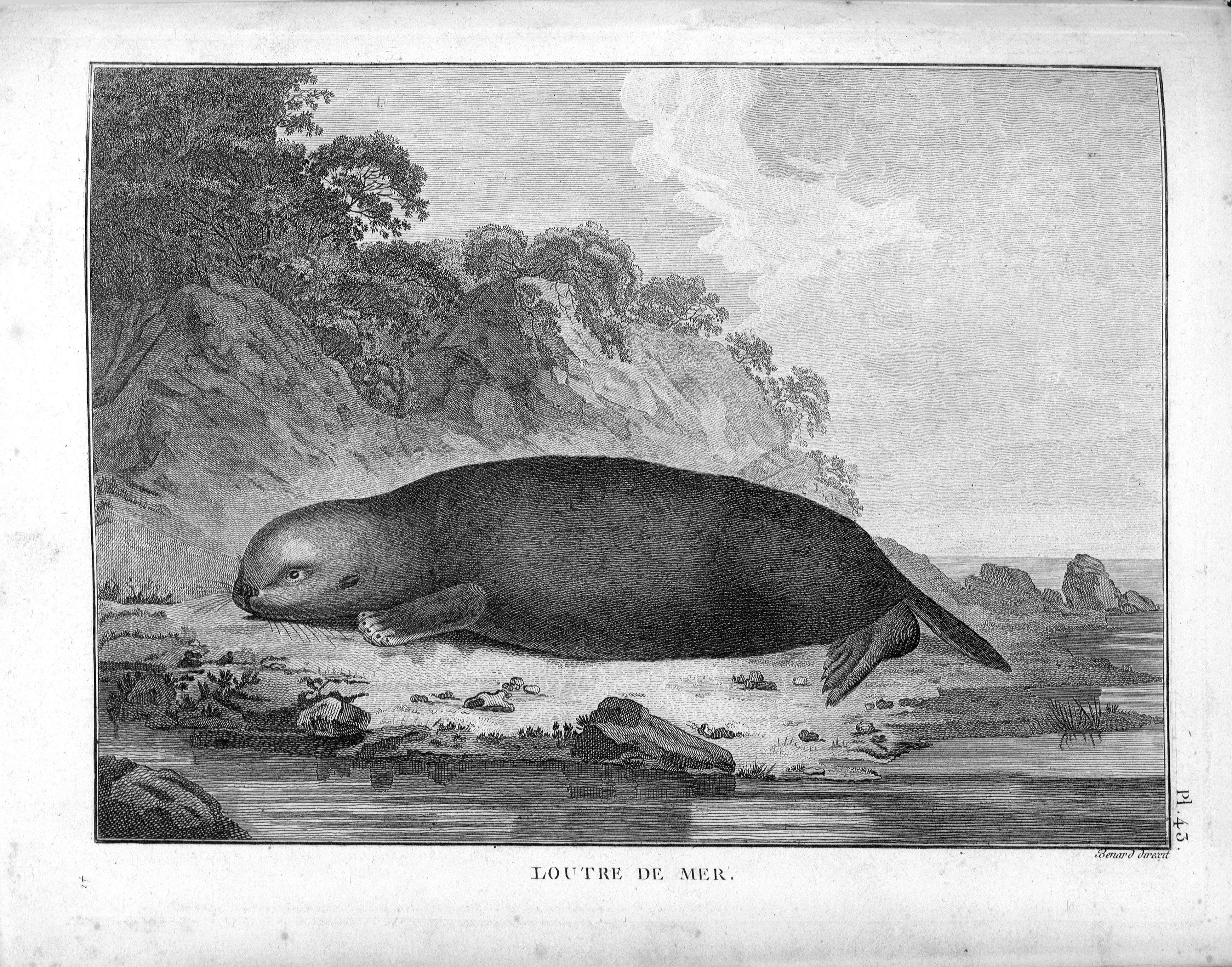
Loutre de mer
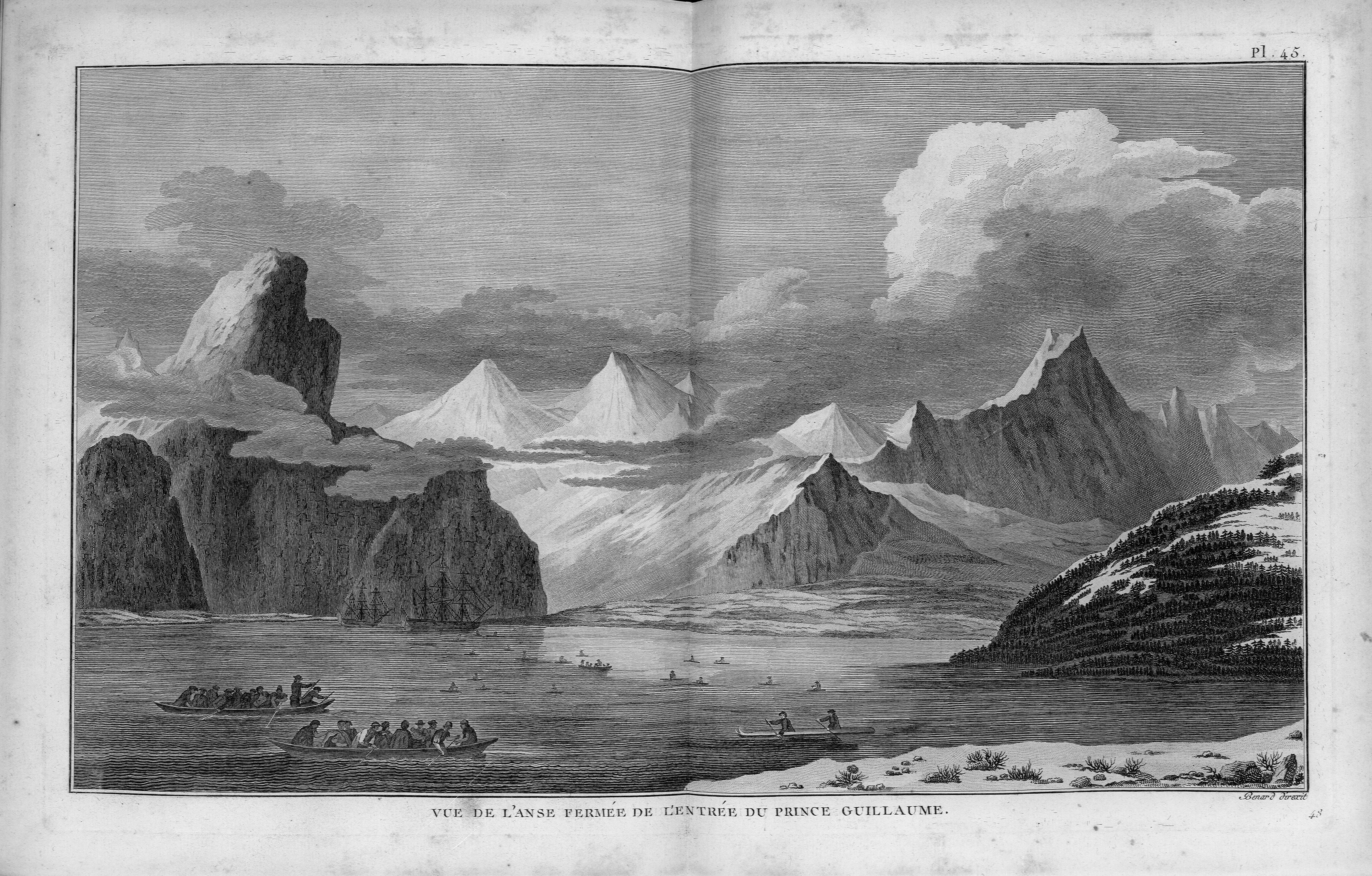
Vue de l'anse fermée de l'entrée du Prince Guillaume
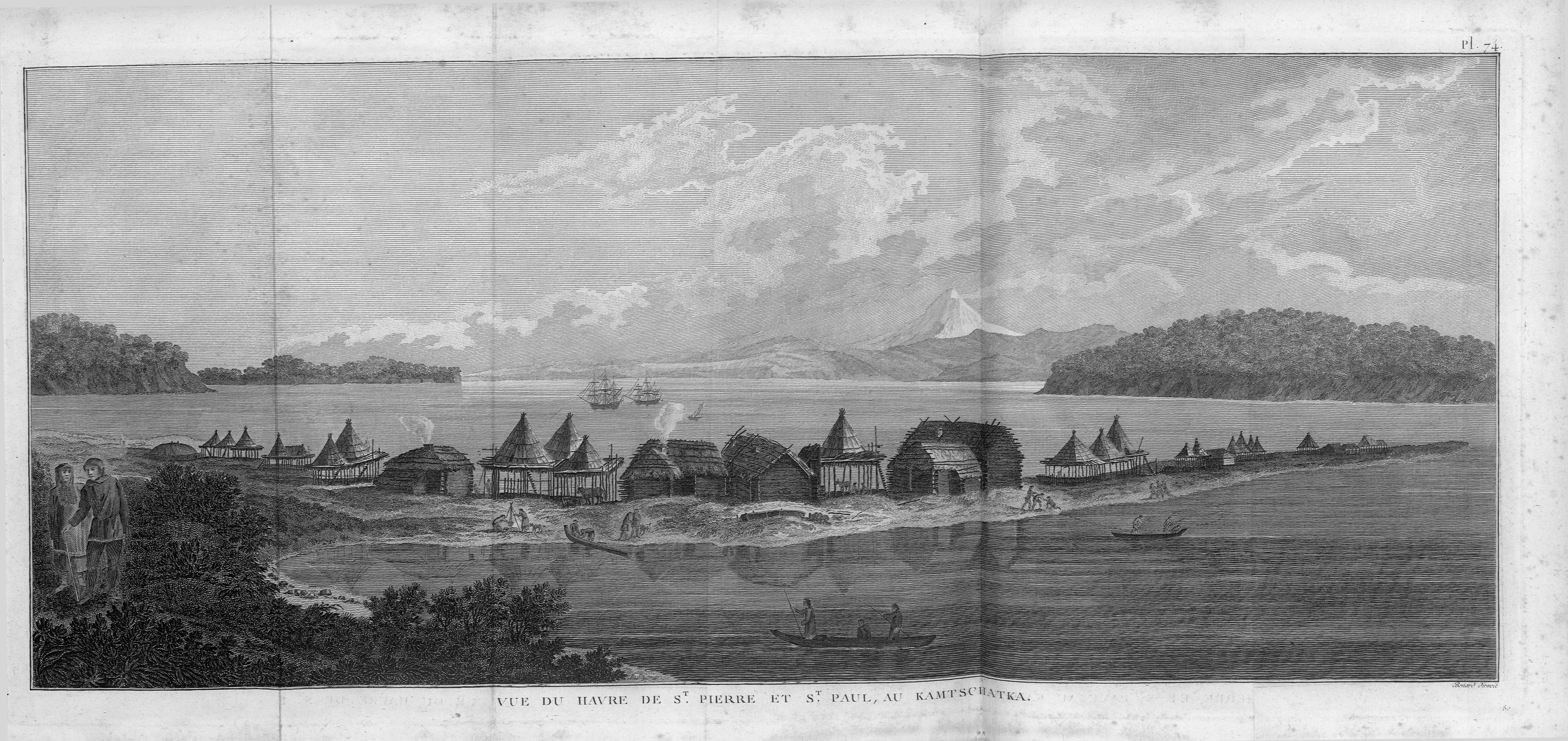
Vue du havre de St. Pierre et St. Paul au Kamtchatka
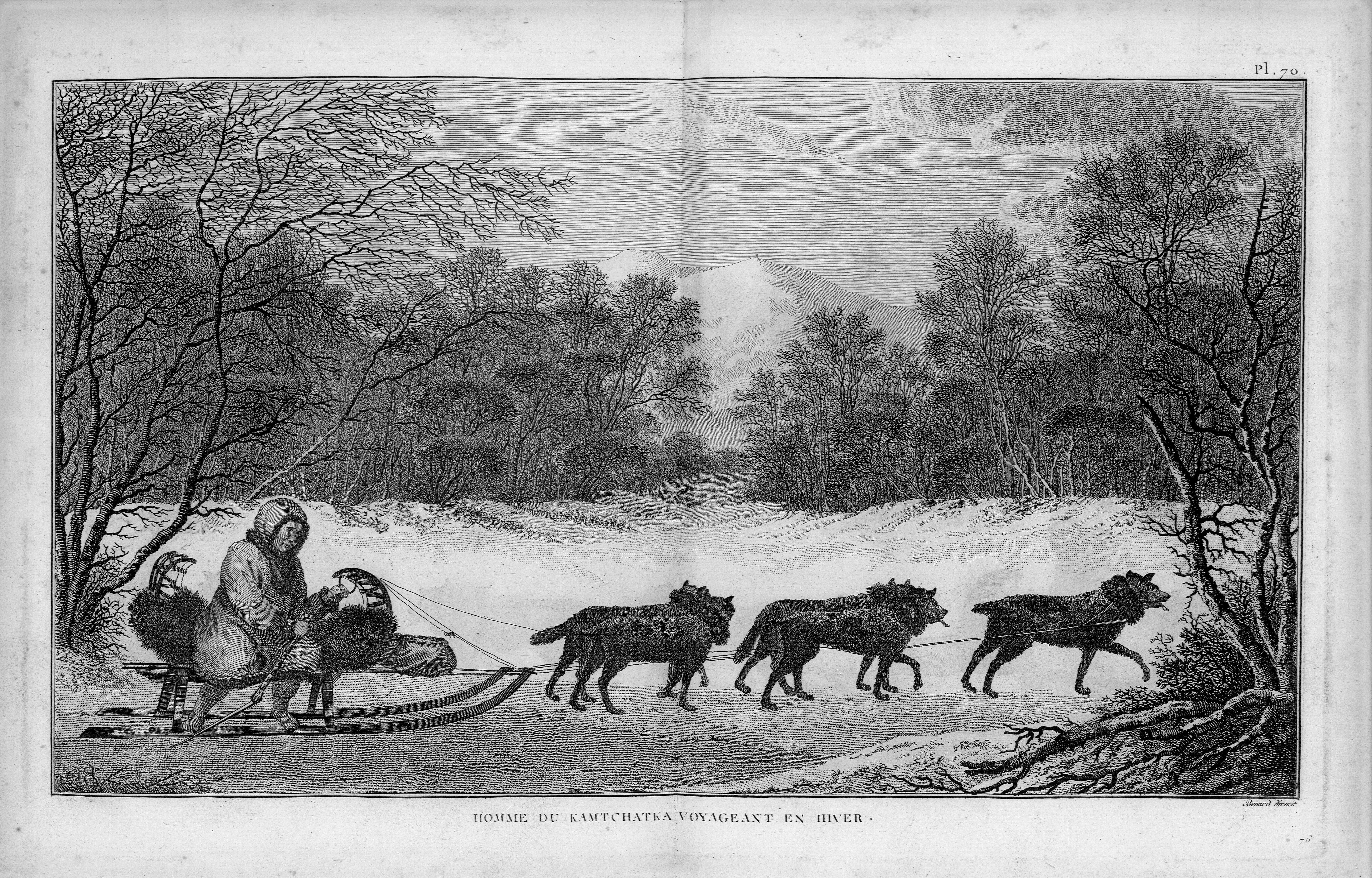
Homme du Kamtchatka voyageant en hiver
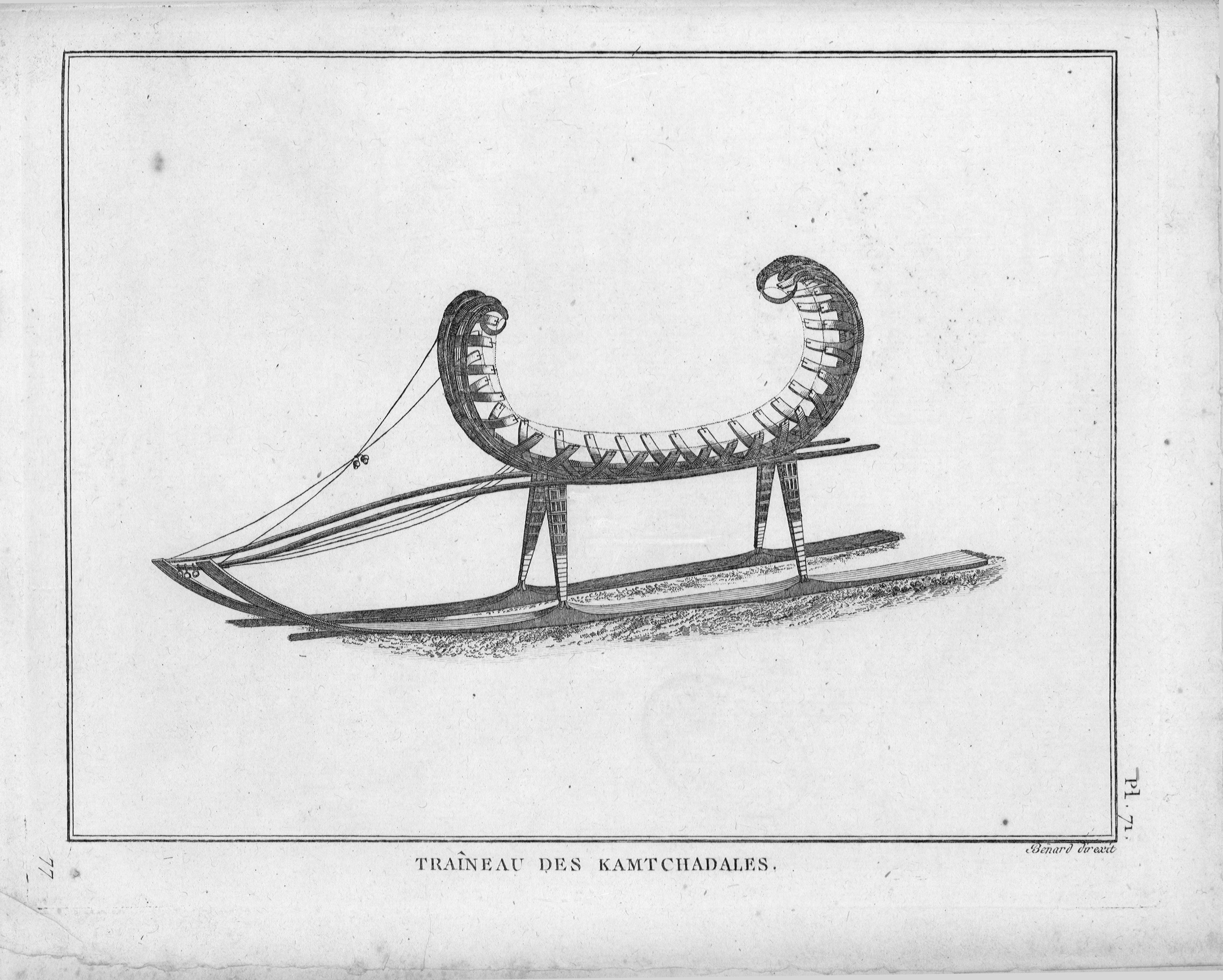
Traîneau des Kamtchadales
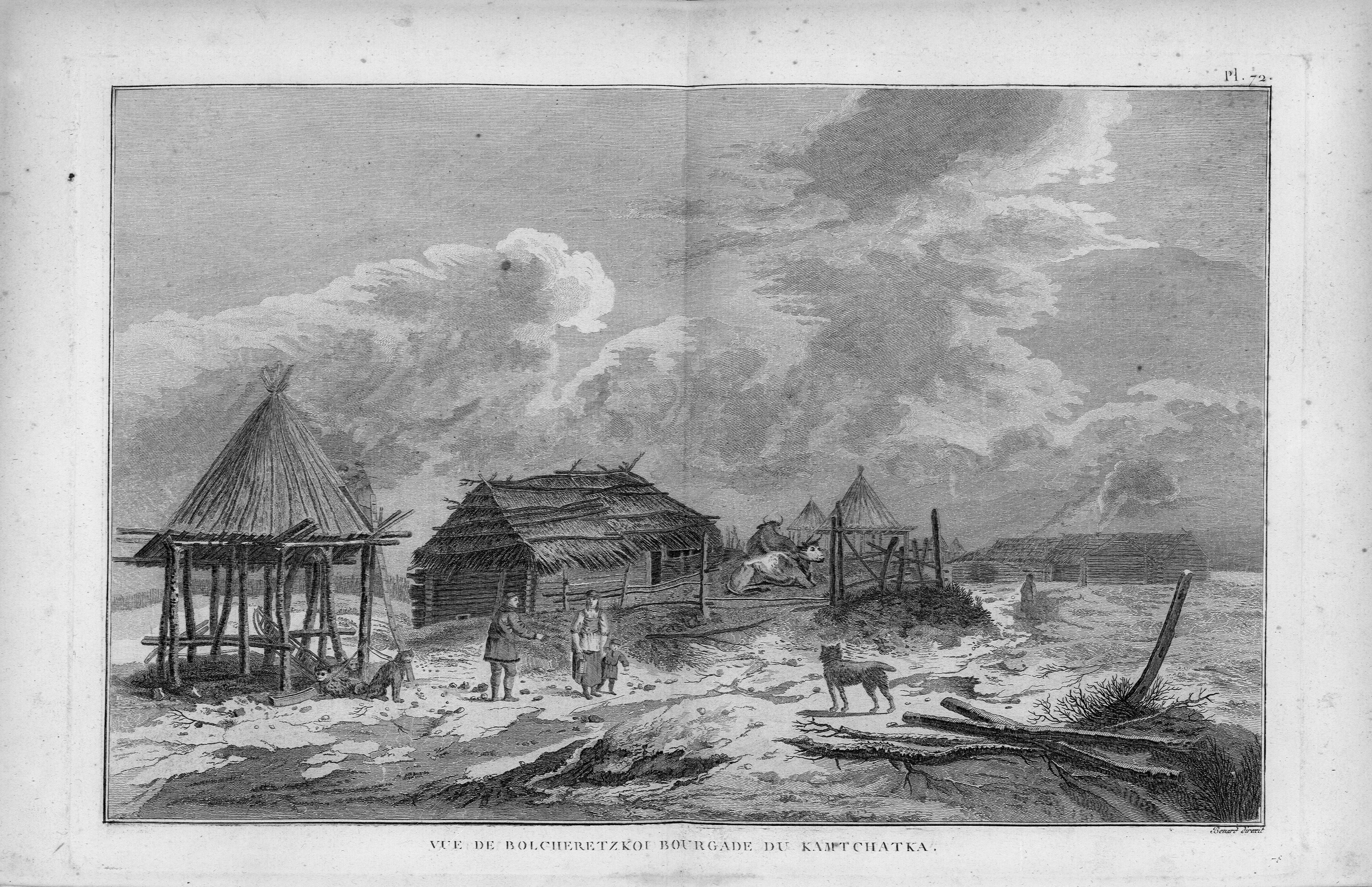
Vue de Bolcheretzkoi, bourgade du Kamtchatka
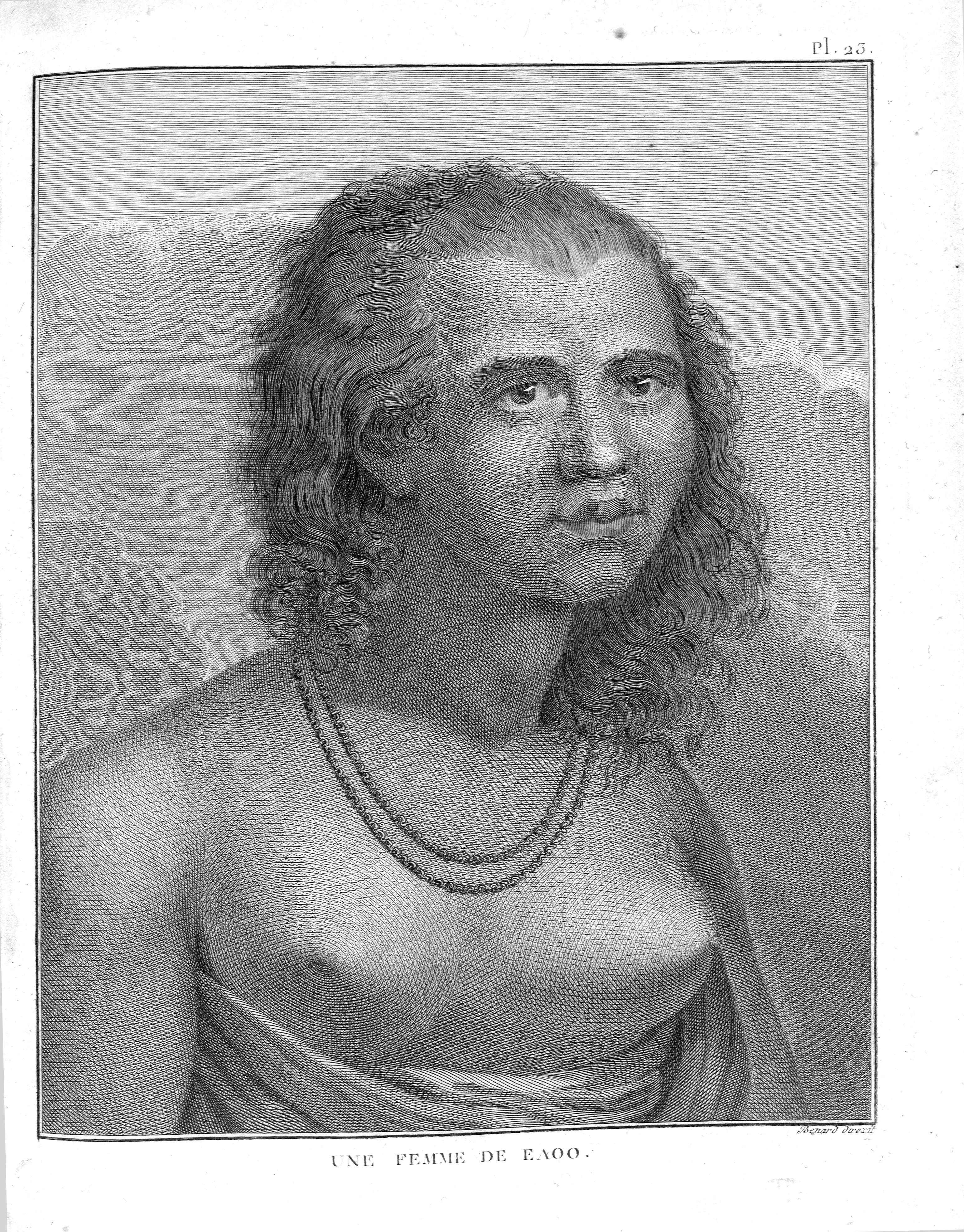
Femme d'Eaoo
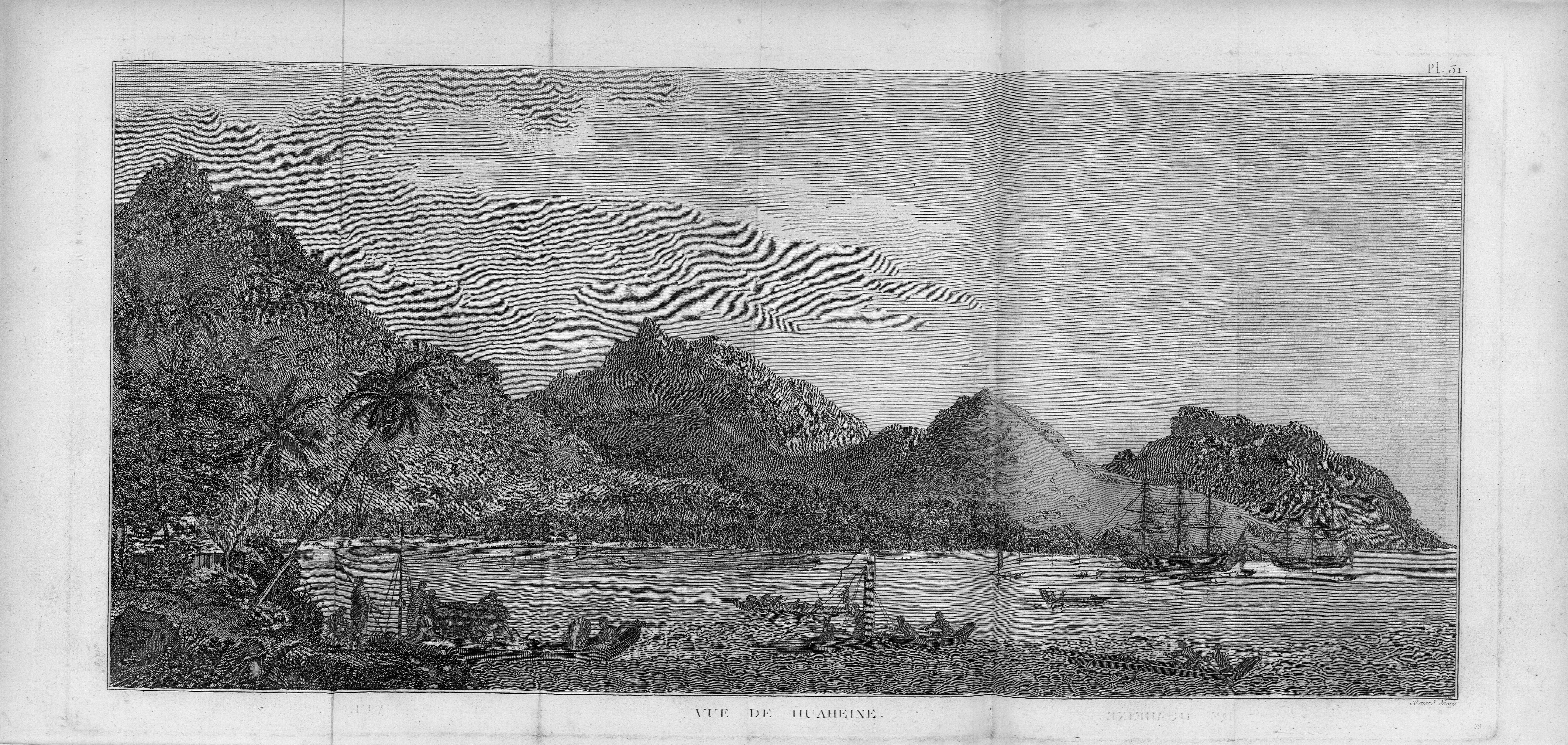
Vue de Huaheine
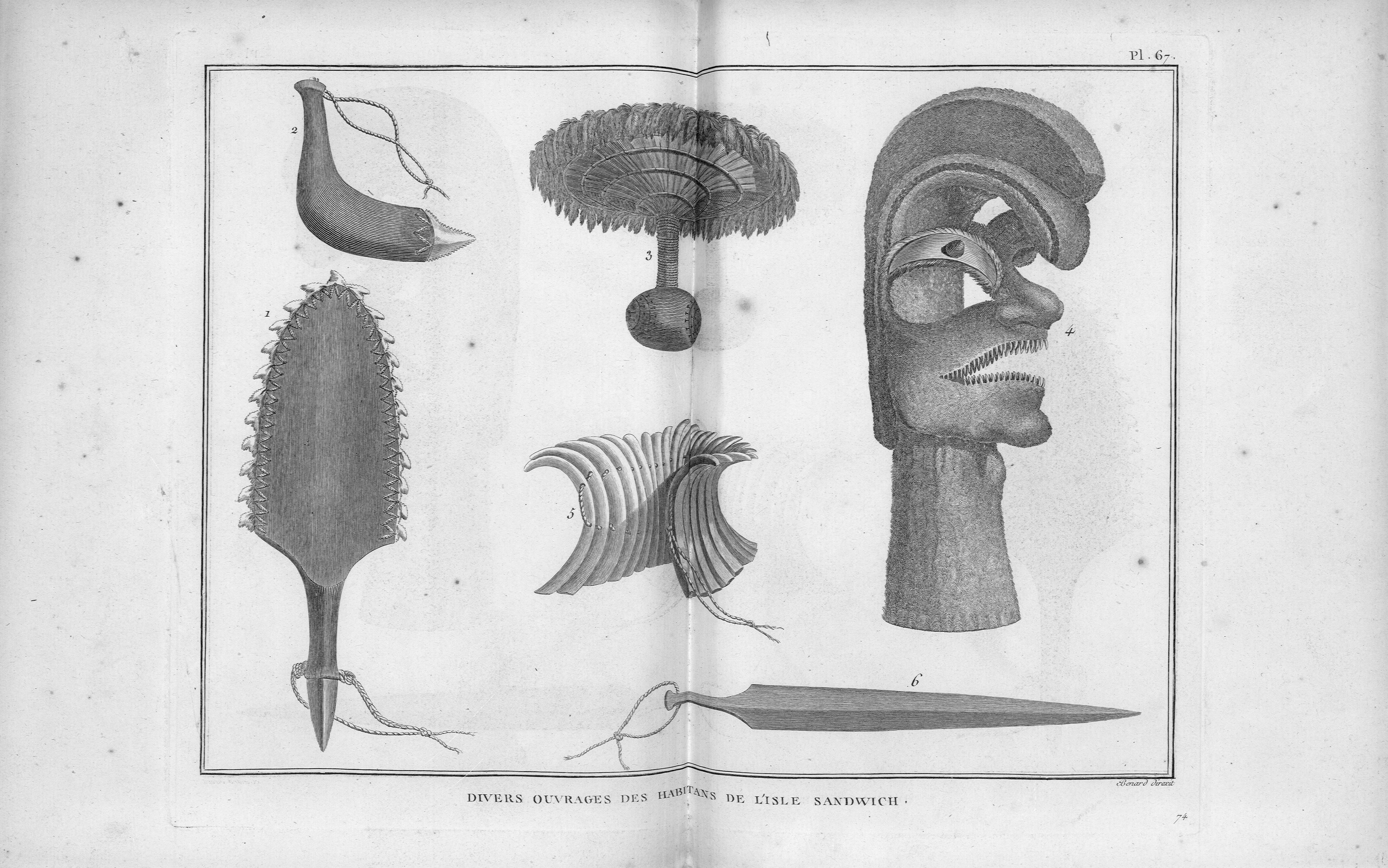
Ouvrages des habitants de l'île Sandwich
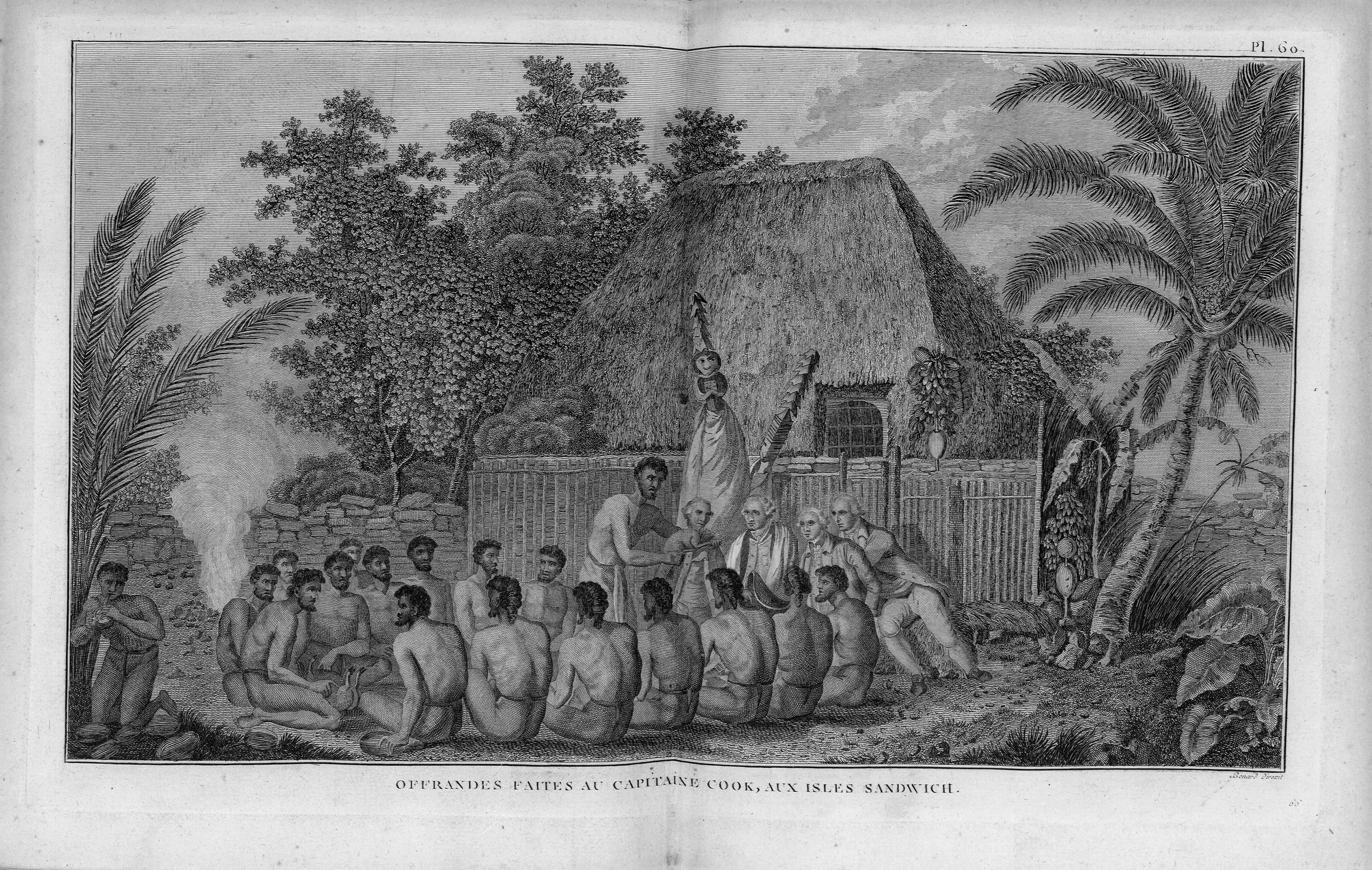
Offrandes faites au Capitaine Cook aux îles Sandwich
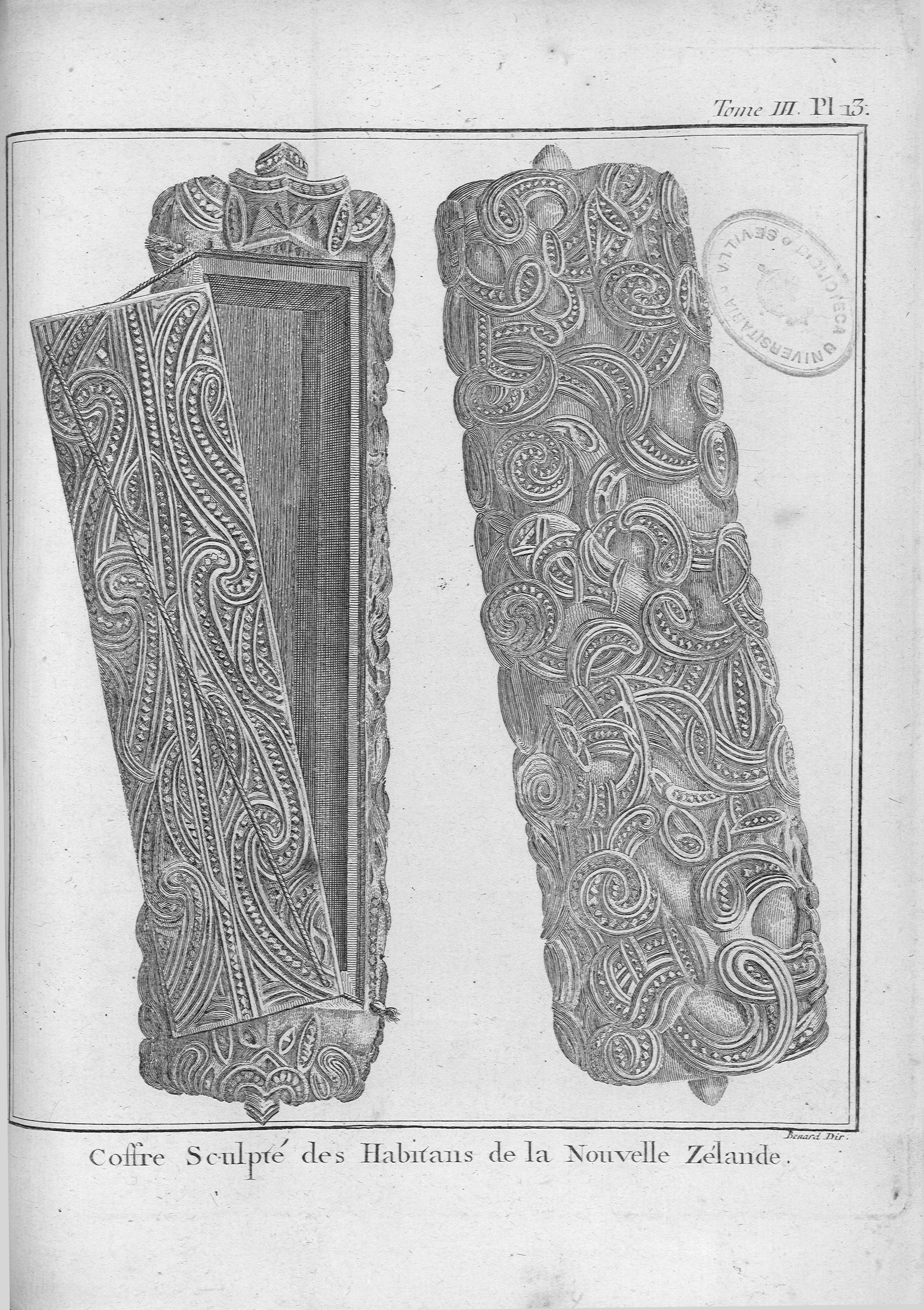
Coffre sculpté, Nouvelle Zélande
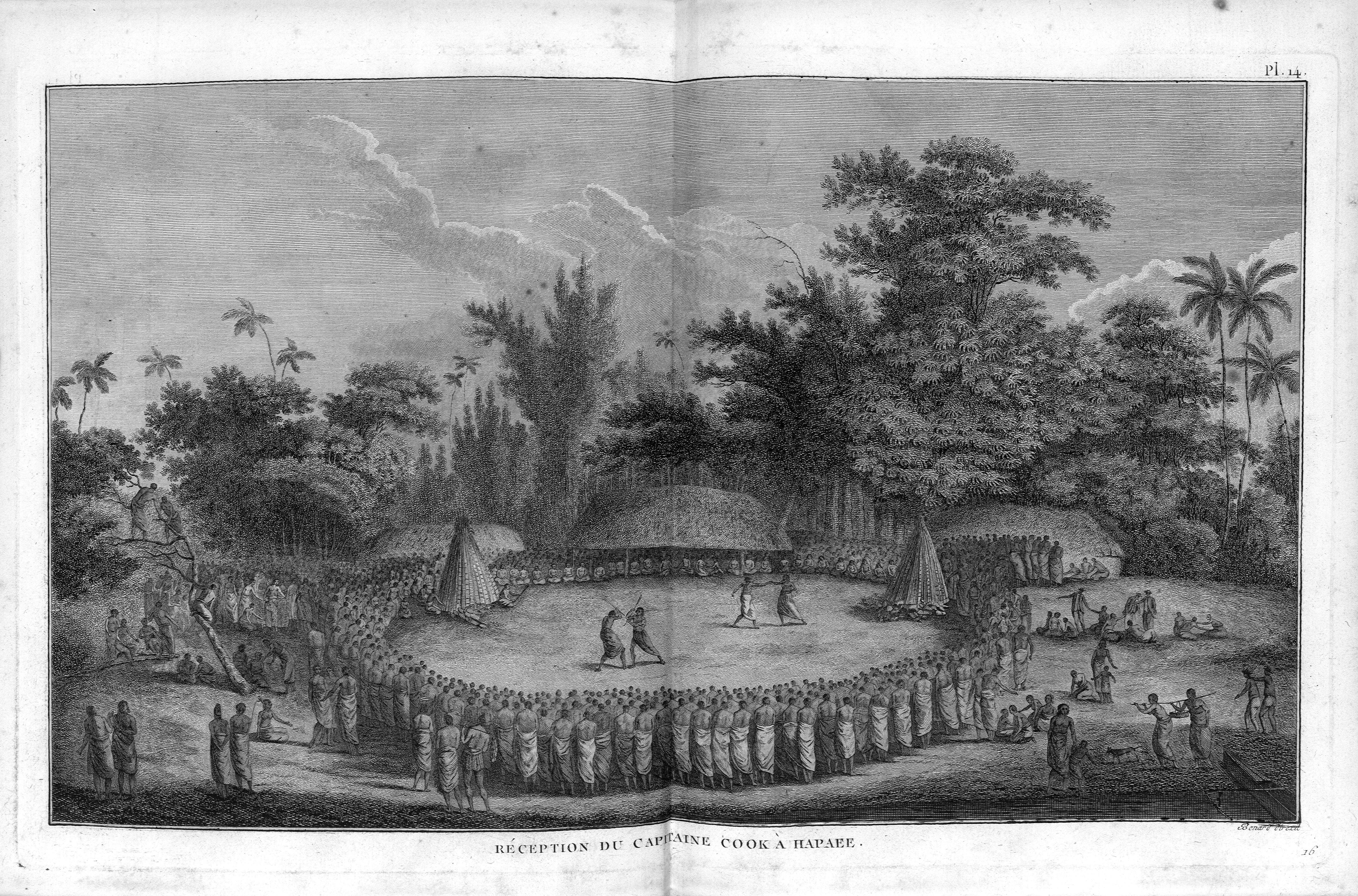
Réception du Capitaine Cook à Hapaee
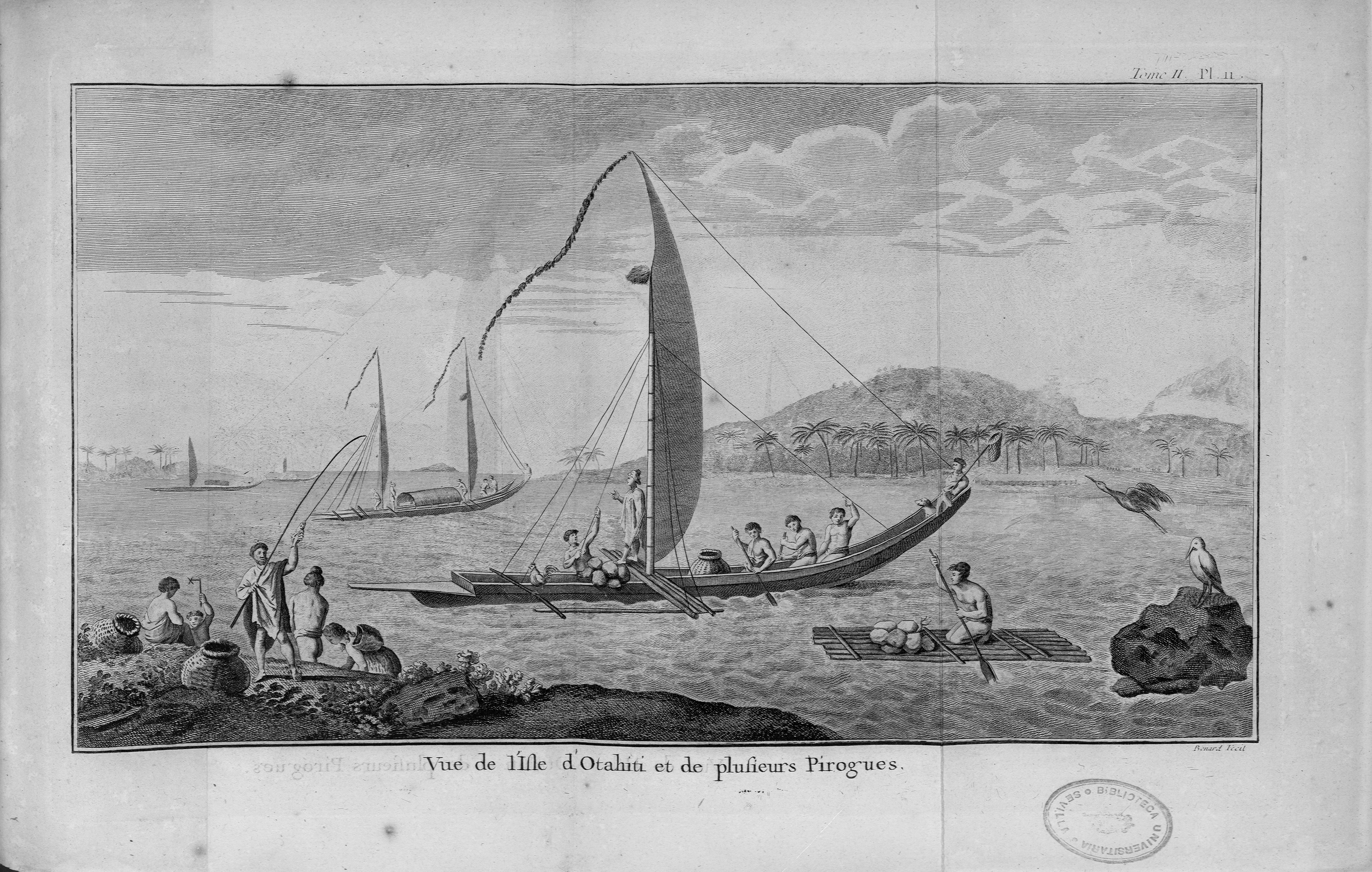
Vue de l'île d'O-Tahiti et de plusieurs pirogues
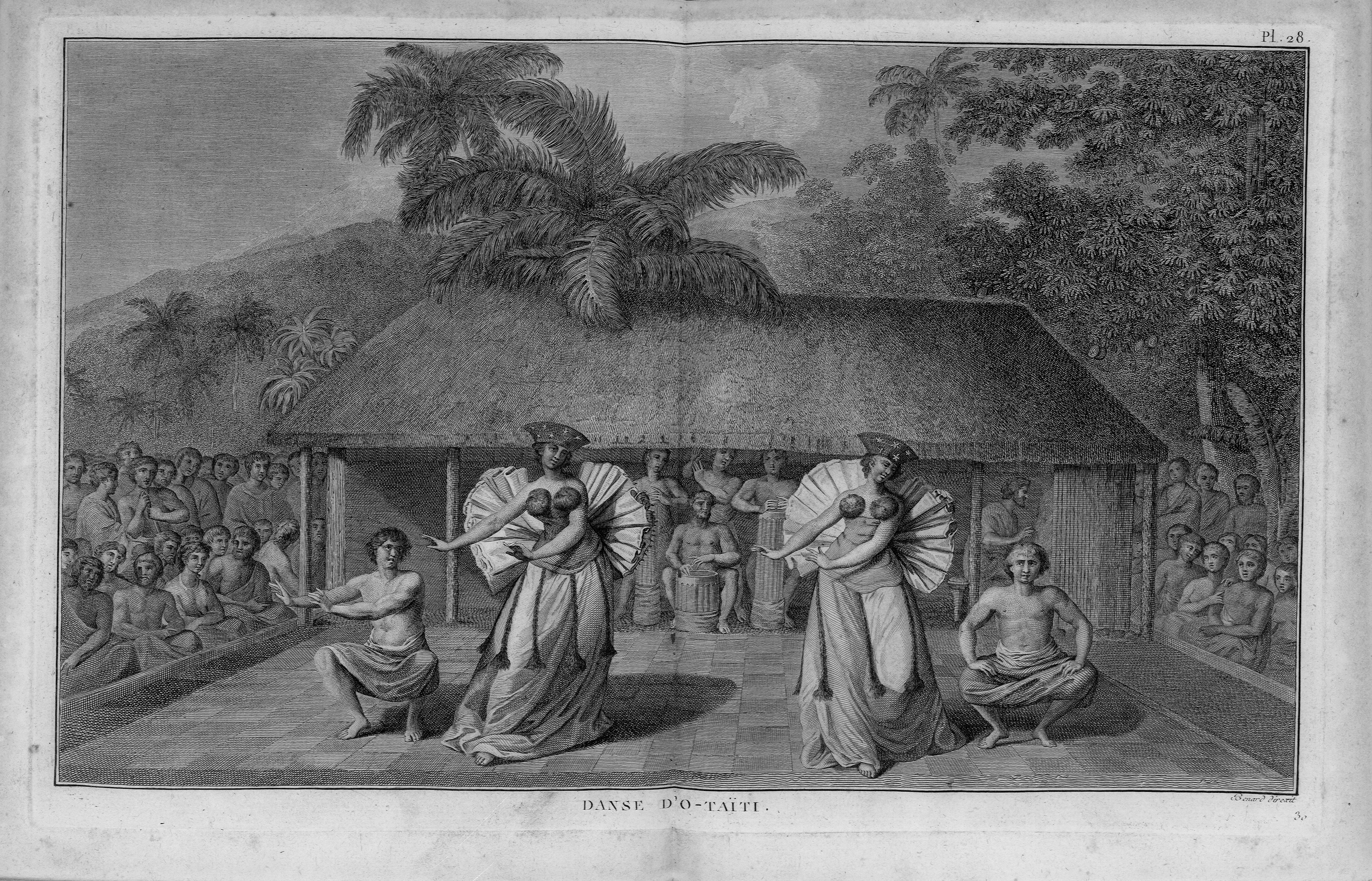
Danse d'O-Tahiti
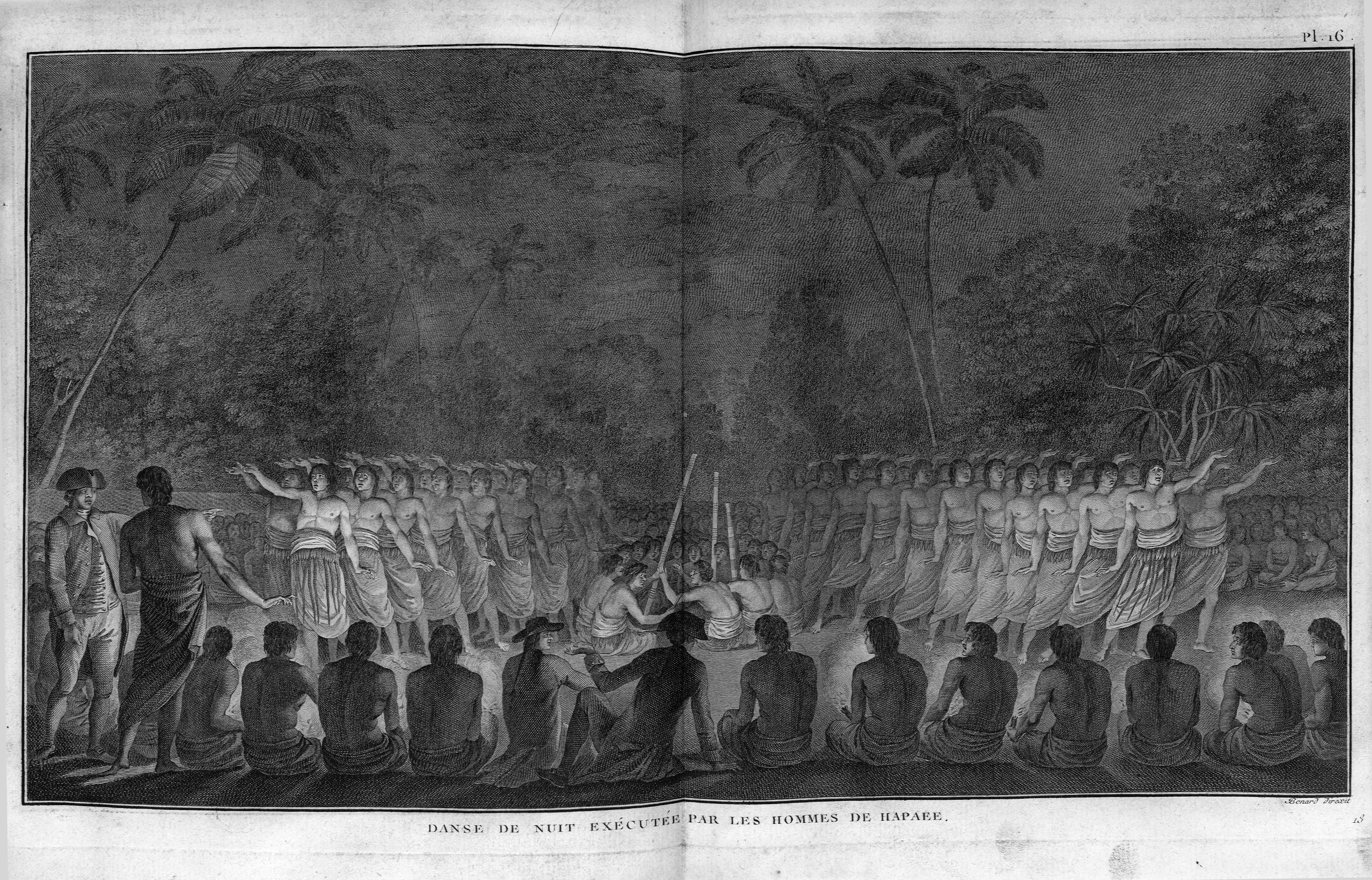
Danse de nuit exécutée par les hommes de Hapaee
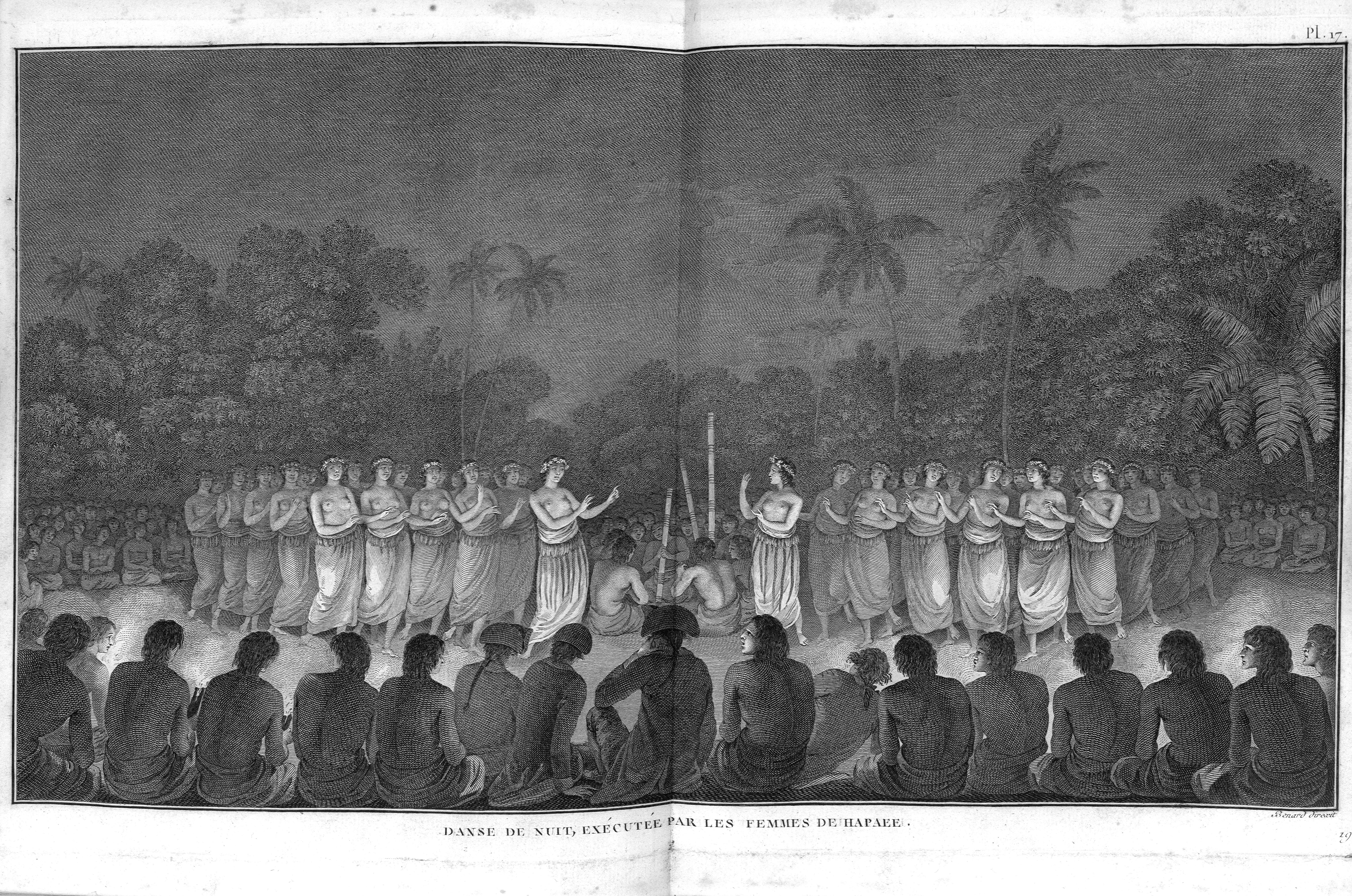
Danse de nuit exécutée par les femmes de Hapaee
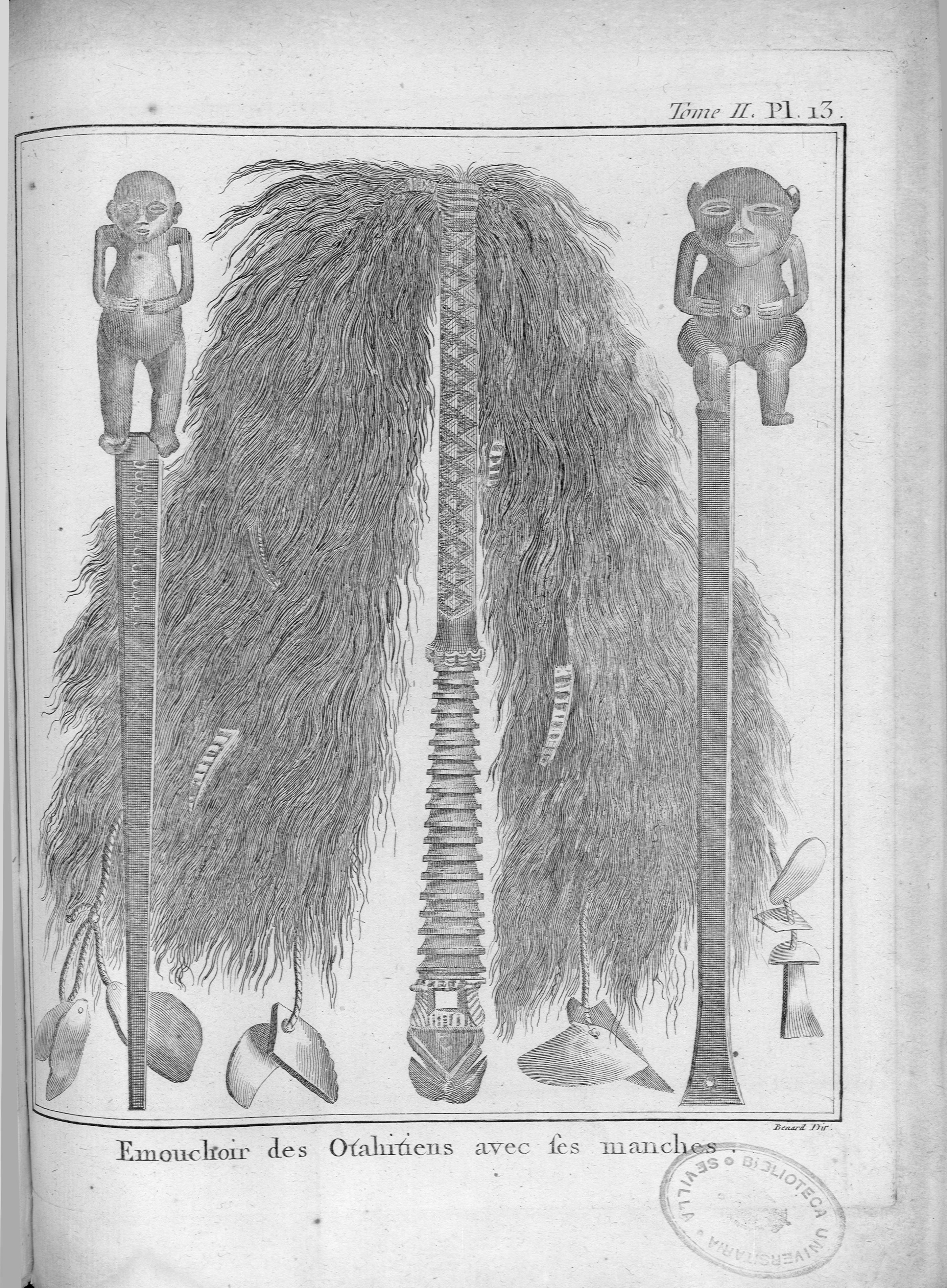
Émouchoir des O-Tahitiens avec ses manches
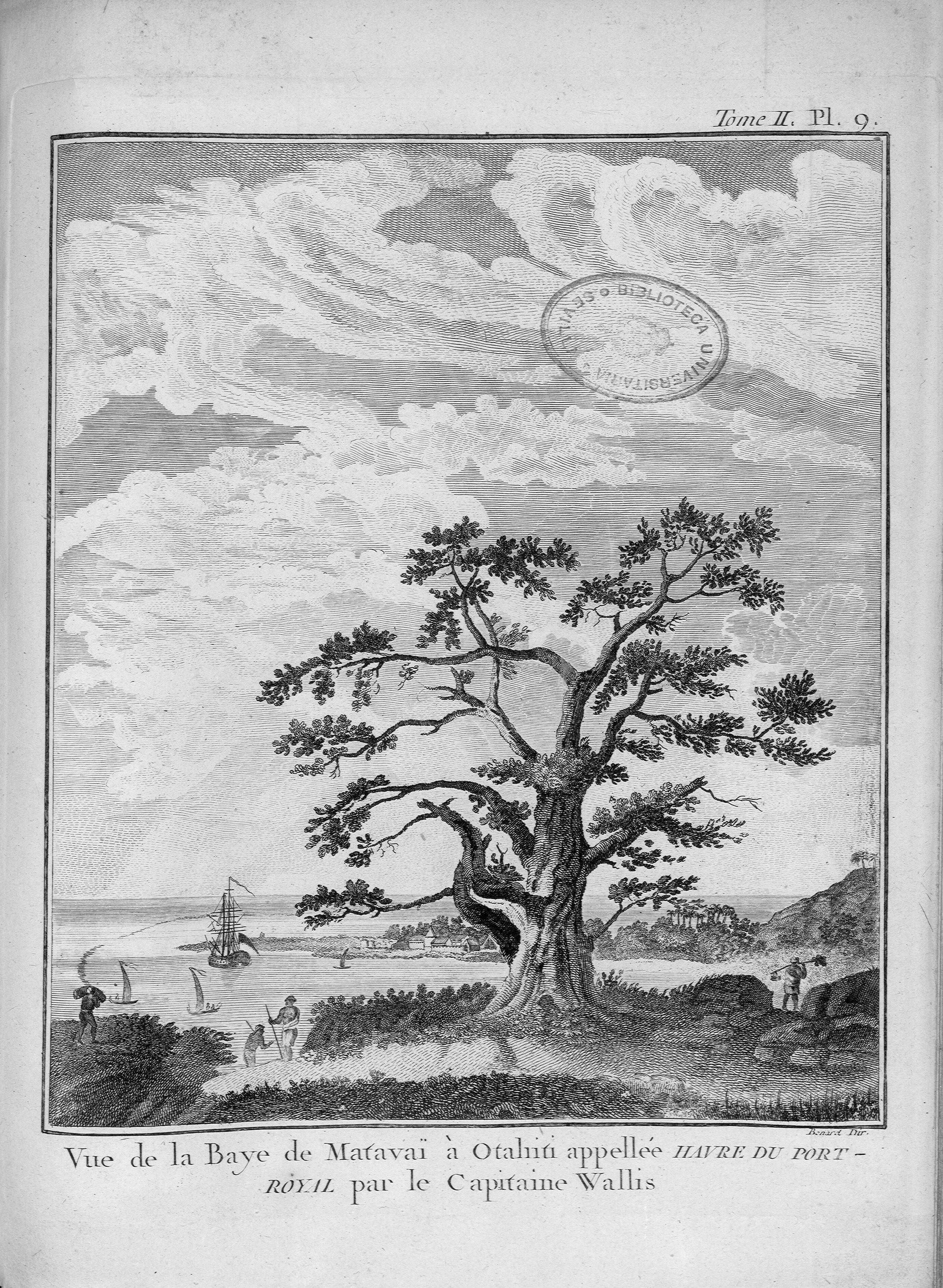
Baie de Matavai à O-Tahiti
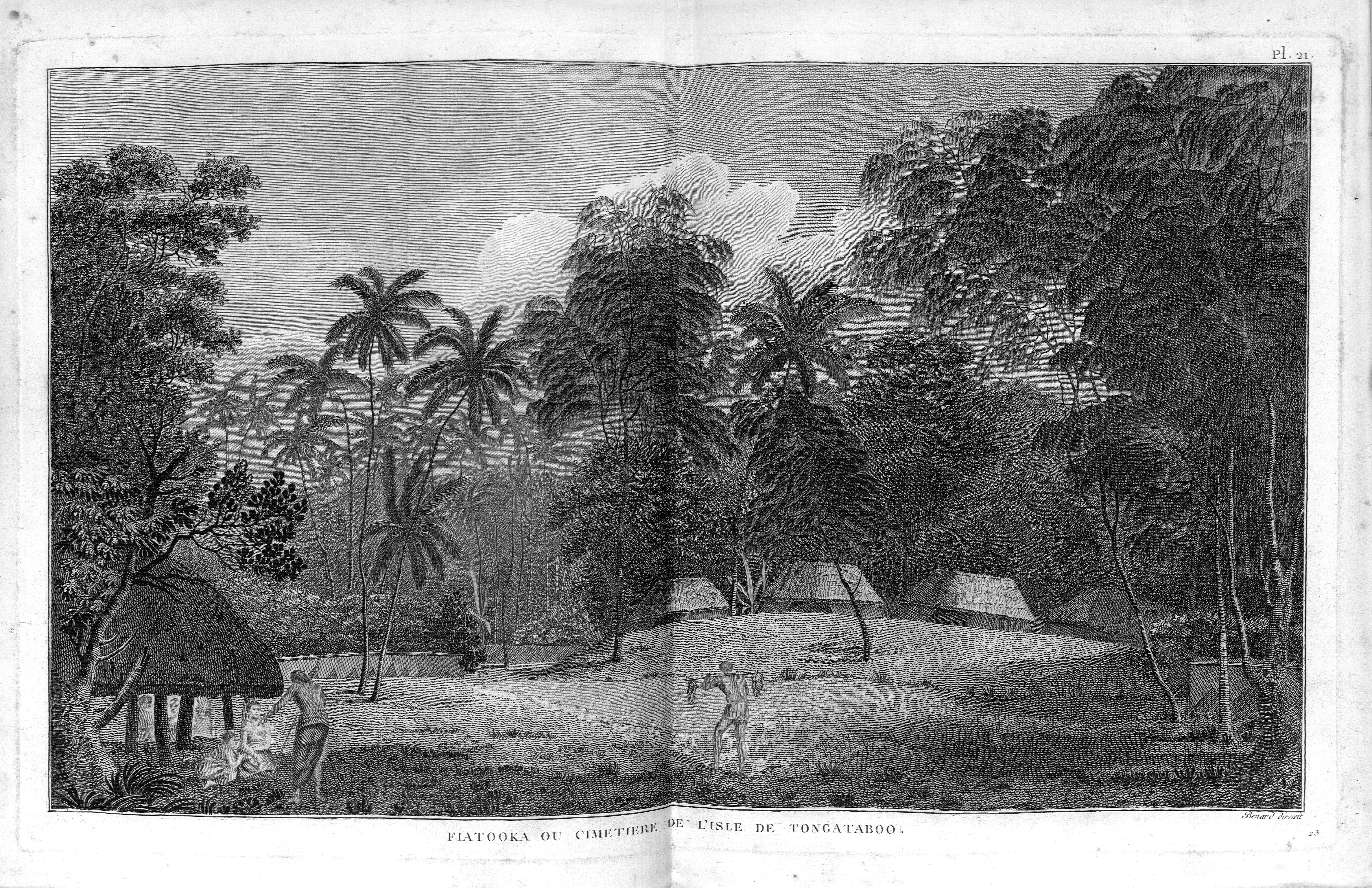
Fiatooka, cimetière de l'île de Tongataboo
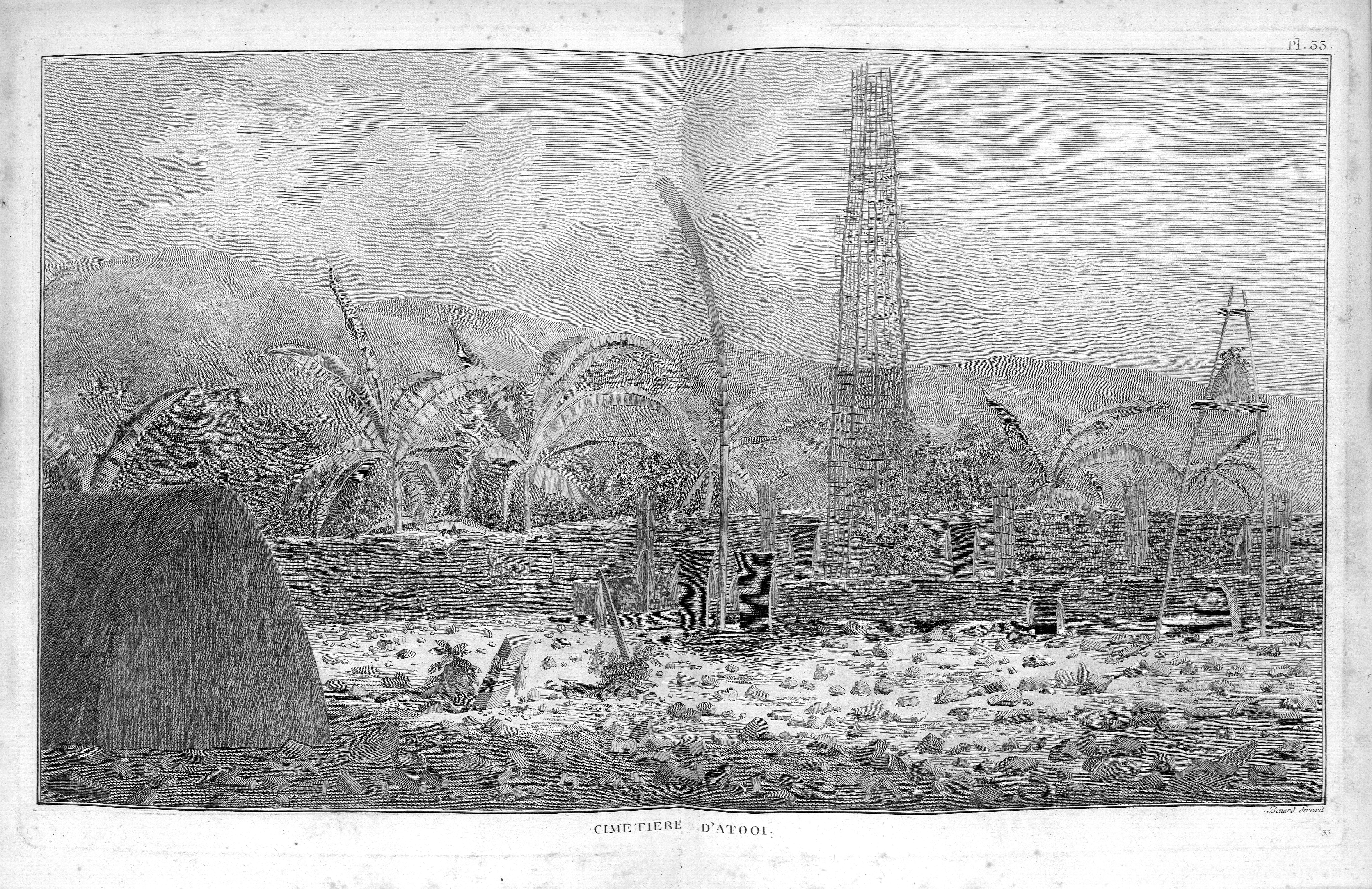
Cimetière d'Attoi
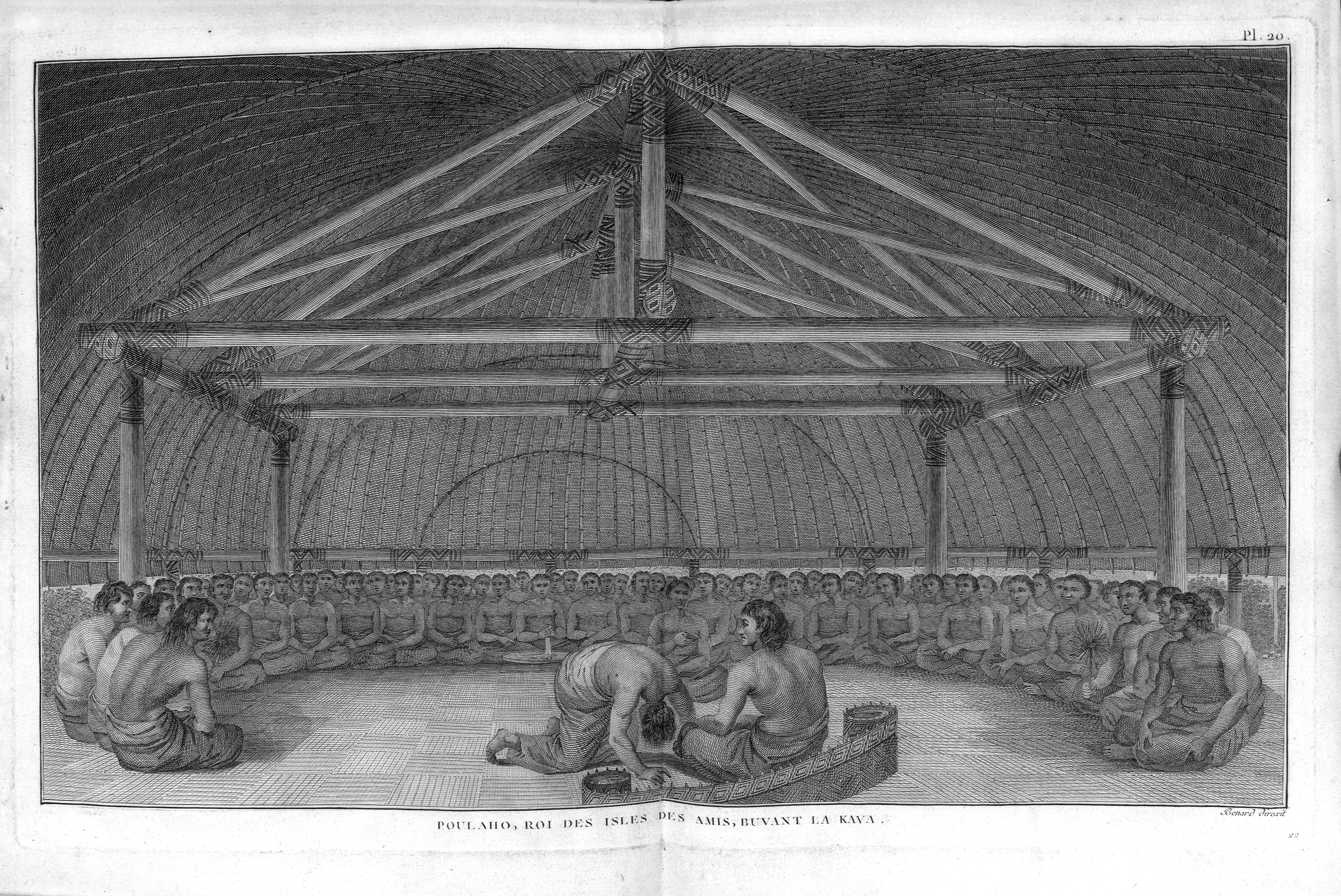
Poulaho, Roi des îles des Amis, buvant la kava
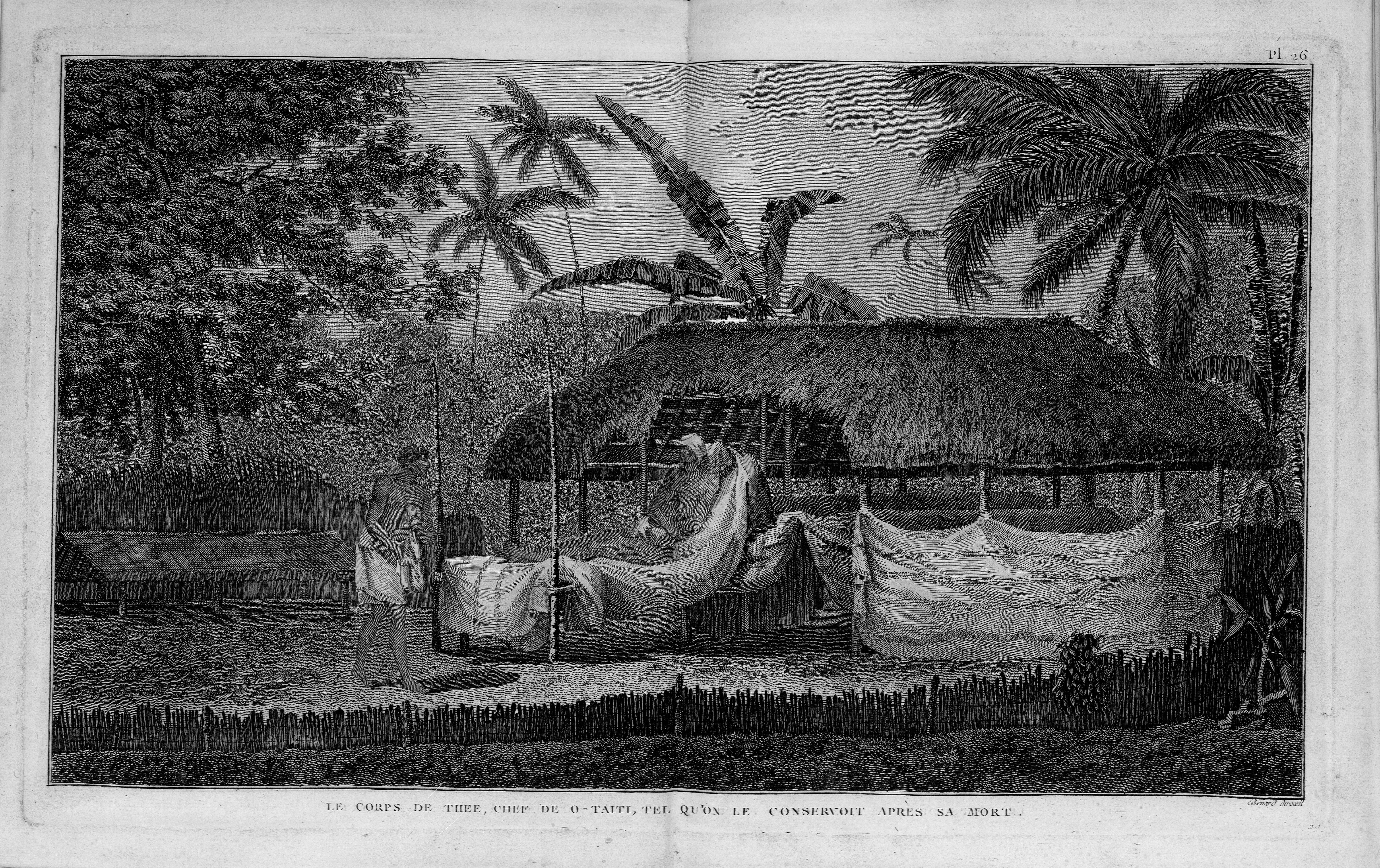
Le corps de Thee, chef d'O-Tahiti, tel qu'on le conservait après sa mort
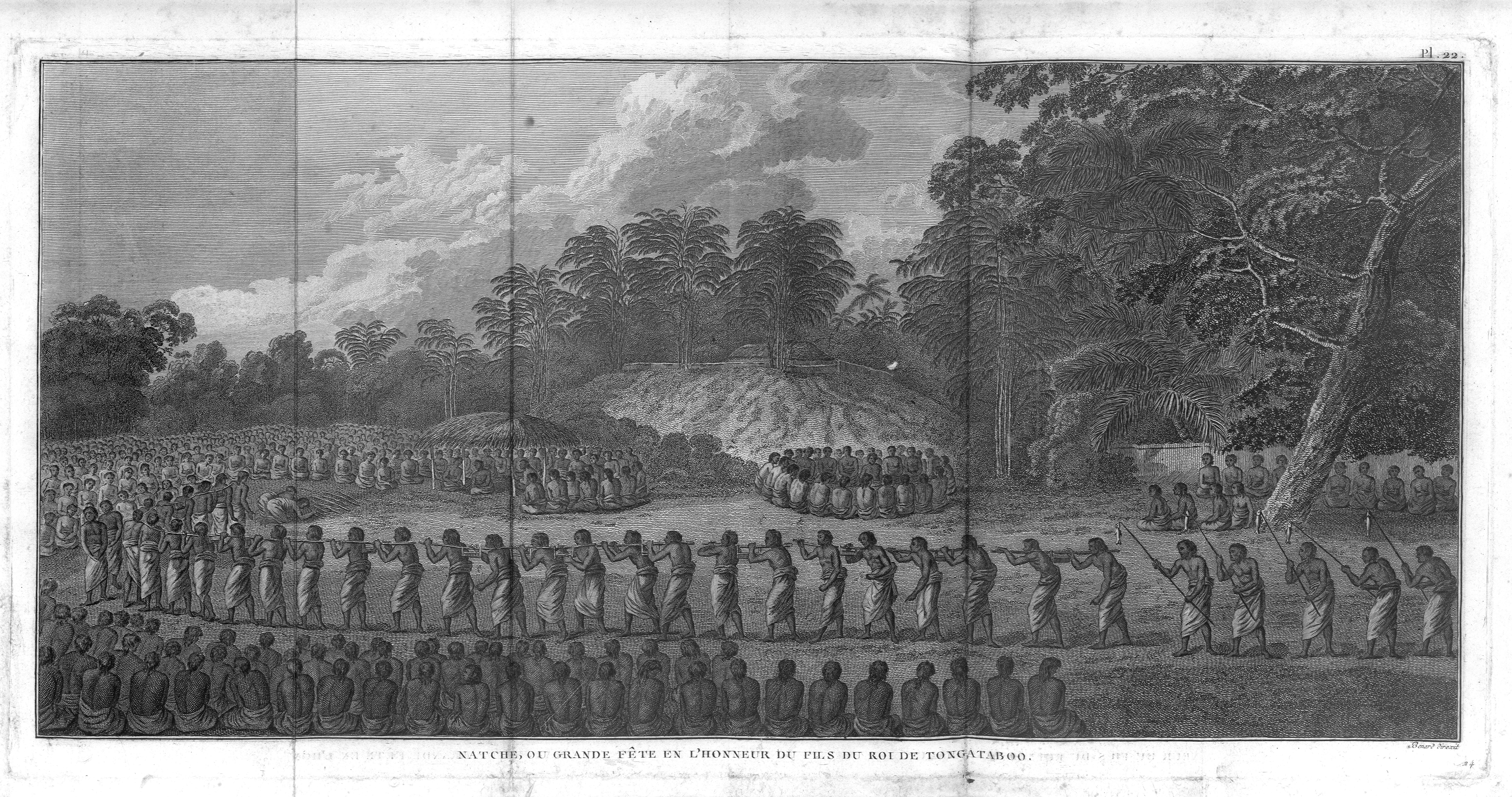
Natche, ou grande fête en l'honneur du fils du Roi de Tongataboo
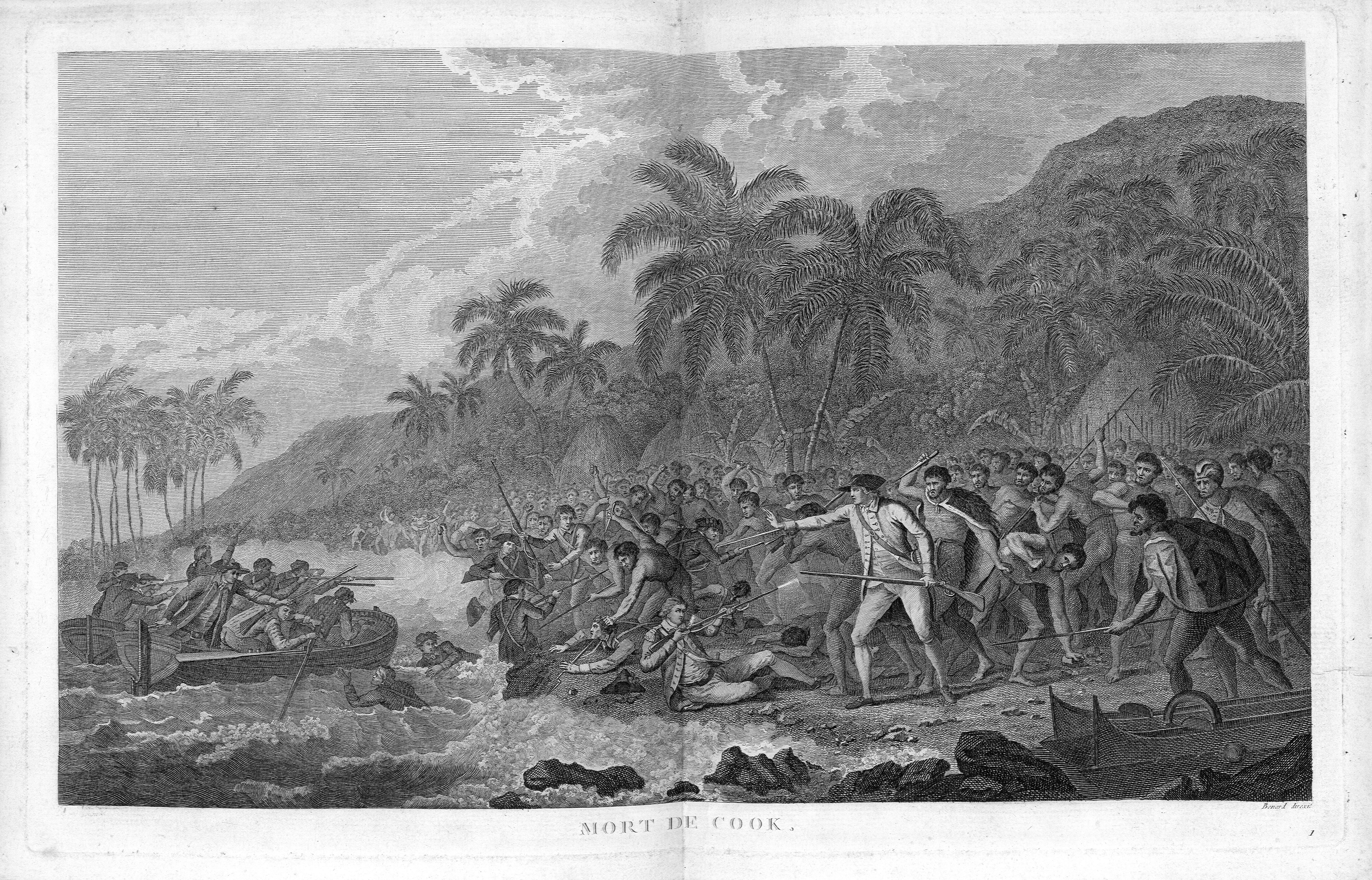
Mort de Cook

## Expositions
- Voyage aux mille trésors, Musée historique de Villèle, Saint-Paul (La Réunion), 1996[4].
- L'attrait du lointain, Musée du Temps, Besançon, mars-mai 2010[5].
- Birds of the enlightment : predecessors and rivals of John James Audubon, Meadows Museum of Art (en), Shreveport, octobre 2016 - janvier 2017[6].
- De France et de Navarre - Portières de tapisserie d'après Charles Le Brun, Musée national du château de Pau, mars-juin 2018[7].
- Océanie, Musée du quai Branly - Jacques-Chirac, mars-juillet 2019[8].
- Feuilles et merveilles - L'univers des papiers décorés, Musée Médard, Lunel, avril-septembre 2019[9].

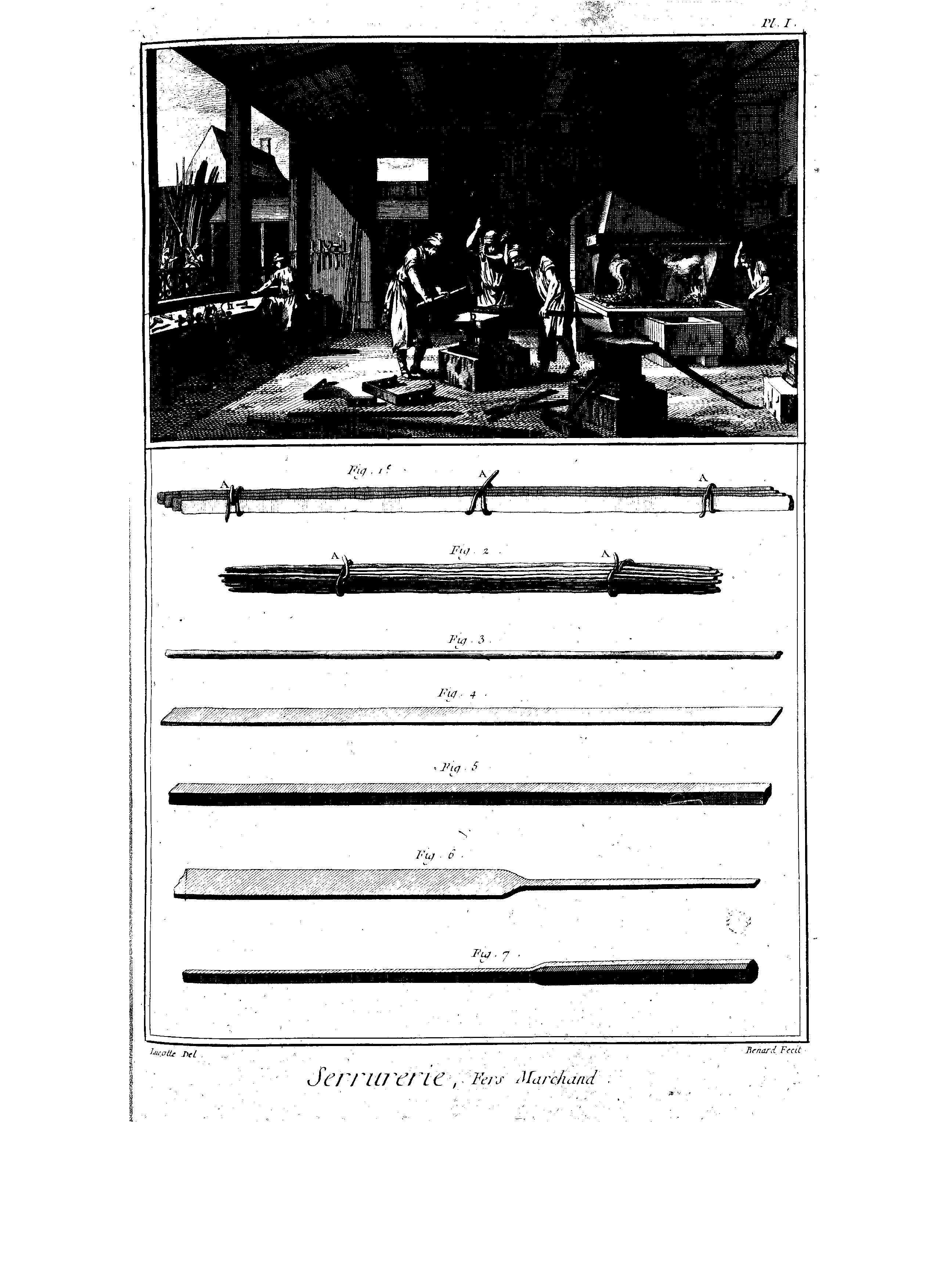
Robert Bénard, Serrurerie, gravure d'après Jacques-Raymond Lucotte

## Réception critique
- « Les planches transmettent un discours selon lequel l'expérience est fondamentale à la compréhension de la technique. Bien que la Description ait reçu l'approbation de l'Académie des sciences, c'est L'Encyclopédie, ou dictionnaire raisonné des sciences, des arts et des métiers, le projet indépendant lancé par Denis Diderot et Jean Le Rond d'Alembert entre 1751 et 1772, qui offre la représentation la plus substantielle du travail au XVIIIe siècle. Par exemple, une planche (Serrurerie) en deux parties, illustrant la boutique d'un maître serrurier, montre en dessous un catalogue indexé des barreaux de fer forgé et en partie supérieure une vignette de leur production. Analysées par Roland Barthes comme les illustrations idéales et rationnelles du travail[10], ces images visent à expliquer et à systématiser des pratiques qui ont lieu au-delà de la sphère intellectuelle. Si beaucoup a été écrit sur le conflit et les accusations de plagiat entre Réaumur et les contributeurs de L'Encyclopédie, il est important de souligner qu'au milieu du XVIIIe siècle la représentation des techniques de fabrication du fer allait de concert avec une représentation artistique des formes du matériel. » - Jason Nguyen[11]

## Collections publiques

### Australie
- National Portrait Gallery of Australia, Canberra, Portrait du Capitaine James Cook, membre de la Société royale de Londres, gravure, vers 1778[12].
- Musée national de la marine de Sydney, Tereoboo, roi d'Owyhee, apportant des présents au Capitaine Cook, gravure d'après John Webber, 1785[13].

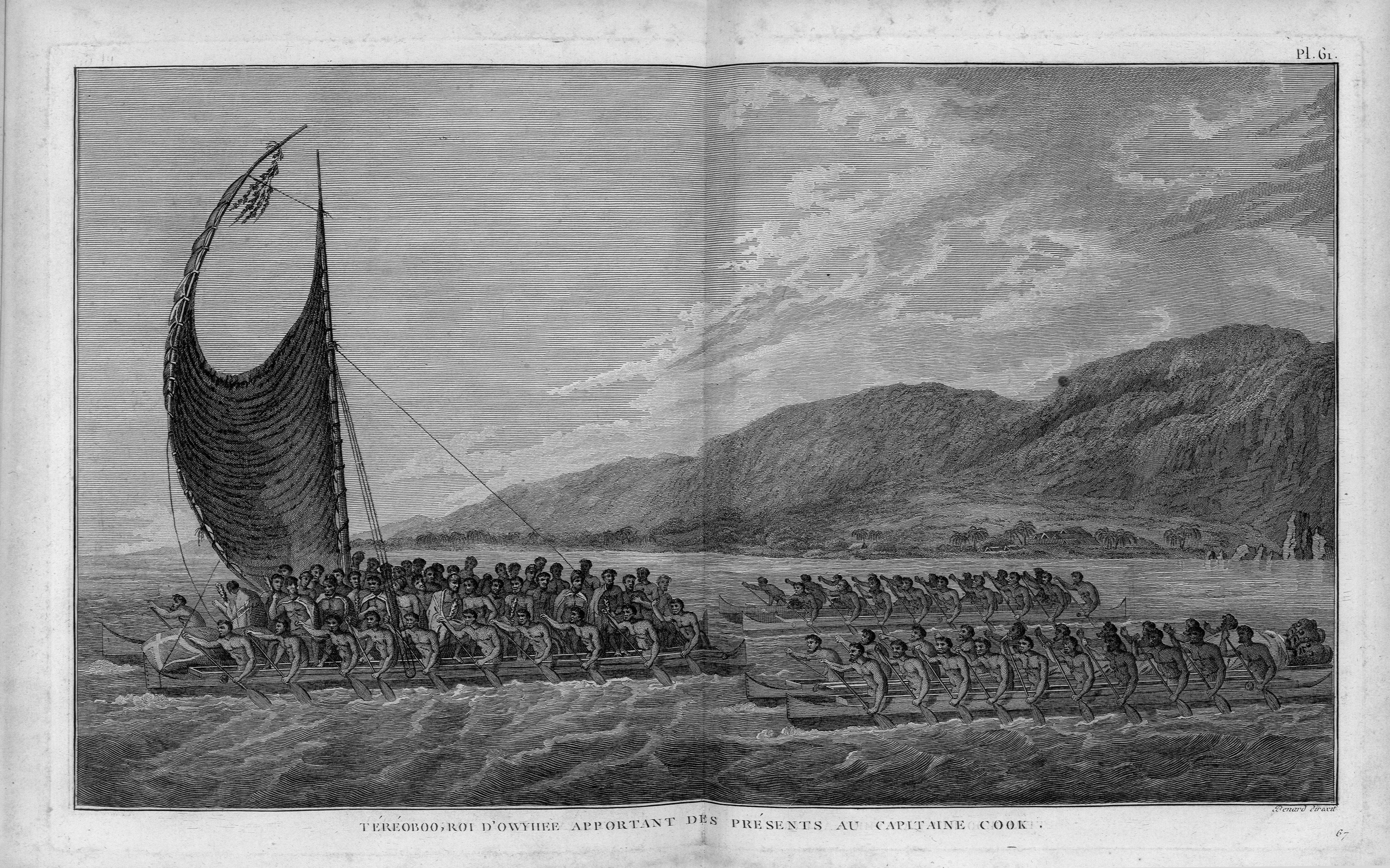
Tereoboo, roi d'Owyhee, apportant des présents au Capitaine Cook

### Espagne
- Bibliothèque de l'Université de Séville, gravures pour le Troisième voyage de Cook.

Gravures pour le Troisième voyage de Cook extraites de la collection de l'Université de Séville
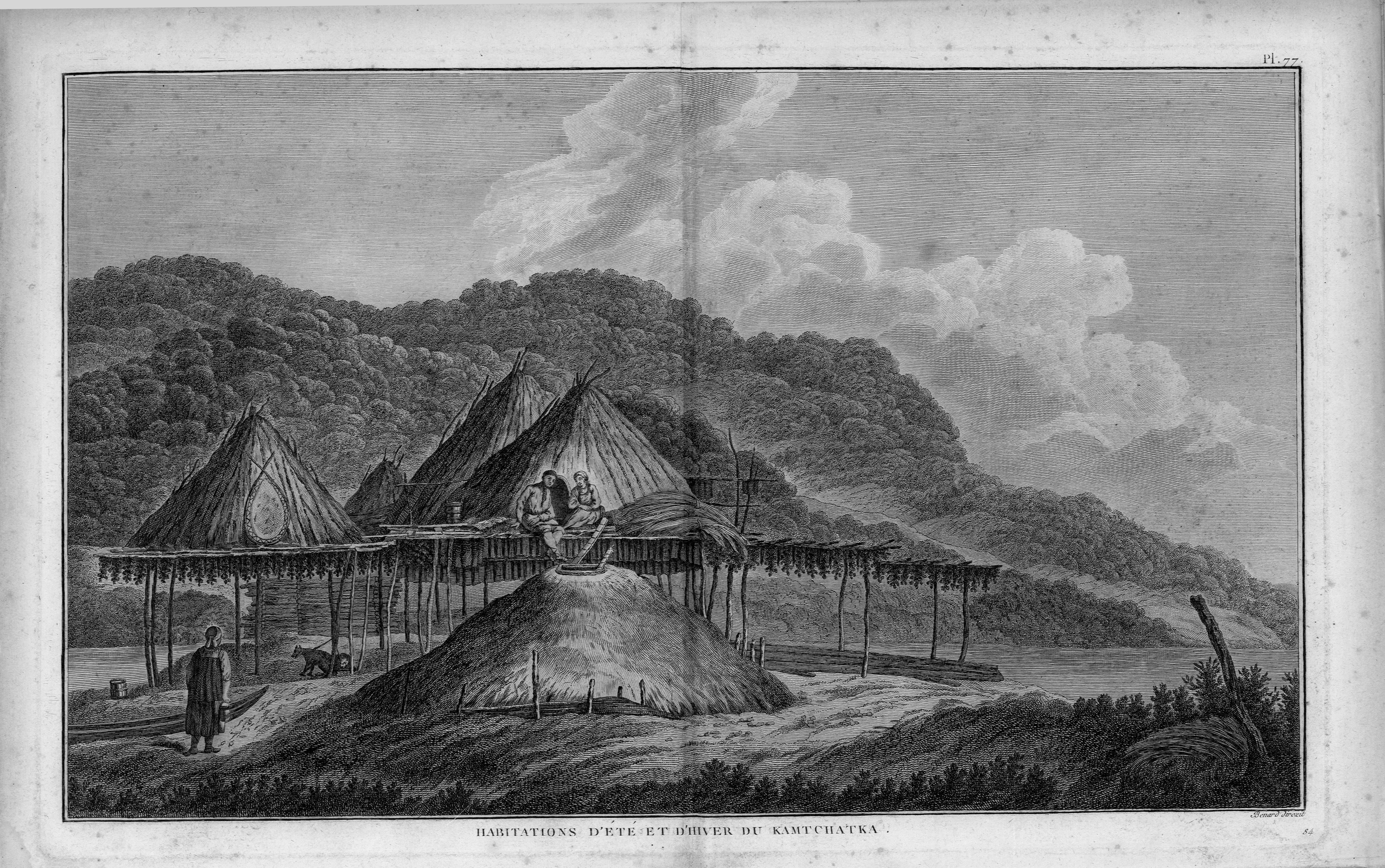
Habitations d'été et d'hiver du Kamtchatka
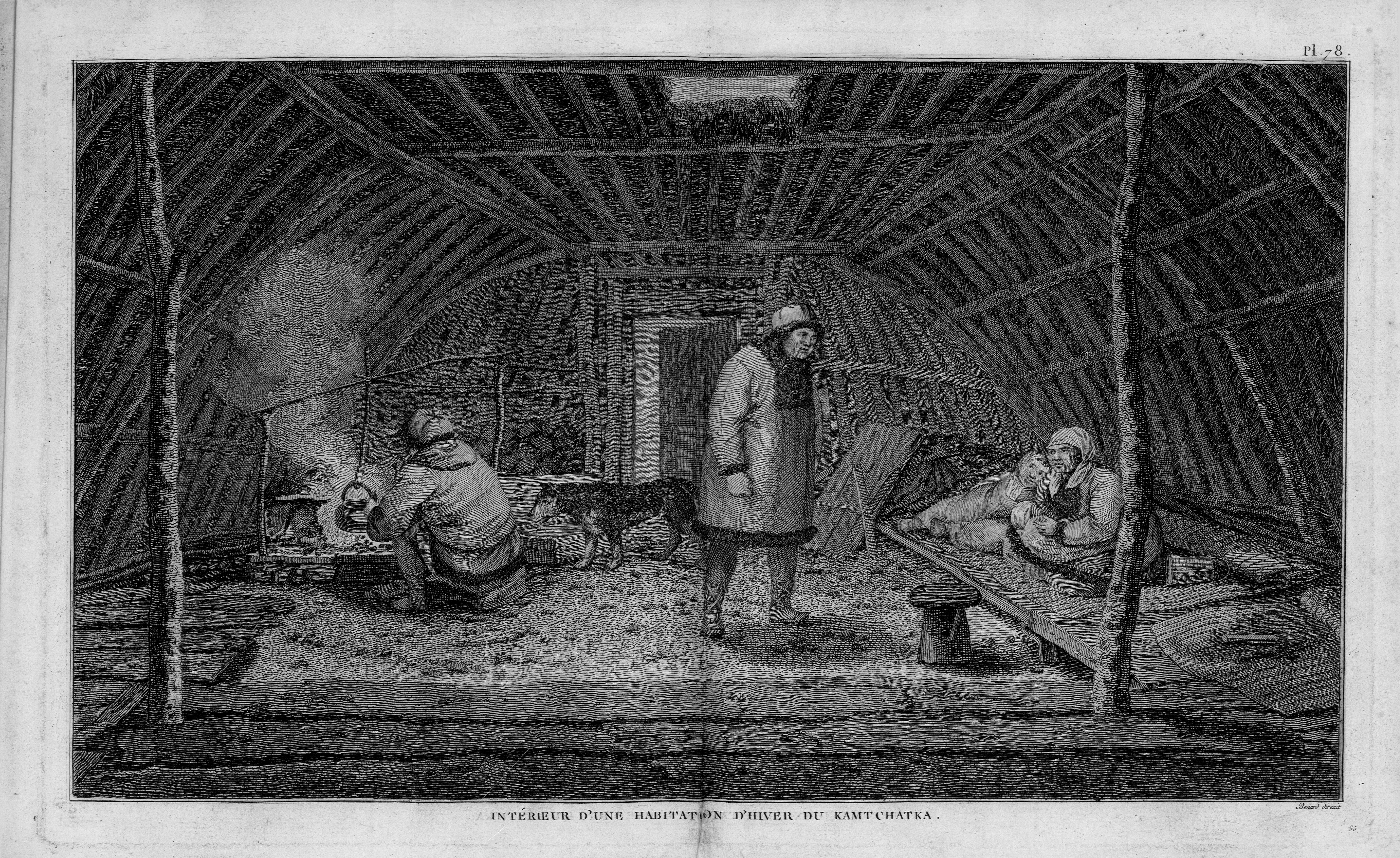
Intérieur d'une habitation d'hiver du Kamtchatka
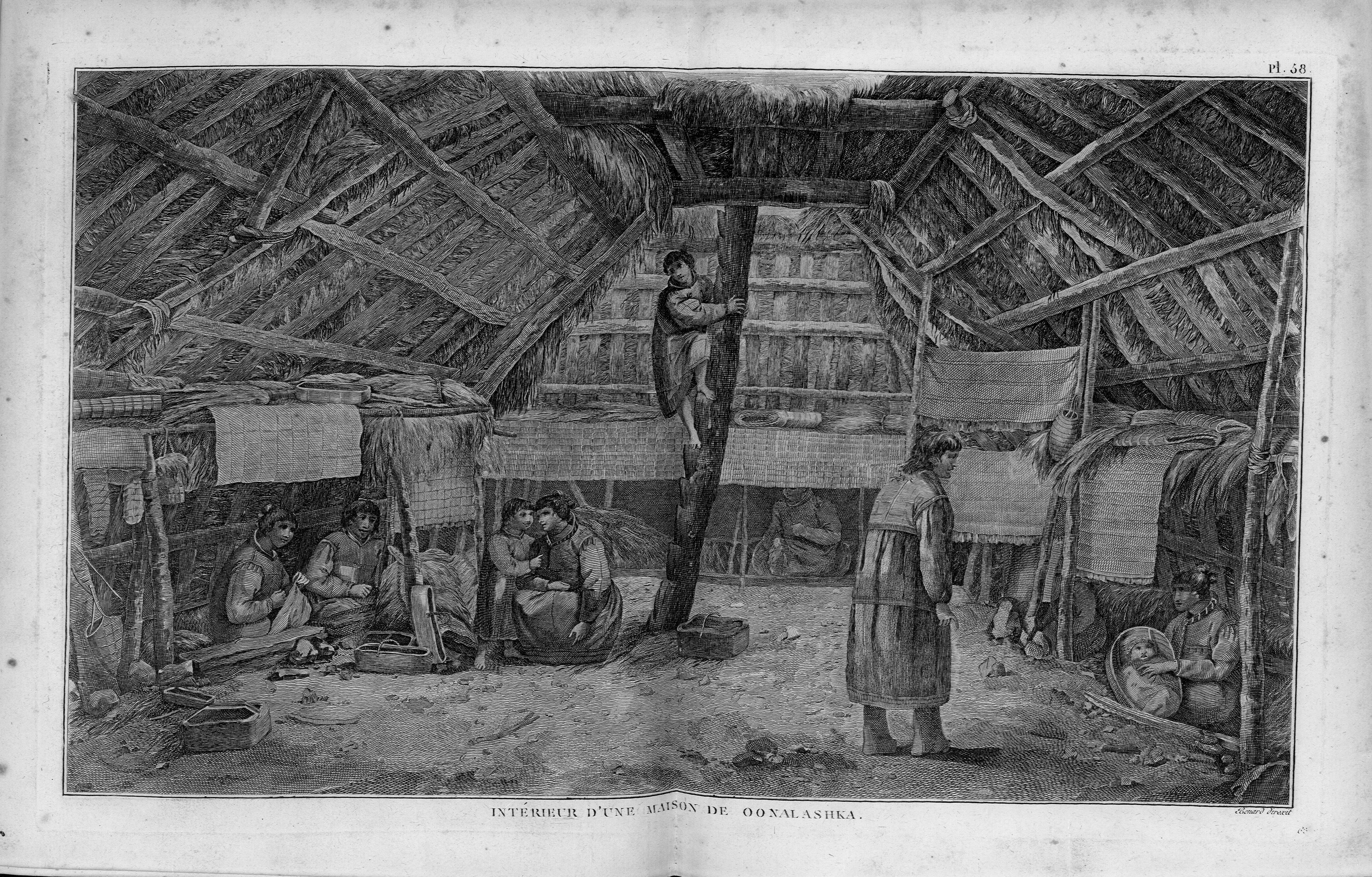
Intérieur d'une maison d'Oonalashka
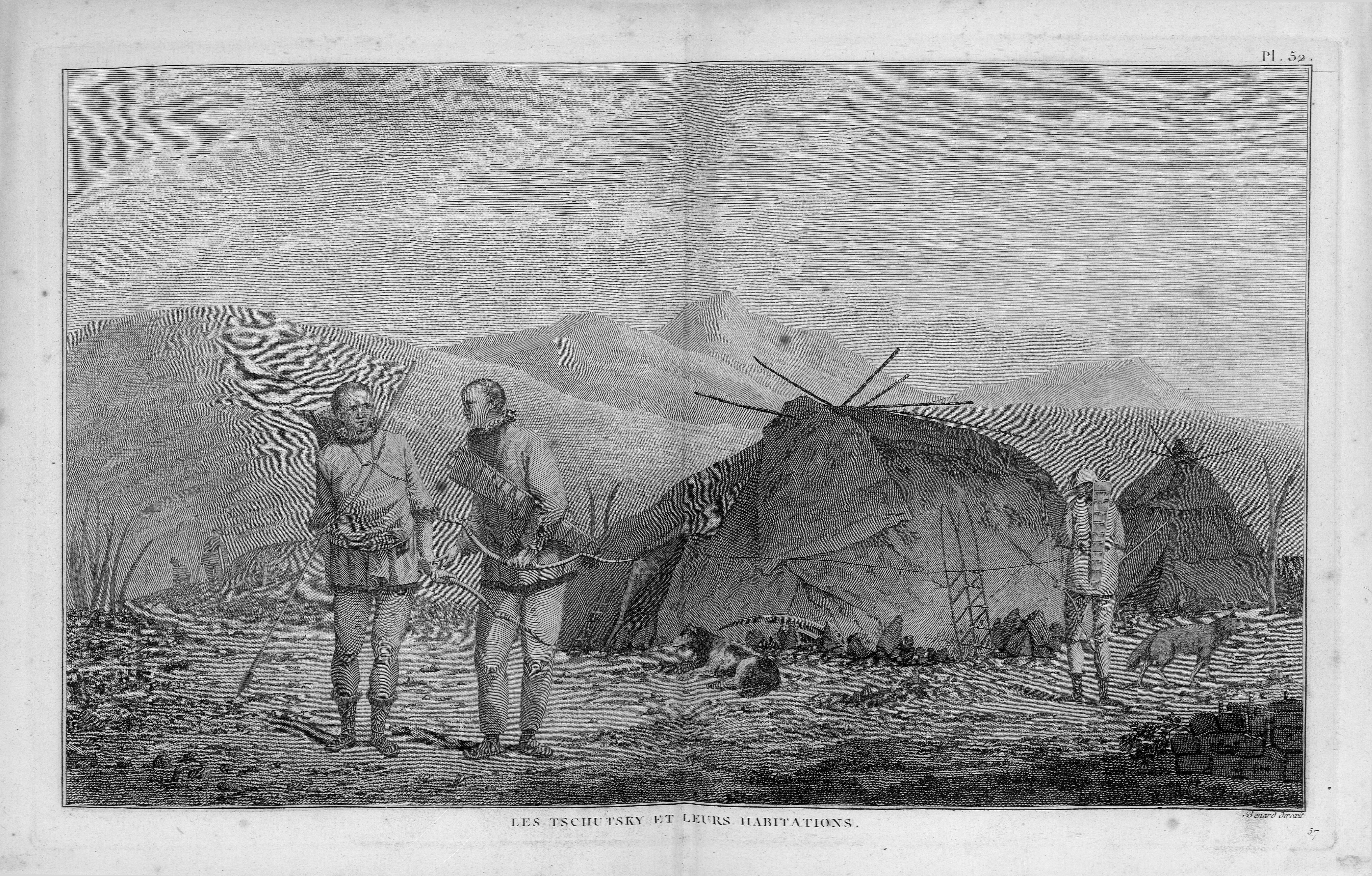
Les Tschutsky et leurs habitations
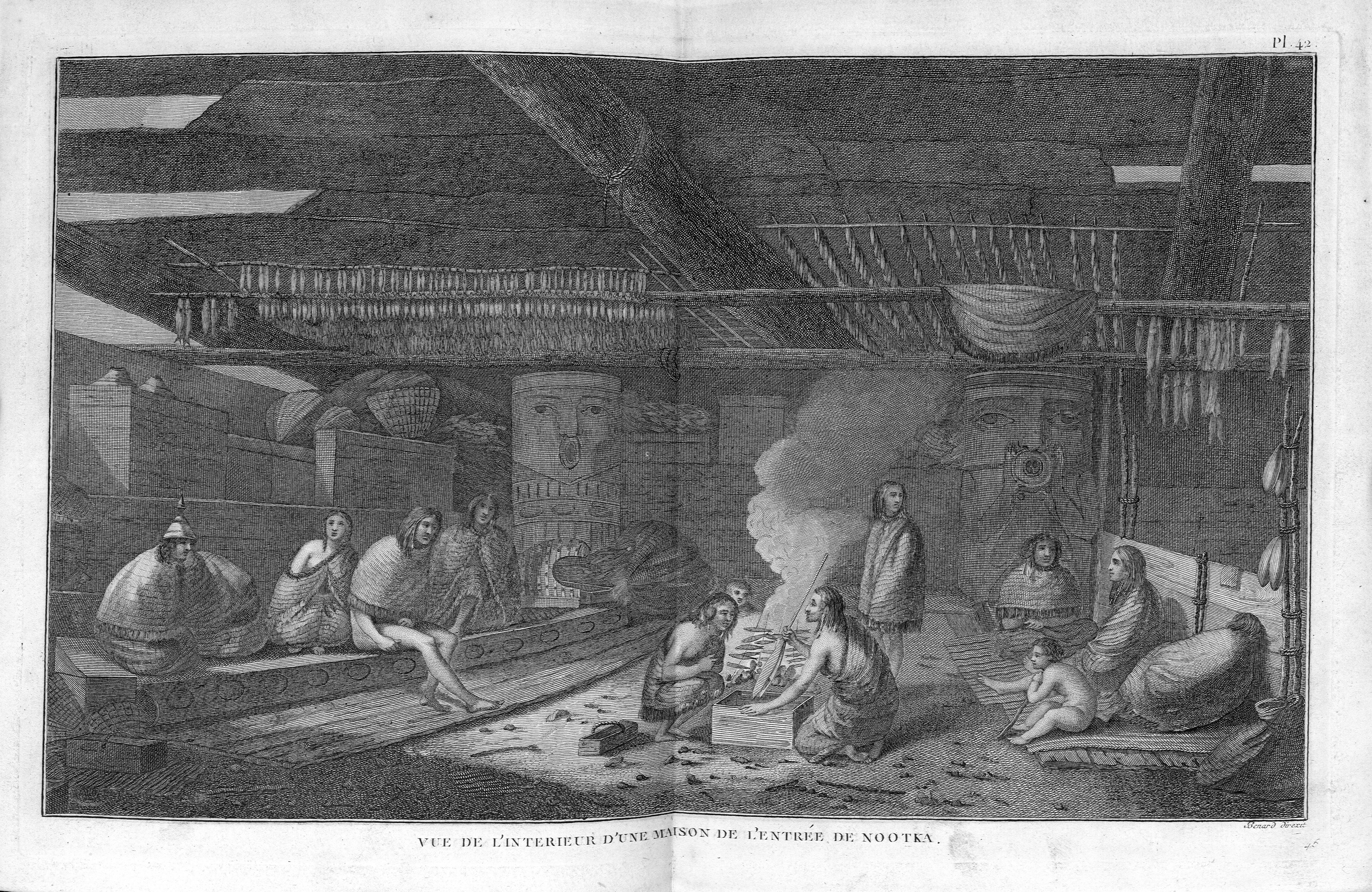
Vue de l'intérieur d'une maison de l'entrée de Nootka
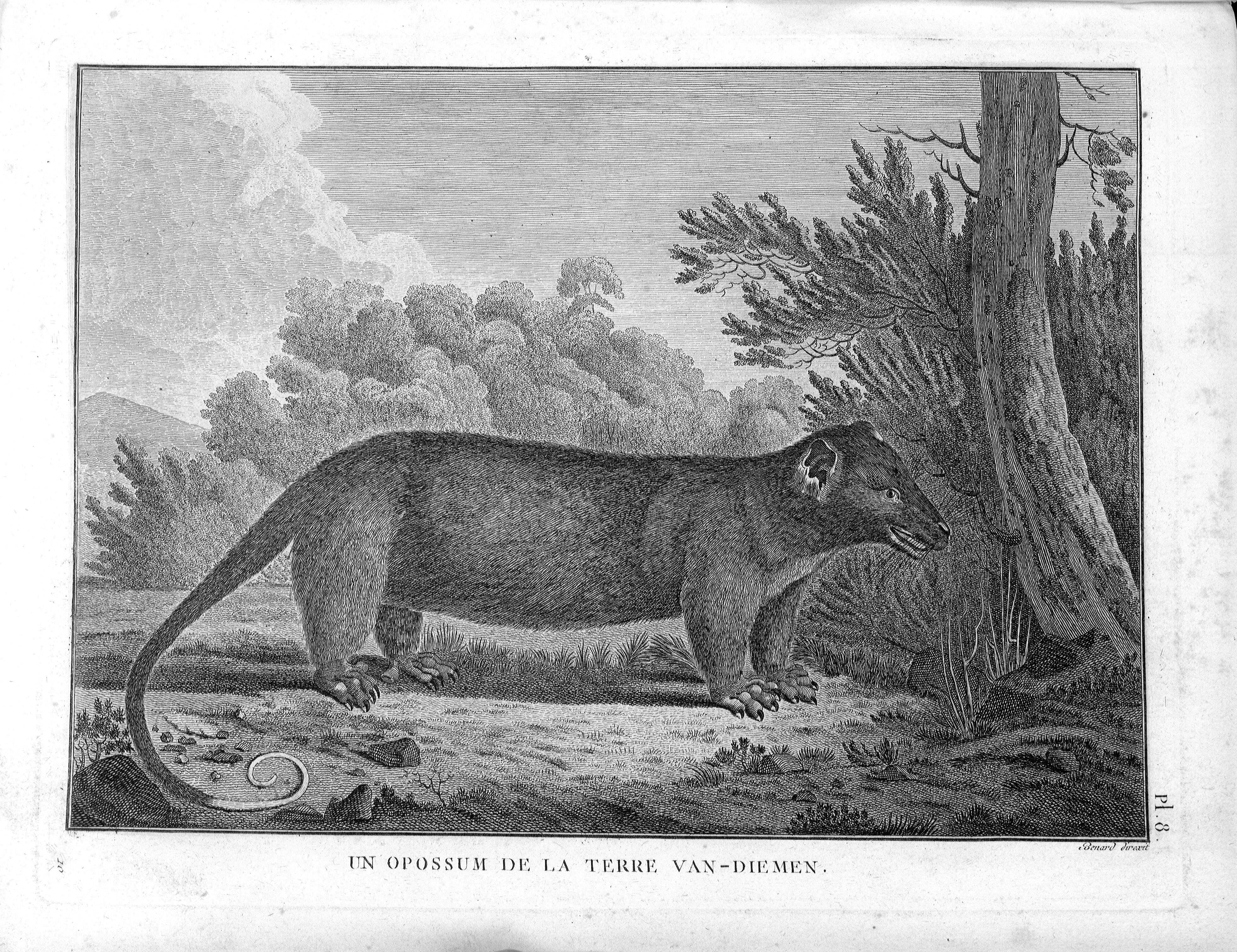
Opossum de la Terre Van Diemen
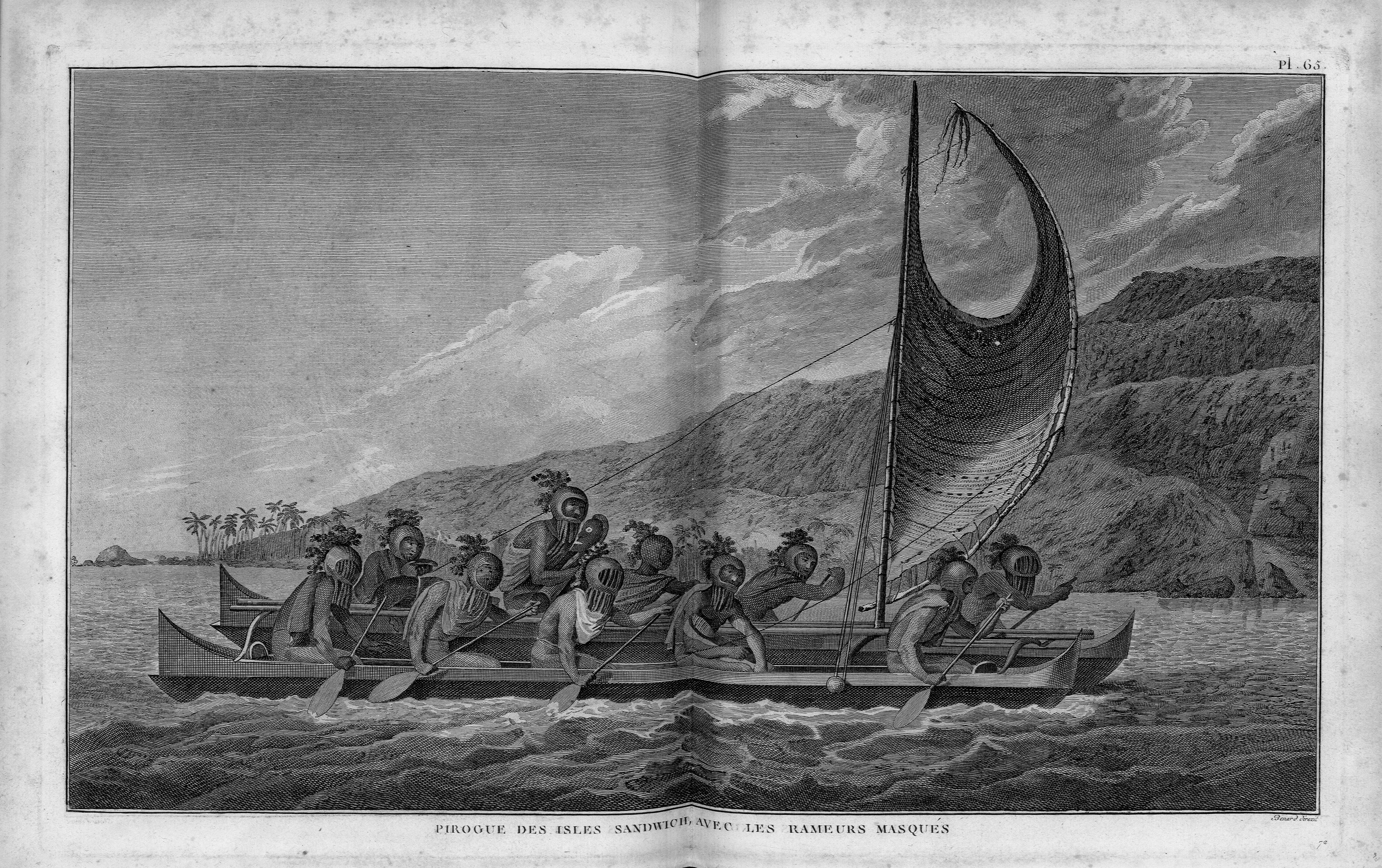
Pirogue des îles Sandwich avec les rameurs masqués
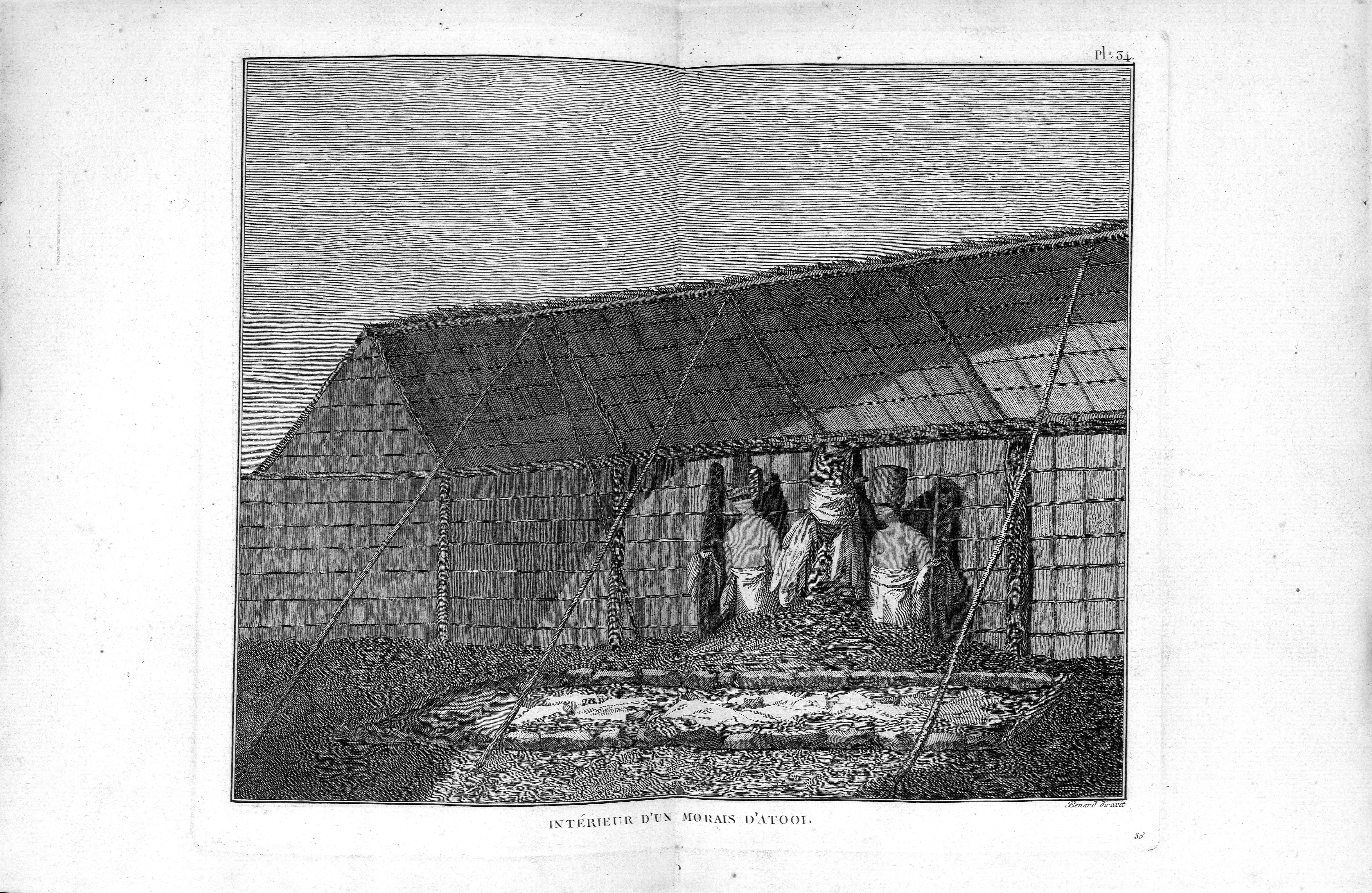
Intérieur d'un morais d'Atooi
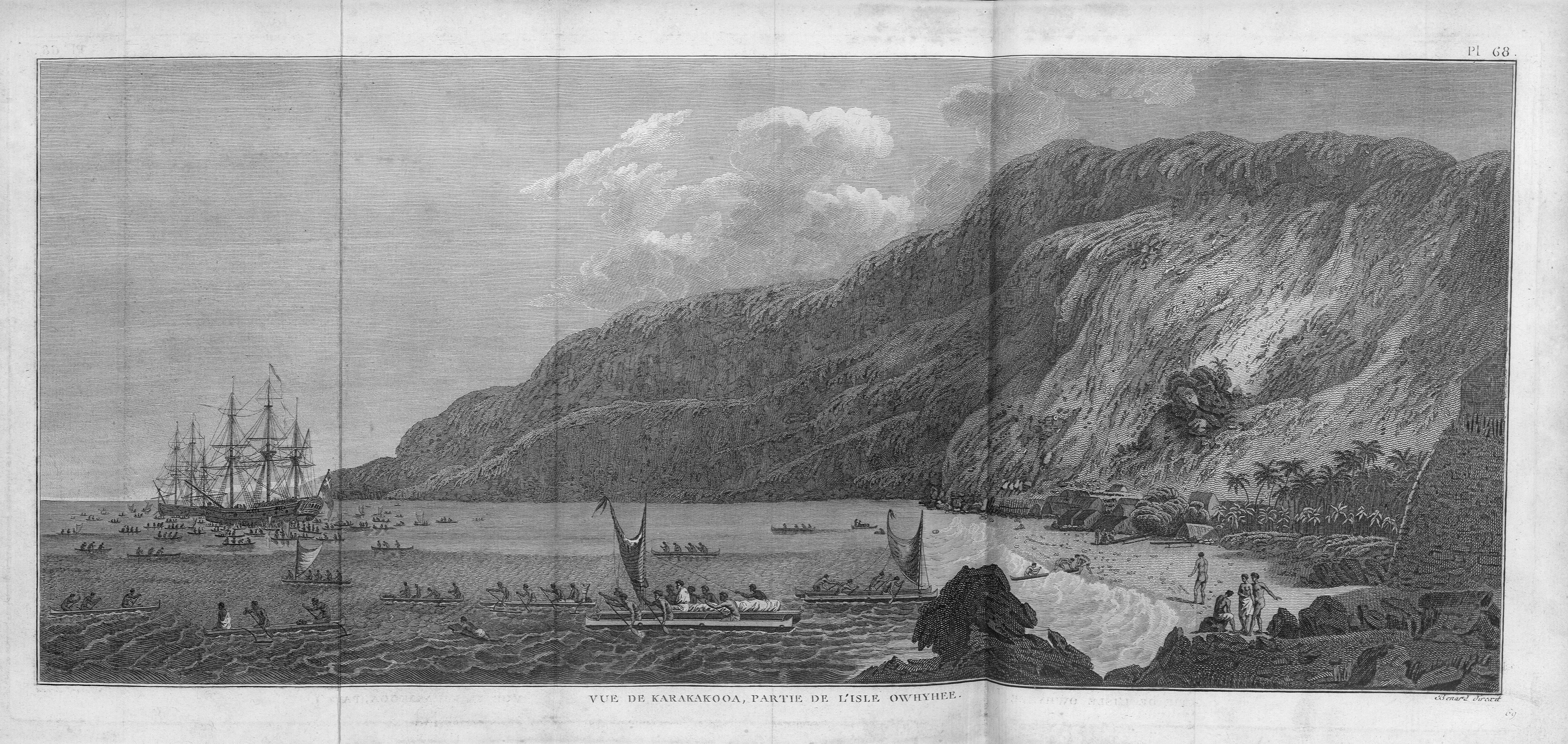
Kaarakakooa, partie de l'île Owyhee
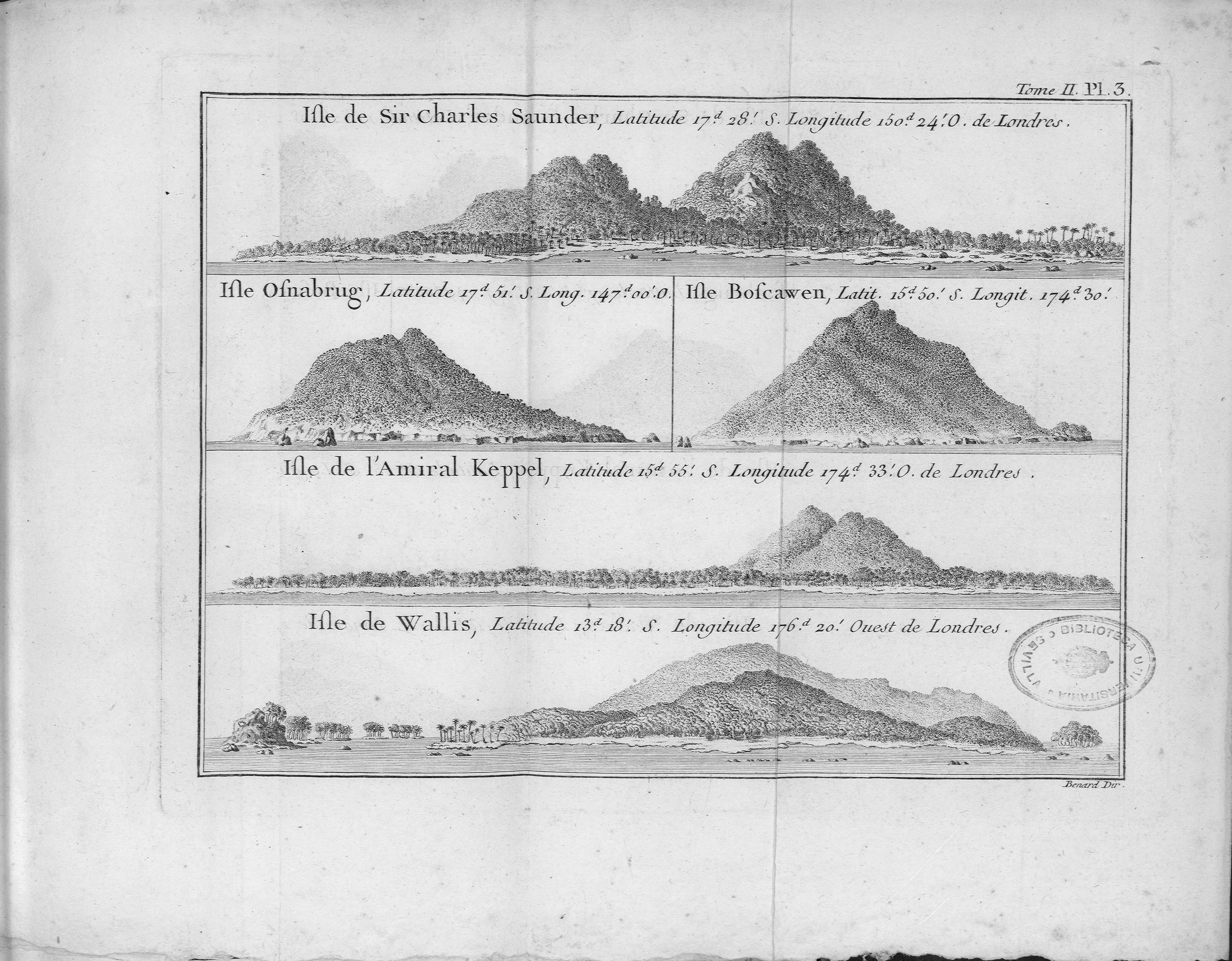
Quatre îles
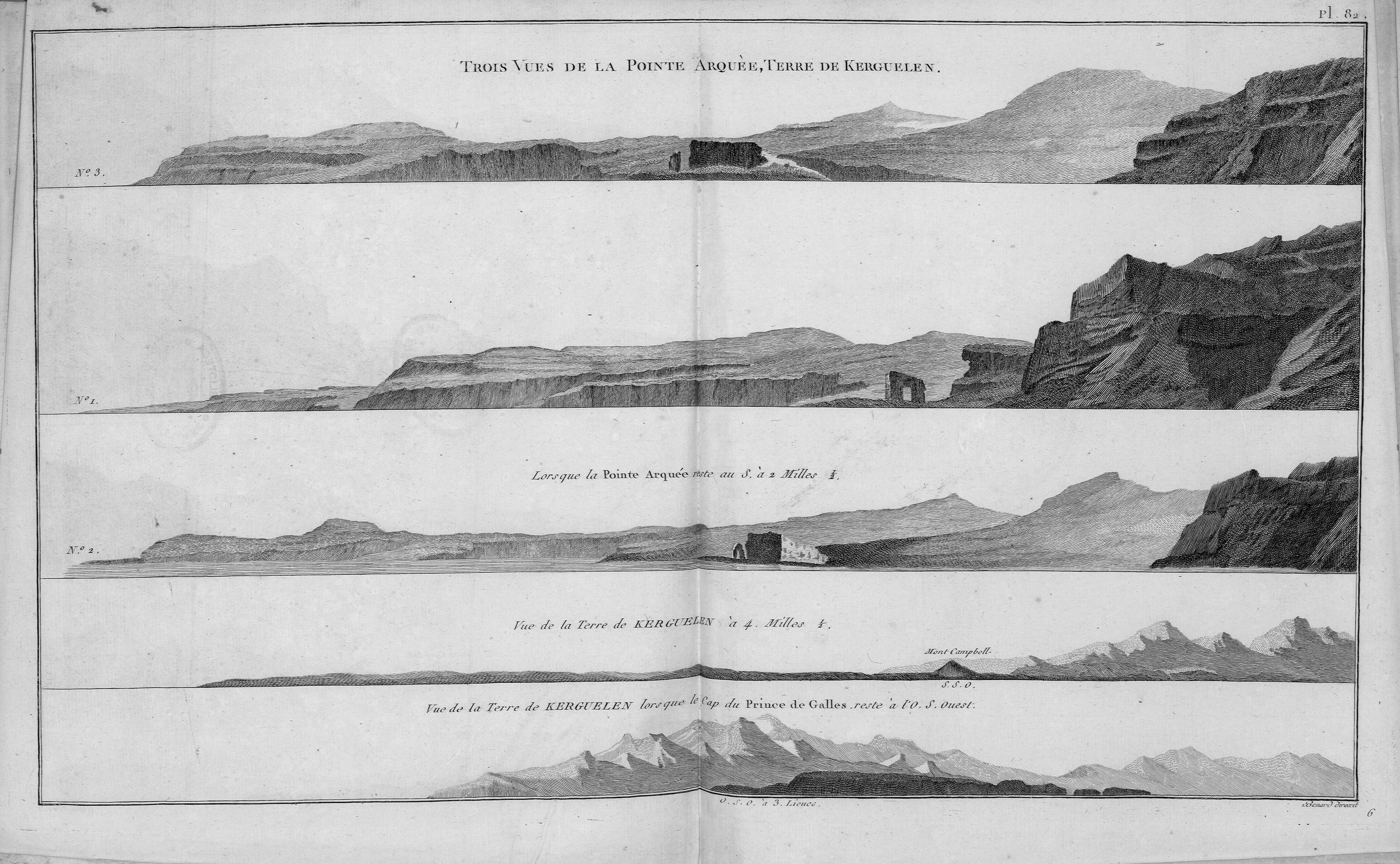
Trois vue de la Pointe Arquée, Terre de Kerguelen
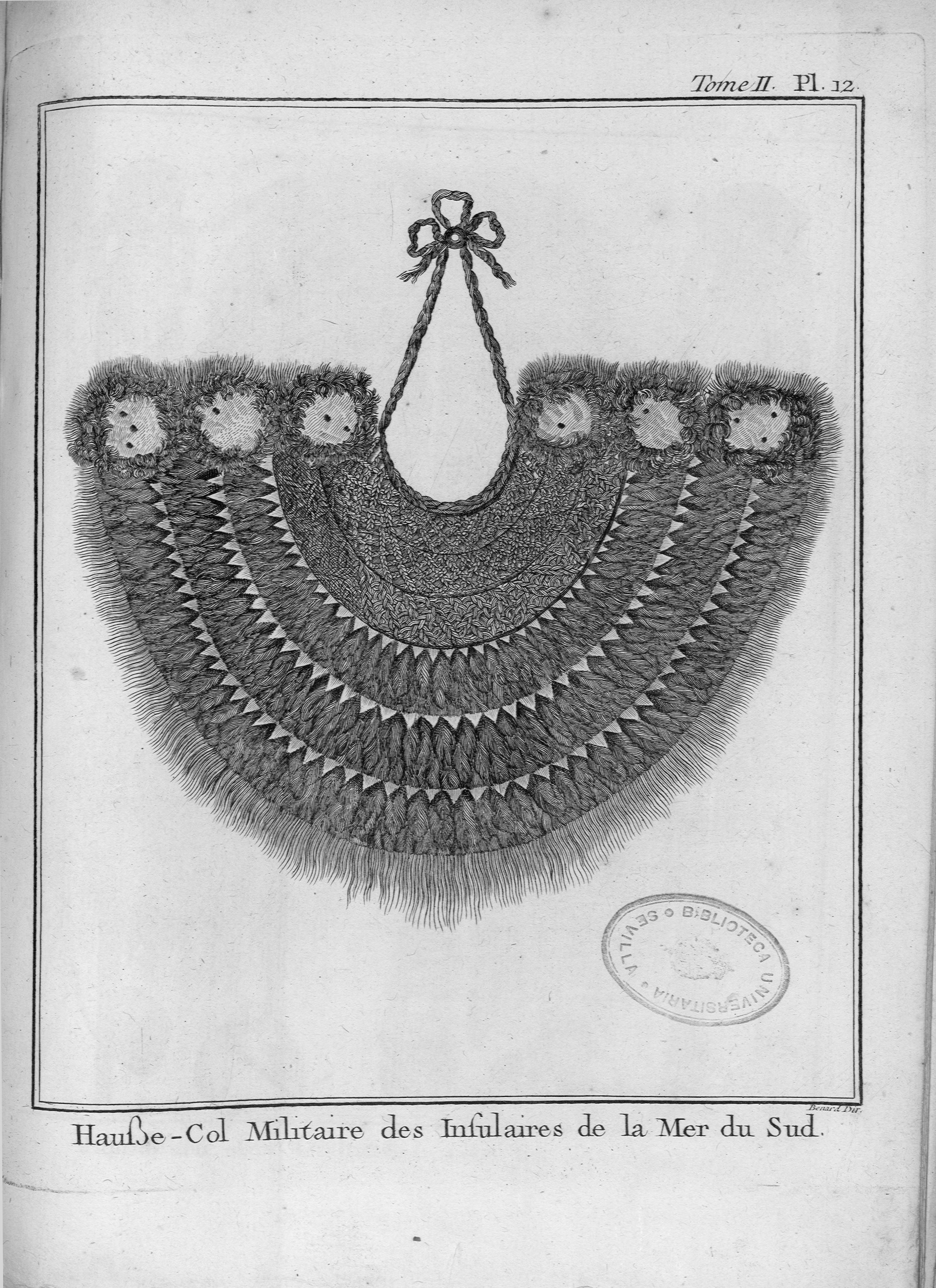
Hausse-col militaire des insulaires de la Mer du Sud

### États-Unis
- Fogg Art Museum, Cambridge (Massachusetts), Orfèvrerie[14] et Monnoyage[15], gravures d'après Jacques-Raymond Lucotte pour le vol.8 de L'Encyclopédie de Diderot et d'Alembert.
- Metropolitan Museum of Art, New York :
  - Le philosophe flamand, gravure d'après David Teniers le Jeune[16].
  - Marine, gravure[17].
- National Gallery of Art, Washington :
  - Gravure à l'eau-forte - Machine à balotter, gravure[18].
  - Imprimerie en taille-douce, gravure[19].
  - Imprimerie en taille-douce, développement de la presse, gravure[20].

### France
- Archives départementales de la Somme, Amiens, Ateliers de draperie des Sieurs Flesselle et Price à Amiens ; suite de cinq gravures pour le Dictionnaire des manufactures, arts et métiers d'étoffes de Jean-Marie Roland de La Platière, Panckoucke, 1785[21].
- Bibliothèque municipale de Besançon, Homme de l'île Sandwich avec son casque, gravure pour le Troisième voyage de Cook[5].
- Palais de Compiègne, gravures[22].
- Musée du Nouveau Monde, La Rochelle, quatre gravures extraites de L'Encyclopédie de Diderot et d'Alembert et traitant du coton[23], une autre traitant des techniques de transformation de la canne à sucre[24].
- Carré d'art, Nîmes, L'Encyclopédie de Diderot et d'Alembert.
- Département des estampes et de la photographie de la Bibliothèque nationale de France, Paris.
- Musée de l'Armée, hôtel des Invalides, Paris, Tables des constructions des principaux attirails de l'artillerie proposées ou approuvées par M. de Gribeauval, gravure de titre de l'ouvrage[25].
- Musée Carnavalet, Paris, Menuisier en meubles, chaises et développements, gravure dite à l'eau-forte[26].
- Musée du quai Branly - Jacques-Chirac, Paris :
  - Chef de l'île Sainte-Catherine, gravure[8].
  - Homme de l'Île de Pâques, gravure[27].
  - L'Île d'O-Tahiti restant au S. E. à la distance d'une lieue, gravure d'après William Hodges[28].
- Musée national du château de Pau, Tapisserie de Basse Lisse des Gobelins, atelier et différentes opérations des ouvriers employés à la Basse Lisse, eau-forte pour L'Encyclopédie de Diderot et d'Alembert d'après Radel[7].
- Musée national de l'Éducation, Rouen, Amusemens de physique, gravure au burin pour le Recueil des planches sur la science, les arts libéraux et les arts mécaniques, vers 1770[29].
- Musée historique de Villèle, Saint-Paul (La Réunion) :
  - Le café, la canne, gravure d'après le dessin de Martinet pour L'Encyclopédie de Diderot et d'Alembert[30].
  - Sucrerie, affinerie des sucres, gravure pour L'encyclopédie méthodique de Panckoucke[4].
- Bibliothèque municipale de Valenciennes, Manège, leçon de l'épaule en dedans, gravure au burin d'après Harguinier[31].

### Italie
- Bibliothèque nationale de Saint-Marc, Venise, gravures pour le Troisième voyage de Cook.

Gravures pour le Troisième voyage de Cook dans les collections de la Bibliothèque nationale de Saint-Marc
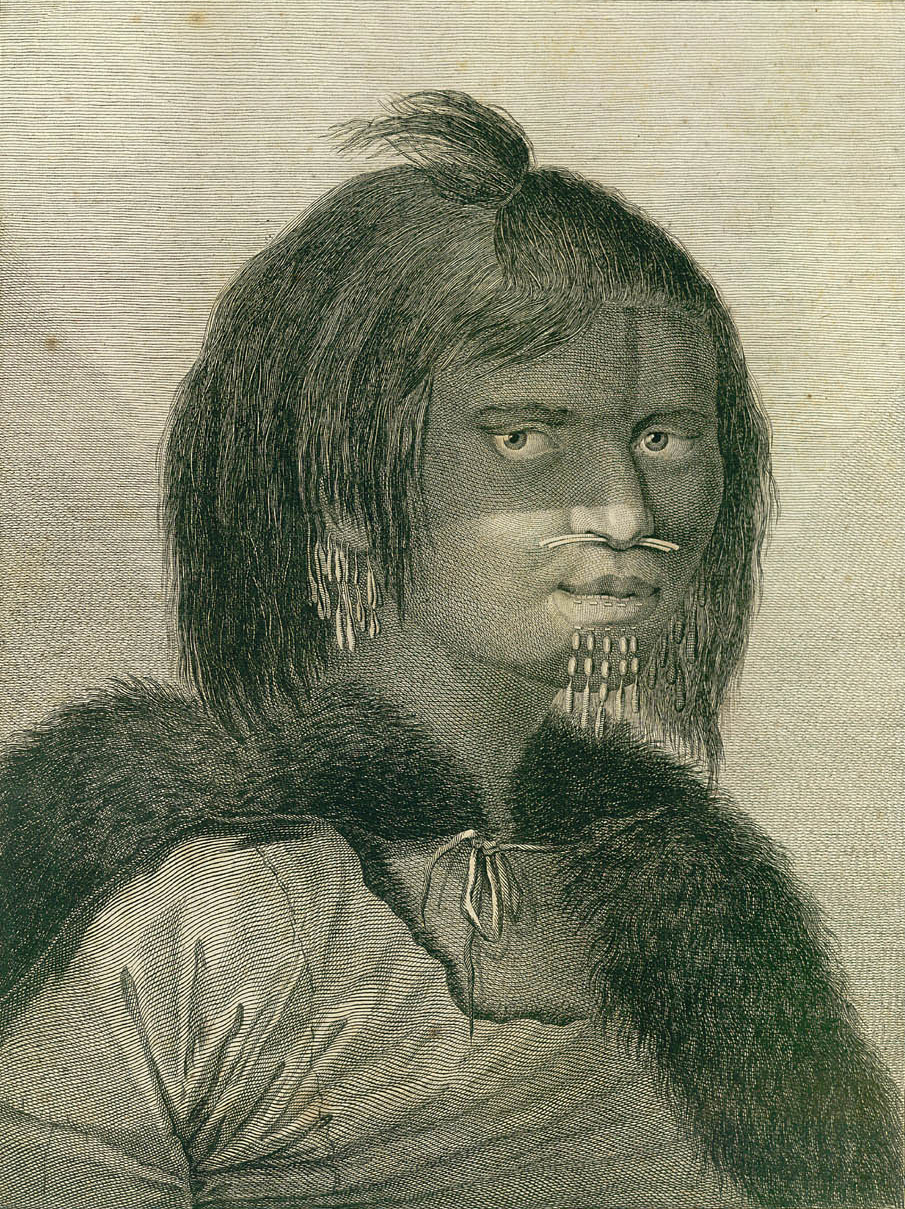
Femme de l'entrée du prince Guillaume
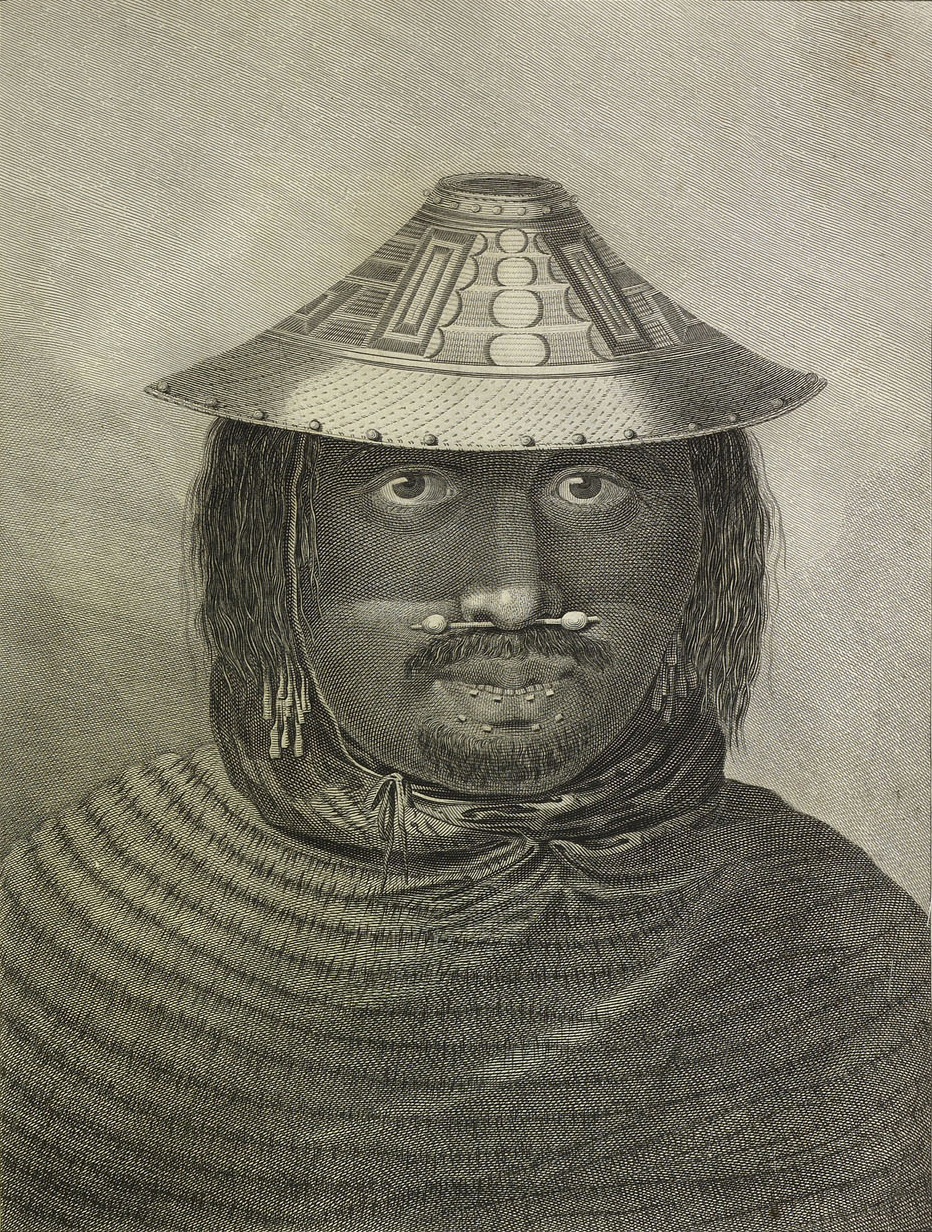
Homme de l'entrée du prince Guillaume
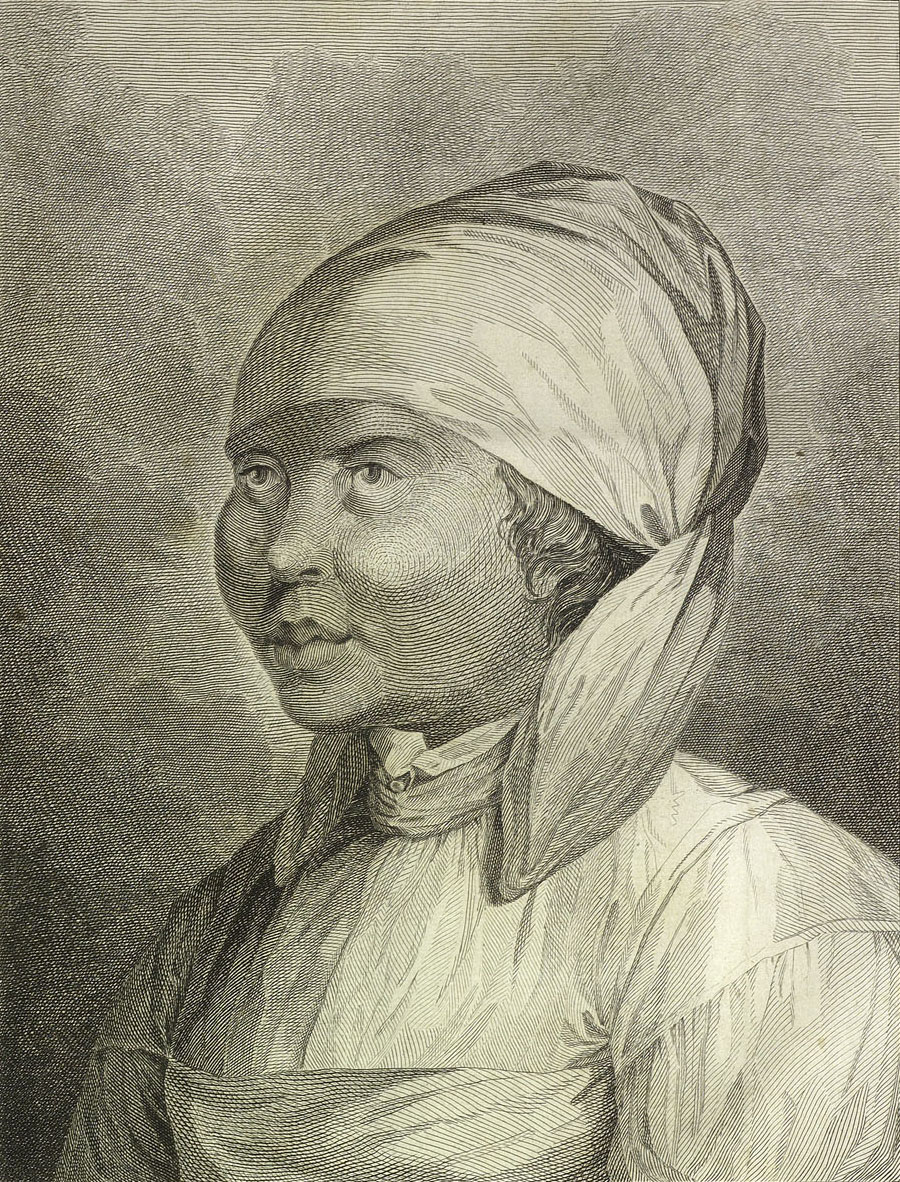
Femme du Kamtchatka
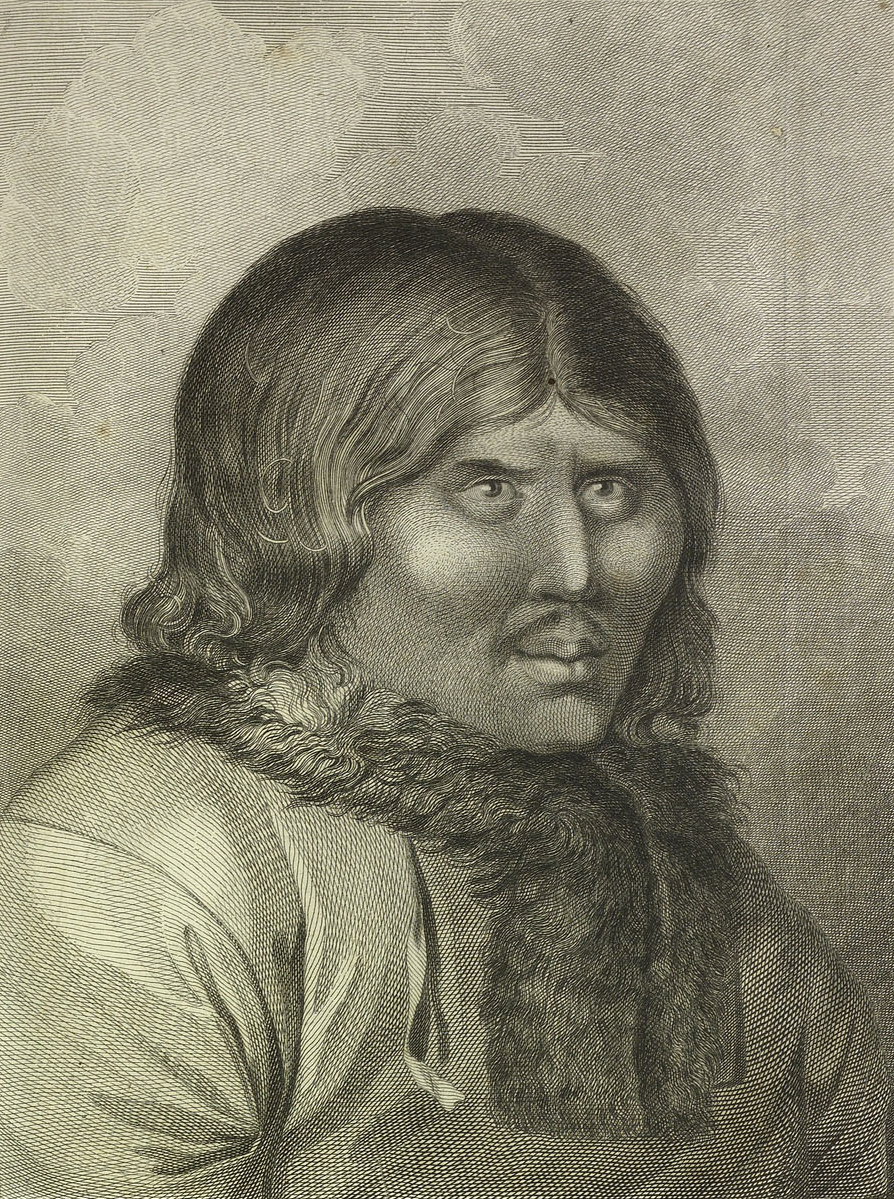
Homme du Kamtchatka
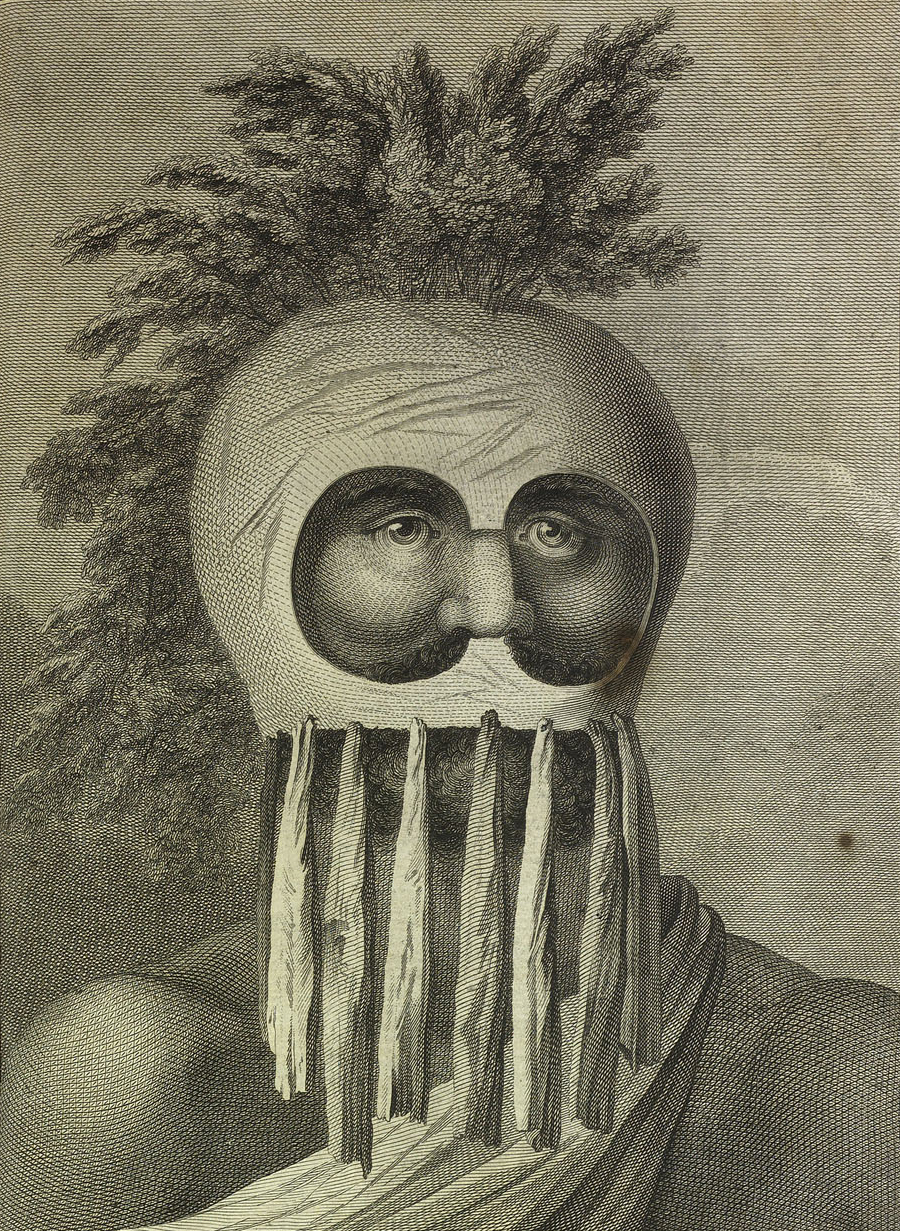
Homme masqué de l'île Sandwich
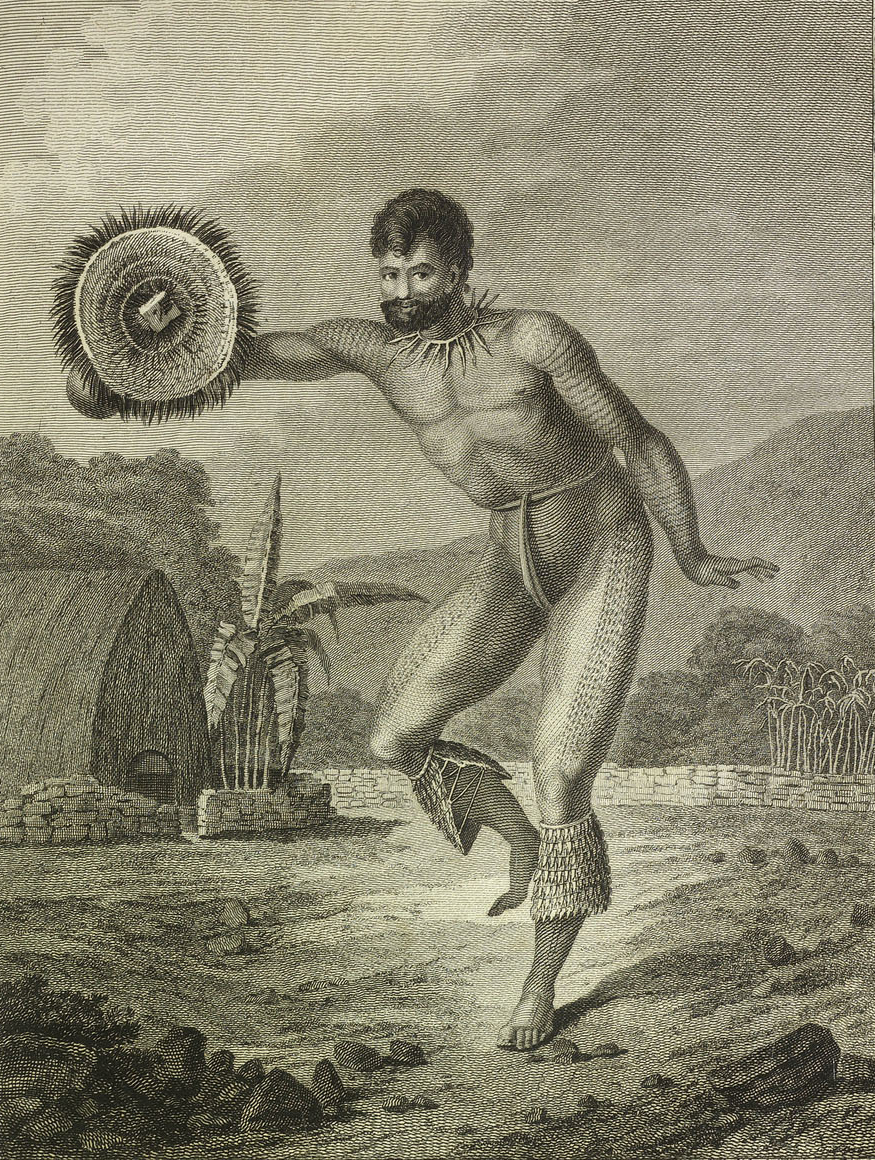
Homme de l'île Sandwich dansant
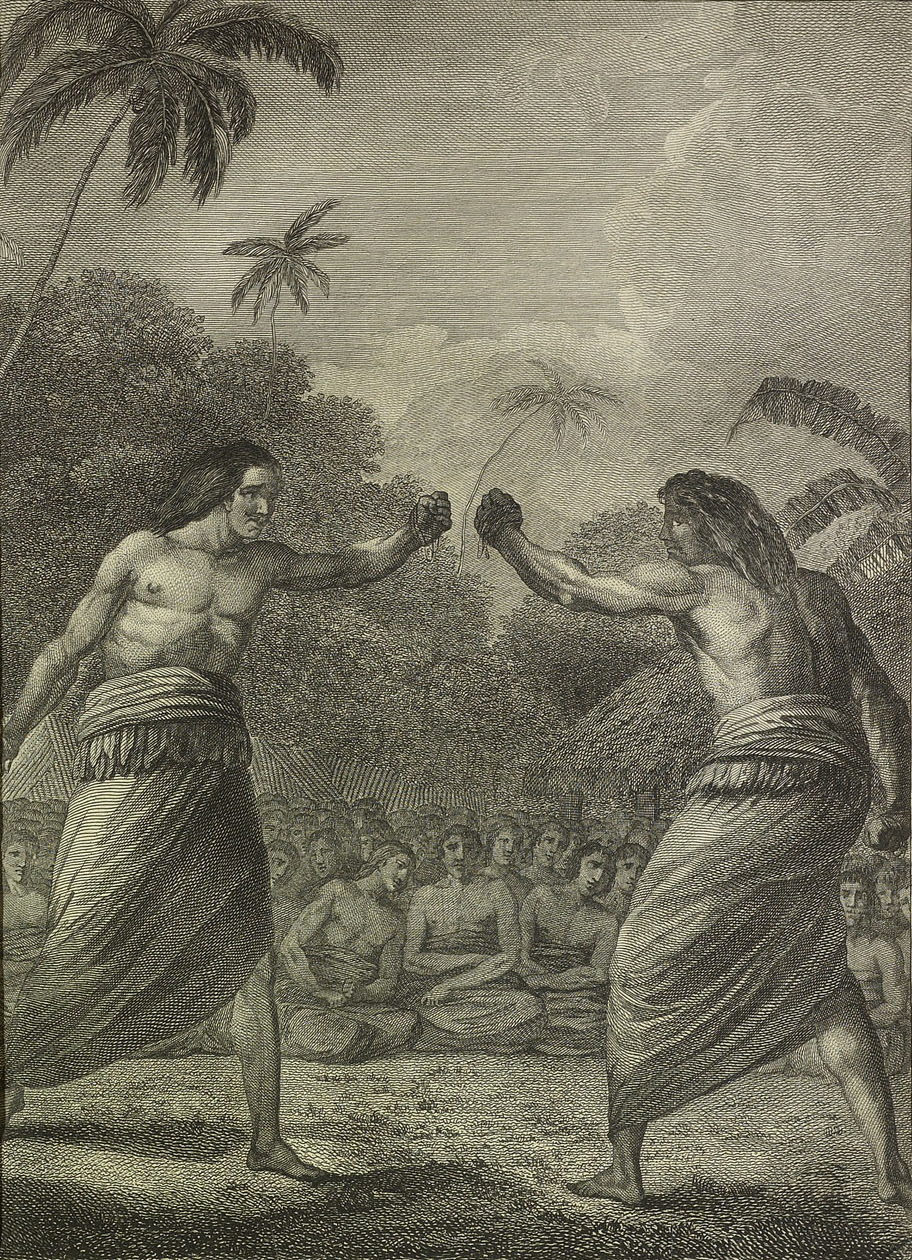
Combat à coups de poing des insulaires de Hapaee
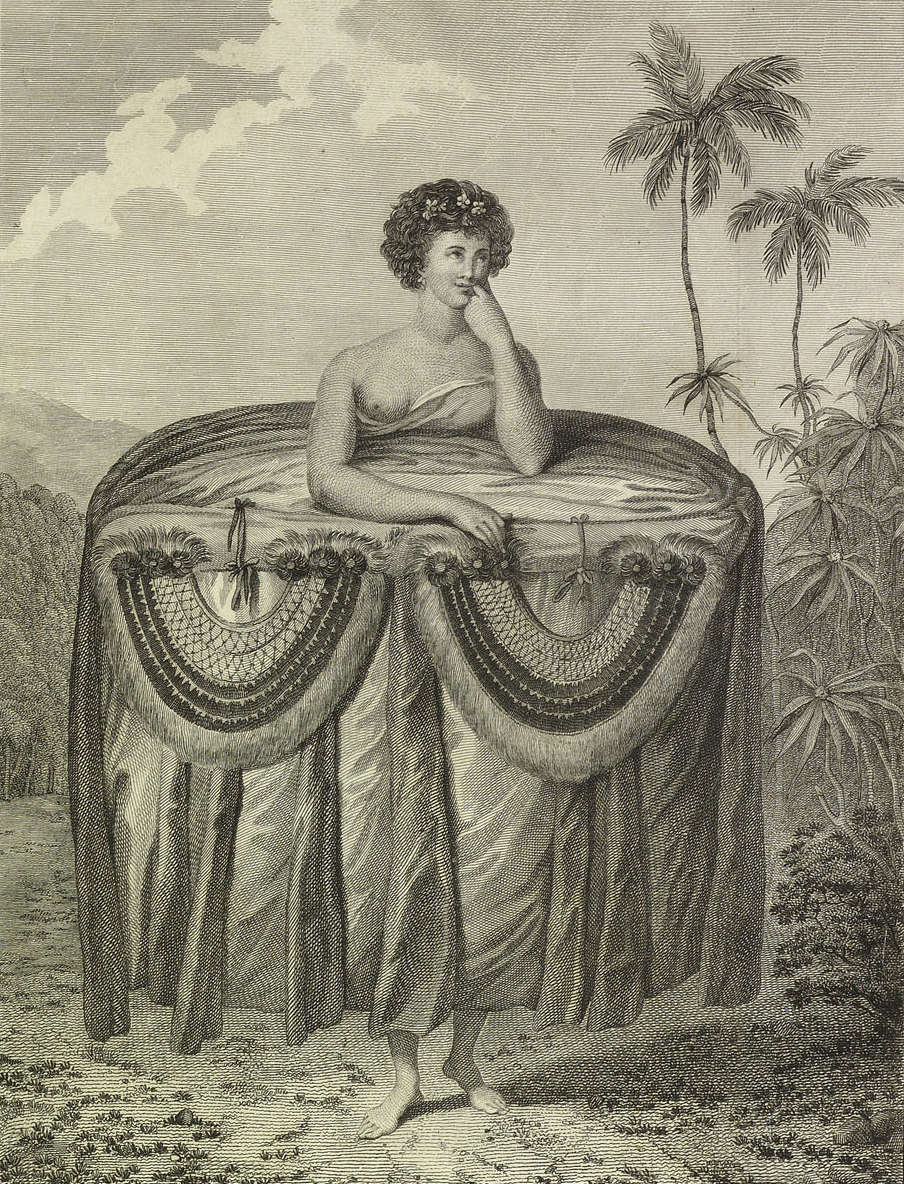
Jeune femme de O-Tahiti apportant un présent
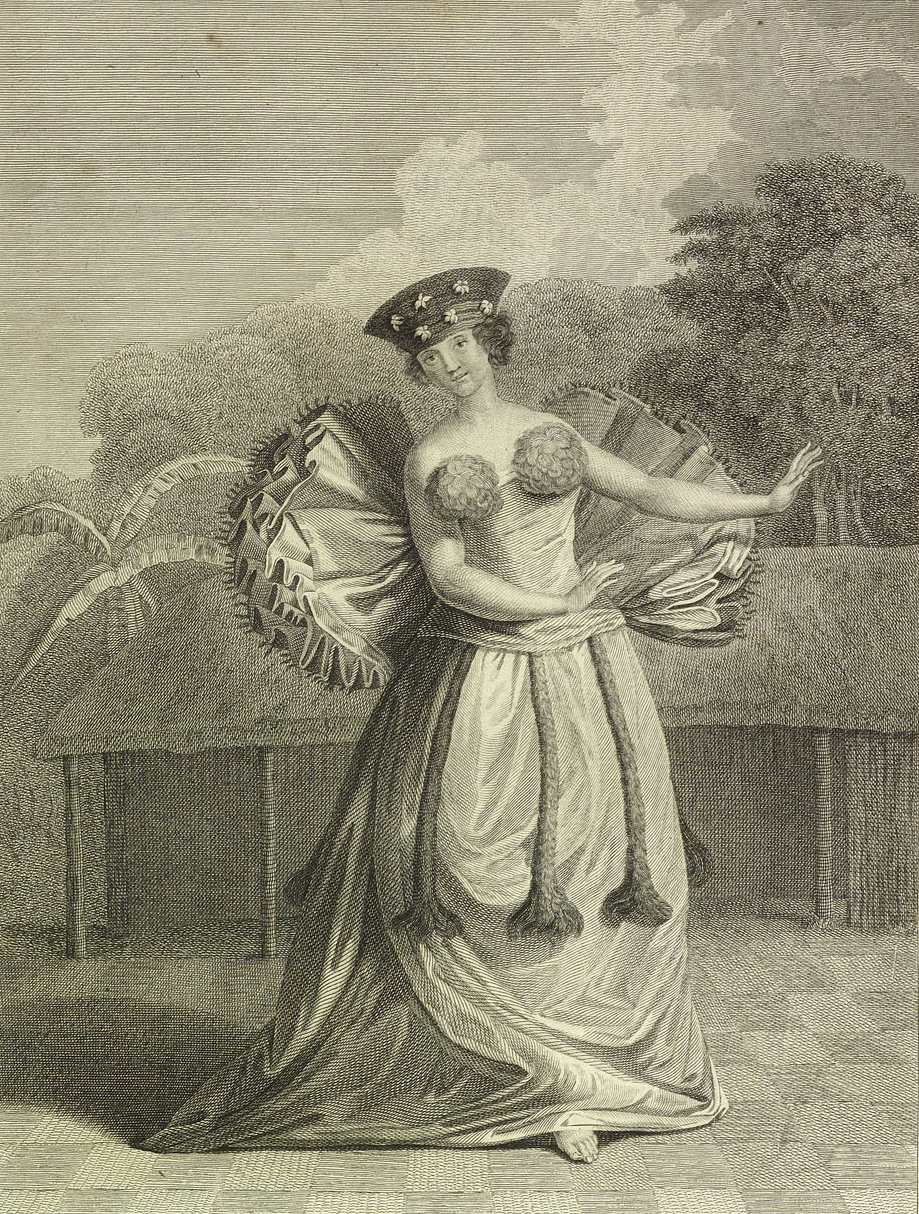
Jeune femme de O-Tahiti dansant
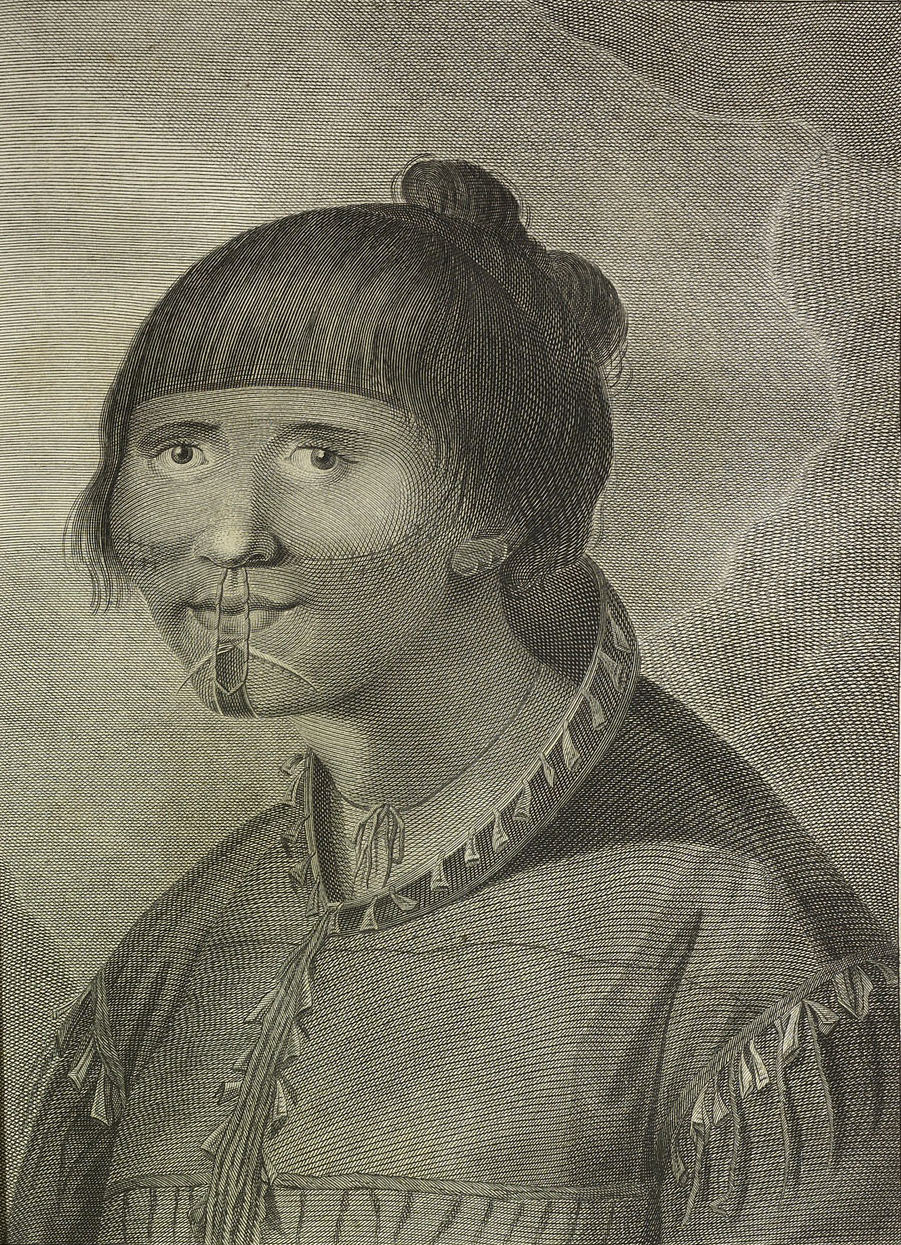
Femme de Oonalashka
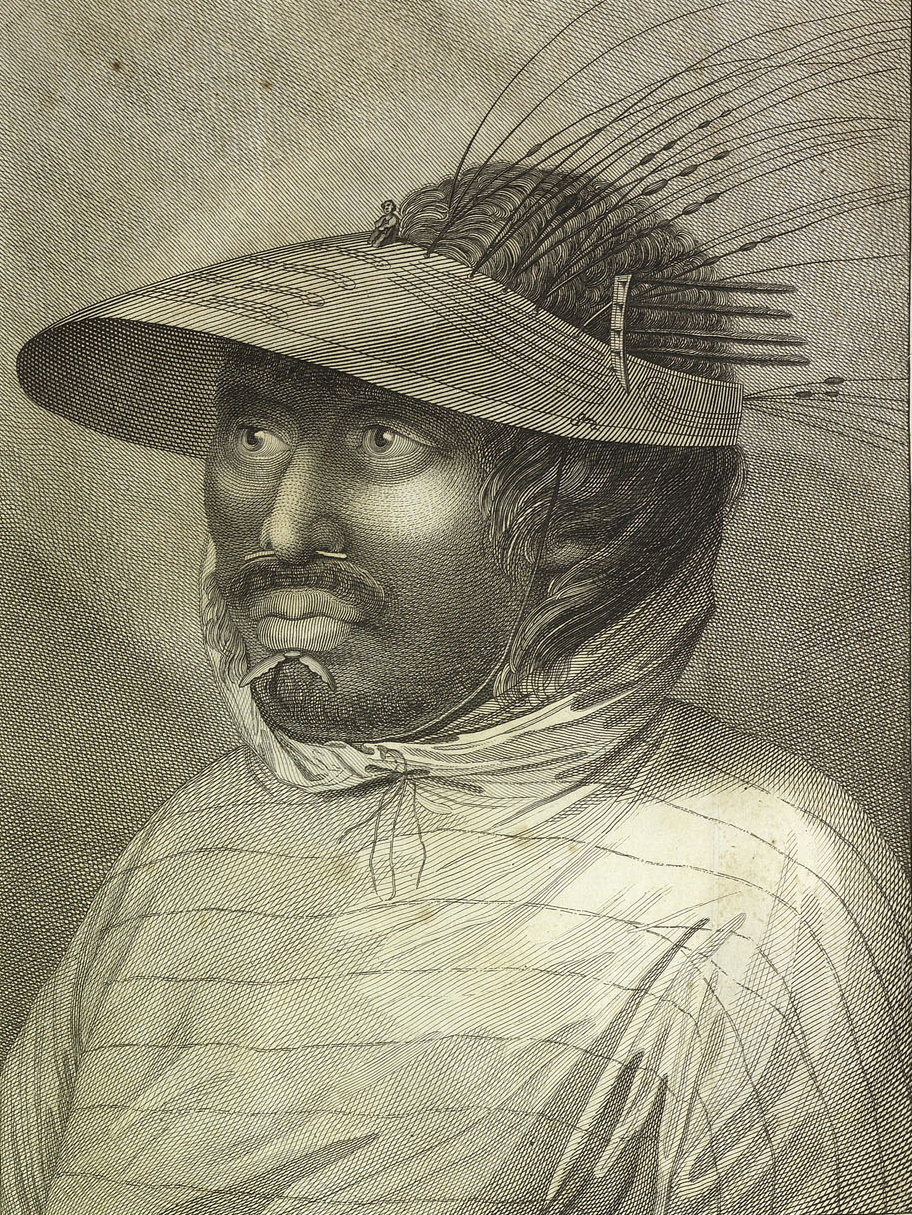
Homme de Oonalashka
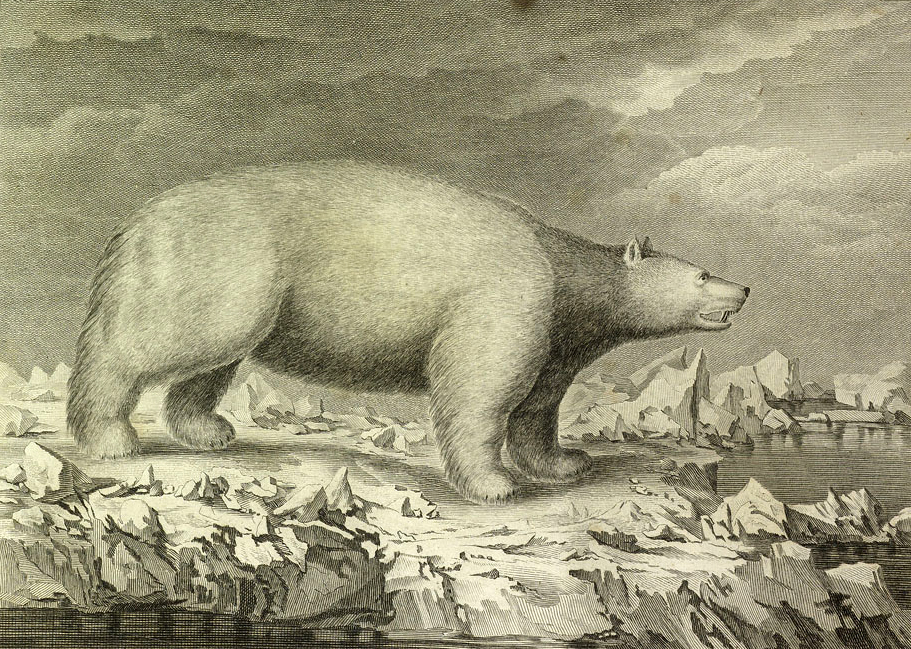
Ours blanc

### Nouvelle-Zélande
- Musée de la Nouvelle-Zélande Te Papa Tongarewa, Wellington, cinq gravures[32] :
  - Tête d'un guerrier de la Nouvelle-Zélande, gravure d'après Sydney Parkinson, vers 1768.
  - Portrait du Capitaine James Cook, gravure, vers 1778.
  - Homme de la Nouvelle-Zélande, gravure d'après William Hodges.
  - Femme de la Nouvelle-Zélande, gravure d'après William Hodges.
  - Famille dans la Baye Dusky obscure de la Nouvelle-Zélande, gravure d'après William Hodges.

### Pays-Bas
- Côtés agissants des navires, gravure d'après Jacques-Nicolas Bellin et Louis-Jacques Goussier, 1769.

### Royaume-Uni
- Wellcome Collection, Londres.